# Patrimonio cultural de Orihuela

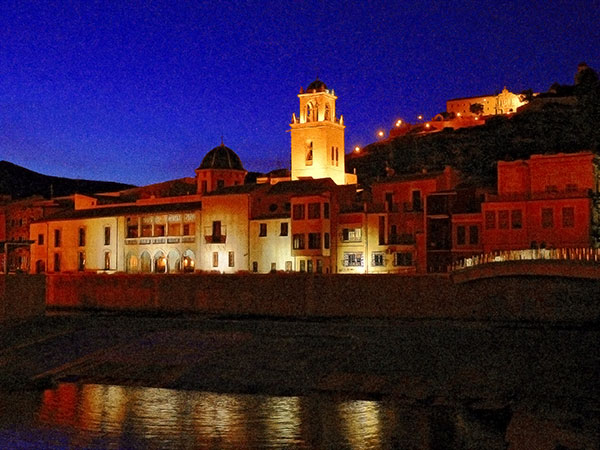
Vista nocturna de la torre de la Catedral, Palacio Episcopal y el Seminario Diocesano (en lo alto de la montaña).

El patrimonio cultural de Orihuela es el conjunto de todos los bienes históricos y culturales, materiales (tangibles) o inmateriales (intangibles), que, por su valor propio, deben ser considerados de interés relevante para la permanencia de la identidad y la cultura del pueblo de Orihuela. Es la herencia propia del pasado, con la que el pueblo vive hoy y que se transmitirá a las generaciones futuras.
Orihuela está poblada desde la Edad Antigua pero consigue su mayor esplendor durante un periodo comprendido entre mediados de la Edad Media hasta la decadencia del reino de Valencia con la derogación de sus fueros. Prueba de ello es que la mayor parte de los monumentos están realizados durante esta época.
La mayor parte del patrimonio de la ciudad se encuentra en el llamado Casco Histórico de la ciudad. El Casco histórico de la ciudad fue declarado Conjunto Histórico Artístico en el año 1969, siendo uno de los primeros en ser declarado en España.[cita requerida] Conserva multitud de monumentos, muchos de ellos declarados como Bien de Interés Cultural, así como multitud de edificios eclesiásticos y civiles. Entre los que se intercalan: Iglesias, monasterios, conventos, ermitas o palacios, palacetes y casas burguesas de diversos siglos.

## Patrimonio arquitectónico
La ciudad orcelitana, debido a su carácter de Capital de la Gobernación de Orihuela o Gobernación Ultram Xaxonam del Reino de Valencia acogió en su tiempo a gran parte de la noble valenciana, hecho que se ha reflejado en el tramado urbanístico de la ciudad que se encuentra jalonado con numerosos edificios que fueron y algunos todavía lo son, residencia de familias de nobles que dejaron en la historia de Orihuela su huella por medio de estos edificios.
El origen de esto es que la ciudad en aquella época era la segunda ciudad más importante del reino valenciano, solo superado por la ciudad de Valencia, y siendo una de las más importantes del medievo en España. La ciudad fue capital del Reino de Valencia durante un breve periodo comprendido bajo el reinado del rey español Felipe V de Borbón, vencedor de la Guerra de Sucesión Española, y hubiera seguido así de no haberle convencido para que cambiara el rey de opinión el obispo y virrey de Valencia y Murcia, el cardenal Belluga.

### Arquitectura Militar de la ciudad

#### Castillo de Orihuela

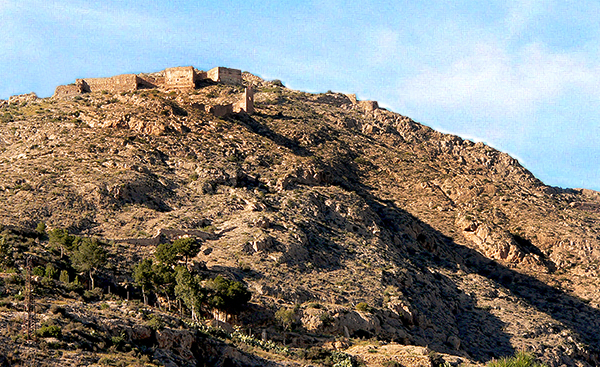
Castillo de Orihuela.

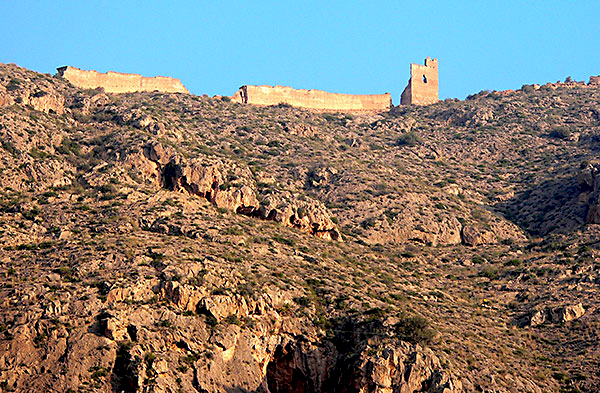
Paño defensivo del castillo de Orihuela.

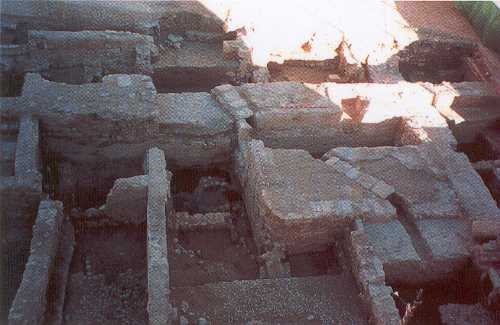
Ruinas de la muralla oriolana.

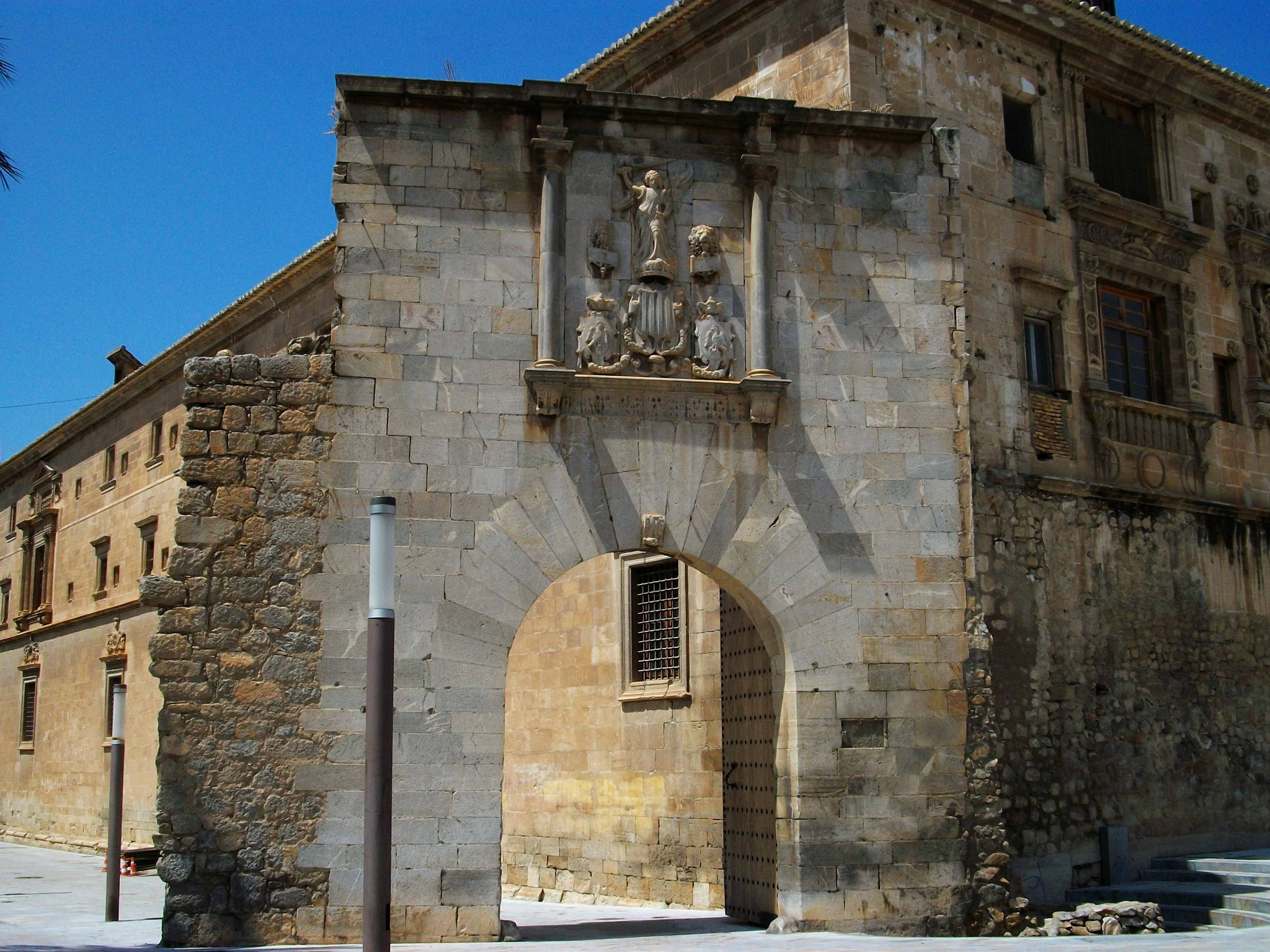
Puerta de la Olma.

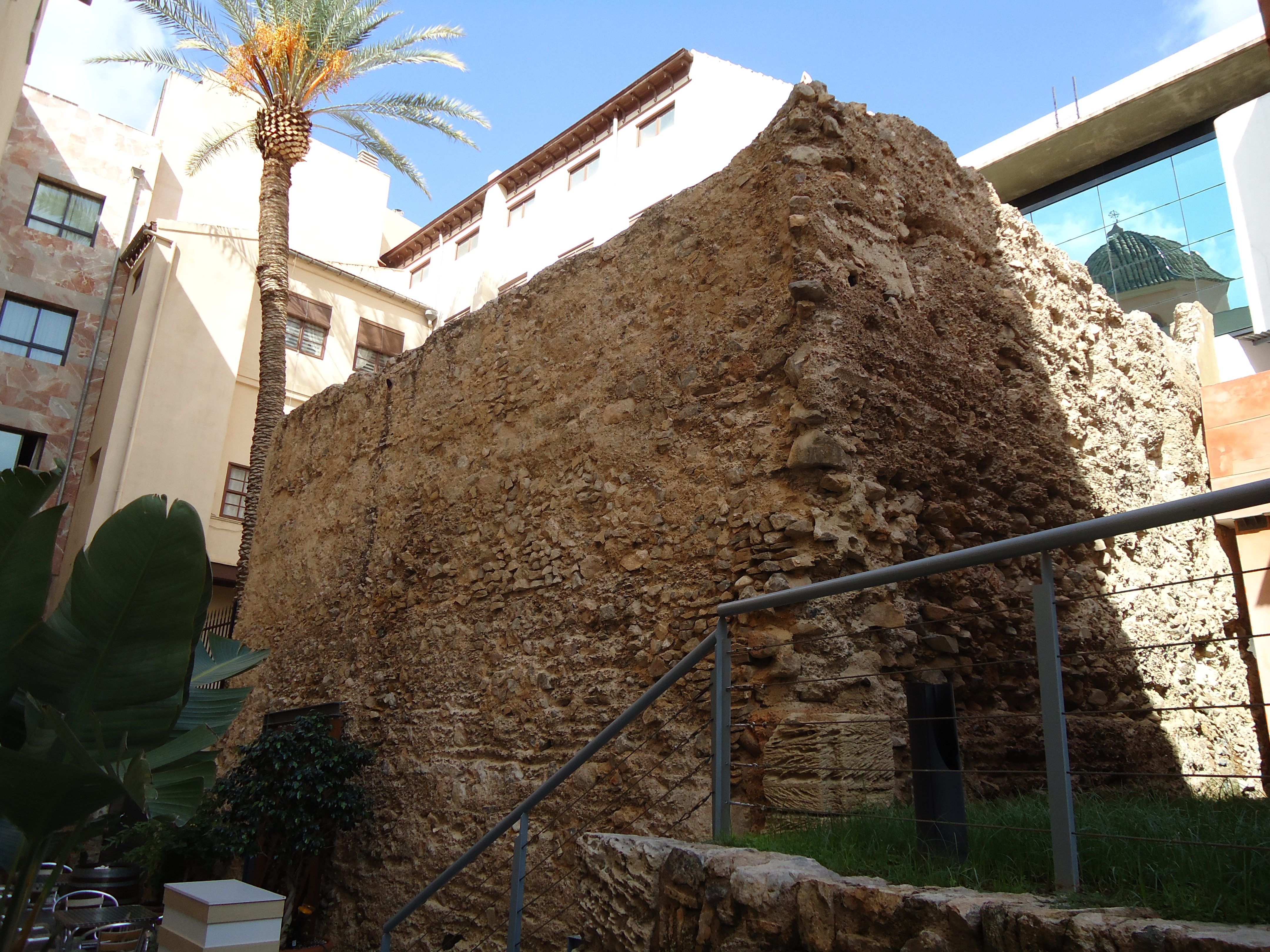
Torre del pasaje de la pasión, o de la Casa Casinello.

Castillo construido durante los tiempos del rey visigodo Teodomiro (también Tudmir), concretamente en el año 759, como muestran documentos, durante la invasión normanda que consiguió tomarlo, si bien otras fuentes señalan que es de origen árabe. Situado en la cima del monte San Miguel. Fue construido en siete círculos, estando reservado el superior para los altos cargos militares.
Actualmente se pueden ver todavía grandes tramos de sus murallas como restos de la torre del homenaje y algunas torres defensivas, de balsas y de las mazmorras, así como una zona llamada el baño de la reina. También pueden distinguirse los distintos elementos incorporados en sucesivas épocas. Se encuentra en estado de ruina. Todos estos elementos se encuentran diseminados por toda la cima del monte de San Miguel.
En ella tuvo residencia el rey Teodomiro, el gobernador de la ciudad en época musulmana, así como el Alcaide en la época cristiana, Jefe Militar de la Gobernación de Orihuela (una de los dos en que se dividía el reino de Valencia).
El castillo de Orihuela fue un lugar defensivo clave para evitar la conquista del Reino de Valencia y la Corona de Aragón por parte de los castellanos y de los musulmanes que llegaban desde el reino nazarí de Granada. Su conquista fue vital por el ejército imperial de Carlos I de España para someter a la ciudad durante la guerra de las Germanías en 1521 y poder así llegar a la Capital del Reino.
El cronista Jerónimo Zurita del siglo XV dijo al verlo que se trataba de uno de los Castillos más bellos y esplendorosos de la península ibérica, destacando su inexpugnabilidad histórica, amplitud y grandeza.
Está declarado desde 1931 como Monumento Nacional y Ruinas Históricas y Gloriosas, conmutándose dicho estatuto jurídico por el de Bien de Interés Cultural por la Ley 16/1985 de las Cortes Generales y la ley 4/1998 de la Comunidad Valenciana.

#### Murallas de la ciudad
Las murallas de la ciudad fueron durante siglos una de las defensas de la misma, además de los elementos geográficos como el río o los montes traseros. Las mismas fueron construidas en época visigoda, reconstruidas en época almohade. Varias zonas fueron reformadas en el siglo XIV, tras la Guerra con Castilla, así como en el siglo XVI por mandato de Felipe II.
Las murallas poseían dos cinturones uno externo que protegía a la ciudad y otro interno que protegía al Castillo y al Alcazaba de Orihuela, llamada esta última muralla del Castillo.
En el siglo XVIII el rey Felipe V de la mano del cardenal Belluga, mandó destruir las murallas de la ciudad con el fin de dejarla en la indefensión, como castigo a no haber apoyado su causa en favor el archiduque Carlos de Austria (futuro Emperador Carlos VI de Austria).
En la actualidad quedan varios lienzos completos y diversas torres, así como una puerta de acceso a la ciudad, de las cinco que había.
Algunos de los elementos que permanecen son:
- Puerta de la Olma, de Crevillente o de Elche.

Única puerta de entrada a la ciudad que queda en pie tras el derrumbe de las murallas por Felipe V. Es de origen almohade, aunque el rey Felipe II mandó reformarla en el siglo XVI. En la parte alta se encuentra timbrada por el escudo de la ciudad y sobre él un alto relieve con la imagen de San Miguel, protector de la ciudad. Hoy día sigue realizándose en ella el bello ritual de la entrada de los prelados de Orihuela a lomos de una burra viniendo desde Castilla. Se halla junto al Colegio del Patriarca o de Santo Domingo. Declarada Bien de Interés Cultural.
- Lienzo de muralla de las Salesas.

Situada en el sótano del Aulario de la Universidad Miguel Hernández se haya parte de la muralla formada por un lienzo en el que se integran cuatro torreones de origen almohade, modificadas en el siglo XIV, junto a ella se pueden visitar, baños árabes, viviendas islámicas y restos de edificios góticos y barrocos, así como restos del Palacio del Rey Fernando el de Antequera, y restos arqueológicos del ajuar de las viviendas almohades que en él se hallan. El Museo de la Muralla, que lo contiene fue declarado Bien de Interés Cultural.
- Torres de Monserrate.

Restos arqueológicos de la muralla de la ciudad. Posee dos torreones de la muralla de la ciudad, próximos a la antigua puerta de Murcia. Se halla junto al Santuario de Monserrate, en la calle torreta. Está declarada Bien de Interés Cultural.
- Torre del pasaje de la Pasión.

Torre y Restos arqueológicos de la muralla de la ciudad situados en el patio de la casa Casinello y en la plaza de los cantores de la pasión. Es una torre de planta cuadrada reformada en el siglo XIV. Está declarada Bien de Interés Cultural.
- Torre de Embergoñes.

Interesante torre de planta hexagonal, obra de tapial de mortero de cal y arena que incluye gravas y piedras calizas de distinto tamaño. Aparece citada en las fuentes escritas como Torre del Cantón o de Don Ramón. Es de cronología almohade y servía para la defensa de la ciudad con el fin de avistar instrusos que pretendían la conquista de la ciudad a través del Río Segura o la zona central de la Huerta. Está declarada Bien de Interés Cultural.
- Torres del Seminario.

Se trata de dos torres de la muralla interior perteneciente al Castillo. Se encuentran situadas en la zona este del edificio del Seminario. Está declarada Bien de Interés Cultural.

### Patrimonio Arquitectónico Eclesiástico de la ciudad

#### Santa Iglesia Catedral del Salvador

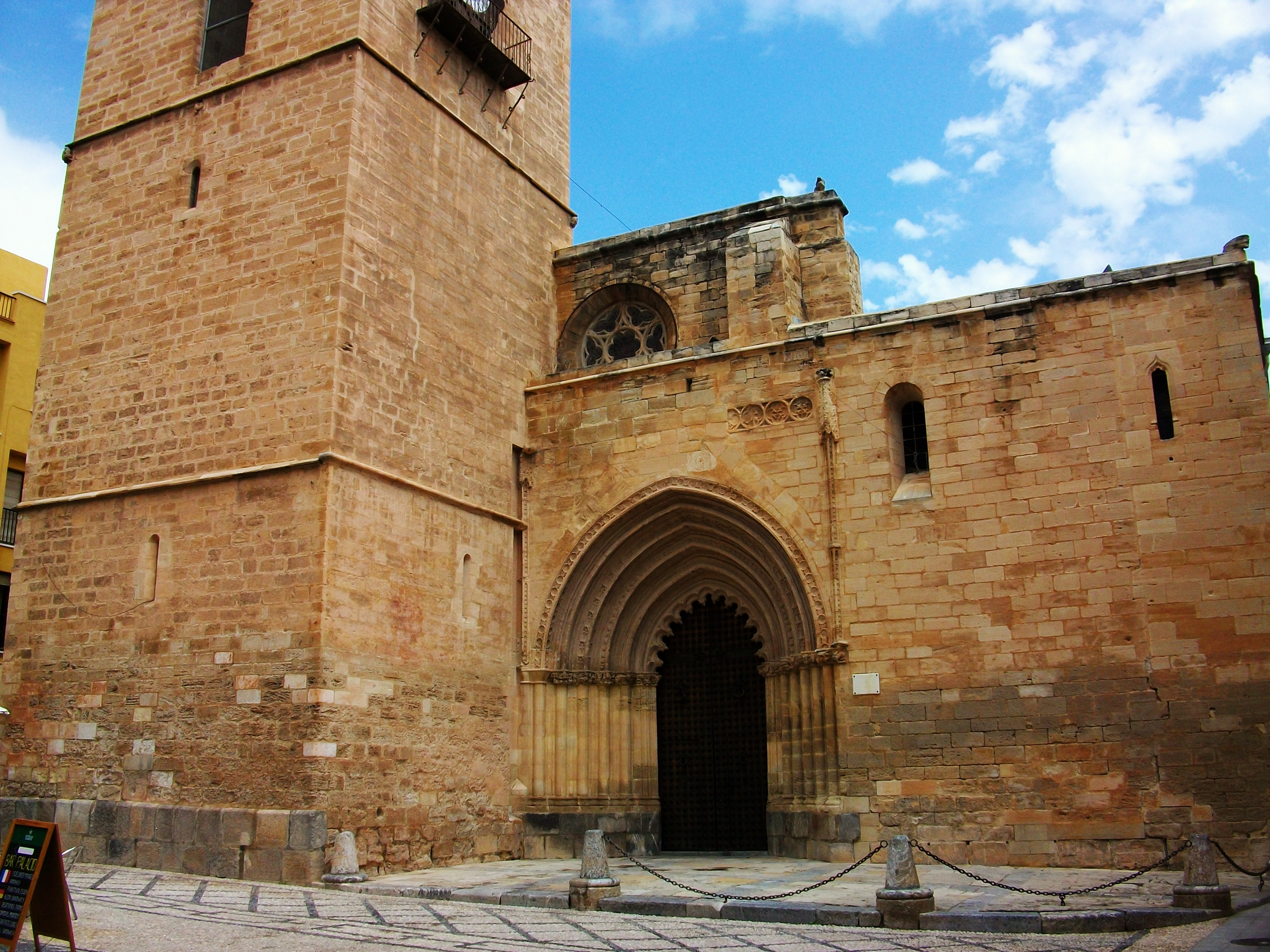
Fachada principal.

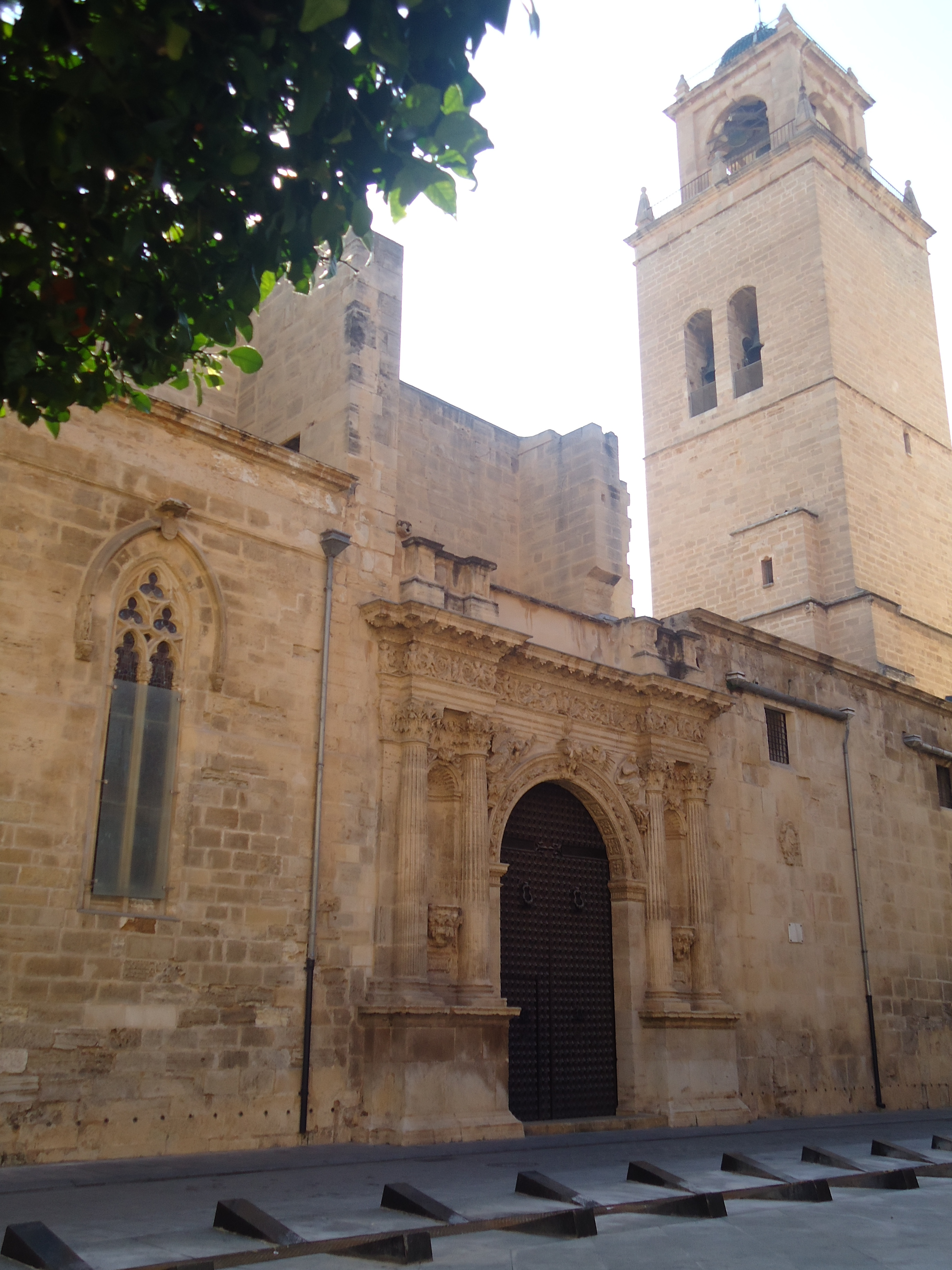
Puerta de la Anunciación de la catedral de Orihuela.

Templo gótico construido sobre la antigua Mezquita Aljama, inicialmente como iglesia parroquial, pasó posteriormente a constituirse como principal por Alfonso X El Sabio en 1281. En 1413, el Papa Luna, Benedicto XIII, le otorgó el rango de colegiata. En el año 1419, el Papa Martín V, lo confirmó.
En 1510, el Papa Julio II la elevó a catedral. En 1564, Pío IV y Felipe II concedieron el Obispado a Orihuela, desmembración del de Cartagena, siendo su primer prelado el Obispo Gregorio Gallo de Andrade.
Su construcción se inició a finales del siglo XIII, hay que adscribirla al estilo gótico meridional, con planta de tres naves, girola y capillas entre contrafuertes. La nave central es ligeramente más alta que las laterales y los arbotantes presentan escaso desarrollo. La cubierta es de trespoles (terrazas) y al exterior predominan las superficies lisas con escasos huecos que dan al conjunto un aspecto compacto.
En la catedral pueden diferenciarse cuatro grandes fases constructivas y estilísticas, las dos primeras en estilo gótico singular levantino, seguida de otra renacentista y la última ya en estilo barroco: torres y naves al pie de la iglesia (fines del siglo XIII-mediados del XIV); crucero, cabecera con altar mayor, girola y antigua aula Capitular (mediados del siglo XV-principios del siglo XVI); Portada de la Anunciación y capillas junto a la torre (segunda mitad del siglo XVI); Capilla de la Comunión y sacristía (siglo XVIII). Es de destacar la reforma del crucero del siglo XVI, realizada por Pere Compte.
La torre campanario es un prisma de planta cuadrada de 7 m de lado y 28 m de altura, con lo que se manifiesta el sistema de relaciones de la "medida cierta" (coinciden el perímetro en planta y la altura). Está dividida en cuatro cuerpos similares cubiertos en cada tramo con bóvedas de crucería, comunicándose los niveles con una escalera de caracol.
Tiene tres puertas principales:
- La Puerta de las Cadenas. Del siglo XIV, abocinada y carente de tímpano y parteluz. Tiene un arco polilobulado de influencia mudéjar y unos interesantes capiteles-impostas de decoración figurativa.

- La Puerta de Loreto. De mediados del siglo XV, en estilo gótico arcaizante, posiblemente debió de conservar el parteluz hasta mediados del siglo XVI en que es sustituido por un arco carpanel decorado con casetones. Destaca La decoración escultórica de las arquivoltas, a base de ángeles cantores y músicos.

- La Puerta de la Anunciación. Al igual que las capillas septentrionales es obra renacentista en su fase de plateresco. Fue terminada en 1588, siendo realizada por el arquitecto Juan Anglés o Inglés. Tiene una disposición arquitectónica en forma de arco de triunfo. En la cornisa de lo que se supone el arco se encuentran a un lado el arcángel san Gabriel, y al otro la Virgen María, estando en medio Cristo Niño. El entablamento del arco está sostenido por columnas pareadas con capitel corintio, entre las cuales se distribuyen dos hornacinas

Destaca el órgano, obra del siglo XVIII de Salanova, uno de los mejores de todo el levante español. Destaca la Capilla de la Comunión y la Capilla del Rosario. Contiene importantes obras de autores como Velázquez, Sánchez Coello, Ribera, Francisco Salzillo, Galarza, José Sánchez Lozano, Mathías Stommer, Vergara, Paolo de San Leocadio, Eduardo Vicente, Luis de Morales "el Divino", etc., así como un importante conjunto de orfebrería y textiles litúrgicos desde el siglo XV hasta la actualidad y de mucha calidad.
El claustro de la Santa Iglesia Catedral del Salvador y Santa María de Orihuela de estilo renacentista procede del antiguo Convento de la Merced siendo trasladado y reconstruido sobre el antiguo fosar de la catedral.
Fue Declarado B.I.C. del patrimonio histórico español.

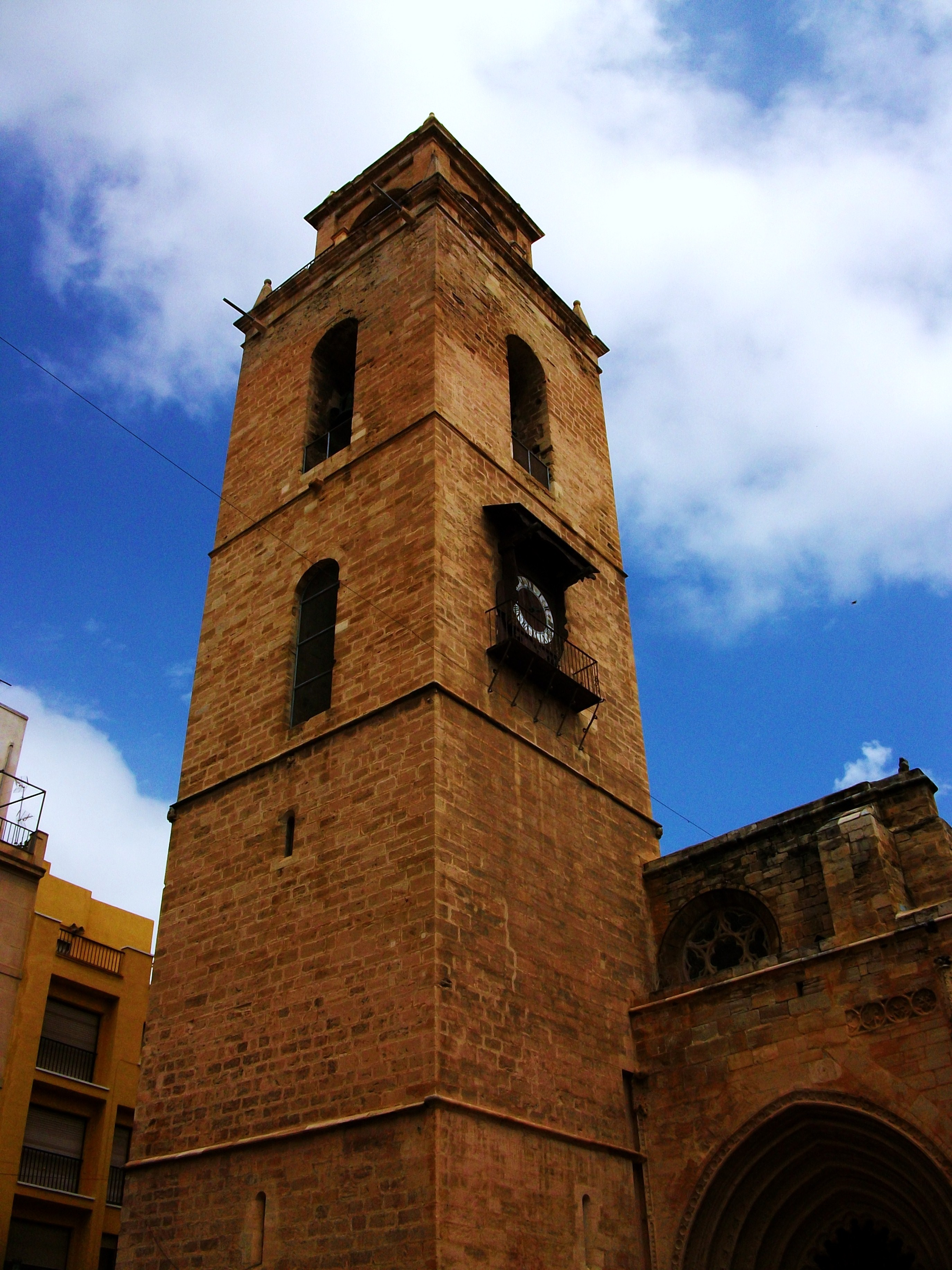
Campanario de la Catedral.
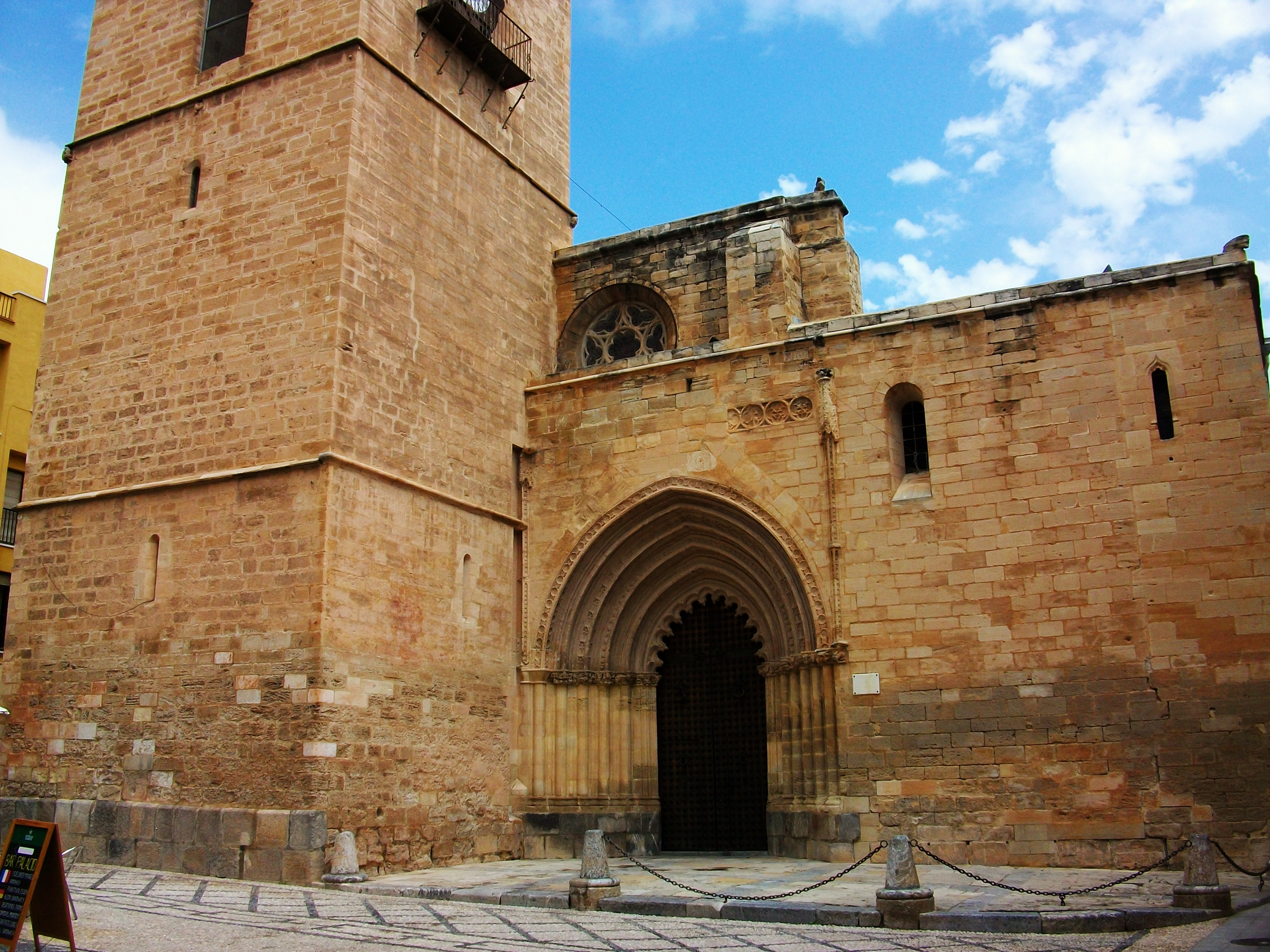
Puerta de las Cadenas.
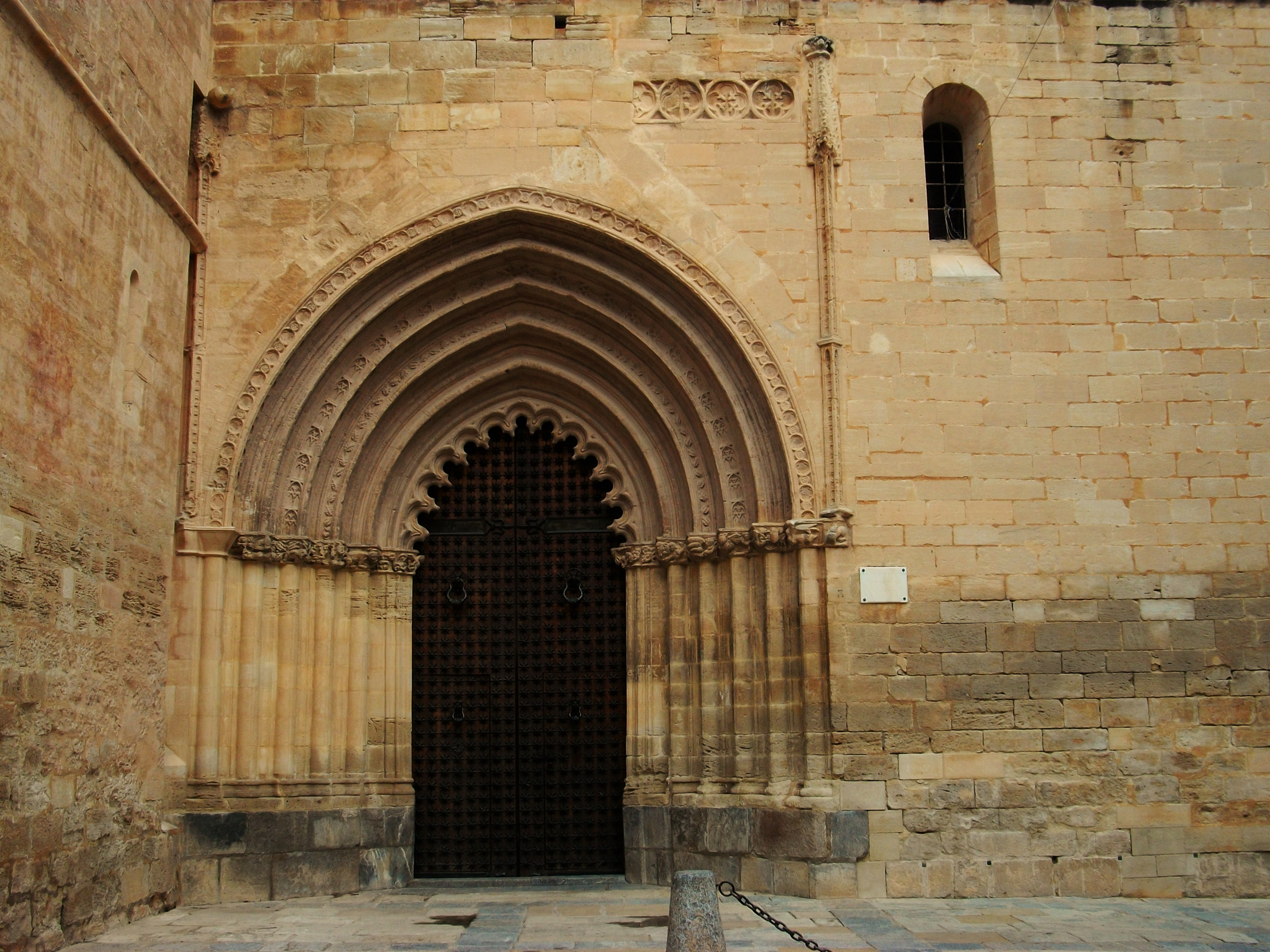
Puerta de las Cadenas, de cerca.
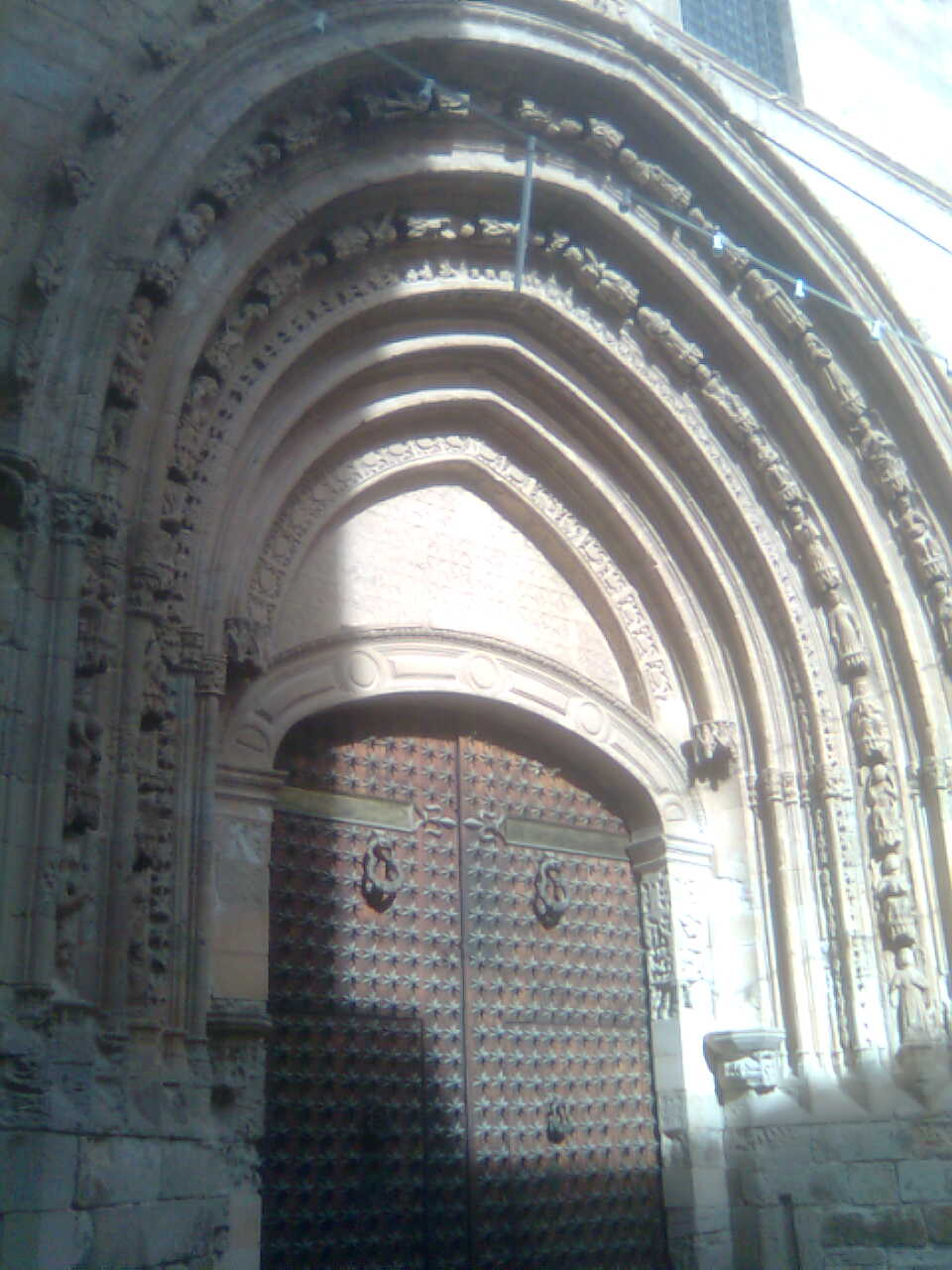
Puerta de Loreto.
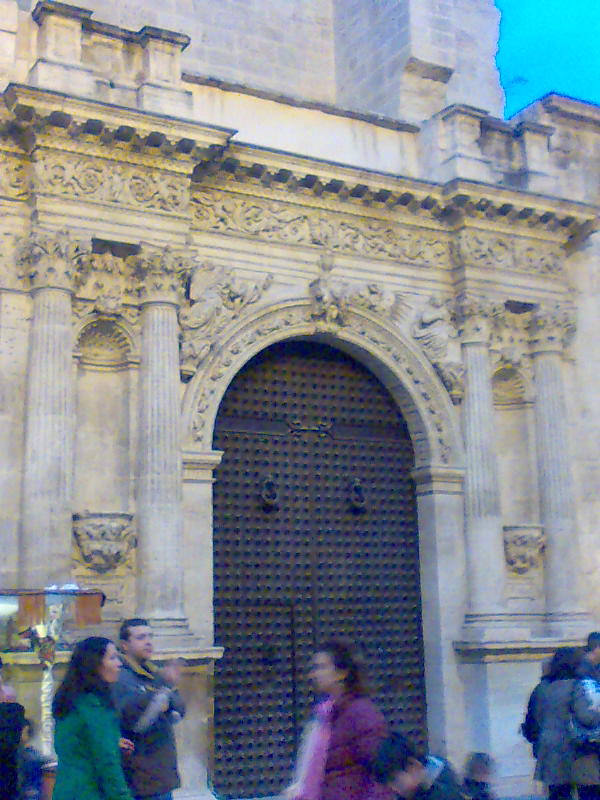
Puerta de la Anunciación.
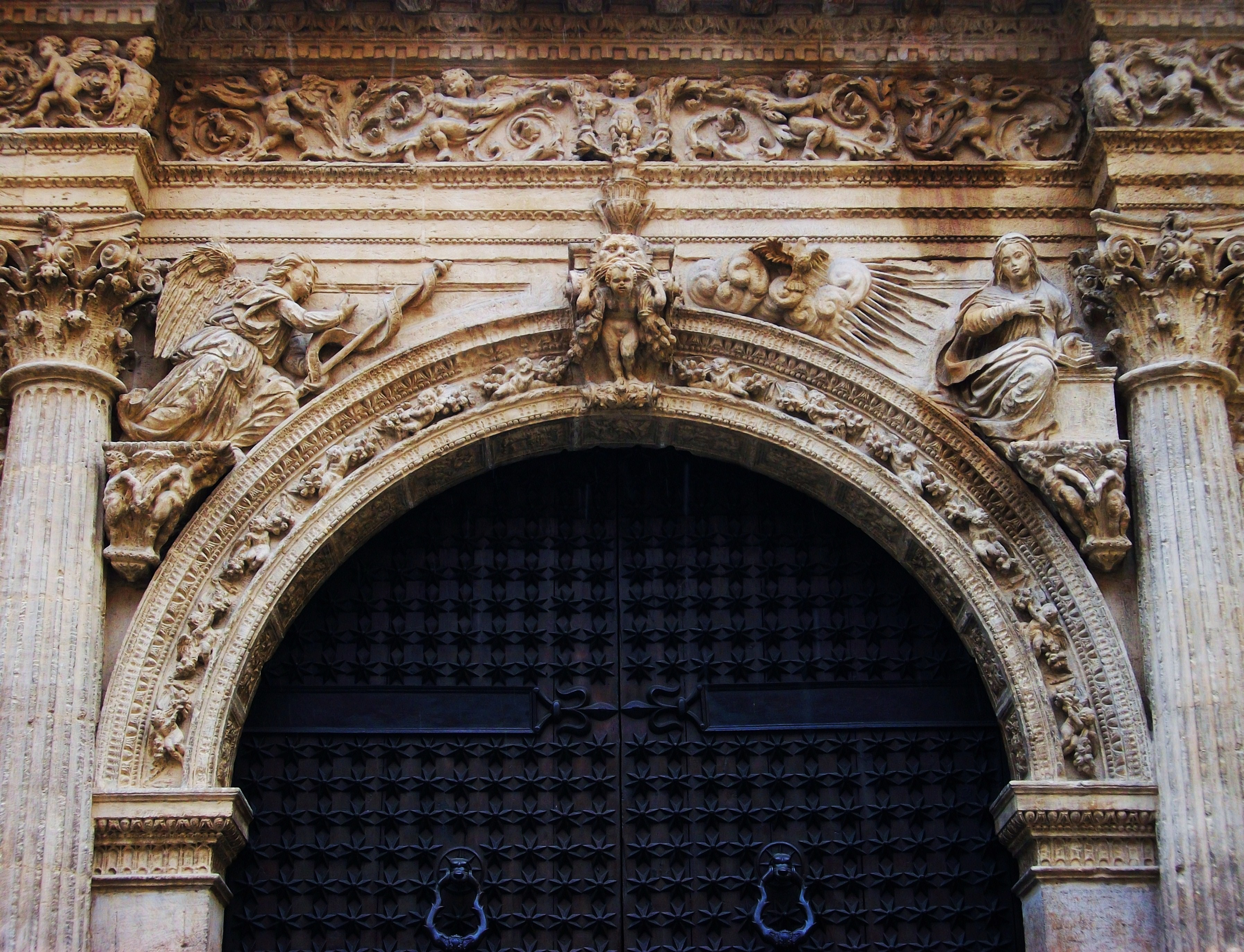
Puerta de la Anunciación, de cerca.
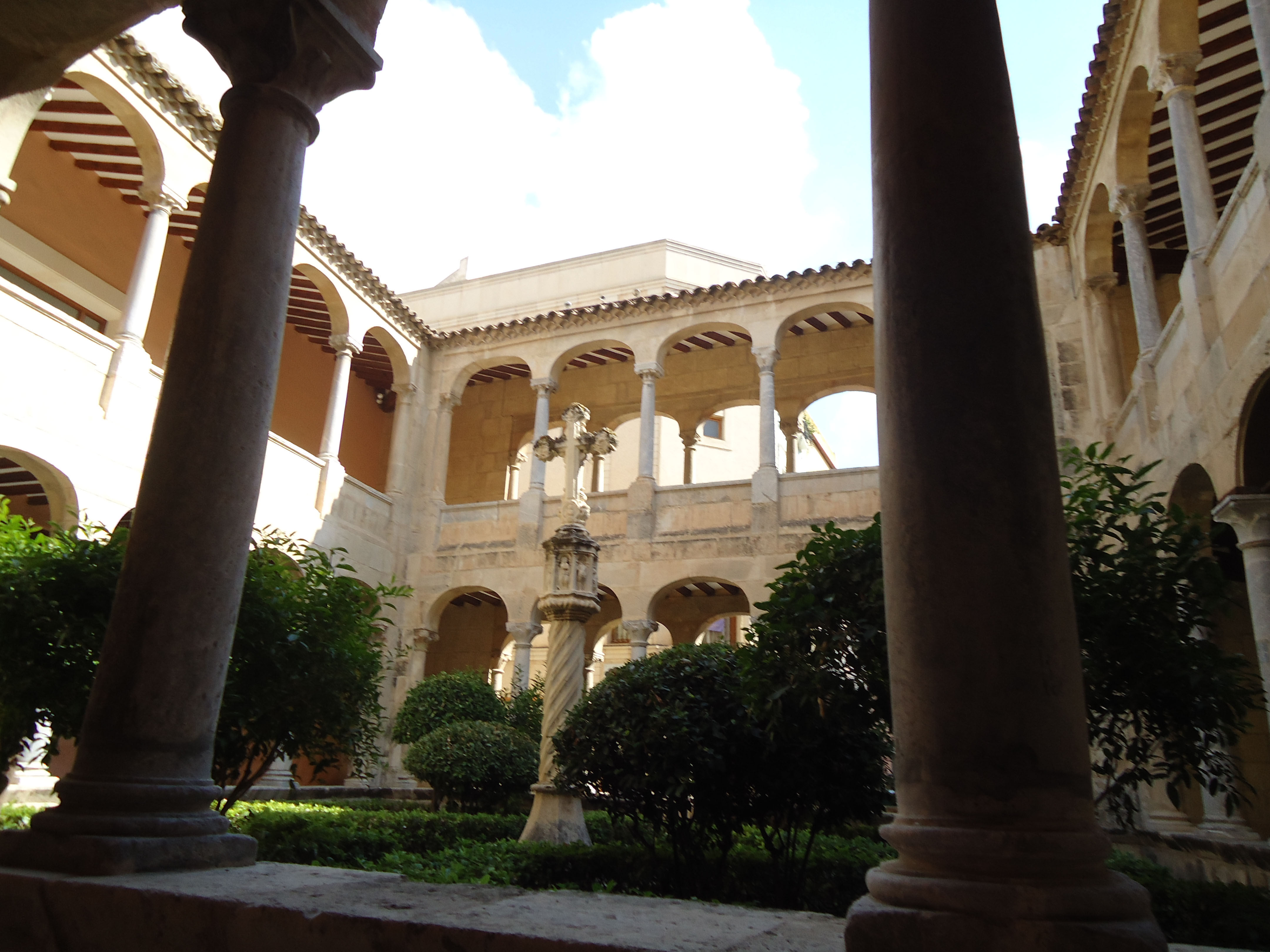
Claustro.
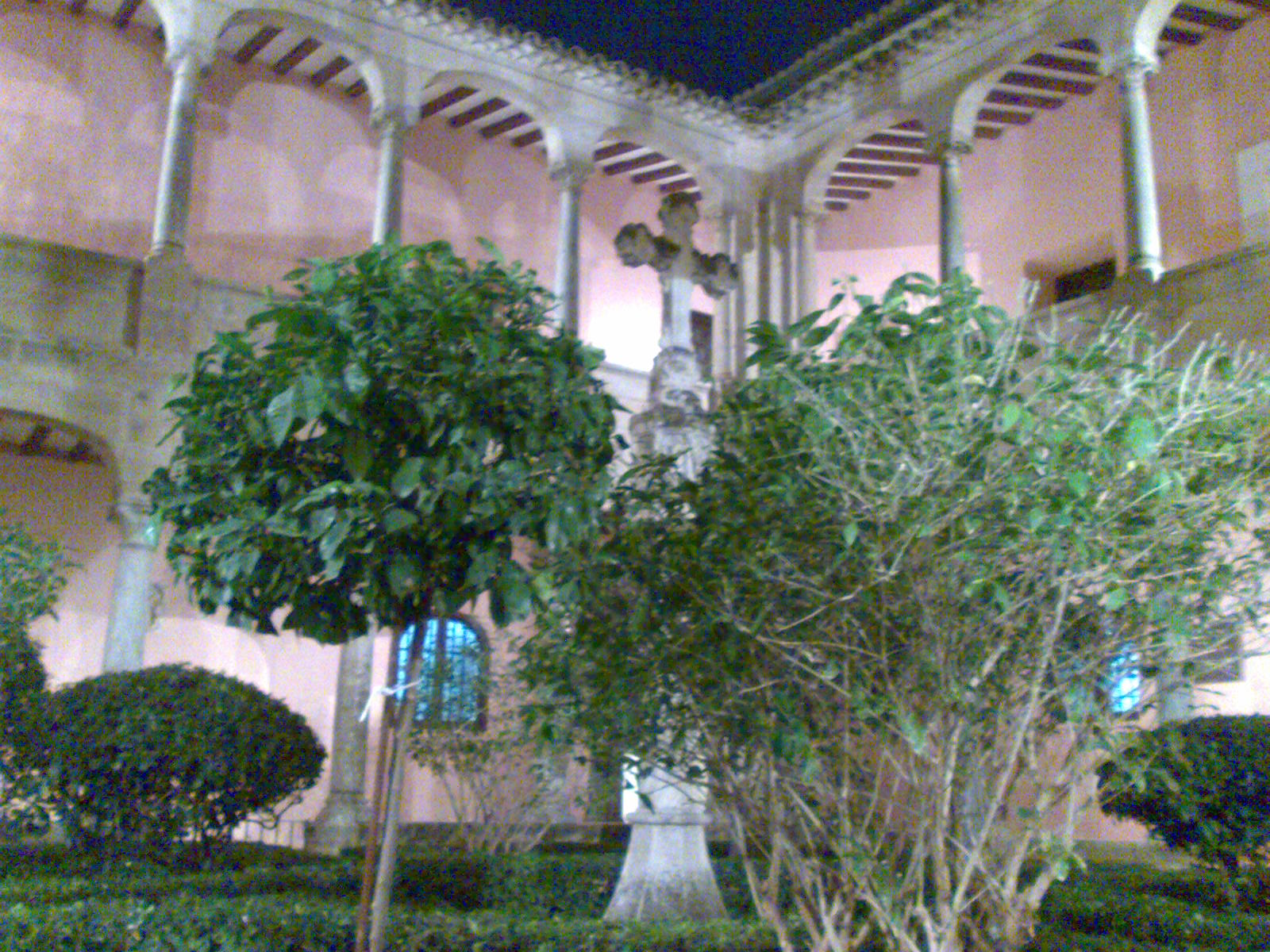
Claustro de la catedral.
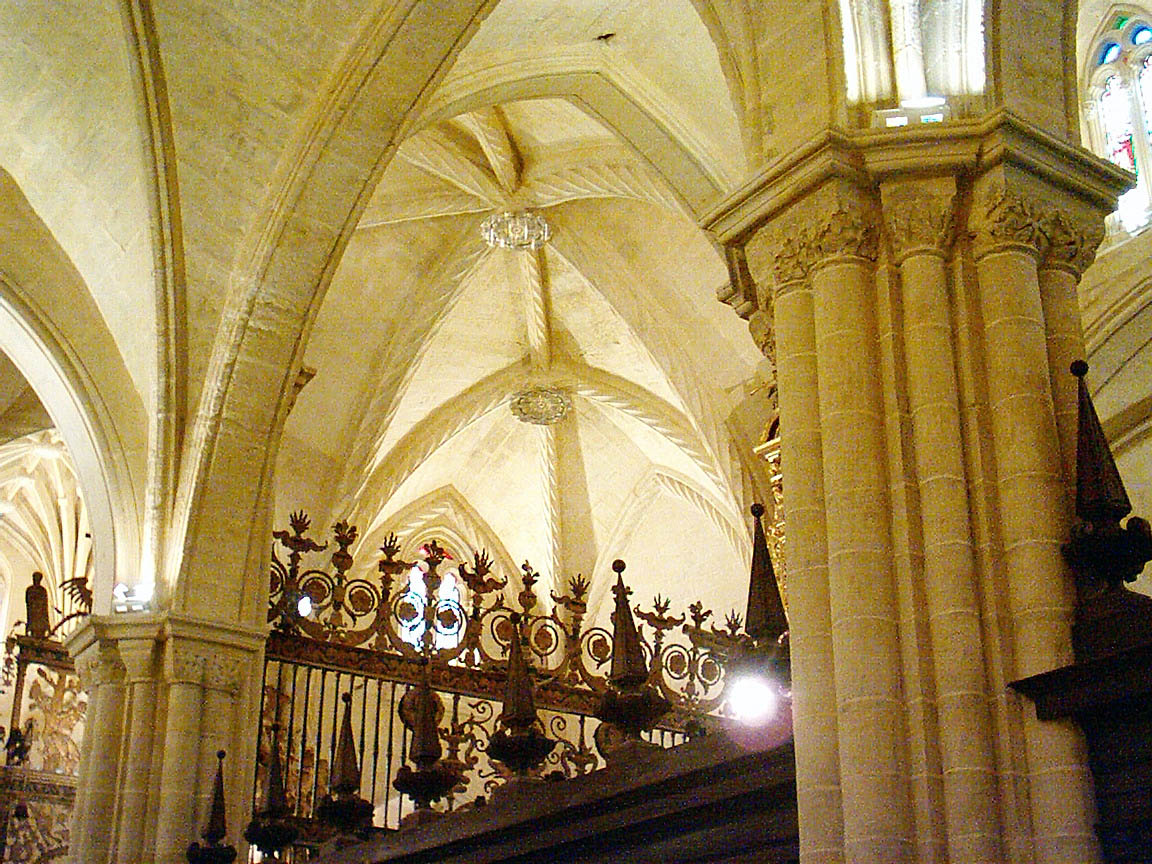
Interior de la catedral.
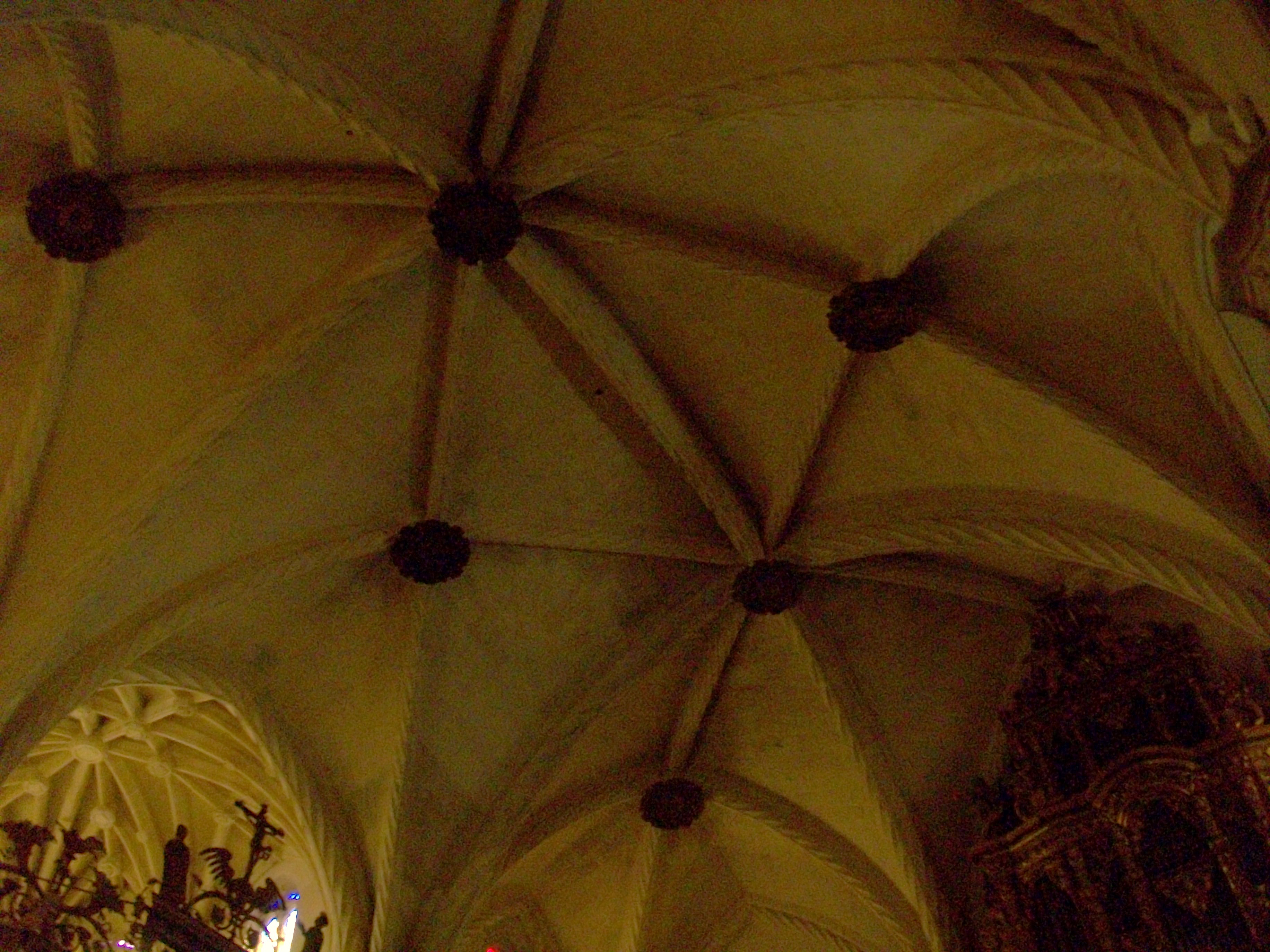
Interior de la catedral.
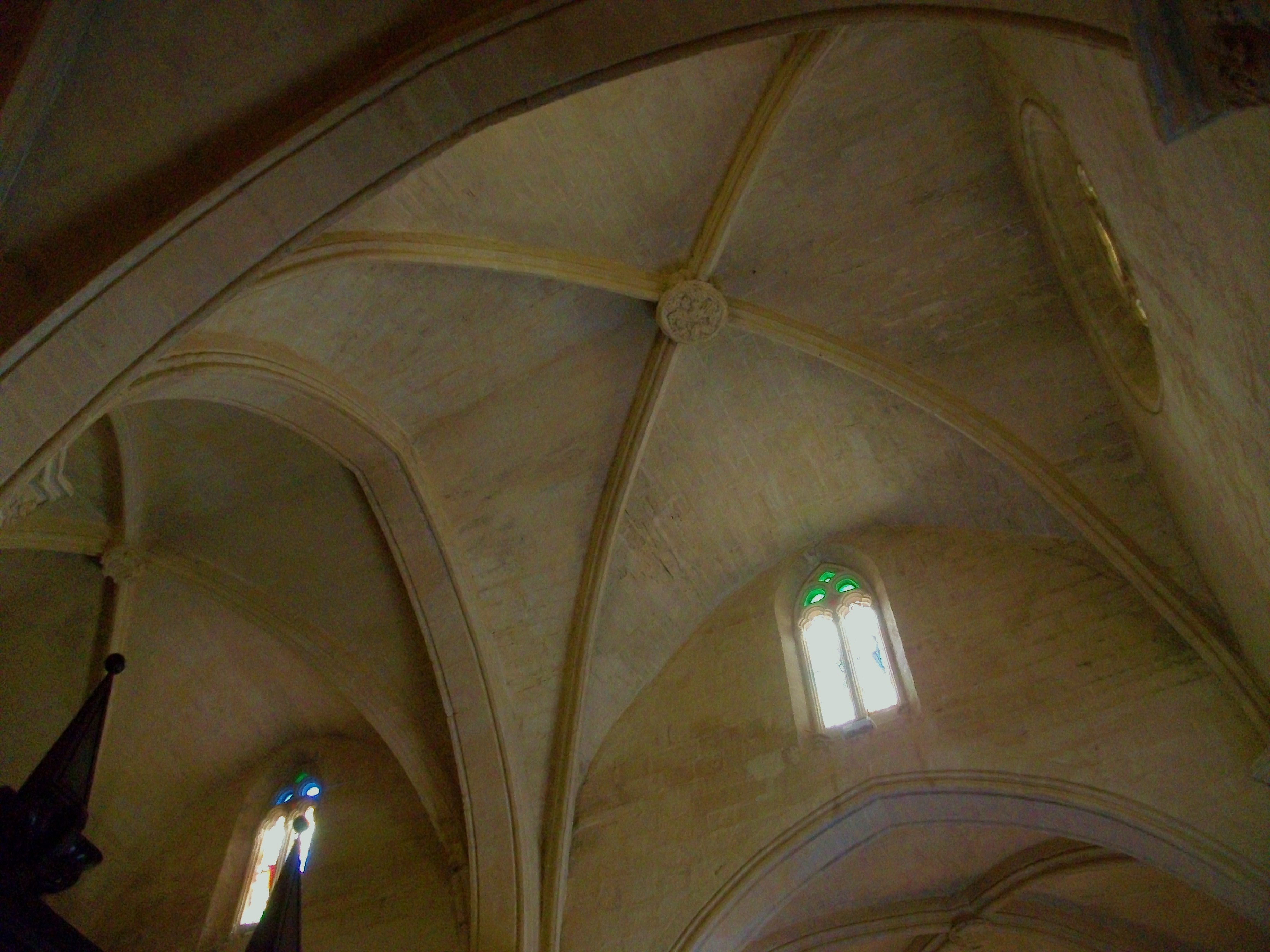
Interior de la catedral.
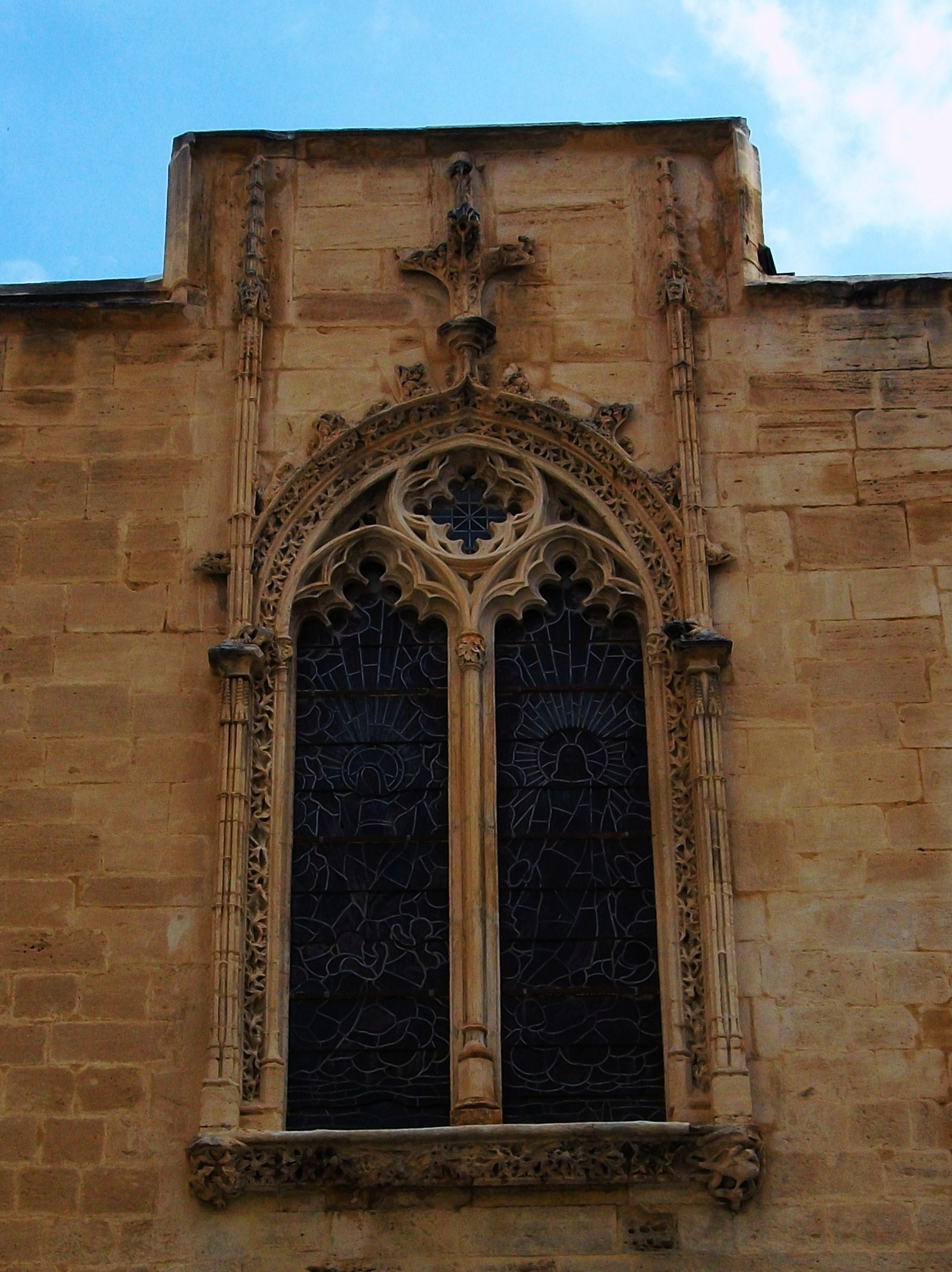
Ventana de la antigua sala capitular.

#### Colegio Diocesano Santo Domingo o Colegio del Patriarca Loazes

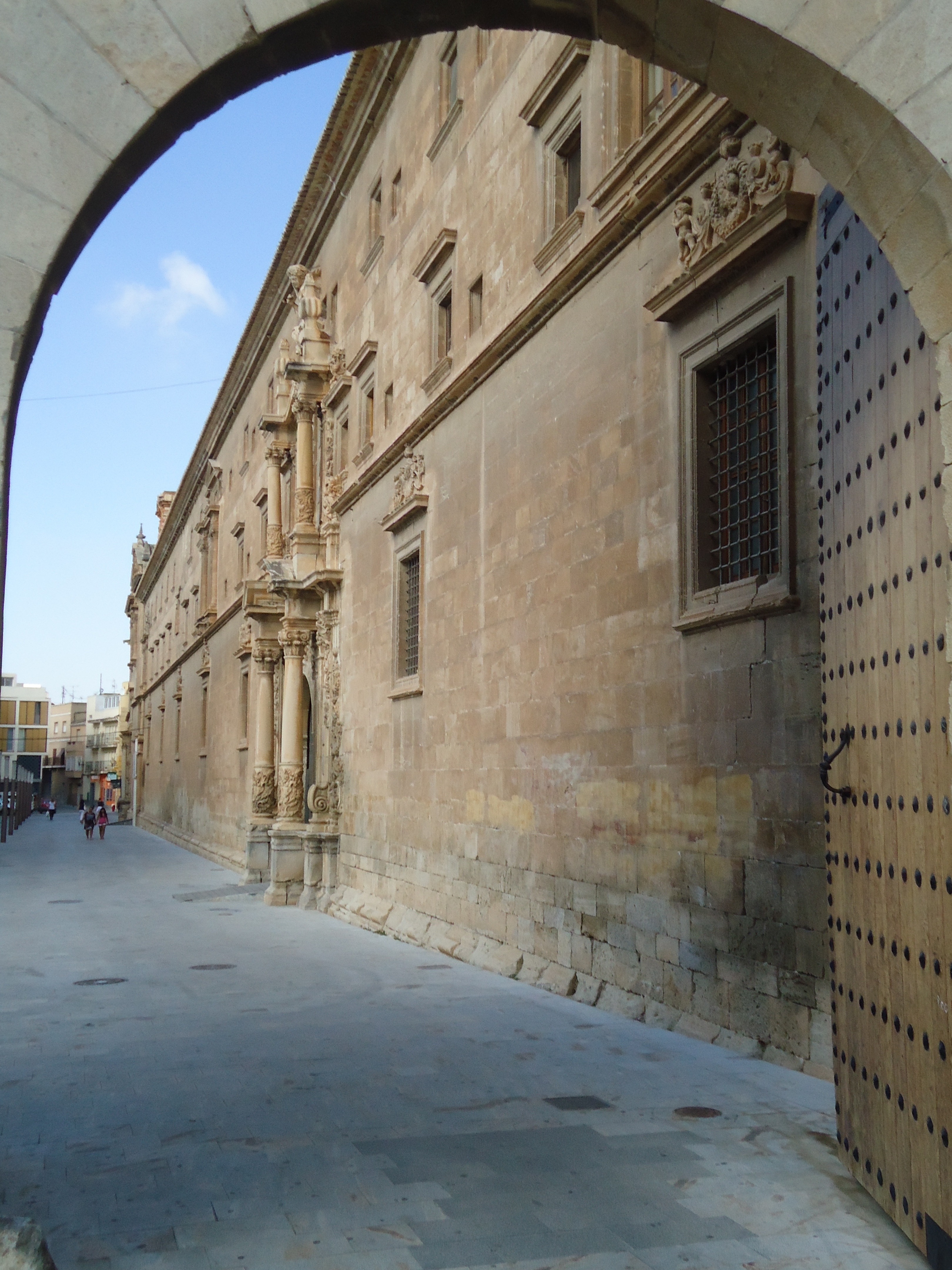
Colegio de Santo Domingo

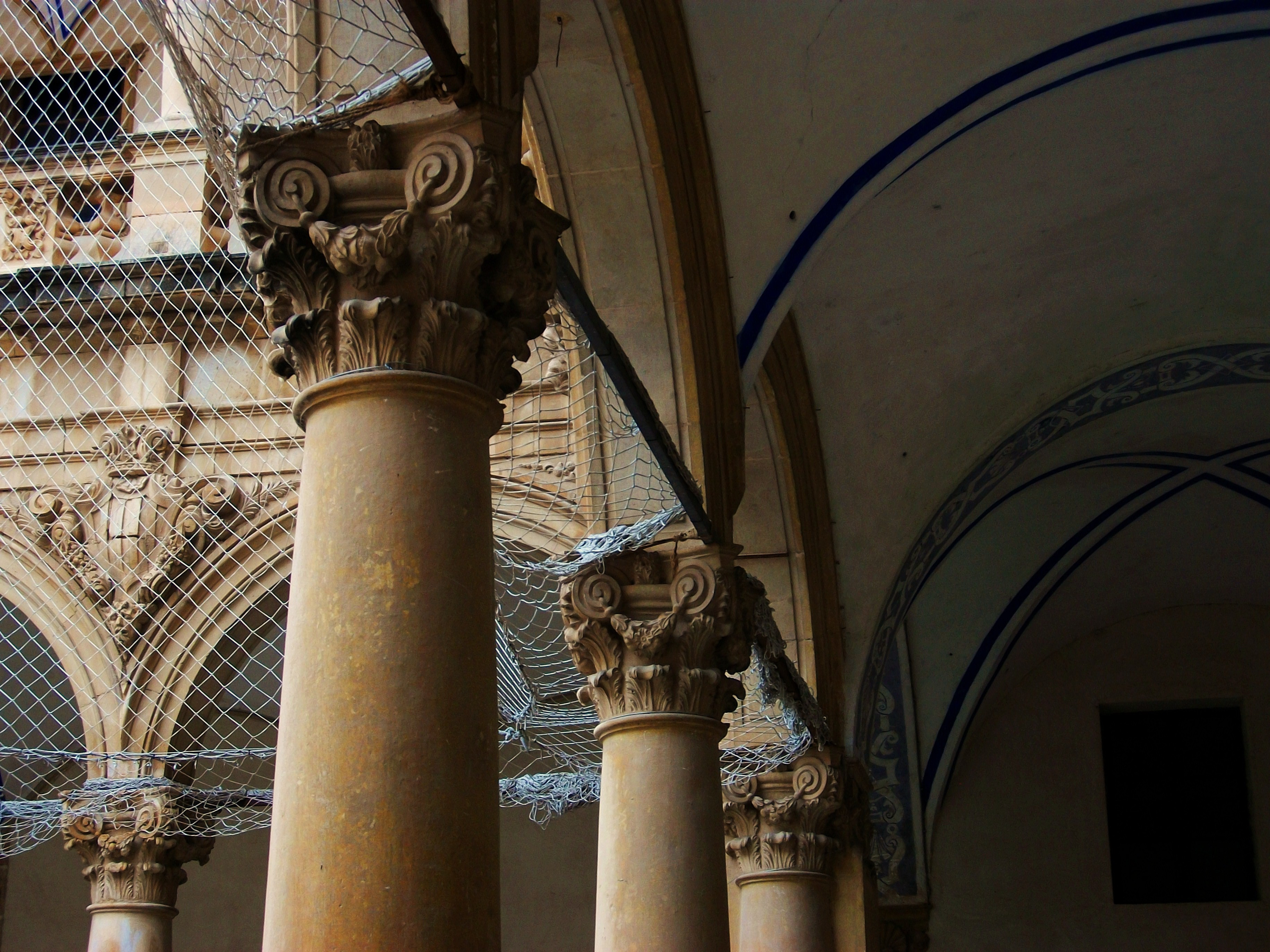
Claustro de la Universidad

Monumental edificio de más de 18.000 metros cuadrados donde se suceden diversos estilos pasando por el Gótico, Renacimiento, Barroco y Rococó. Constituye el Monumento Nacional más grande de la Comunidad Valenciana.
El Convento de Santo Domingo tiene su origen en la Ermita de Ntra. Sra. del Socorro donde se instalaron en 1512 los dominicos, fundándolo el cardenal Loazes, quien creó el llamado Colegio del Patriarca de conformidad con su rango de Patriarca de Antioquía, donde tenían sede la Orden de Predicadores y la Universidad Pontificia y Real de Orihuela, en el año 1547. Él mismo ofreció la dirección de su colegio a la orden de predicadores, quienes la aceptaron muy gustosamente y que se construiría cercano a su convento en la ciudad creado por bula del Papa Julio II (1510) y privilegio del Rey Católico.
En 1552 el papa Julio III concedió por privilegio pontificio el rango de Universidad al Colegio. En el año 1569, el papa Pío IV otorgó el rango de Universidad pontificia por medio de bula papal dada en 1569. El rey Felipe IV por Real Cédula de 1646 concedió el título de Real a la Pontificia Universidad de Orihuela, declarándola Universidad Regia, Pública y General.
Compuesto por dos claustros, tres patios, un refectorio, tres monumentales portadas y la Iglesia, su construcción se inicia en el siglo XVI finalizando en el siglo XVIII. El edificio se estructura alrededor de dos bellos claustros. El Claustro Mayor o del Colegio es renacentista (1602) mientras el Claustro de la Universidad es barroco (1727). La iglesia es renacentista en su concepción y barroca en su decoración. Bartolomé Albert pintó y doró las bóvedas que impresionan ante la eclosión de color del interior. Conserva obras de Antonio de Villanueva, Pedro Camacho Felizes, Bartolomé Albert, Nicolás Borrás, etc.
Fue declarado Monumento de las Bellas Artes por la reina Isabel II de España, conmutado por Monumento Nacional, teniendo en la actualidad la consideración de Bien de Interés Cultural del Patrimonio Español. En dicho Colegio se fundó la primera Biblioteca Pública Nacional de España (siglo XVI), actual Biblioteca Pública del Estado, Fernando de Loazes.
Actualmente este recinto monumental es un colegio concertado (Colegio Diocesano de Santo Domingo) que ofrece educación tanto primaria como secundaria, además del bachiller.
Aparte en el año 1999 se instituyó el campus en Orihuela de la Universidad de Alicante con el fin de albergar algunas carreras como la Diplomatura de turismo, la de Arquitectura Técnica o la licenciatura de Arquitectura, entre otras.

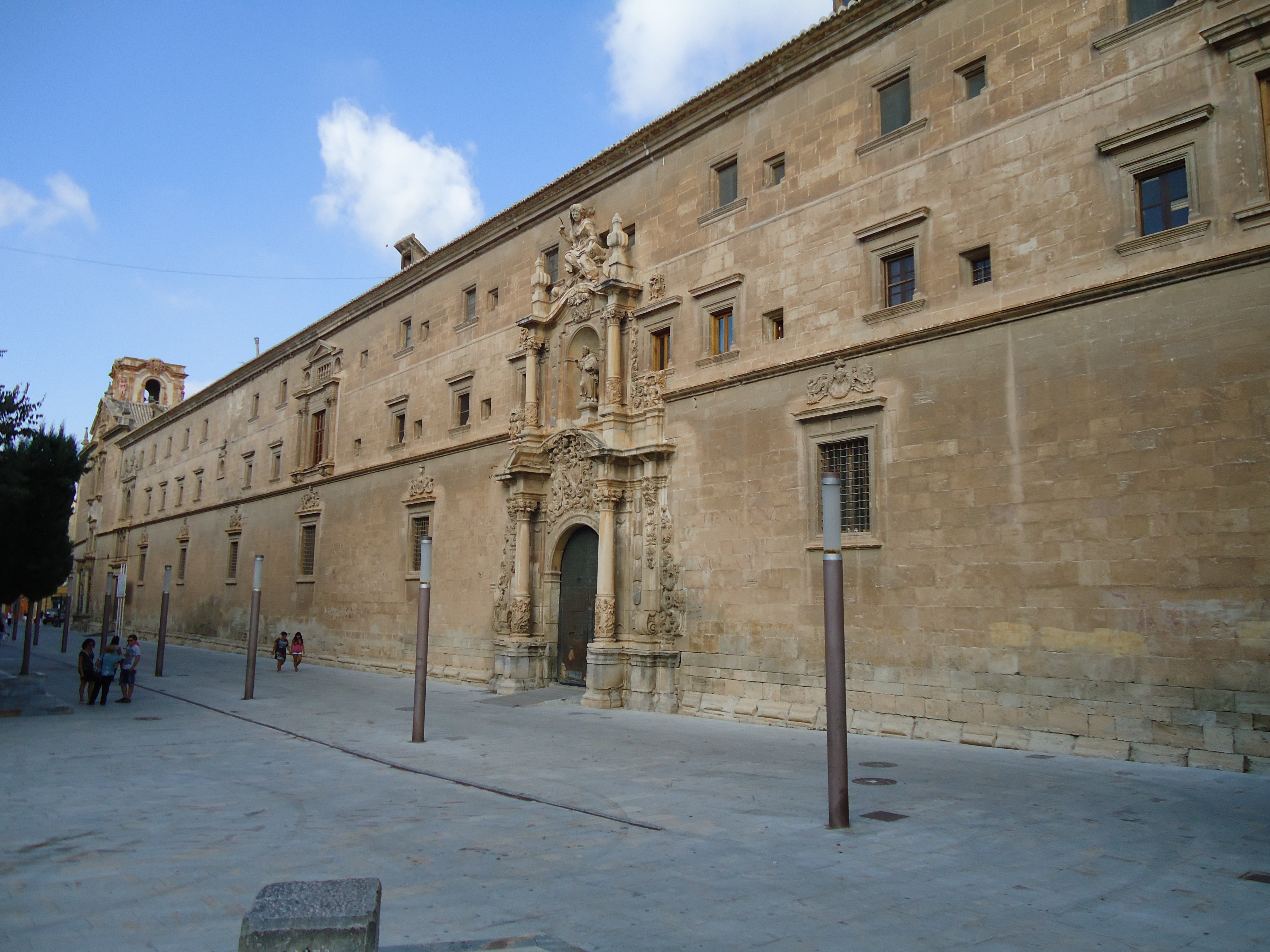
Fachada principal de Santo Domingo.
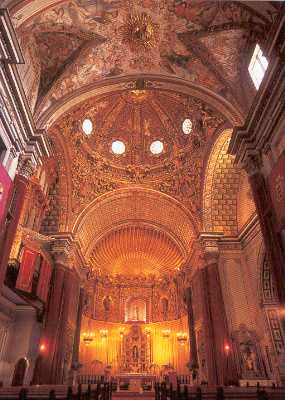
Interior de la iglesia de Santo Domingo.
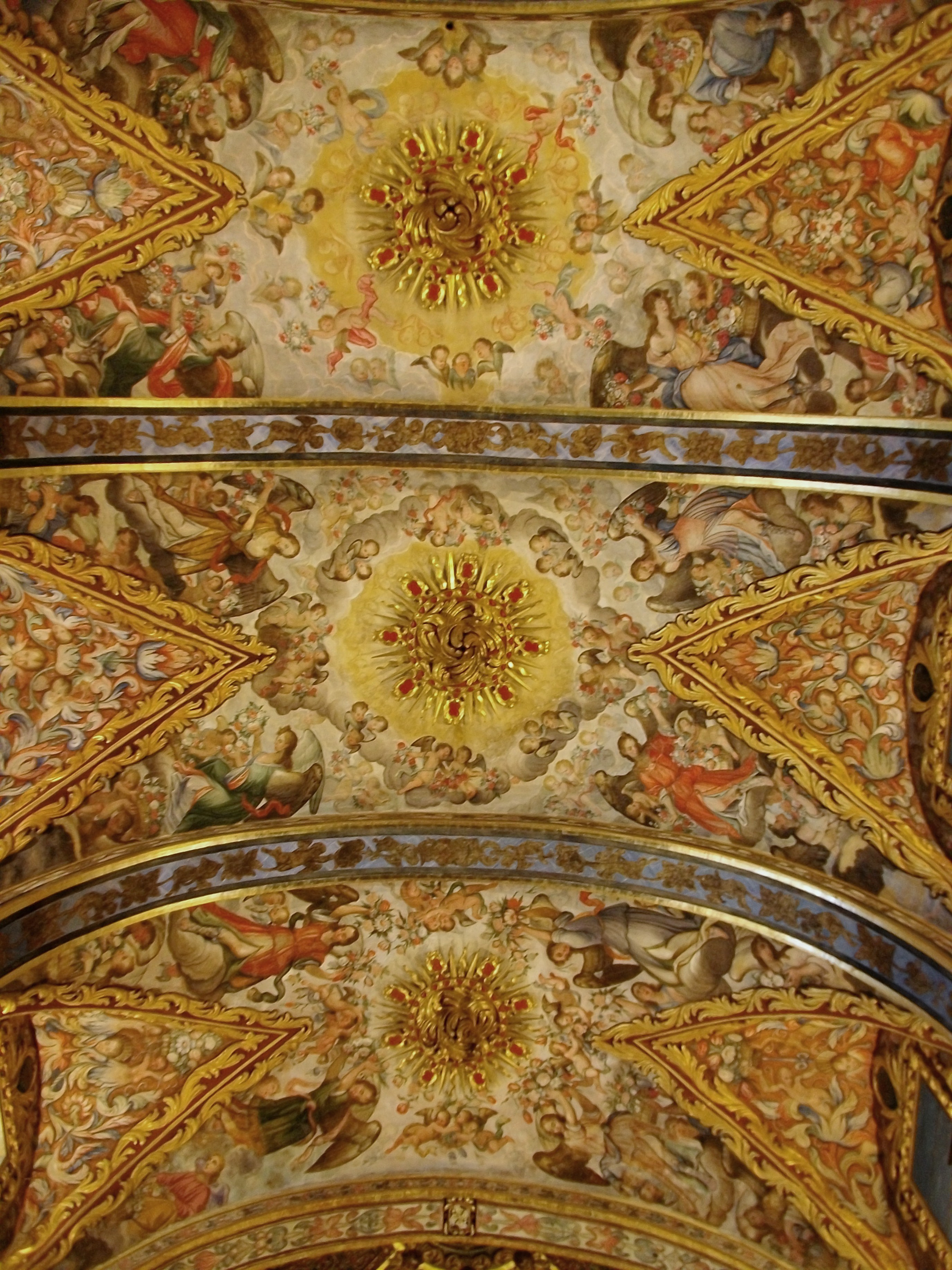
Bóvedas pintadas del interior de la iglesia.
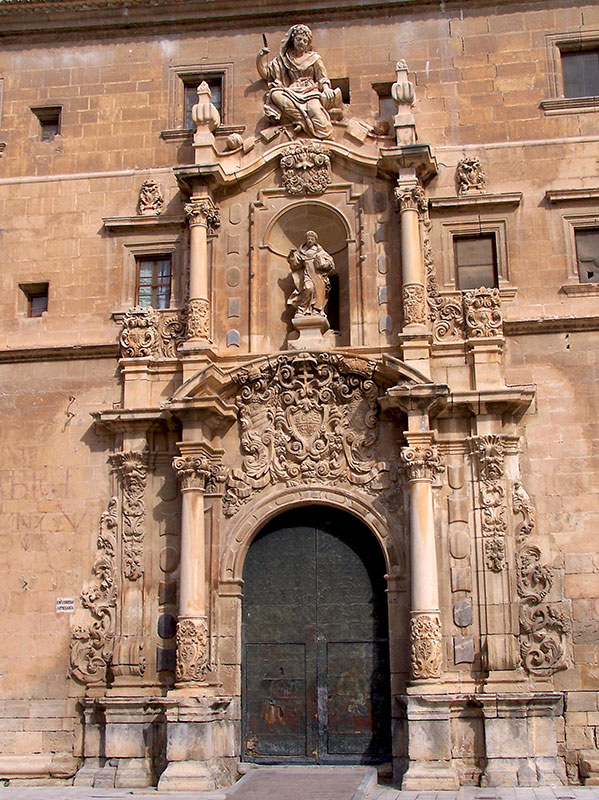
Colegio Santo Domingo. Puerta de la Universidad.
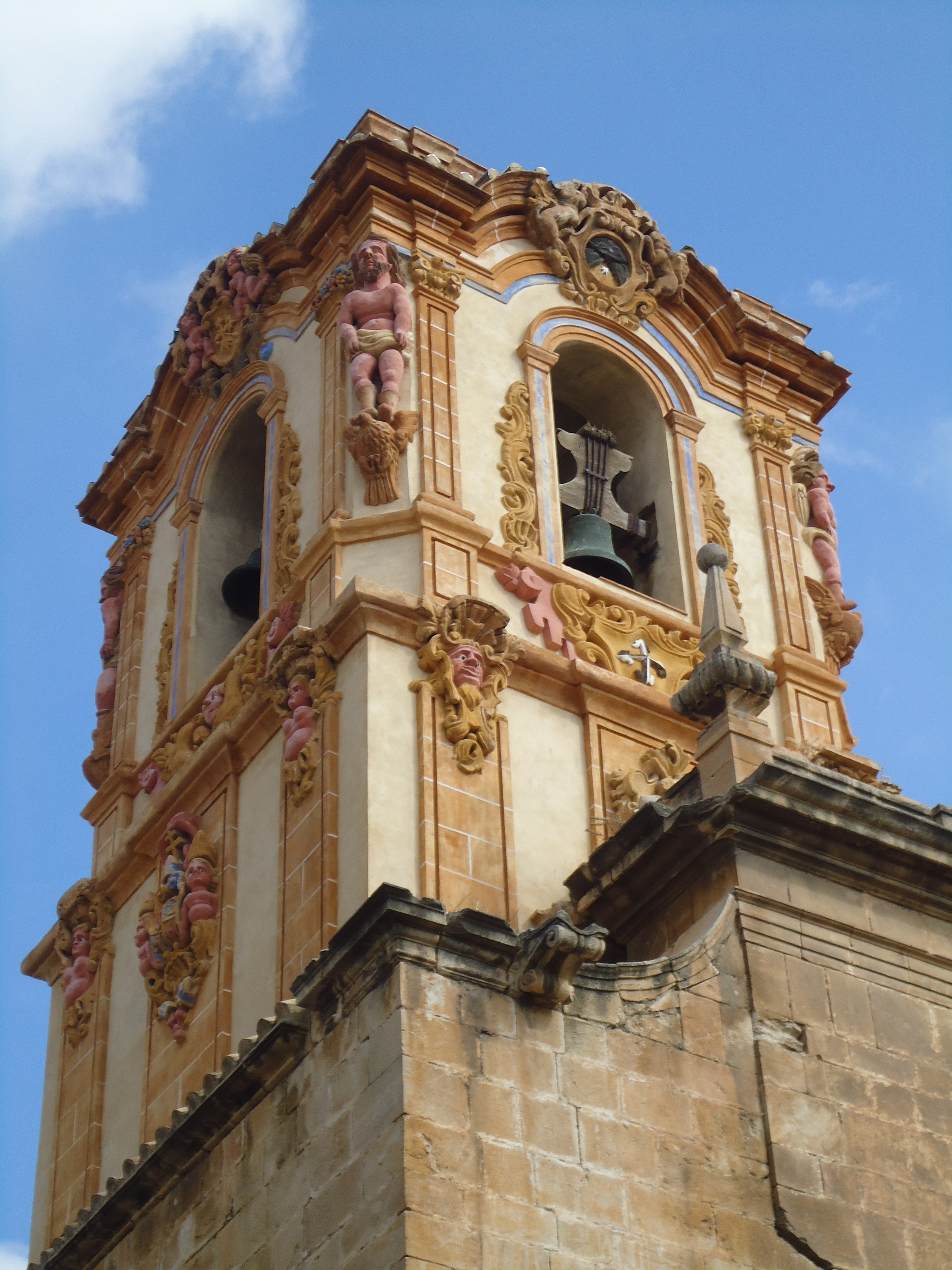
Torre.
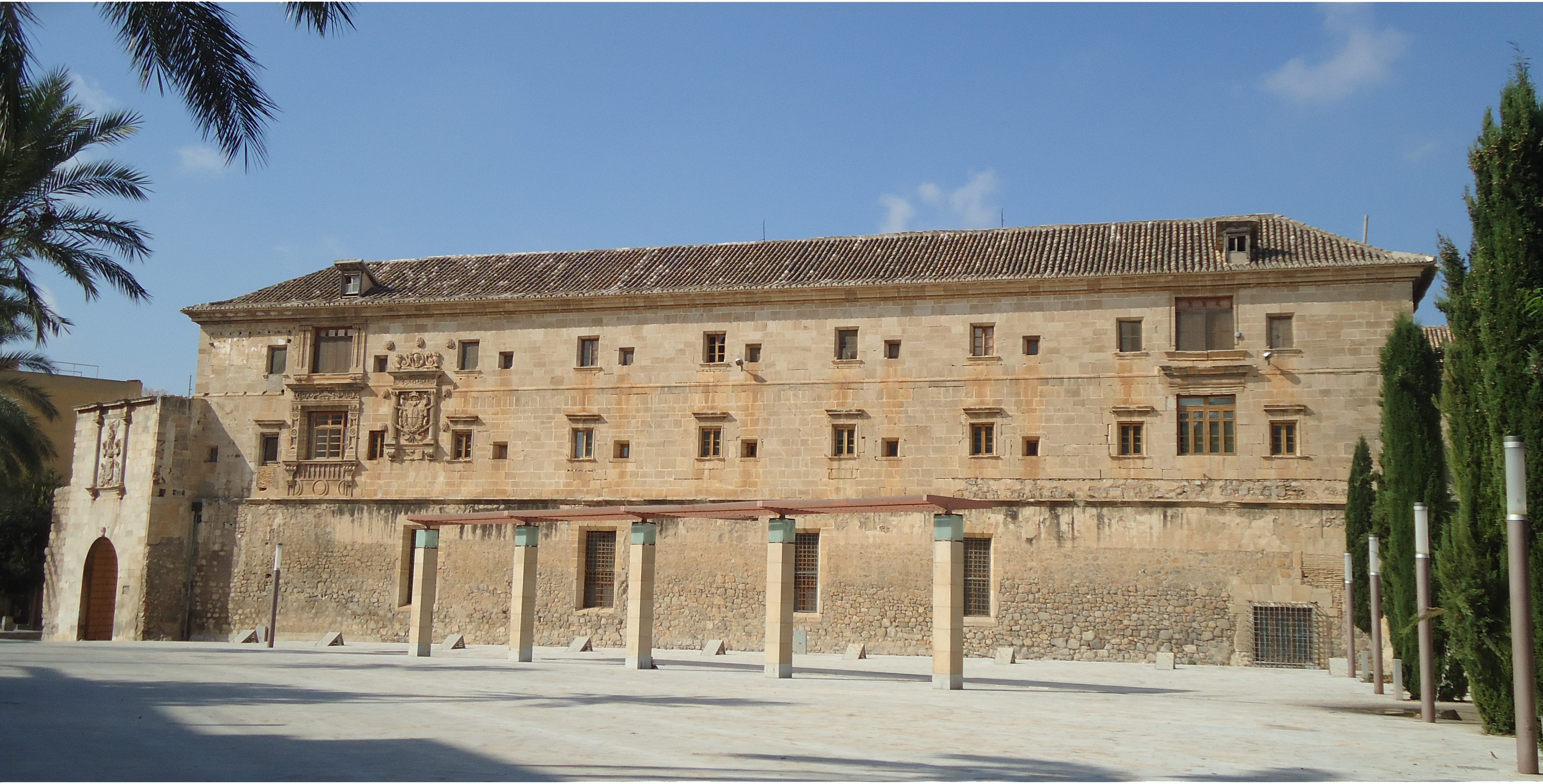
Fachada lateral.
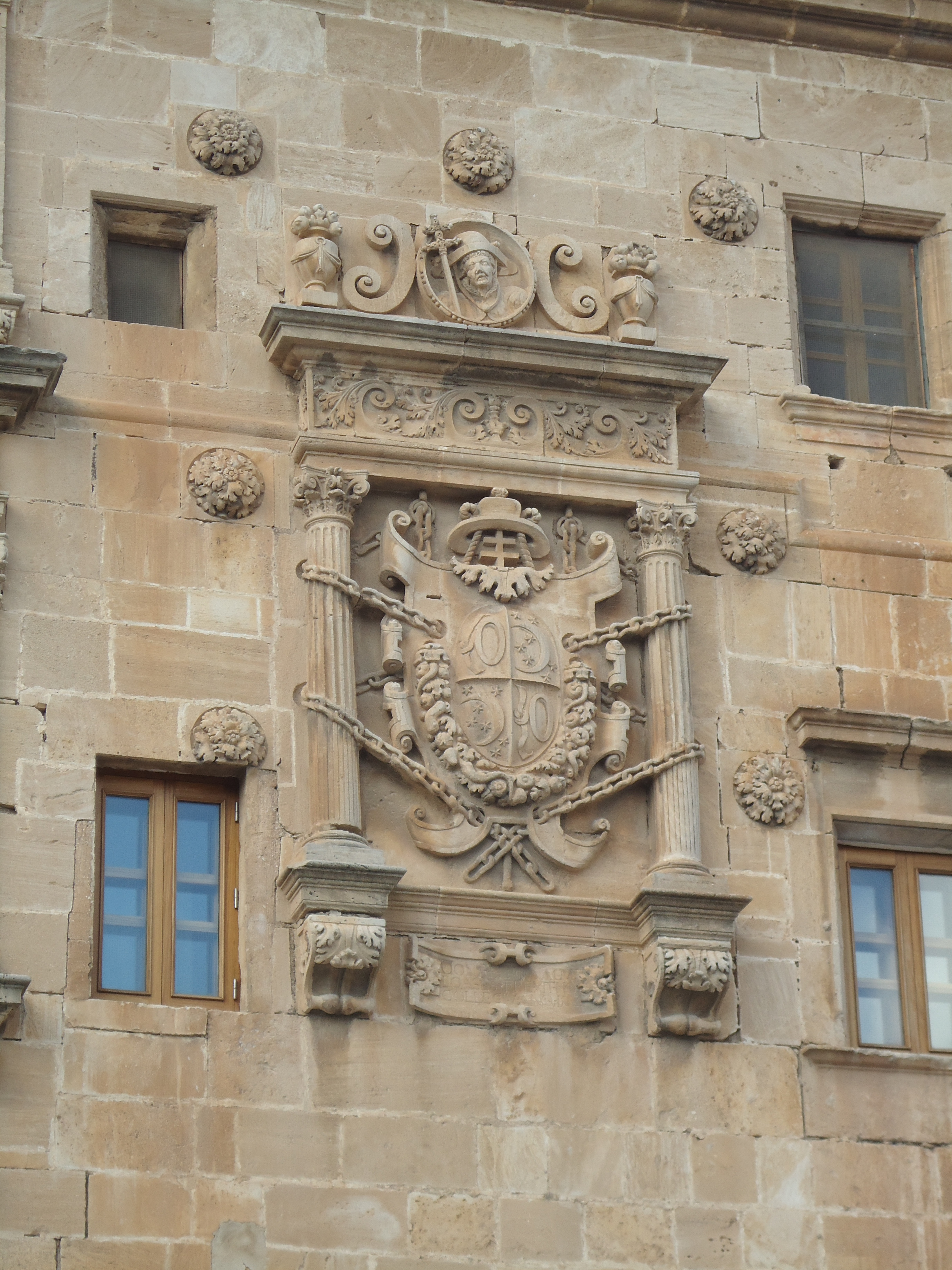
Escudo de la fachada lateral.
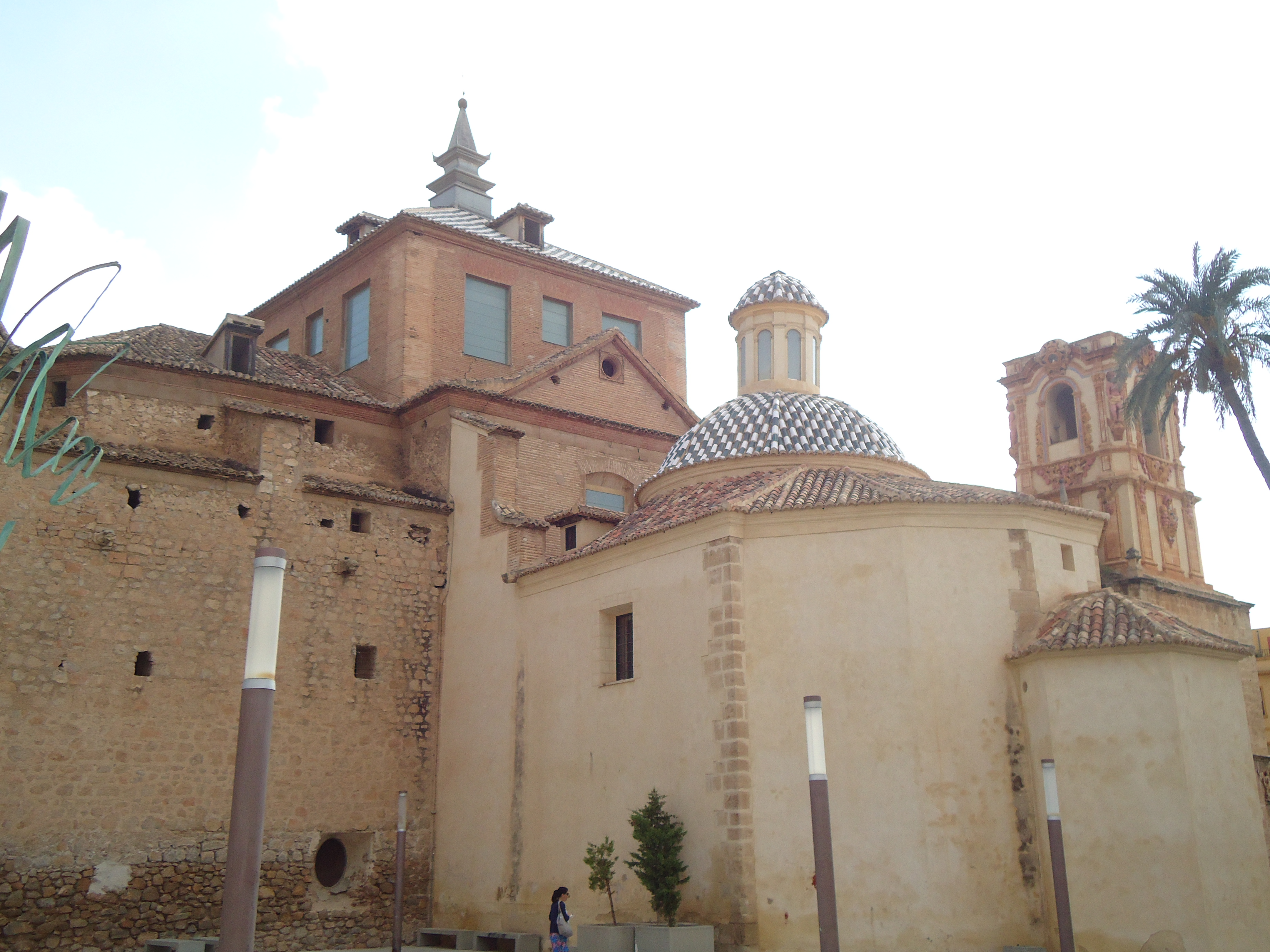
Cimborrio, cúpula pequeña y torre de la iglesia.
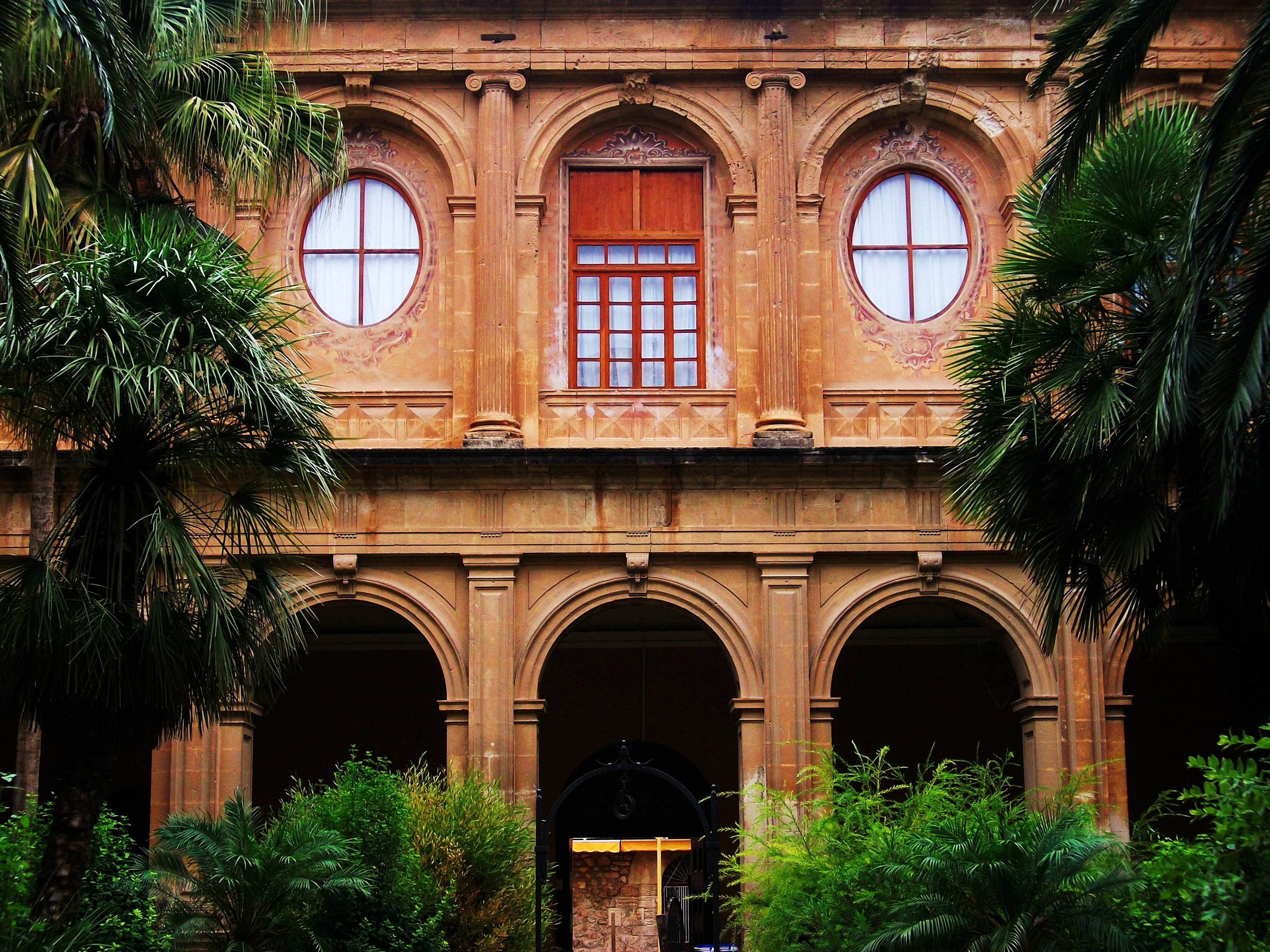
Claustro Mayor o del Colegio
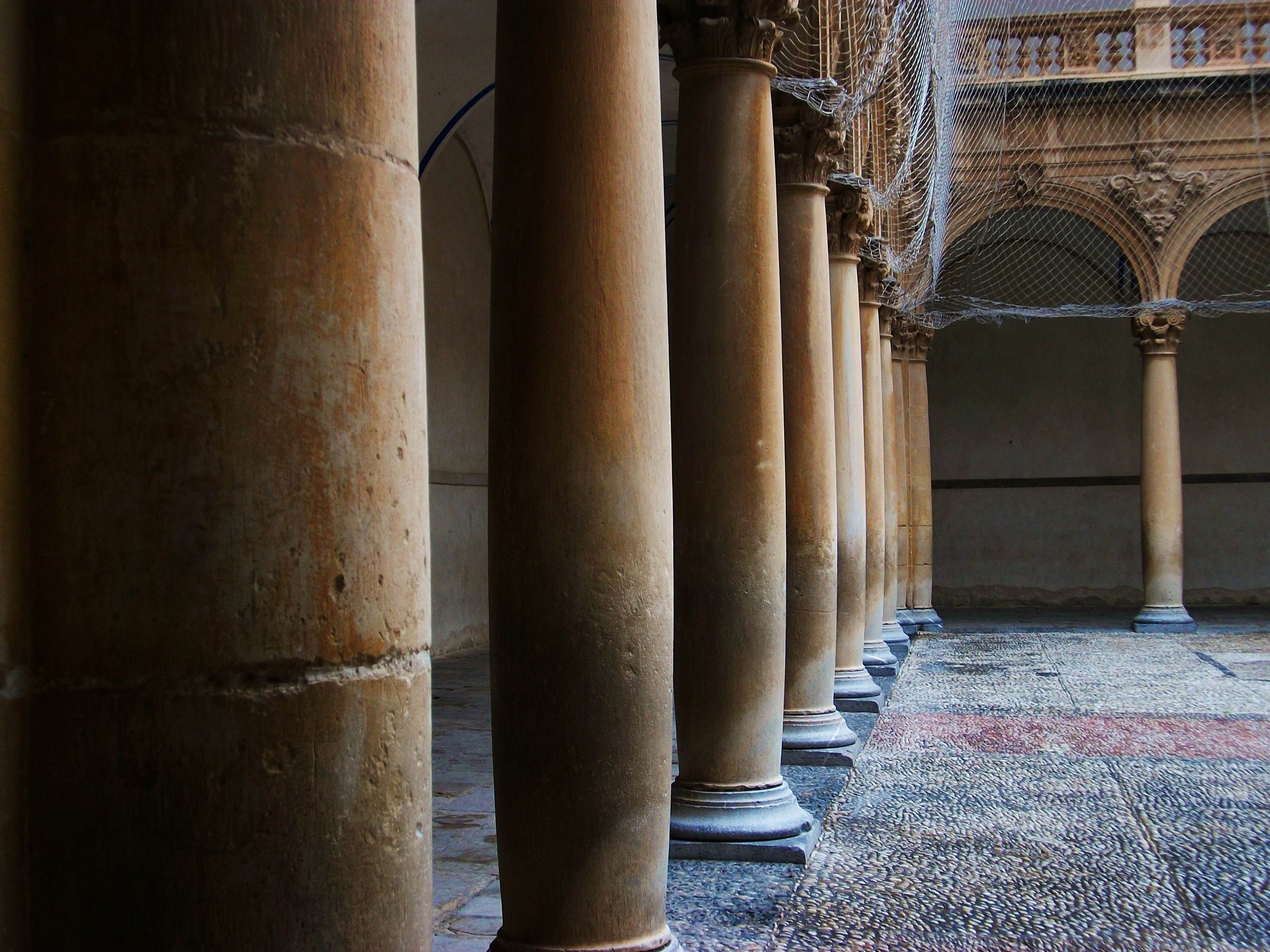
Claustro de la Universidad
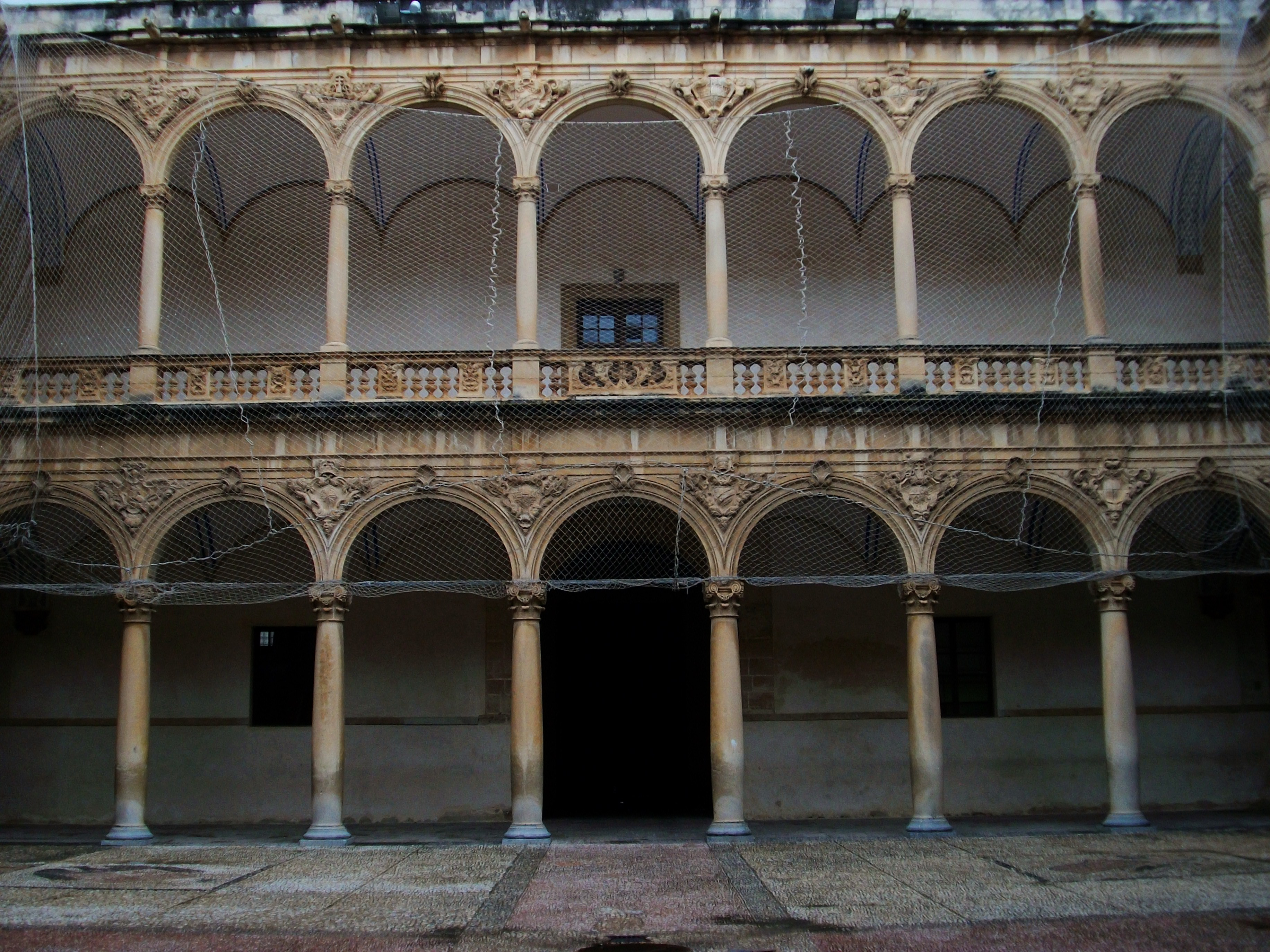
Claustro de la Universidad
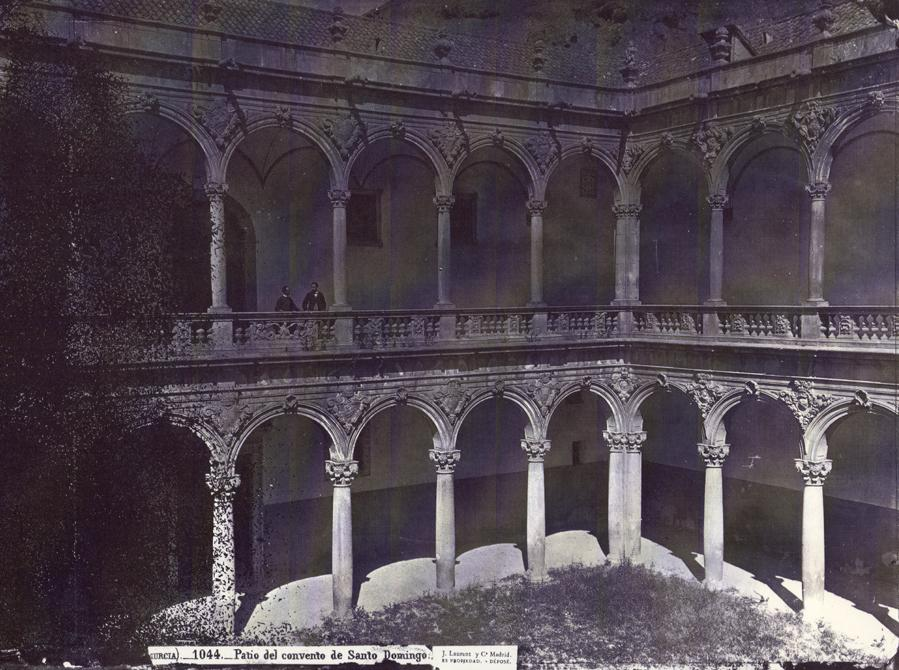
Claustro de la universidad, año 1870.

#### Iglesia Parroquial de Santas Justa y Rufina

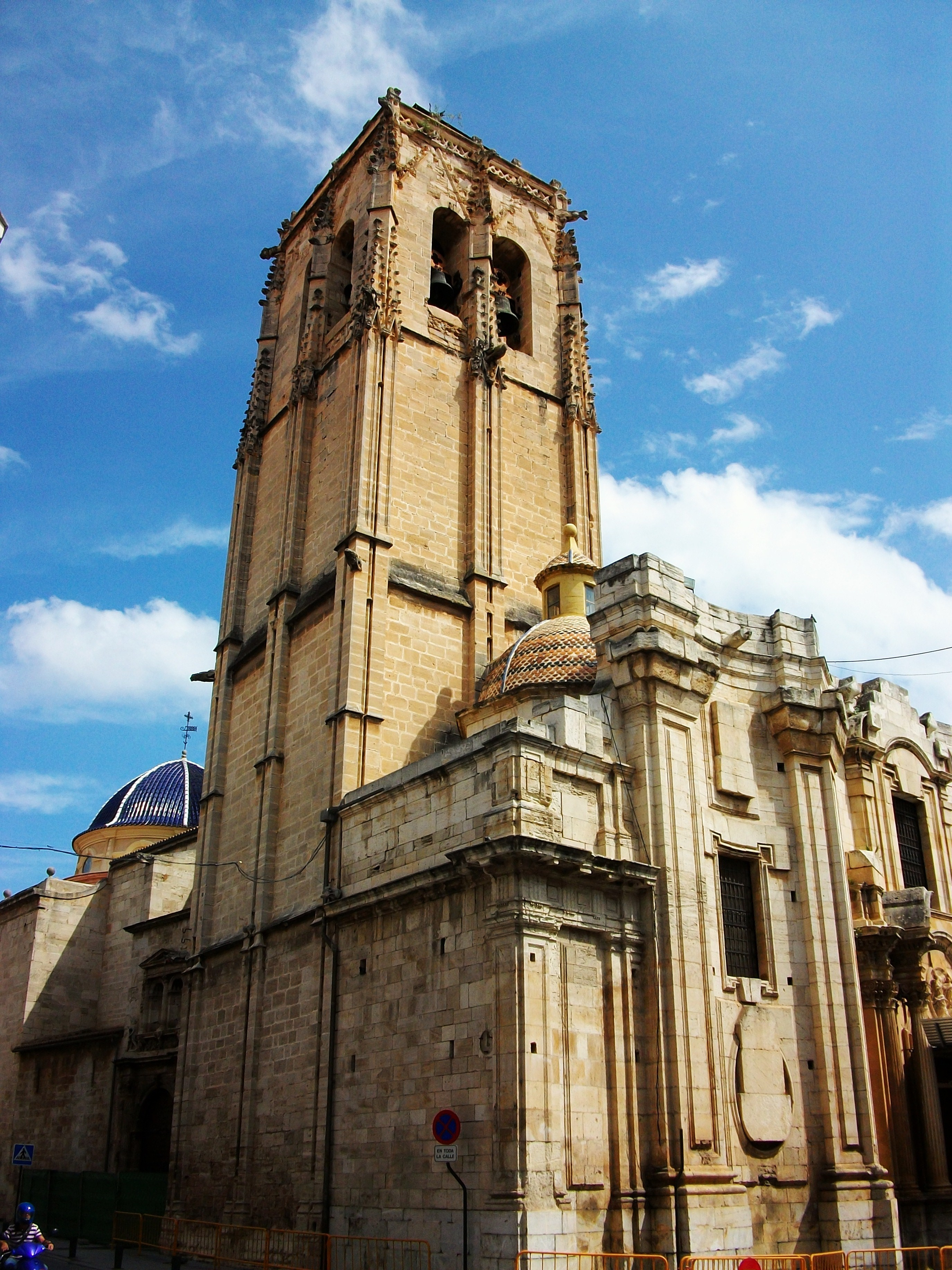
Iglesia de las Santas Justa y Rufina.

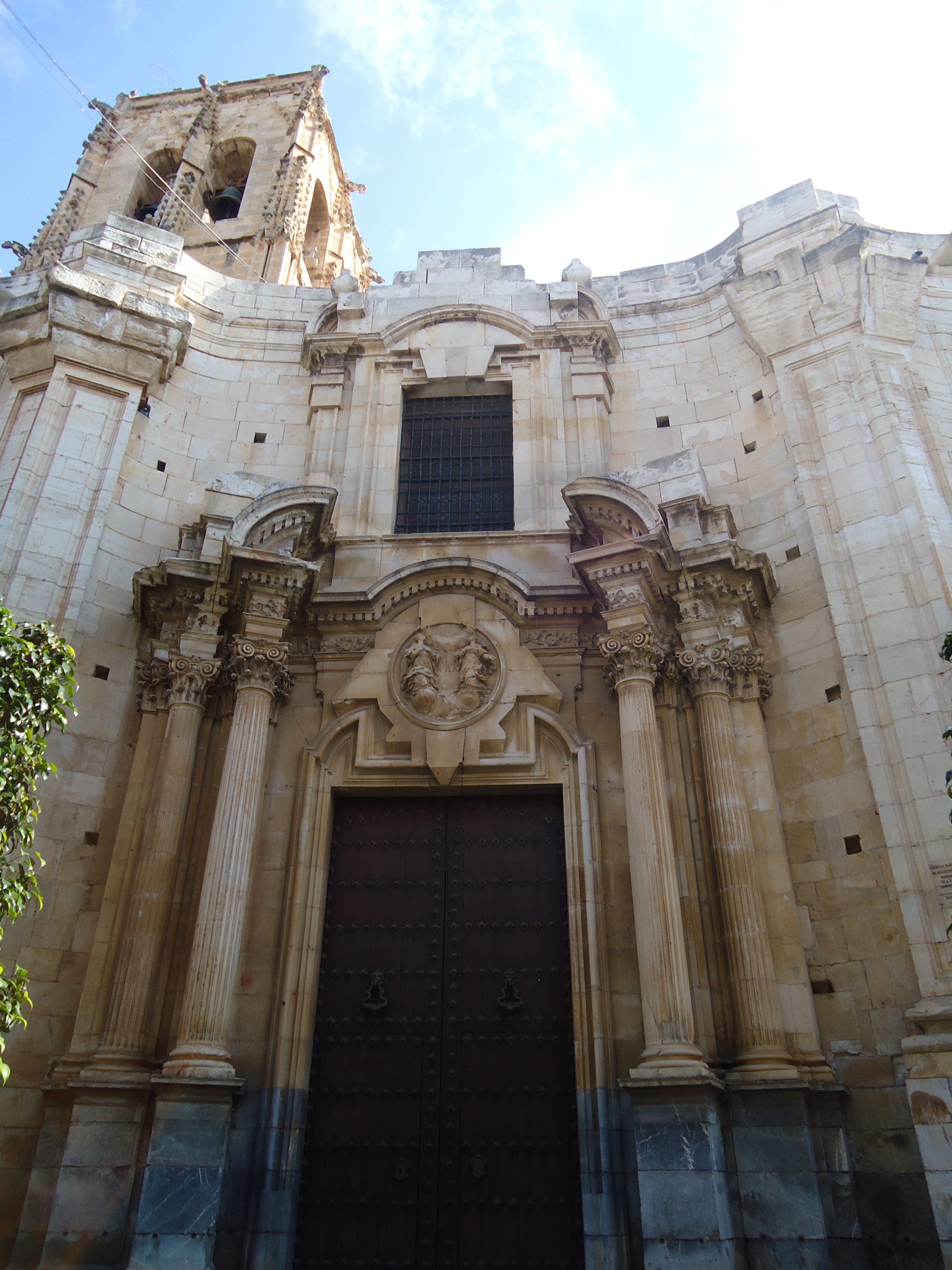
Portada principal.

Iglesia gótica de una sola nave, con capillas entre contrafuertes. Posee dos portadas. La lateral o del Evangelio, se abra en el lado del Evangelio del templo. Es de estilo renacentista cuyo diseño se le atribuye al arquitecto Juan Inglés o Anglés y que reproduce el estilo de portada de arco del triunfo que él mismo difundió por la ciudad desde que llegara de Tortosa. La portada principal es de estilo barroco, con un medallón de las santas titulares de estilo berniniesco. Fue diseñada por el arquitecto Antonio de Villanueva en el siglo XVIII. La Sacristía fue diseñada por el arquitecto castellonense Jaime Bort y Meliá también en el siglo XVIII.
El edificio posee una imponente torre campanario gótico decorado por todo el con pináculos y una bellísima bóveda de crucería en el cuerpo de campanas. Junto con el Miquelet de la Catedral de valencia son los únicos campanarios góticos de esta tipología en la Comunidad Valenciana. El mismo posee un importante conjunto de campanas, en su mayor parte de los siglos XVII a XIX, además de una de las piezas de relojería más antiguas de España y el más antiguo de la Comunidad Valenciana, datado del siglo XIV.
El presbiterio es de planta cuadrada con gran cúpula sobre pechinas, decoradas con lienzos de Bartolomé Albert. El mismo fue diseñado en estilo renacentista siguiendo las pautas herrerianas por el francés Agustín de Bernaldino, decorando las bóvedas, muros y cúpula con casetones. Poseía un impresionante retablo mayor que fue quemado durante la Guerra Civil Española, junto con gran parte de las capillas y mobiliario del templo.
El templo posee dos portadas:
- Portada lateral o del Evangelio:Se abre en el lado del Evangelio del templo. Es de estilo renacentista cuyo diseño se le atribuye al arquitecto Juan Inglés o Anglés y que reproduce el estilo de portada de arco del triunfo que él mismo difundió por la ciudad desde que llegara de Tortosa.

- Portada principal. También llamada de las gradas. Es obra de estilo barroco, realizada en el siglo XVIII por el arquitecto lorquino Antonio Villanueva, observándose para esta obra una gran influencia del maestro Jaime Bort, que estuvo trabajando en el mismo templo poco antes. La parte superior de la portada está decorada con un medallón de las santas titulares de estilo berniniesco. A los lados de la misma se iban a disponer otros dos, pero finalmente la obra quedó inacabada.

De entre el patrimonio mueble del edificio destacan el retablo de la Capilla de la Comunión del Siglo XVIII y el de la Capilla de San Antonio (siglo XVIII) obra este último de José Caro. Así mismo destacan la imagen de la Virgen del Rosario obra gótica del siglo XIV, la urna del monumento, obra de Antoine Dupar (principios del siglo XVIII) y diversos cuadros que decoran el templo obra de Joaquín Campos (siglo XVIII) como "el Buen Pastor". Así mismo posee un imponente órgano de estilo neoclásico del siglo XVIII y el mobiliario de la Sacristía del gran tallista barroco José de Ganga. Además posee la sacristía una fuente realizada en mármoles del siglo XVIII.
El templo posee un importante conjunto de orfebrería en gran parte de factura barroca, neoclasicista y academicista.
El edificio fue declarado B.I.C.

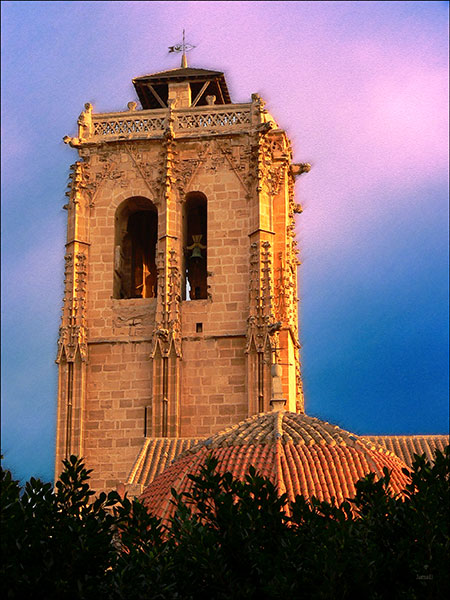
Torre campanario. Con sus 5 siglos de vida, continúa siendo el edificio más alto de la ciudad de Orihuela.
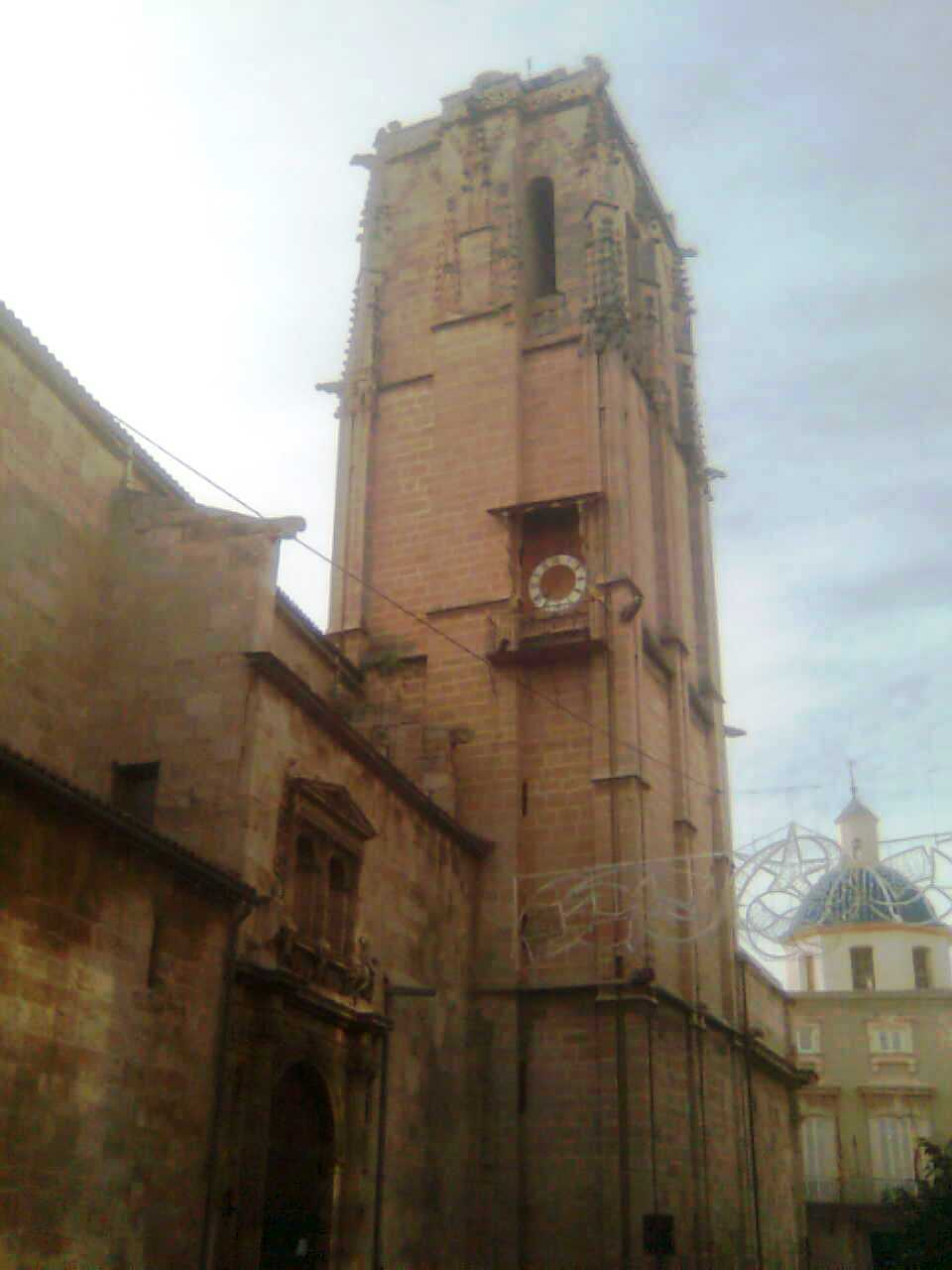
Iglesia y torre, por su cara del reloj, del siglo XIV.
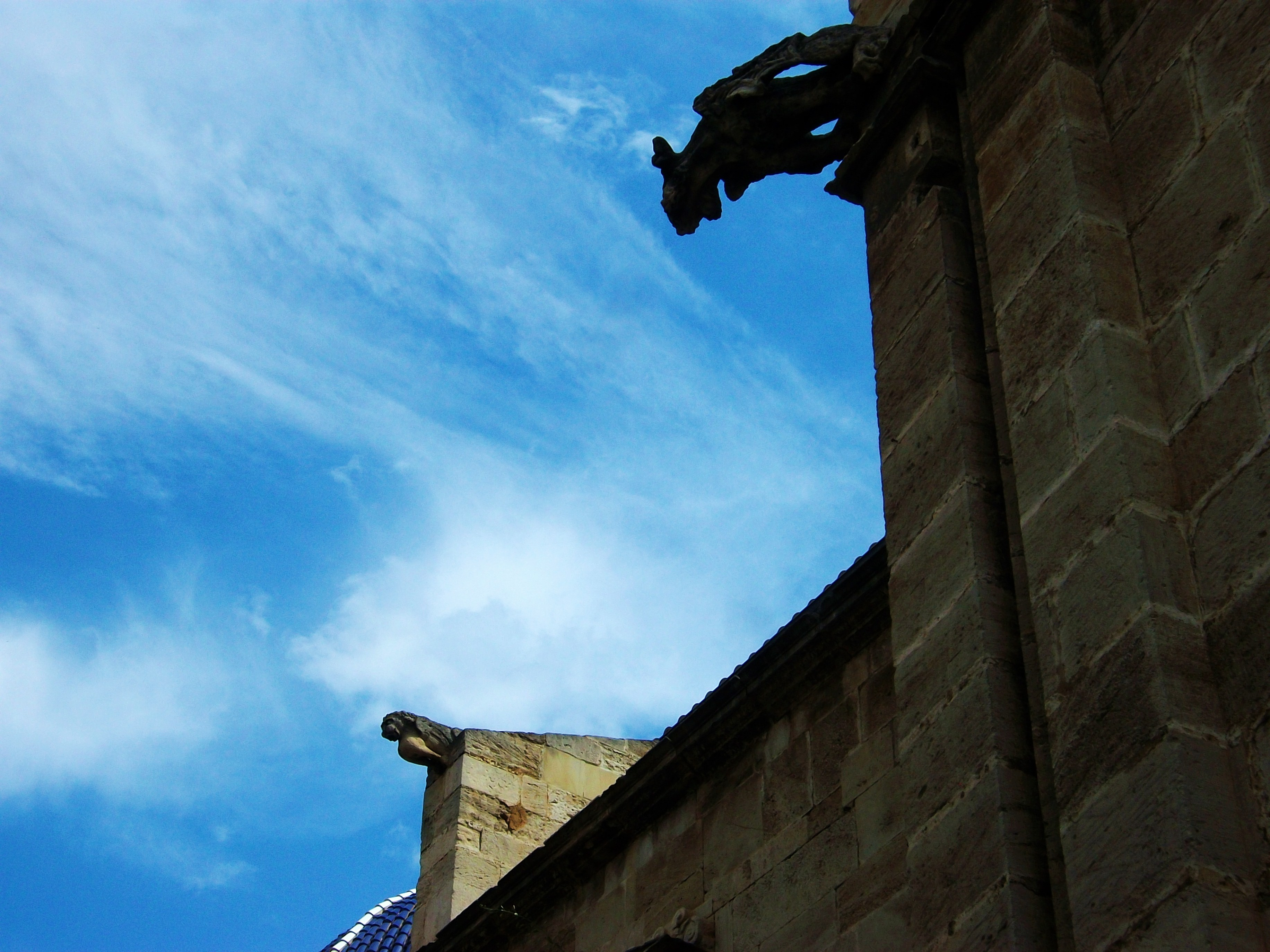
Gárgolas.
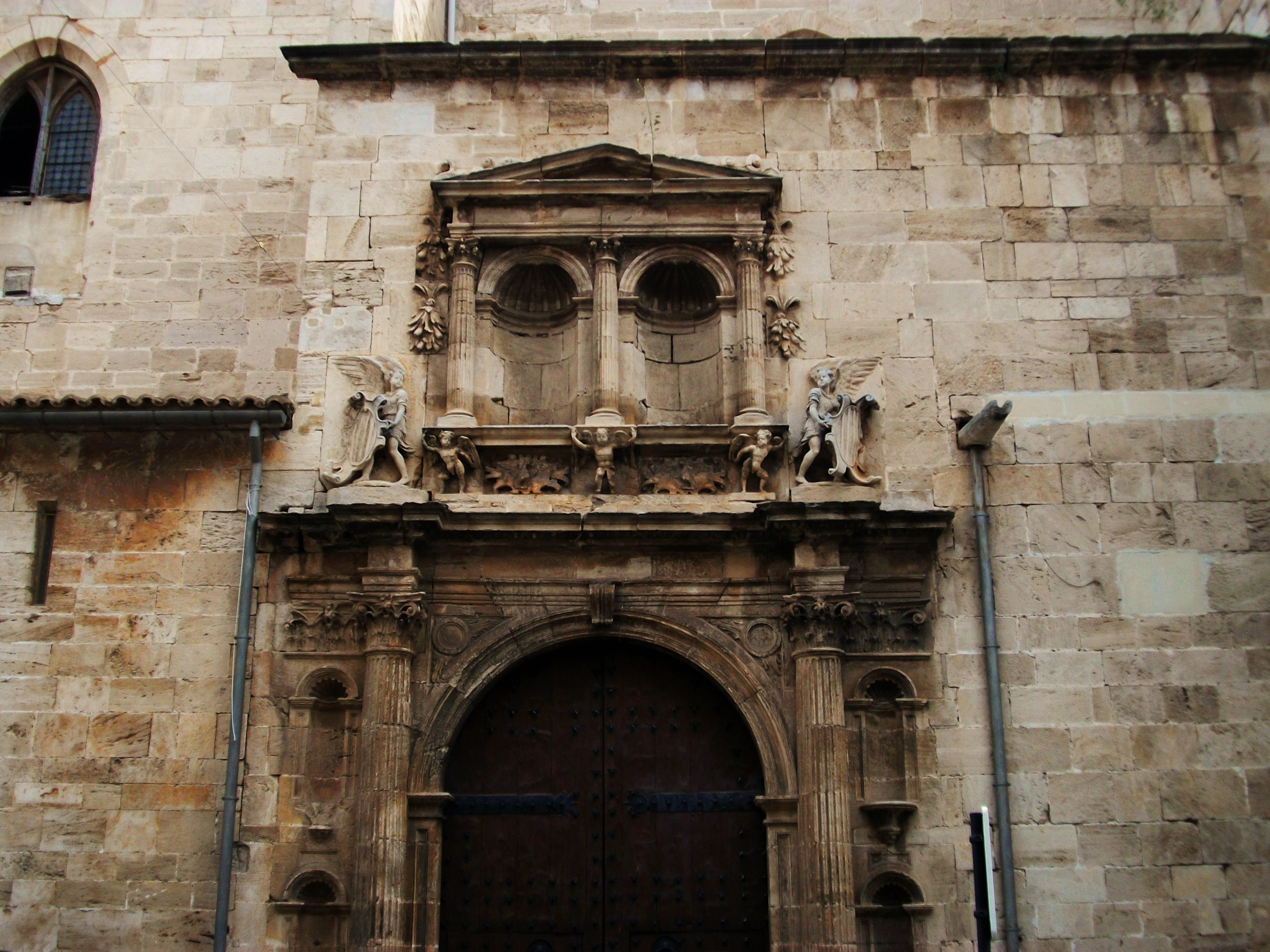
Otra imagen de la portada lateral.
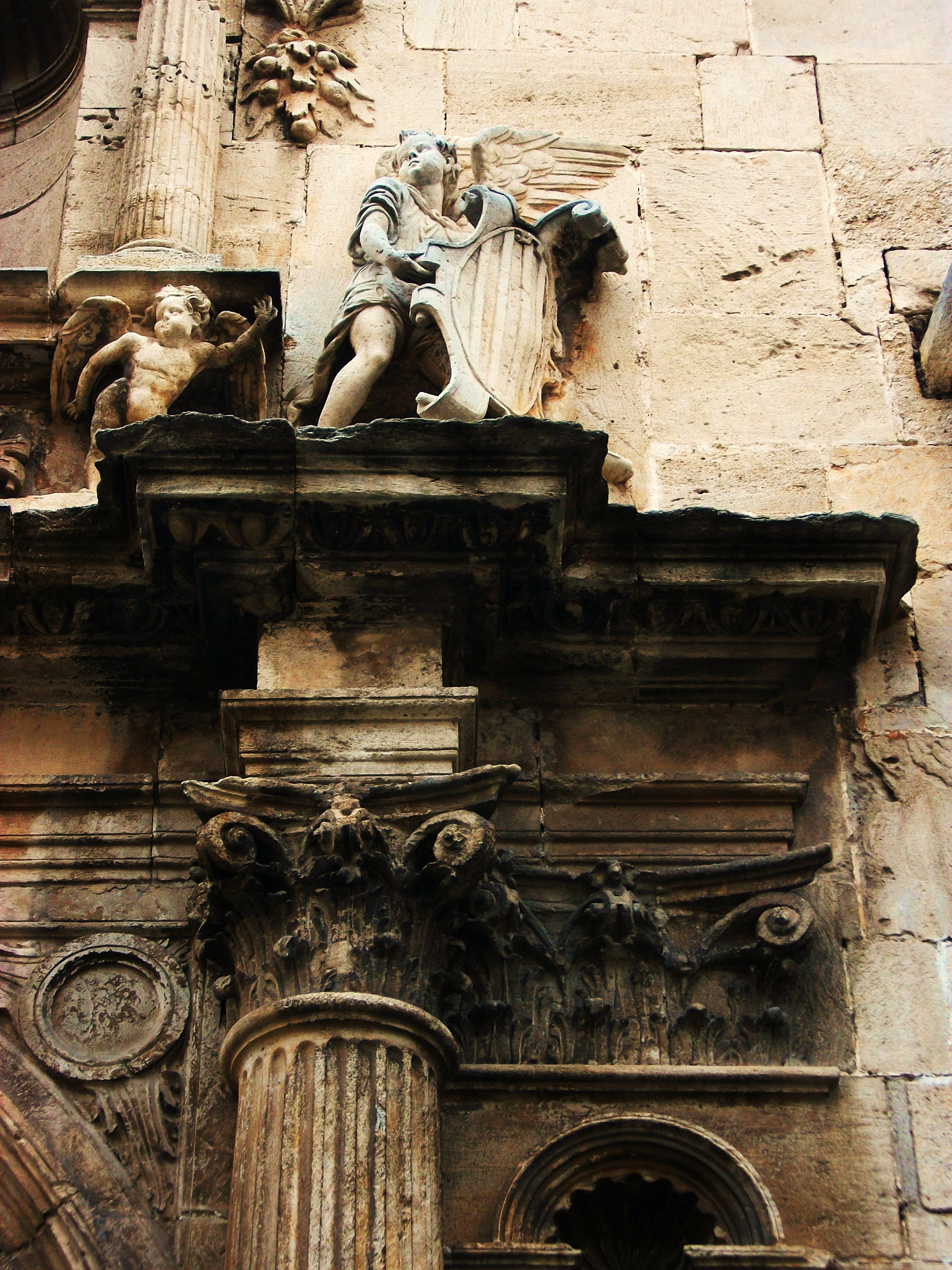
Detalle de la portada lateral renacentista.
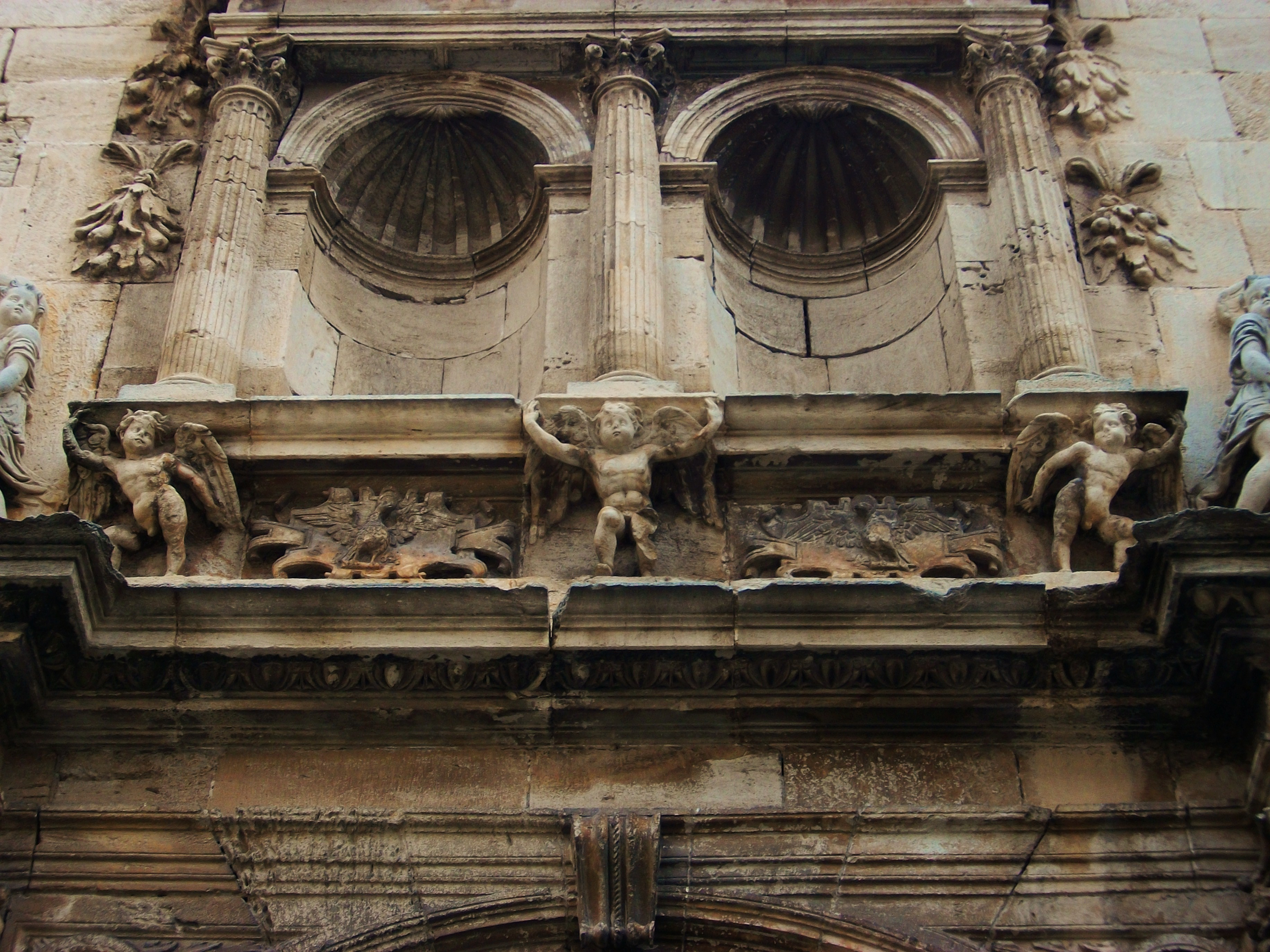
Detalle de la portada renacentista.
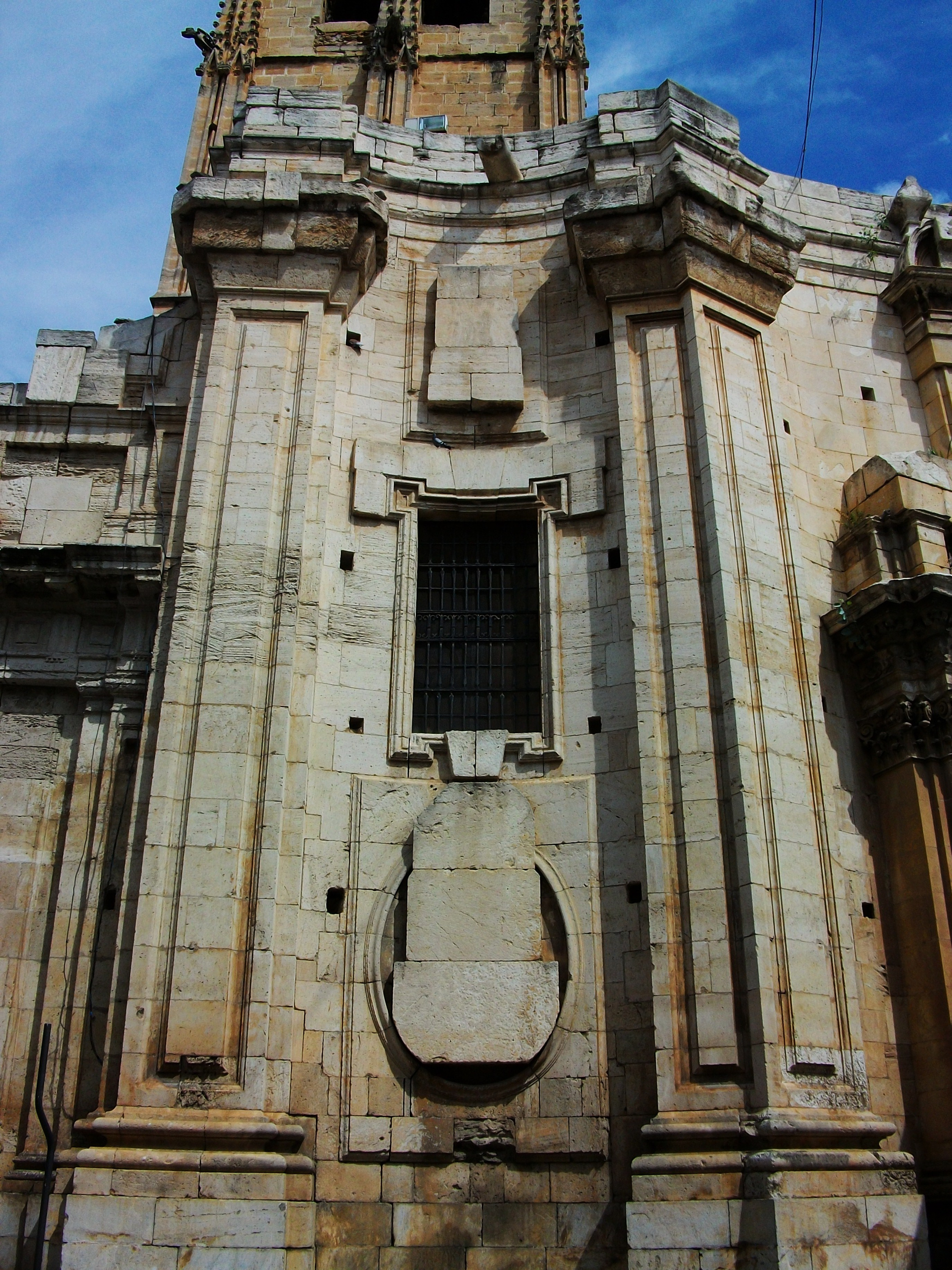
Detalle de la portada barroca principal, lado izquierdo.
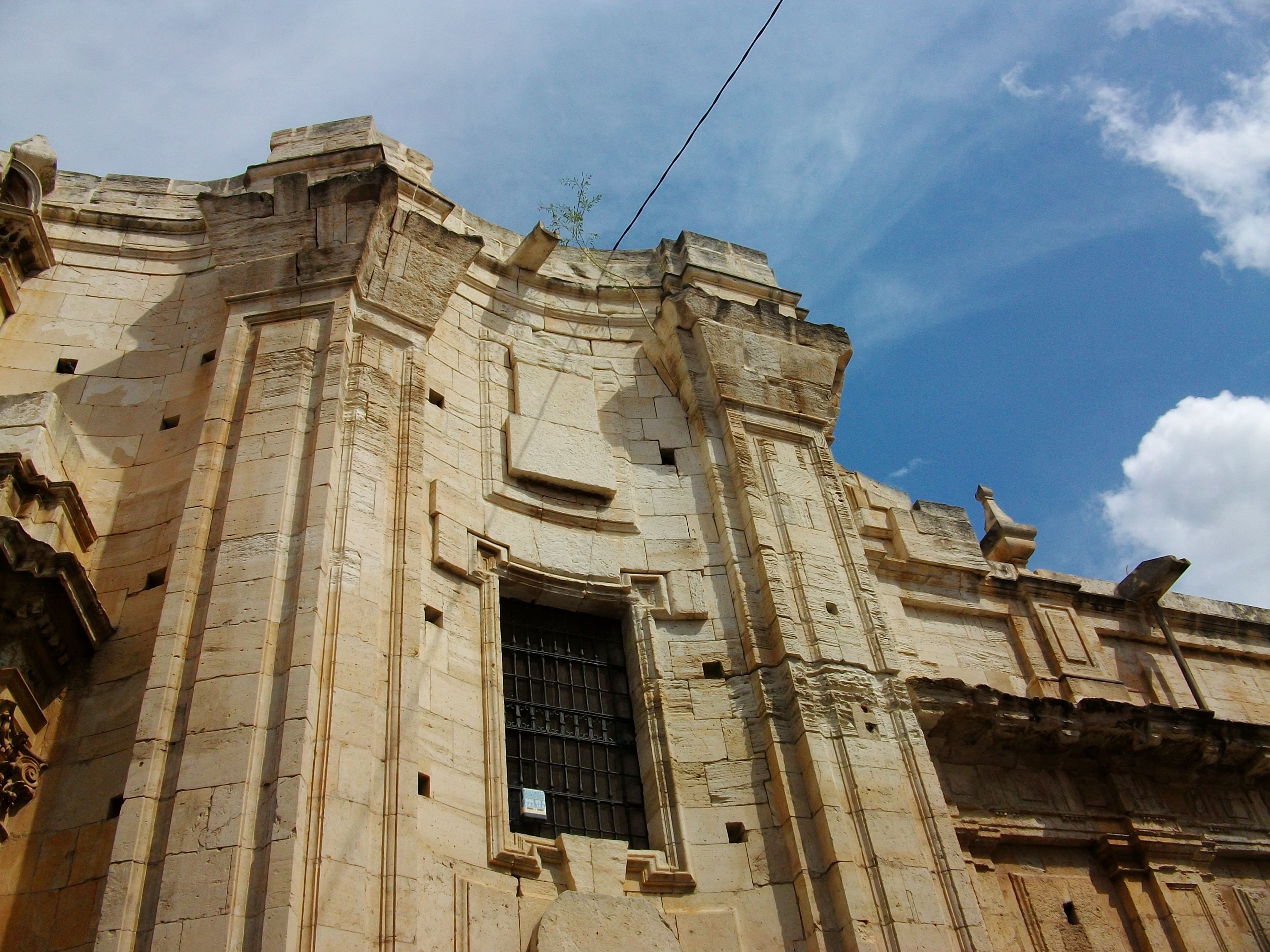
Detalle de la portada barroca principal, lado derecho.

#### Iglesia Parroquial de Santiago Apóstol

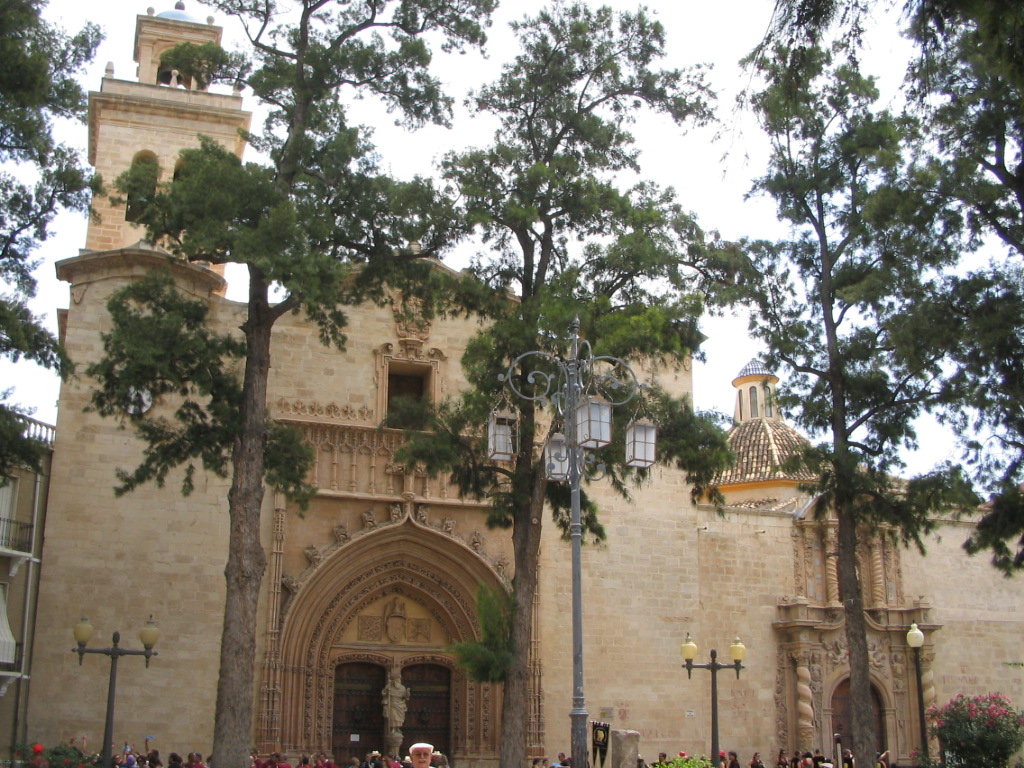
Iglesia de Santiago Apostól. Se pueden apreciar sus dos fachadas delanteras.

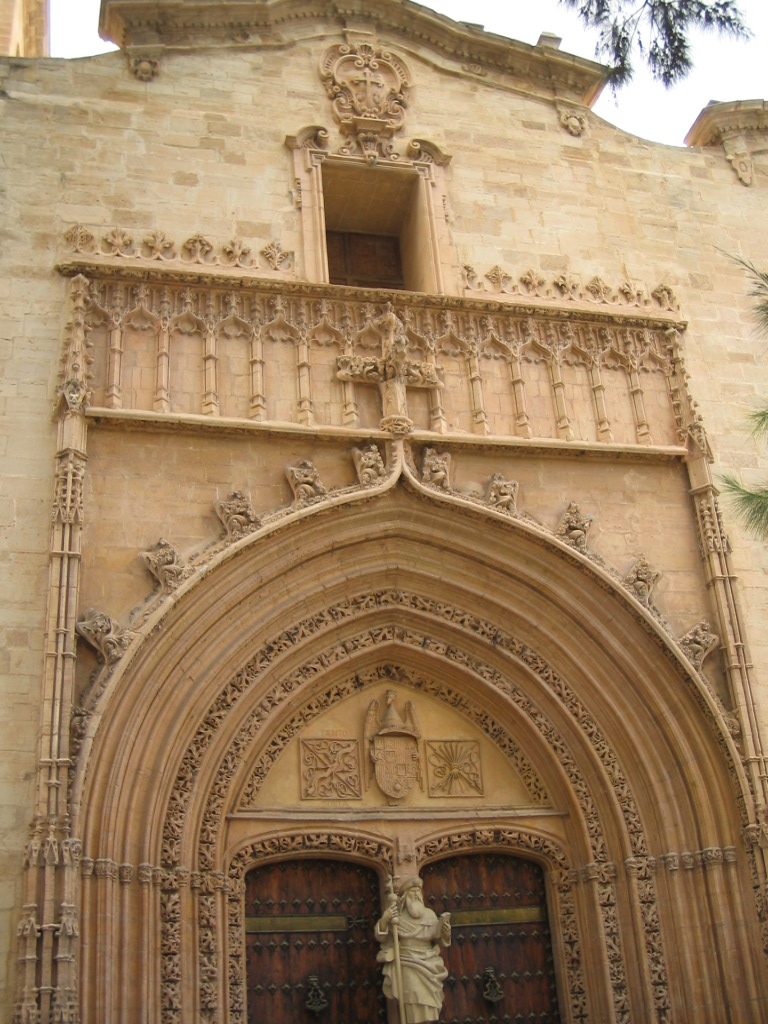
Fachada principal.

Iglesia gótica de una sola nave, con capillas entre contrafuertes también de estilo gótico. El templo posee dos portadas. La Principal obra de estilo gótico isabelino con tímpano y parteluz. Las arquivoltas de la misma se encuentran decoradas por motivos vegetales y animales. El tímpalo poseería decoración pero en el siglo XV sería retirado para poner los escudos de armas de los Reyes Católicos.
El presbiterio es obra de factura renacentista diseñada por Jerónimo Quijano a modo de estancia aparte del resto del templo. Se encuentra separado del templo por un imponente arco toral realizado y decorado a modo de arco del triunfo romano. La planta del presbiterio es elíptica con bóveda descentrada siguiendo los trabajos que en empezó Jerónimo Quijano cuando trabajó en la Catedral de Jaén con Vandelvira como arquitecto oficial de la diócesis de Cartagena. La Capilla Mayor está presidida por un tabernáculo realizado en mármoles de diversos colores y diseñado por el italiano Bernardino Rippa, quien diseñó también el púlpito o cátedra del Espíruto Santo.
En el siglo XVIII, el obispo Juan Elías Gómez de Terán contrapone Capilla de la Comunión de estilo Neoclásico, presidida por un impresionante retablo de estilo Barroco, de grandes dimensiones, dedicado a Francisco de Paula con tabernáculo tallado en madera y dorado, todo ello del siglo XVIII. Posee cúpula sobre pechinas, decoradas estas por cuatro lienzos de Antonio Villanueva. La capilla posee portada barroca del siglo XVIII, concebida como retablo de dos cuerpos. Esta portada influyó muchas de las que se construyeron posteriormente en el resto de la diócesis de Orihuela (ej. Monasterio Santa Faz de Alicante).
Destacan el órgano barroco obra de delicada talla, que alterna pintura, escultura y un exquisito diseño. todo el órgano se encuentra dorado excepto en las partes policromadas. De gran importancia es el patrimonio mueble del templo, compuesto por numerosos retablos del siglo XVIII como el de la Sagrada familia, el de la Sagrada Familia de Virgen, el de la Inmaculada o el de la Virgen de los Dolores (actualmente del Cristo del Consuelo) todos ellos dorados y decorado este último con siete lienzos de Antonio Llopis (siglo XVIII).
De entre las esculturas del templo destaca el Apostolado del Presbiterio obra del genial José Puchol Rubio del siglo XVIII, el Cristo del Consuelo de este mismo autor, o el bellísimo grupo escultórico de "La Sagrada Familia" obra de Francisco Salzillo uno de los mejores conjuntos de su producción, realizado en 1765, así como los Santos Dominicos del mismo autor y el Cristo Crucificado de la sacristía y la Inmaculada, obra ambos del valenciano José Esteve y Bonet.
El templo posee una importante colección de pintura que decoran todo el templo con obras de la escuela de Vicente López, de Antonio Villanueva, etc. que tiene cronología desde el siglo XVII hasta el XIX. A su vez posee una importante colección de orfebrería con piezas desde el gótico hasta el siglo XIX, destacando el Cáliz Magno regalado por la Orden de Santiago, el Cáliz del Rey regalado por Felipe III en 1603, la custodia grande obra del siglo XVIII, y el templete de la custodia procesional, obra neogótica.
Fue declarado Bien de Interés Cultural.

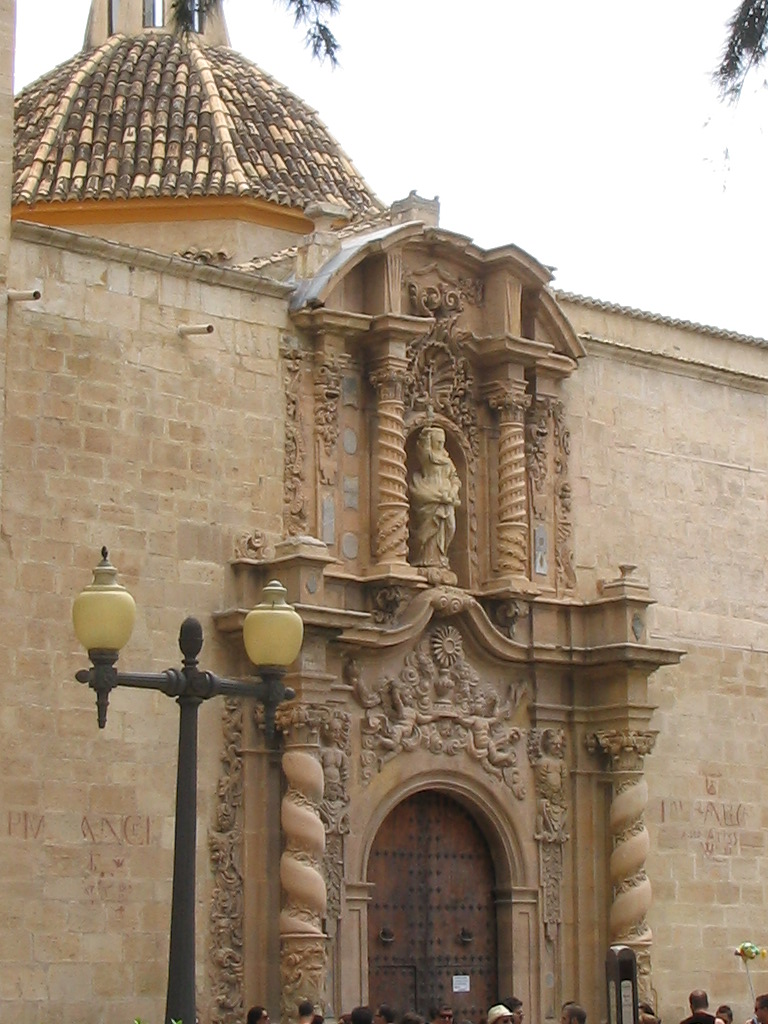
Portada lateral, de estilo barroco.
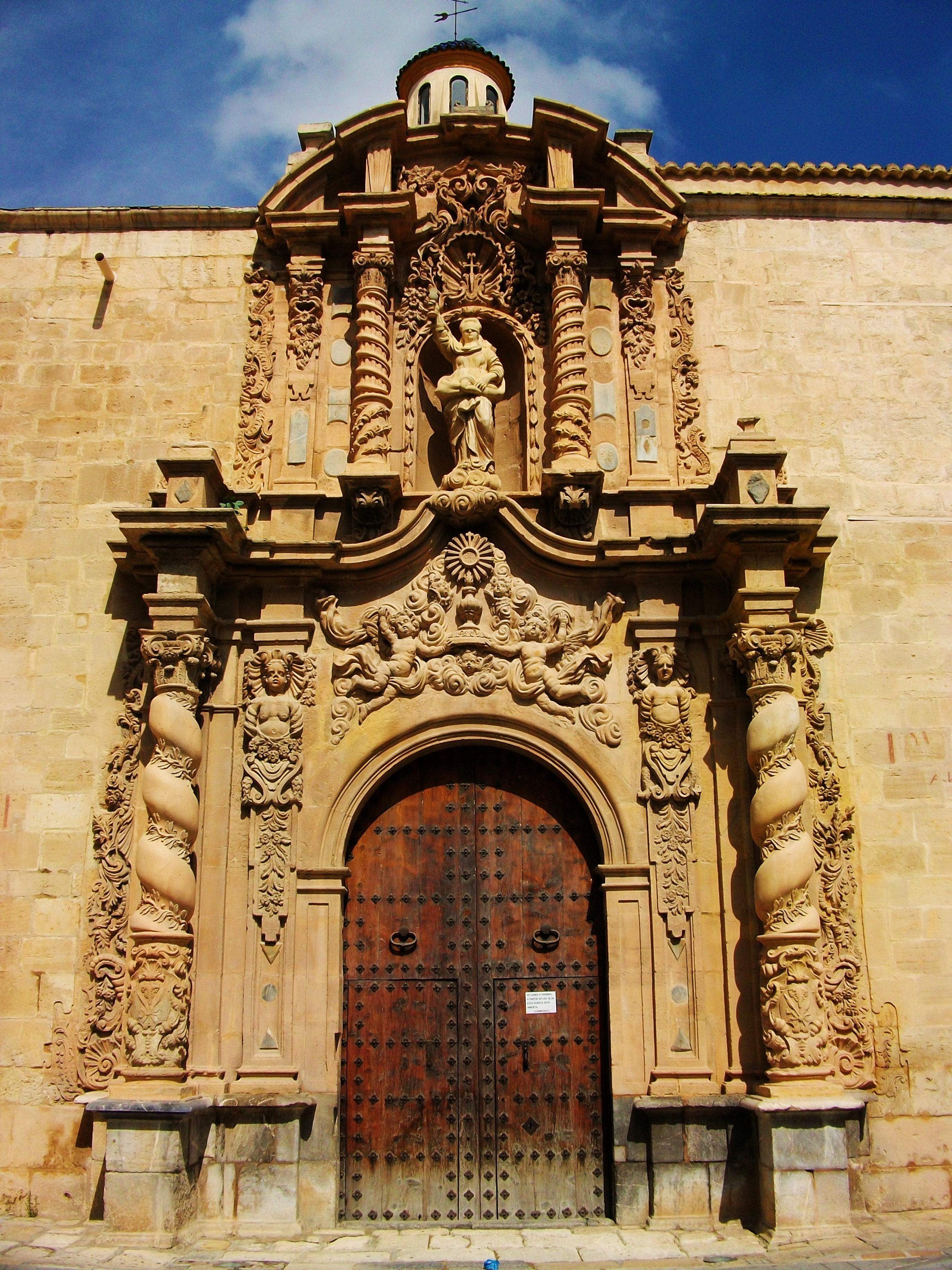
Portada lateral, de frente.
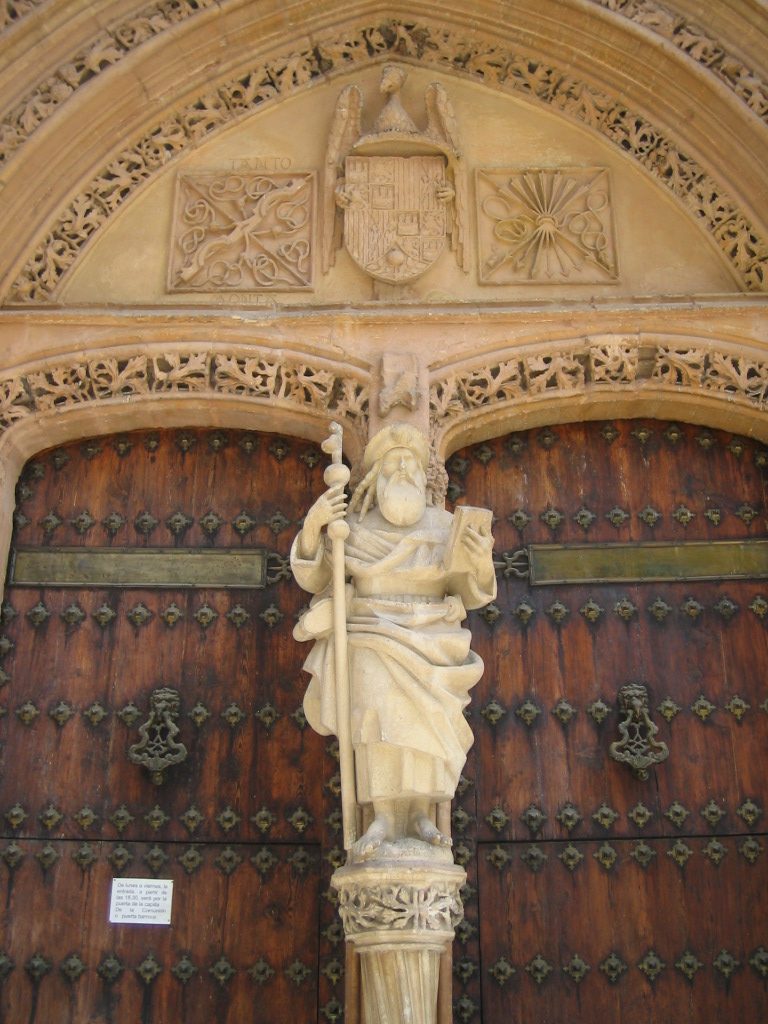
Imagen de Santiago Apóstol y el Escudo de los Reyes Católicos sobre la portada principal.
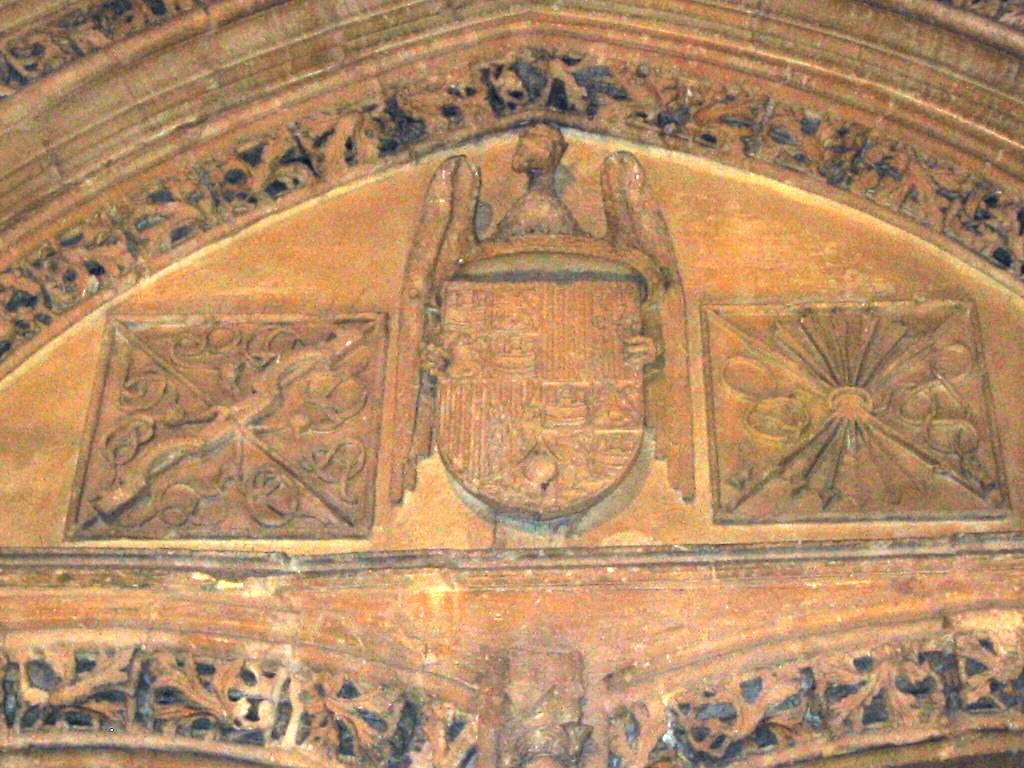
Escudo de los Reyes Católicos de la fachada principal.
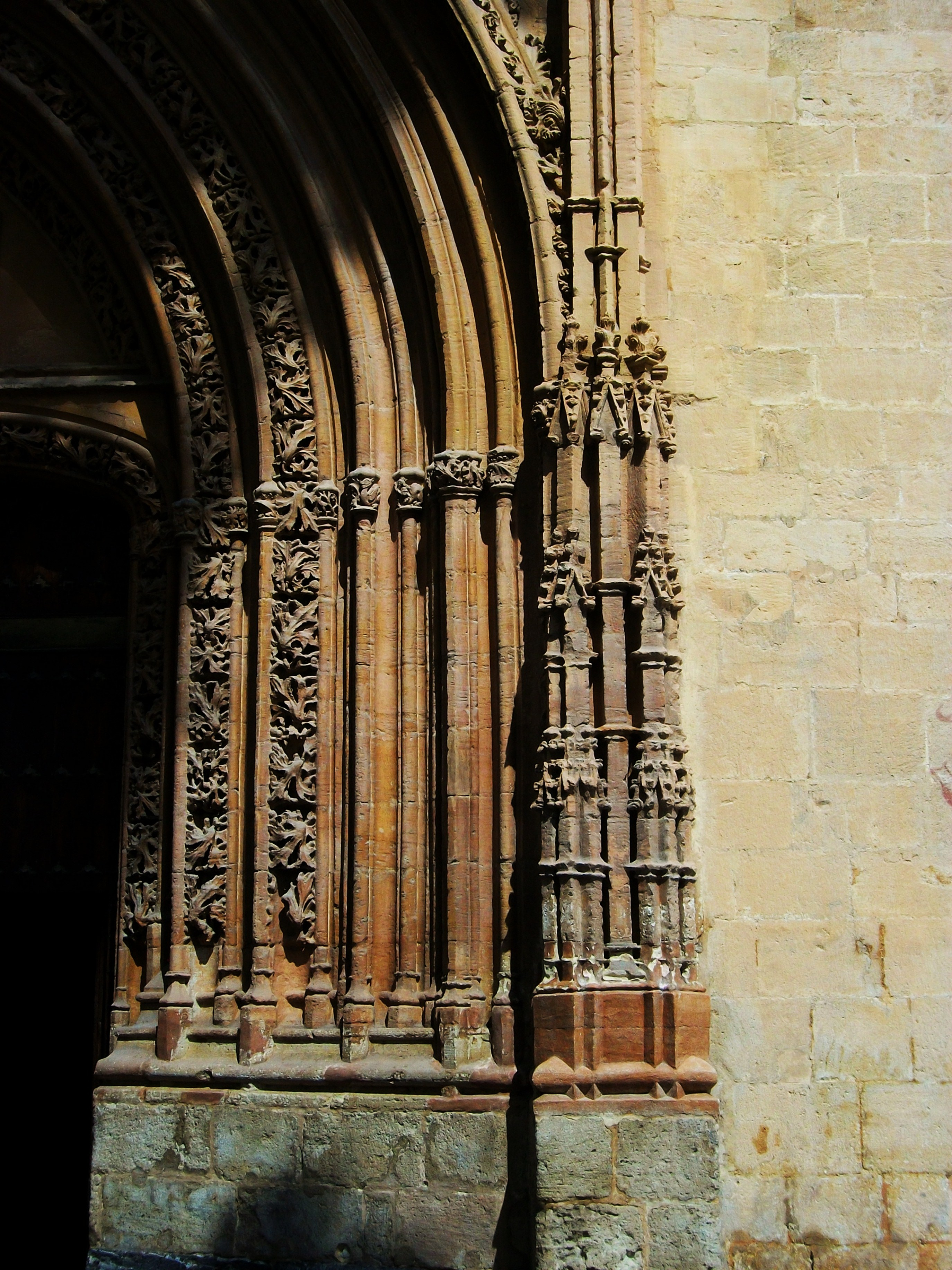
Detalle de la portada gótica.
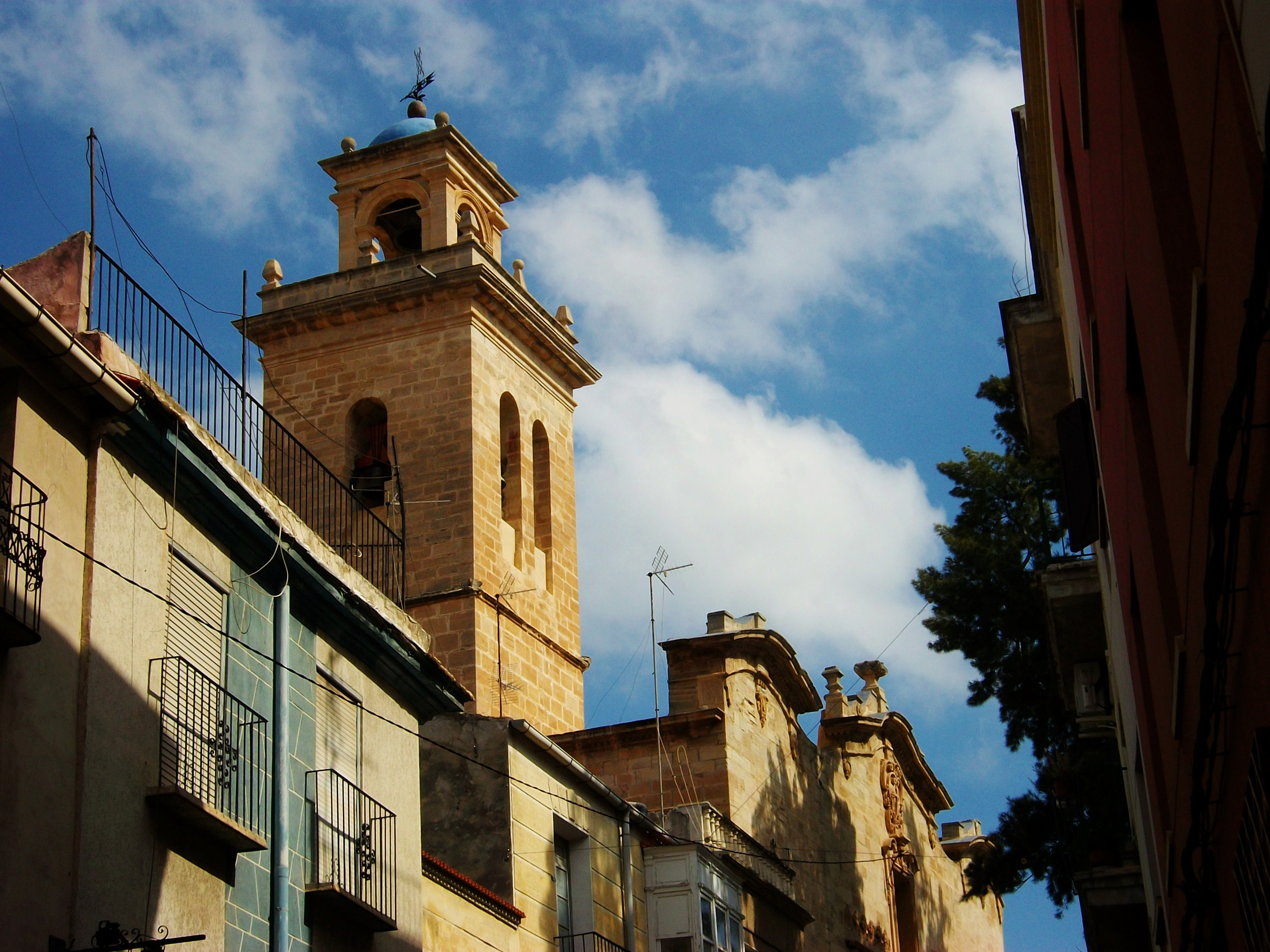
Campanario
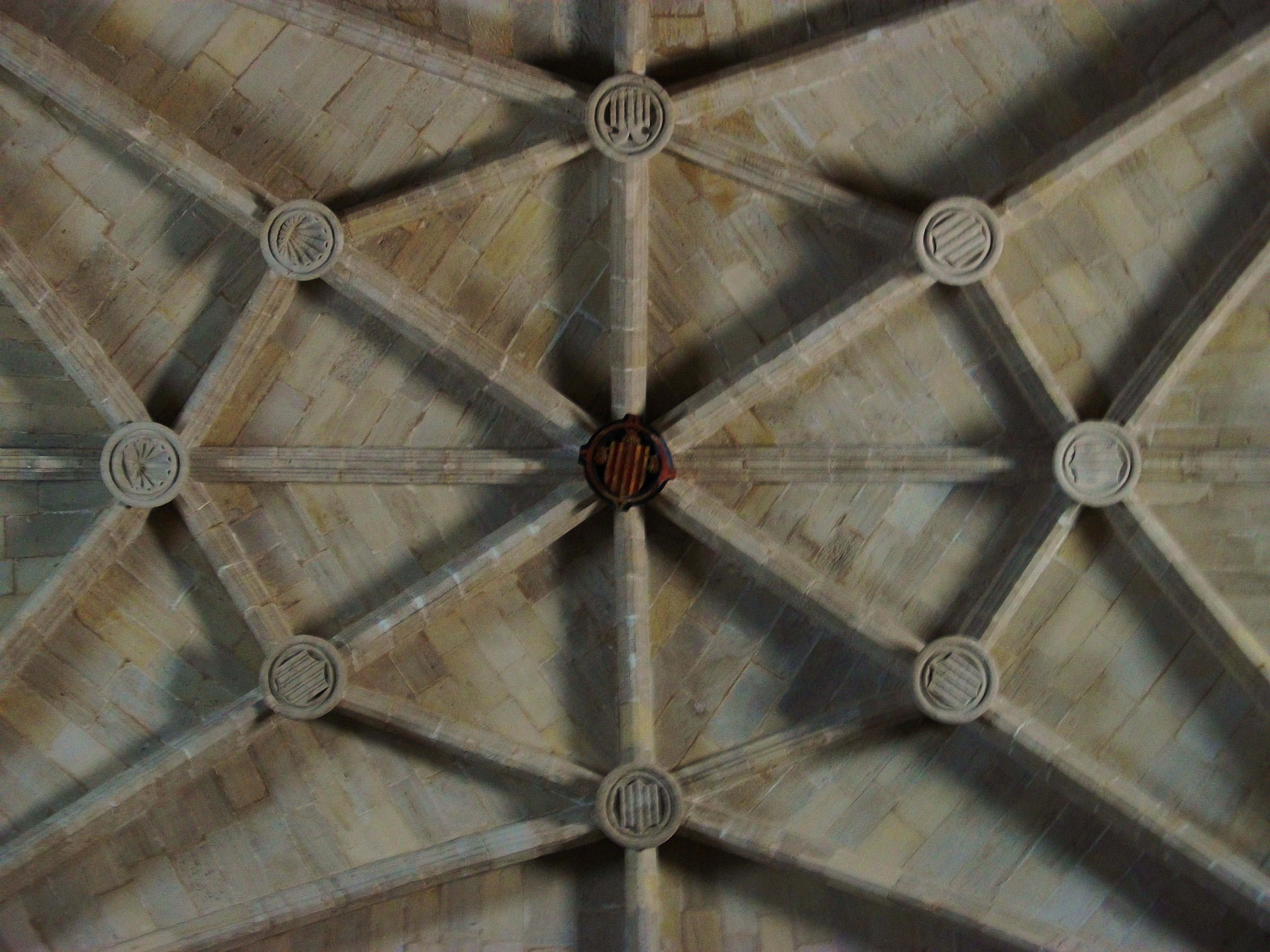
Interior
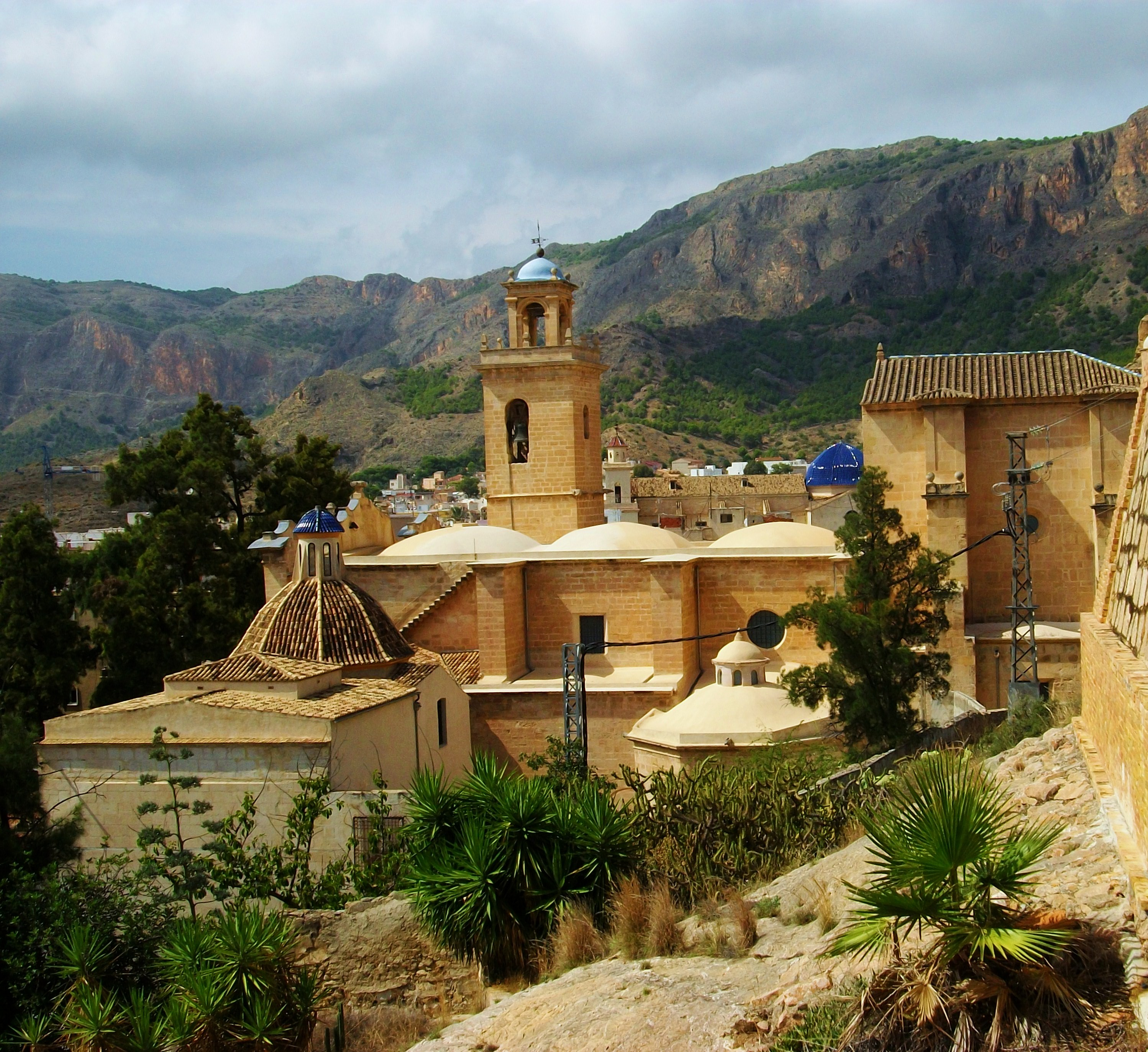
Iglesia de Santiago, desde los Pozos del Cremós.

#### Santuario de Nuestra Señora de Monserrate

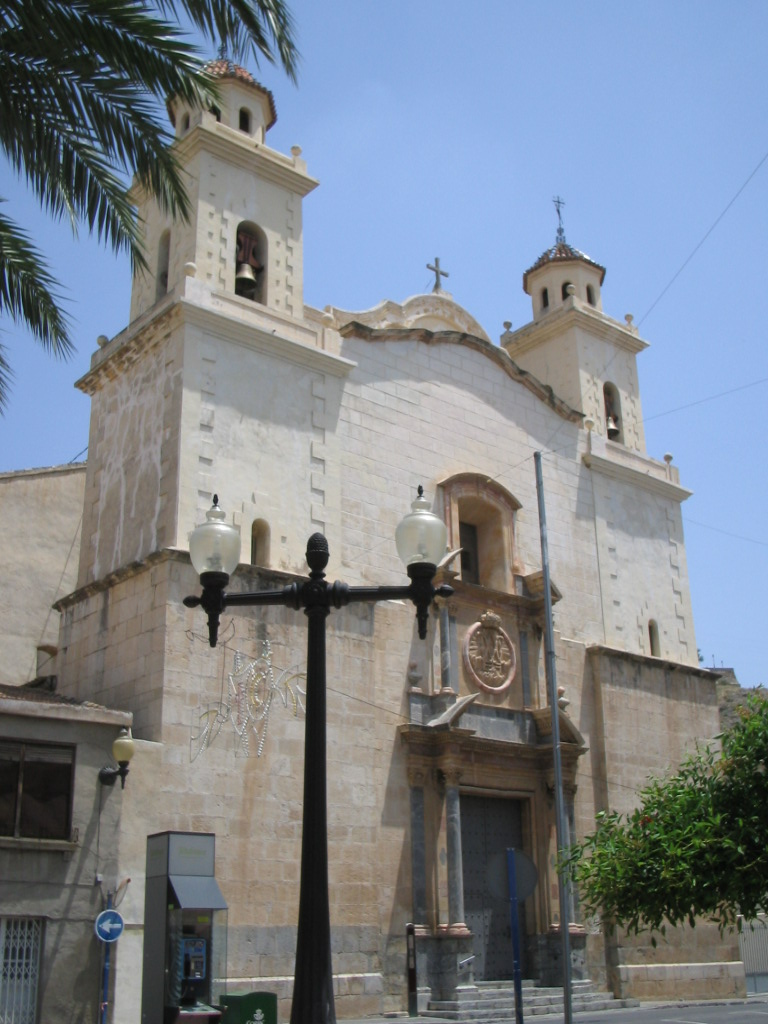
Fachada principal del Santuario de Monserrate.

Templo de estilo barroco realizado en el siglo XVII en sus orígenes con restos medievales de estilo gótico, al que se le contrapuso la actual nave central durante el siglo XVIII, ya de estilo neoclásico. En él se conserva la imagen de la patrona de la ciudad obra de José María Sánchez Lozano.
La ampliación del siglo XVIII fue realizada por el Obispo de Orihuela, D. Juan Elías Gómez de Terán en el nuevo estilo que triunfaba en las capitales europeas, siendo pues realizado según los postulados neoclásicos por moda y no a raíz de la imposición de Carlos III que vendría más de 40 años después. El diseño de la actual nave central se debe al italiano Bernardino Rippa de estilo neoclásico. El templo es abovedado en bóveda de medio cañón. Todo el templo se encuentra recorrido por un entablamento decorado con motivos vegetales dorado y policromado. La planta es de cruz latina con un brazo que sobresale con respecto al otro, posee ocho capillas laterales, crucero y capilla mayor. Posee tres cúpulas, una en el crucero, casetonada, otra en la Capilla del Hallazgo con profusa decoración barroca a base de estucos y dorados y una tercera en el camarín de la Virgen decorada con tallados acasetonados.
Con respecto a su patrimonio mueble, en su interior conserva un importante conjunto de pinturas de Bartolomé Albert en la capilla del hallazgo para la que realizó tres lienzos para los lunetos, 4 para las pechinas de la cúpula, uno para una capilla lateral y policromó el retablo mayor de esa capilla.
Cada capilla del templo posee su retablo, pero de entre todas destacan el gran retablo de la Capilla Mayor, genial obra del escultor valenciano José Puchol que alterna talla y escultura con profusa y abundante decoración en su zona central de estilo barroco, y el retablo de la Capilla del Hallazgo, obra de Antonio Caro el Viejo, policromado por Bartolomé Albert y dorado por Heredia.
Además, contiene en su interior diversos lienzos de Antonio Villanueva en el templo y en las pechinas de la cúpula del crucero. A su vez posee obras de Galarza Moreno, Antonio Ruidavest, Orrico, Bonacho David, además de los ya citados Bartolomé Albert y José Puchol, etc.
A los pies tiene un Órgano de caja neogótica (único de este estilo en la ciudad) y de instrumento romántico, obra del siglo XIX.
El templo tiene una importante colección de textiles de los siglo XVIII, XIX y XX, compuesta por interesantes bordados en diversos soportes como son el tisú, el satén, la seda o el terciopelo. También tiene un importante conjunto de obras de joyería y orfebrería desde el siglo XVII hasta la actualidad.
La fachada posee dos torres que jalonan la portada, obra del siglo XVIII de estilo neoclásico realizada en mármoles de diversos colores. En la misma destaca el escudo del Santuario dispuesto a modo de medallón tallado piedra caliza y mármol, de dos metros de diámetro.
Declarado Bien de Interés Cultural del patrimonio histórico español.

#### Iglesia Parroquial de San Antón

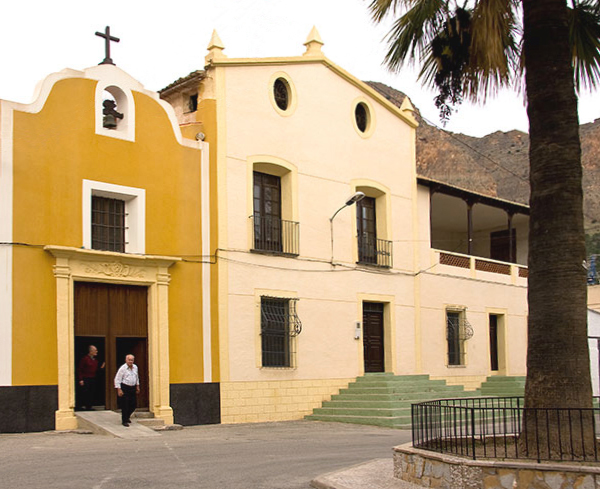
Iglesia de San Antón.

Pequeña Iglesia situada en el barrio del mismo nombre, obra barroca tardía y estandarizada, realizada en el siglo XVIII, tiene un tratamiento popular en fachada con el típico revoco ocre con recercados en blanco.
El edificio está declarado Bien de Relevancia Local.

#### Ermita del Santo Sepulcro
Monumento de interés arquitectónico.
Obra de factura barroca del siglo XVII. Pertenecía a la Venerable Orden Tercera de Nuestro Seráfico Padre San Francisco, cuyo escudo se encuentra timbrando el dintel de la portada. Su planta es de nave única con crucero contrapuesto y sobre él se eleva una pequeña cúpula sobre pechinas. La fachada es obra barroca exenta de decoración, del siglo XVIII a modo de entablamento sostenido por pilastras.
El edificio está declarado Bien de Relevancia Local.
Actualmente ha sido restaurado y se utiliza como sala de exposiciones.

#### Ermita de la Virgen de Monserrate
Situada en la antigua Calle de Arriba, actual calle Miguel Hernández, junto a la casa de este. Se trata de una edificación del siglo XVI a modo de puerta o postigo que conserva la ermita en el interior del edificio, en su primera y única planta. La imagen que preside es una copia de la patrona de Orihuela del siglo XVIII.
El origen de la ermita se debe a que en ese lugar predicó San Vicente Ferrer a su llegada a la ciudad en octubre de 1410.
La ermita, tras ser restaurada, fue reabierta el 25 de septiembre de 2010, con la coincidencia del año hernandiano.
El edificio está declarado Bien de relevancia Local.

#### Seminario Diocesano de San Miguel

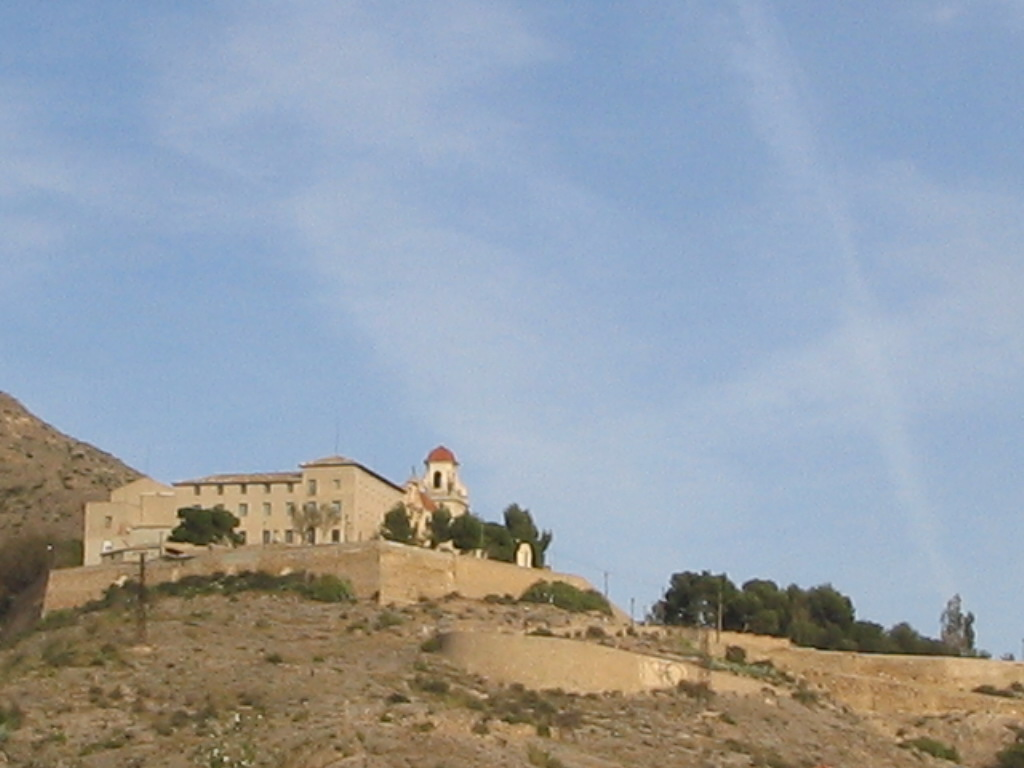
Seminario Diocesano de San Miguel, en lo alto de la montaña.

Su construcción se inició a mediados del siglo XVIII, realizándose sucesivas ampliaciones hasta mediados del siglo XIX. Lo más destacado del conjunto es la portada de acceso, consta de tres cuerpos y está decorada con motivos heráldicos y escenas de la Purísima, San Miguel Arcángel y el Sagrado Corazón de Jesús. Contiene una excepcional biblioteca y será sede del archivo de la diócesis de Orihuela. Es utilizada por la diócesis oriolana para formar a sus sacerdotes excepto el último curso, que se realiza en Alicante. Este edificio se ha convertido en uno de los perfiles más destacables de la ciudad.
Posee una gran fachada principal, orientada al sur. Dicha fachada está exenta de decoración en toda ella, salvo con la apertura de vanos que crean un ritmo cadencioso en toda ella. La decoración se reduce a la portada del edificio obra de cantería, labrada y tallada, que consta de tres cuerpos, está decorada con motivos heráldicos y escenas de la Purísima, San Miguel y el Sagrado Corazón de Jesús. Posee dos portadas gemelas y sobre ella se abren dos ventanales cubiertos con dos frontones curvos.
El edificio está declarado Bien de Relevancia Local.

#### Capilla de Loreto

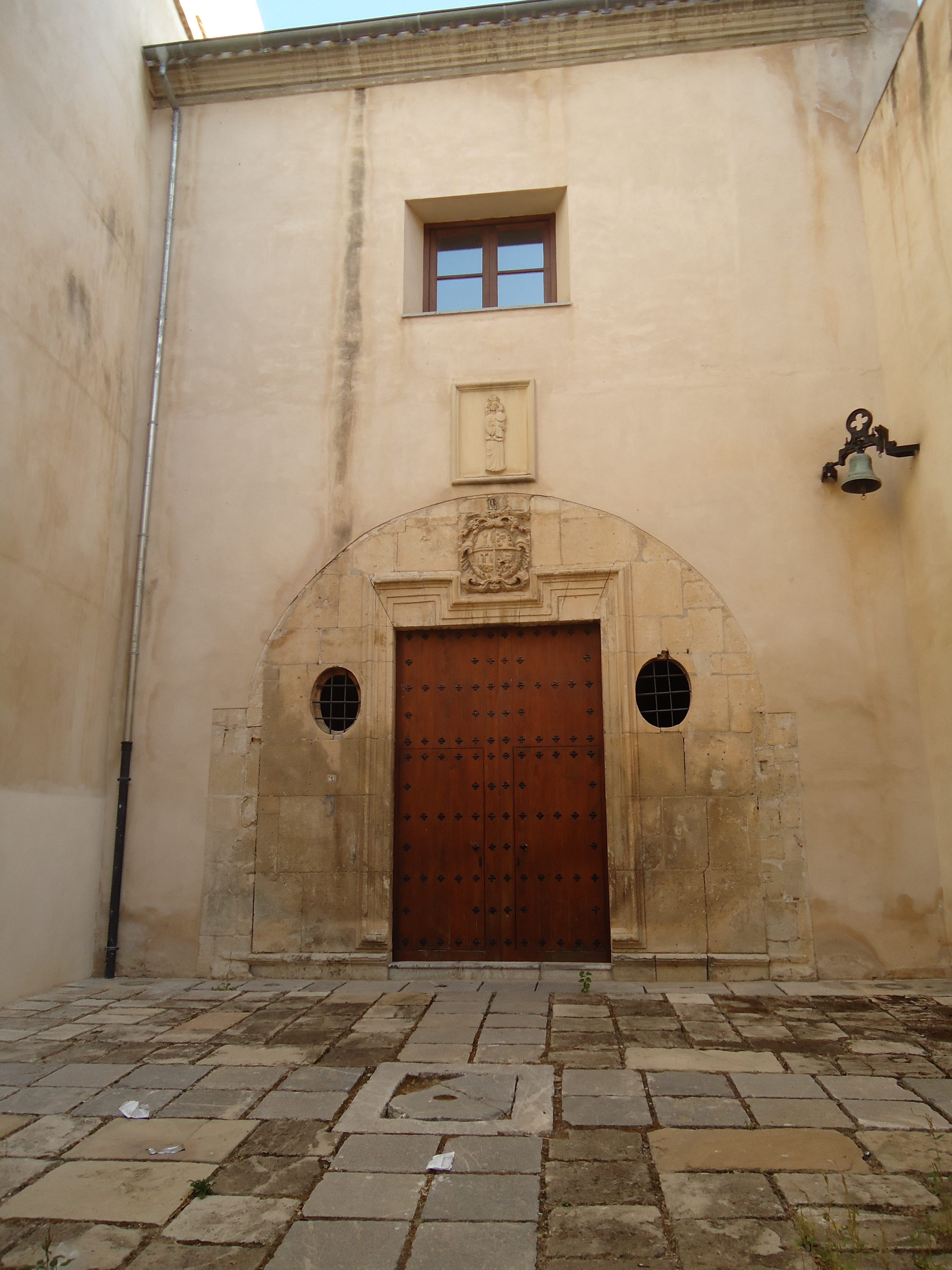
Exterior de la capilla de Loreto.

Capilla cuya construcción se remonta al siglo XVI, creada por don Luis Gómez, obispo de Sarno. Se construye en estilo renacentista. Pero una riada se llevó parte de la capilla, debiendo reformarse a principios del siglo XVIII. Con las reformas introducidas en este siglo llega a hoy día.
Dicha capilla es una capilla exterior de la S. I. Catedral. Su pórtico de acceso es del siglo XVI con escasa decoración, con la excepción del escudo de la Cofradía de la Sangre que allí tiene sede canónica. Dicha portada da acceso a un atrio, en el que se encuentra el vaso de los ajusticiados y pobres de la ciudad, que fallecían sin familiares que los antedieran. A través de dicho atrio se accede a la capilla.
La capilla es de planta rectangular, con capillas laterales, que dividen la nave en dos tramos más el presbiterio. En su parte trasera posee una pequeña sacristía.

### Conventos y Monasterios de la ciudad

#### Iglesia del Carmen

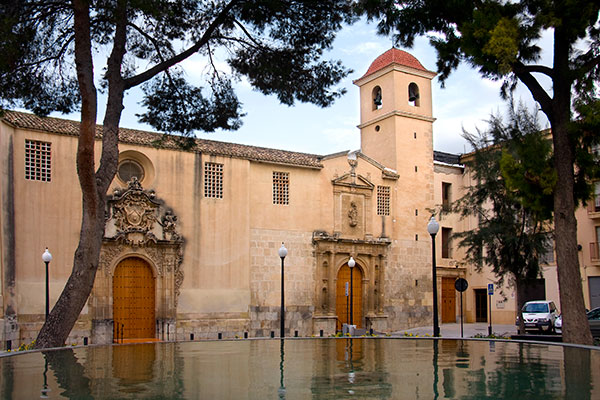
Iglesia-Convento del Carmen.

Situada en la plaza de su mismo nombre, se trata de una iglesia barroca que consta de una sola nave. Tiene también dos portadas laterales. El interior de la iglesia está cubierto con una bóveda de medio cañón, recientemente restaurada y cúpula en el crucero.
En su fachada destaca su portada realizada en el siglo XVIII, justamente entre los años 1721 y 1727. Su portada consta de un gran recargamiento ornamental, donde los motivos vegetales son los principales adornos. Además de los ornamentos vegetales la portada consta del escudo de las Carmelitas, rodeado de angelotes.
Conserva una imagen de la Virgen del Carmen obra de Francisco Salzillo, cuyo camarín construido en el siglo XVIII, concretamente en el año 1740, fue restaurado en el año 2007.
El edificio está declarado Bien de Relevancia Local.

#### Real Monasterio de las Religiosas Salesas

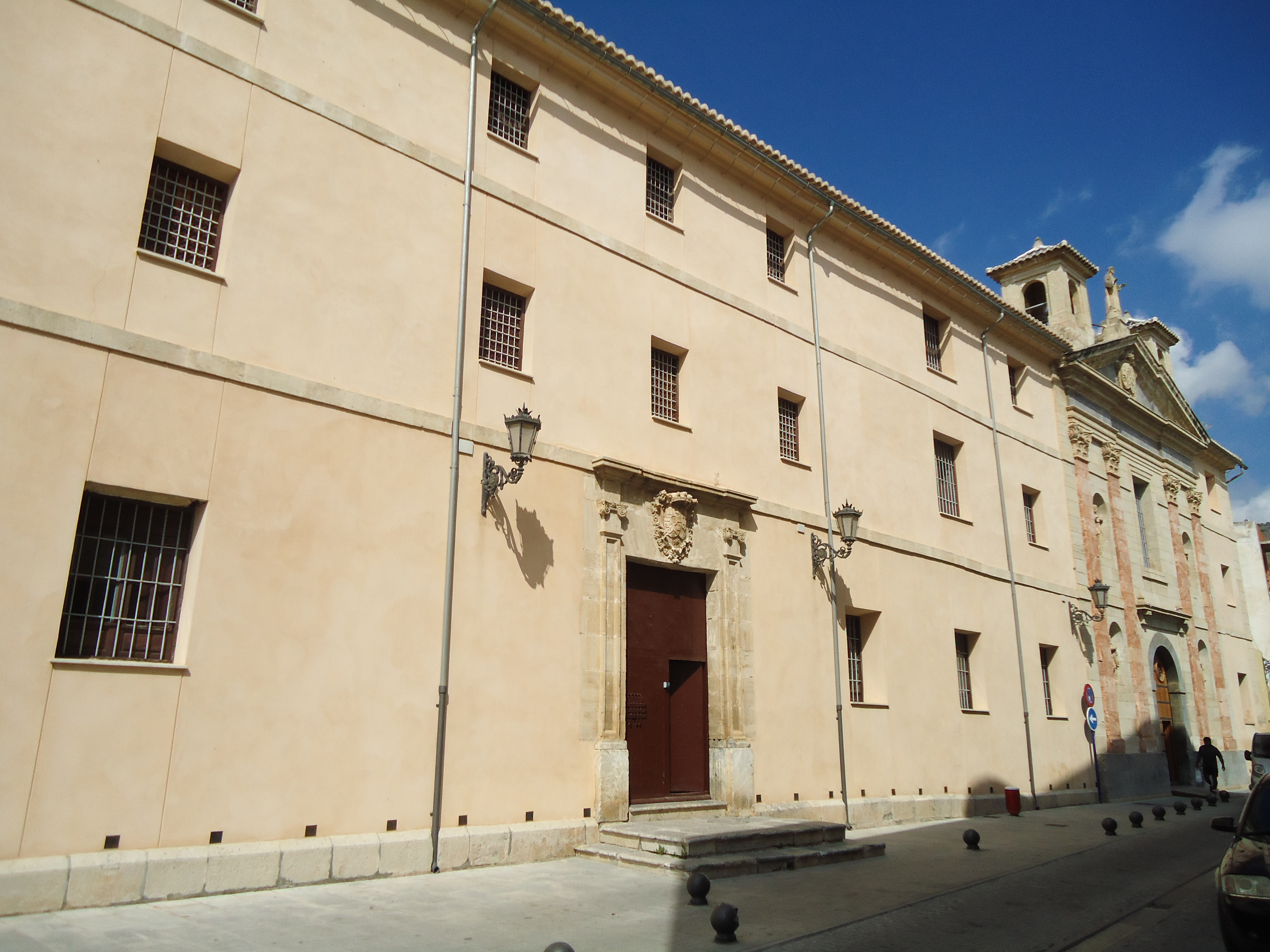
Fachada del monasterio.

Edificio en su gran parte del siglo XVIII, reformado a principios del siglo XIX. Fue la sede de la Compañía de Jesús hasta que fueron expulsados de España a mediados del siglo XVIII. En el edificio que quedó fundaron los infantes Carlos María Isidro de Borbón y Teresa de Braganza un monasterio, siendo patrono del mismo, el rey Fernando VII.
La Iglesia es de estilo neoclásico, fachada rematada en un frontón triangular, portada con escasa ornamentación flanqueada por pilastras pareadas de orden palladiano entre las que se intercalan varias hornacinas con esculturas en mármol de Santiago Baglietto de santos de la orden de san Francisco de Sales. En la fachada destaca la utilización de mármoles rojos, blancos y negros, más propio del estilo barroco que del neoclasicismo, que producen un juego de colores en la fachada. Toda ella se encuentra coronada por un gran frontón que contiene en su tímpano el escudo de los Reales Fundadores del Monasterio Carlos María Isidro de Borbón y su Esposa.
El templo se encuentra es de bóveda de medio cañón. Posee crucero coronado por cúpula de media naranja. El presbiterio posee retablo realizado en mármoles a modo de arco del triunfo, decorado con imágenes de Santiago Baglieto (San Miguel y San Gabriel) y de José Sánchez Lozano.
El Monasterio posee una interesante colección de cuadros de temática religiosa de Vicente López y Sebastiano de Conca.
Fue declarado Bien de Interés Cultural.

#### Convento de Santa Ana
La construcción de este convento de franciscanos data de 1594. Es un edificio, amplio y desornamentado de tres plantas. En él destacan el porche de acceso decorado con arcada, el refectorio y un pequeño claustro, así como la escalera principal.
La Iglesia anexa es obra barroca de una sola nave con escasez de ornamentación. La única ornamentación se encuentra en la Capilla mayor, compuesta por un fresco dedicado a la Inmaculada.
La inexistencia de decoración en la nave central del templo contrasta con la decoración de la Capilla de Ntro. Padre Jesús que se abre en uno de los lados del crucero. La cúpula de la capilla se encuentra decorada por motivos vegetales y rollas en plata corlada. En ella se conserva entre otras imágenes el Cristo de la Agonía de Salzillo y la imagen de Ntro. Padre Jesús, de José Sánchez Lozano de 1939, así como las imágenes de San Juan y la Dolorosa de este mismo autor. El camarín de Ntro. Padre Jesús está decorado por pinturas murales al fresco del siglo XVIII, de Antonio Villanueva.
La imagen del nazareno posee 5 túnicas, dos del siglo XVIII, una del siglo XIX y dos del siglo XX, estando las tres primeras en un estado lamentable de conservación.
El edificio está declarado Bien de Relevancia Local.

#### Monasterio de San Juan Bautista de la Penitencia

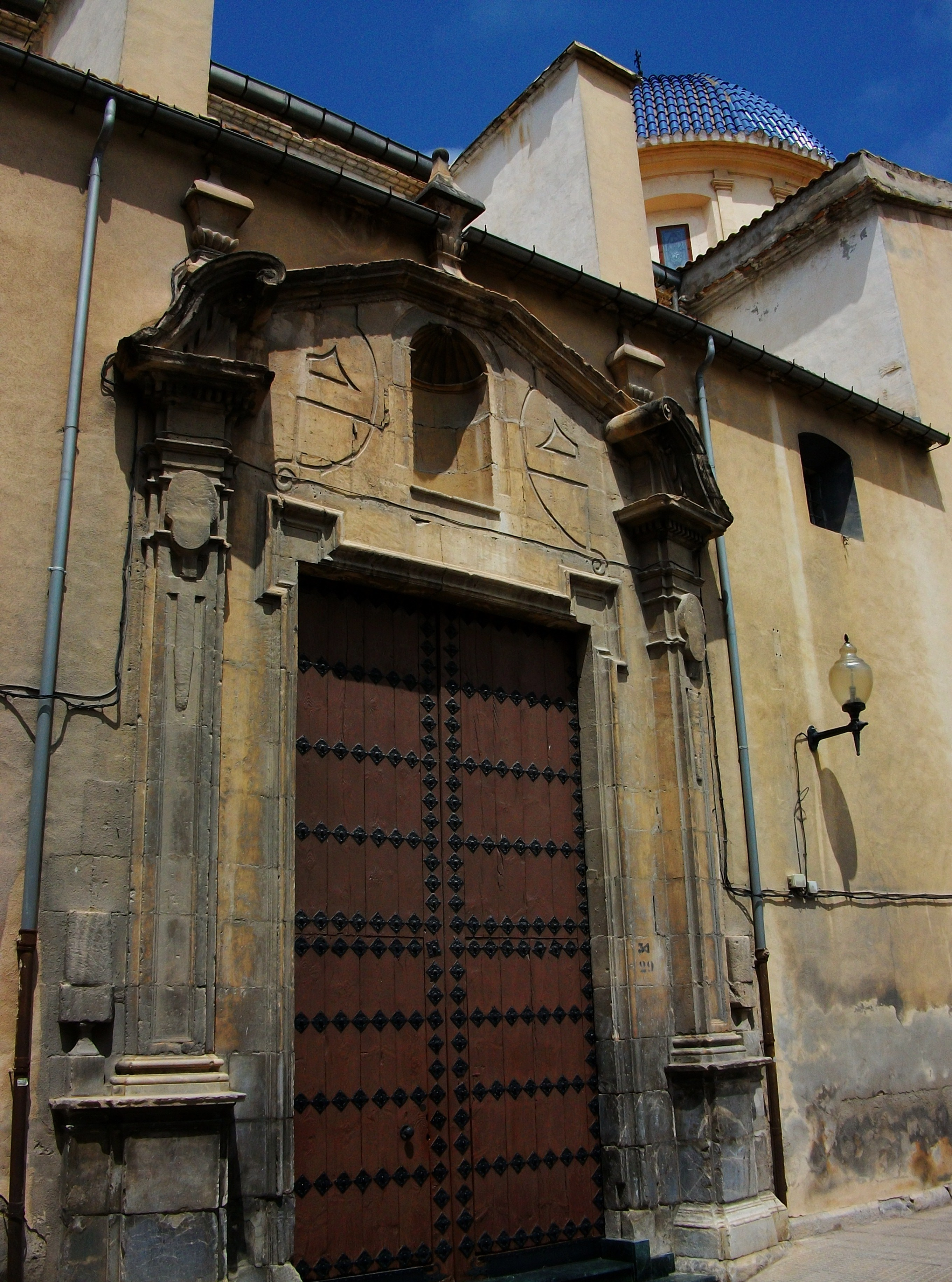
Portada del monasterio de San Juan.

Es la sede de la comunidad de las Religiosas Clarisas en Orihuela. Edificio barroco del siglo XV ampliamente reformado posteriormente. Se trata de un edificio singular ya que es uno de los pocos de este tipo que tiene en su fachada unos muros de tapial tan altos en toda la Comunidad Valenciana.
La iglesia es del siglo XVIII de estilo barroco y fue diseñada por Antonio Villanueva en este estilo. Se trata de un bellísimo edificio con bóveda de cañón coronado el crucero por una cúpula de media naranja decorada con lienzos en sus pechinas, obras de Antonio Villanueva. El retablo mayor fue diseñado en estilo neoclásico en mármoles. Está presidido por la imagen de San Juan Bautista de José Esteve y Bonet.
Los frescos de la iglesia fueron en su mayoría pintados por Antonio Villanueva, así como diversos lienzos que decoran los muros del presbiterio. Destaca la Gloria de la Orden Franciscana, pintura mural al fresco de grandes dimensiones, con forma de media luna que decora la capilla mayor. Asimismo destaca el lienzo de San Luis Rey de Villanueva.
De entre las obras cabe destacar Cristo Yacente, los estigmas de San Francisco, obras de Francisco Salzillo y el Cristo de Zalamea, obra de Nicolás de Bussy. En el interior del Monasterio se guardan interesantes obras de Francisco Salzillo como la Dolorosa, Esteve Bonet como el Nacimiento, Antonio Villanueva, y de Antonio Palomino entre otros. Destaca el conjunto de rejería del templo y el campanario, así como el conjunto de orfebrería con obras desde el siglo XVII al siglo XIX. Posee un interesante archivo desde el siglo XV hasta la actualidad.
El edificio está declarado Bien de Relevancia Local por la ley de Patrimonio Cultural Valenciano.

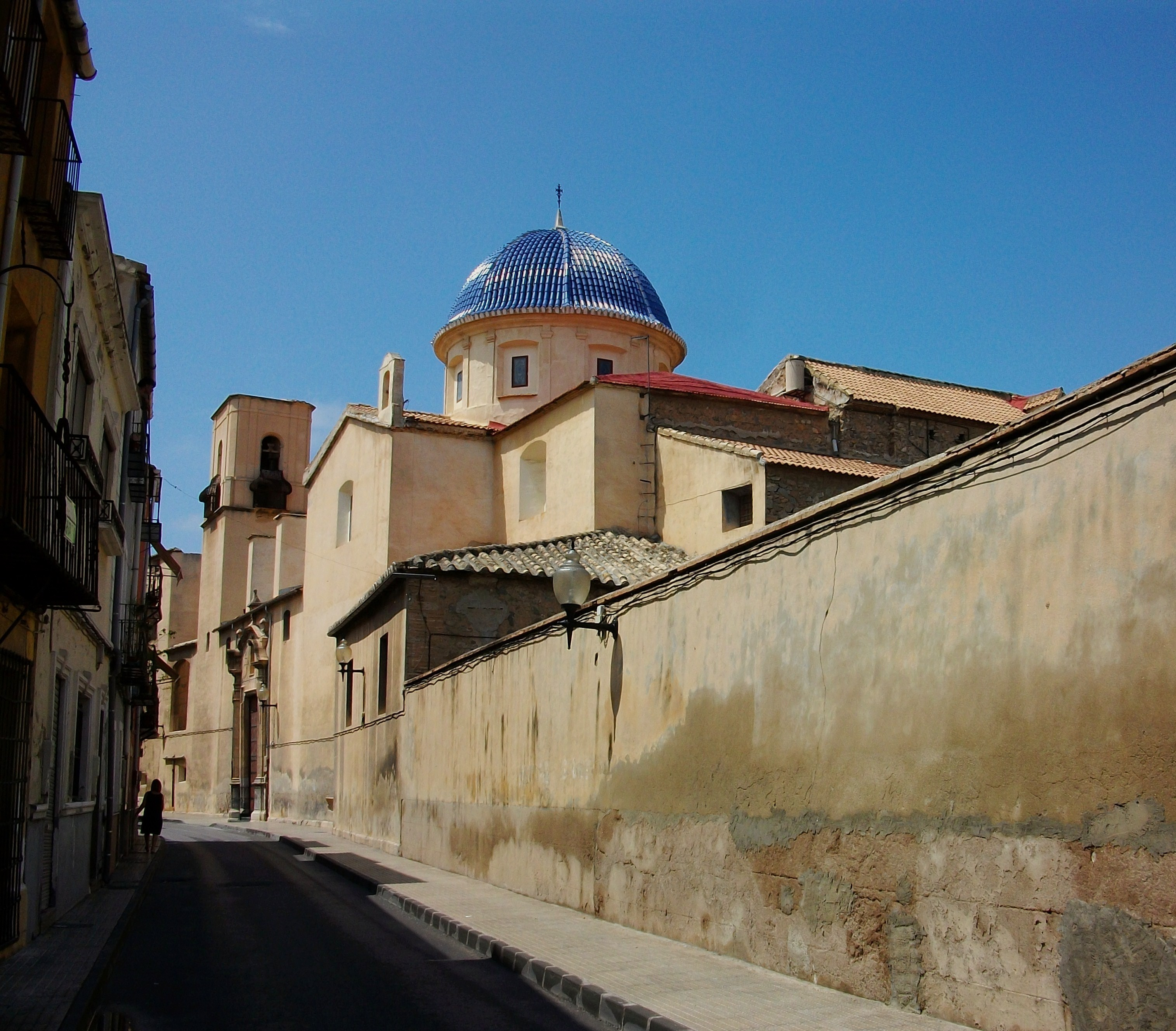
Monasterio de San Juan.

#### Monasterio de la Santísima Trinidad
Edificio renacentista del siglo XVI, destaca la fachada del edificio, obra renacentista realizada en ese siglo dedicada a la Santísima trinidad.
Fue la sede del Convento de los Trinitarios desde su fundación hasta la desamortización en el año 1835. Tras ella fue adquirido por el Obispado de Orihuela que lo adscribió a la Catedral de Orihuela.
Con el incendio del Monasterio de Santa Lucía durante la Guerra Civil, las monjas dominicas se quedaron sin edificio en Orihuela. El Obispado de la ciudad le cedió este edificio donde constituyeron su nueva comunidad hasta la actualidad.
El edificio Conserva algunos de los bienes provenientes del Monasterio de Santa Lucía como un retablo de santa lucía del siglo XVI, parte del ajuar de los Dominicos de Orihuela o una imagen de la Virgen Dolorosa de Sánchez Lozano.
Posee una pequeña iglesia y un bello claustro barroco decorado con casetones en el intradós de las arcadas.
El edificio está declarado Bien de Relevancia Local por la ley de Patrimonio Cultural Valenciano.

#### Monasterio de San Sebastián
Edificio renacentista con modificaciones barrocas. Es la sede de las Agustinas regulares. El actual edificio se realizó en el siglo XVI. Posee un bello y pequeño claustro barroco que da a un gran patio. En su zona oeste se abre el templo de San Sebastián, obra barroca donde destacan restos de un anterior edificio gótico. En su interior conserva obras de Antonio de Villanueva del siglo XVIII.
El edificio está declarado Bien de Relevancia Local por la ley de Patrimonio Cultural Valenciano.

#### Colegio de Jesús-María

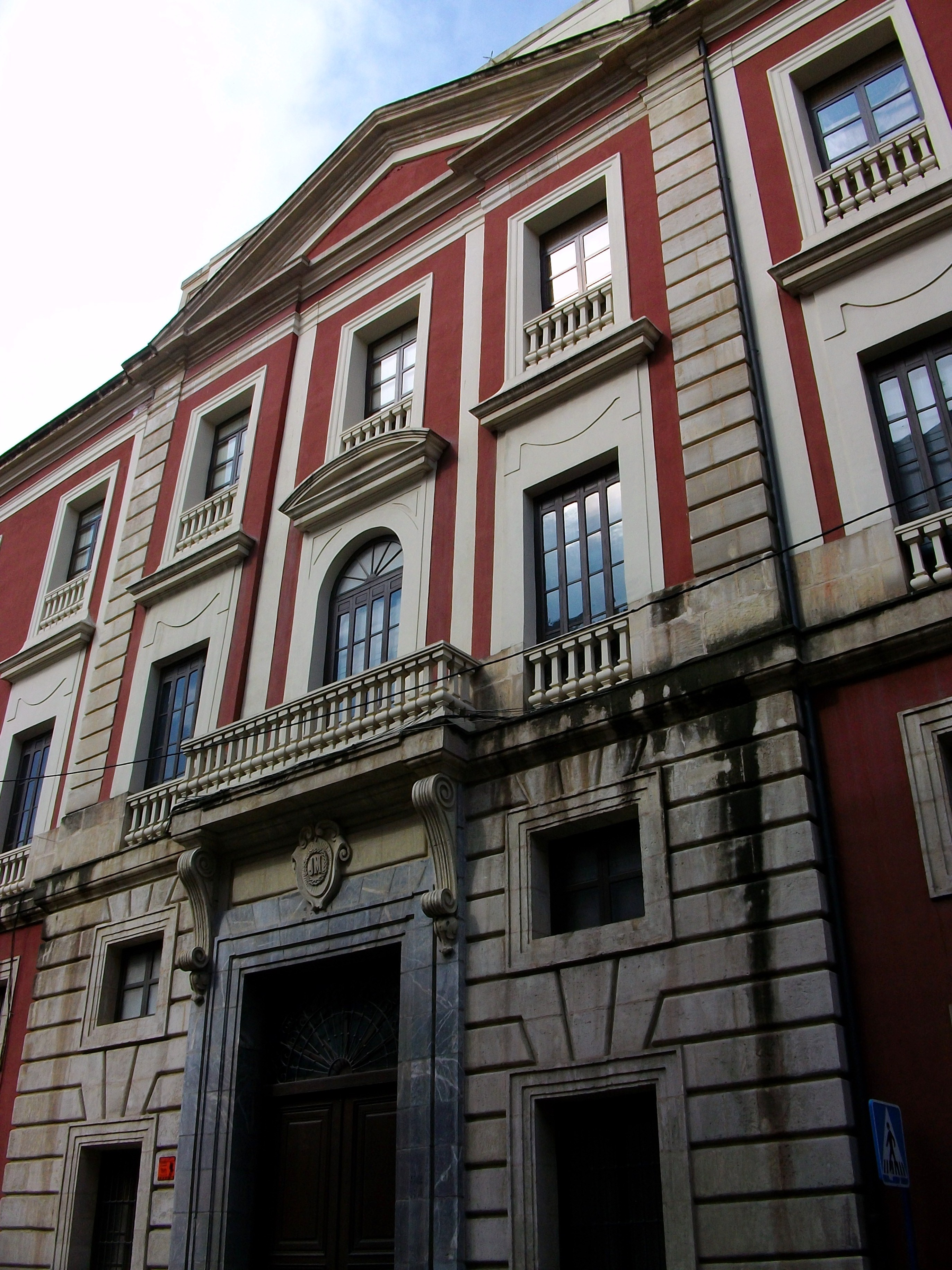
Fachada del colegio Jesús-María San Agustín.

En la actualidad es el Colegio de la orden agustina de Jesús-María. Fue la sede de los agustinos en la ciudad de Orihuela desde el siglo XIV hasta que fue desamortizado en 1835. En un principio construyeron un edificio gótico que posteriormente fue sustituido por el actual de estilo neoclásico.
El actual edificio data del siglo XVIII, estando en 1750 todavía en construcción. Posee un gran claustro que da a un gran patio, sobre el que gira todo el edificio. El claustro es de estilo neoclásico, realizado en sillares de piedra.
En el ala norte tiene anexionada la Iglesia de san Agustín, monumental edificio que se convirtió (y todavía es) en la iglesia más grande de la diócesis de Orihuela, con capacidad para más de mil personas sentadas. La iglesia es de estilo neoclásico. Destaca su presbiterio con retablo de mármoles, así como el órgano con caja del siglo XVII.
La fachada del colegio es de estilo neoclásico reformada en el siglo XIX.
Tras la desamortización, el edificio lo adquiere una familia catalana. En 1885 lo adquiere la orden agustina de Jesús María, para que implantase un colegio en él, cediéndoles el Obispado de Orihuela, la Iglesia para su uso.
El edificio está declarado Bien de Relevancia Local por la ley de Patrimonio Cultural Valenciano.

#### Convento de las Hermanitas de los Desamparados
Edificio del siglo XIX reformado en la posguerra española. Es la sede de la orden de las Hermanitas de los Desamparados, las cuales tienen en él un asilo para ancianos. En su interior conserva obras del siglo XIX, y del siglo XX de autores como José Sánchez Lozano o del Barcelonés José María Ponsoda Bravo.
El edificio está declarado Bien de Relevancia Local por la ley de Patrimonio Cultural Valenciano.

#### San Juan de Dios
Edificio construido entre los siglos XVI al XVIII. Era la sede de la Orden Hospitalaria de San Juan de Dios hasta su exclaustración en el siglo XIX. El edificio se divide en dos partes, el Hospital y convento, y la Iglesia. Esta última fue construida en estilo Neoclásico, siendo finalizada en el año 1755. La misma es de nave única y capillas laterales entre los contrafuertes. Posee un pequeño crucero sobre el que se eleva una pequeña cúpula neoclásica de media naranja. La nave puede dividirse en 4 tramos. Entrada, dos tramos de capillas laterales y el crucero. Toda la nave converge en el presbiterio que tiene forma de media naranja. En ella se encuentra actualmente el Museo Arqueológico Comarcal.
Anexa a la Iglesia se encuentra el hospital de San Juan de Dios, donde la orden tenía un hospital y su residencia. El hospital estuvo funcionando hasta la década de 1980, pero era dirigido por las carmelitas Calzadas. El edificio se distribuye alrededor de un pequeño claustro barroco con arcadas sujetas por columnas, estando aquellas decoradas por casetones. Aún se conservan las estancias del antiguo hospital con parte de su instrumental médico quirúrgico.
El edificio está declarado Bien de Relevancia Local por la ley de Patrimonio Cultural Valenciano.

#### Convento de la Merced

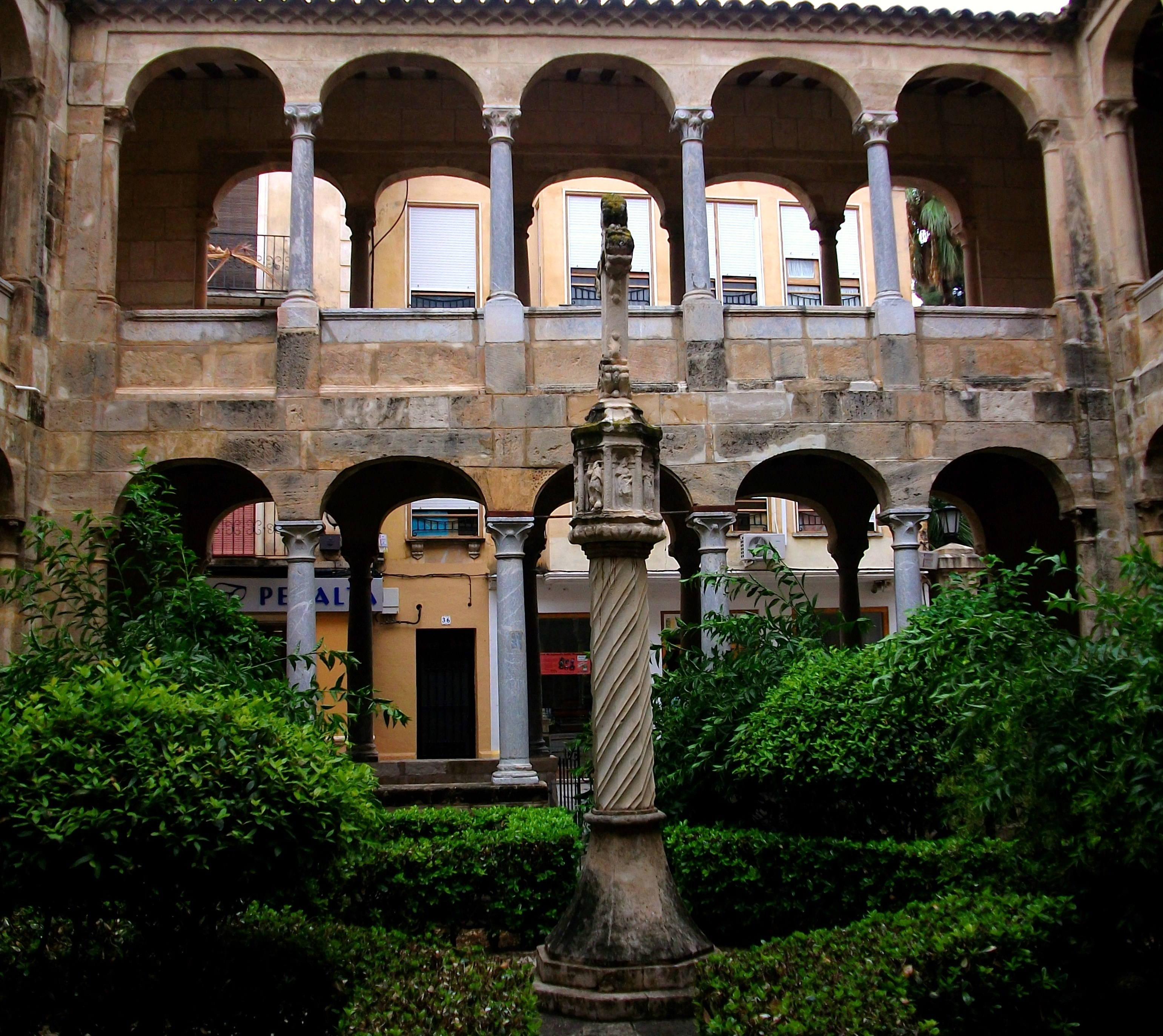
Claustro del antiguo convento de la Merced (actualmente trasladado y anexionado a la catedral oriolana).

Edificio gótico reformado en estilo neoclásico en el siglo XVIII. Su fundación se realizó en el siglo XIV. En él residía la comunidad de los Mercedarios en Orihuela.
En un principio se construyó un edificio gótico, pero en el siglo XVIII se reformó junto a otros grandes conventos como el de los agustinos. Su actual fachada es neoclásica con frontones. Posee una gran portada adintelada, coronada con el escudo de la orden.
El convento fue objeto de a ley de desamortización de 1935 adquiriendo el edificio una familia. En la actualidad es residencia privada.
La iglesia del Convento fue adquirida por Luis Roca de Togores y donada al Cabildo de la Catedral de Orihuela. El Convento fue adquirido por una familia catalana. Dicho templo fue totalmente reformado en su interior en el siglo XVIII otorgándole un aspecto neoclásico. En la actualidad fue totalmente reformado en su interior en el año 1985, deshaciendo la obra de factura neoclásica. posee una portada renacentista del siglo XVI.
El claustro del convento fue anexionado en el año 1942 a la Santa Iglesia Catedral de Orihuela.
En dicho convento permaneció San Vicente Ferrer desde octubre de 1410 hasta enero de 1411, así como los Reyes Católicos en su visita a la Ciudad en el año 1488 para celebrar Cortes Generales del Reino.
Tiene la consideración de Bien de Relevancia Local.

### Palacios y palacetes

#### Palacio Episcopal de Orihuela

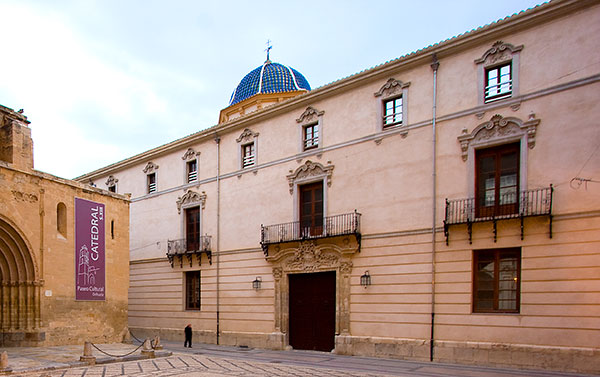
Fachada delantera del Palacio Episcopal.

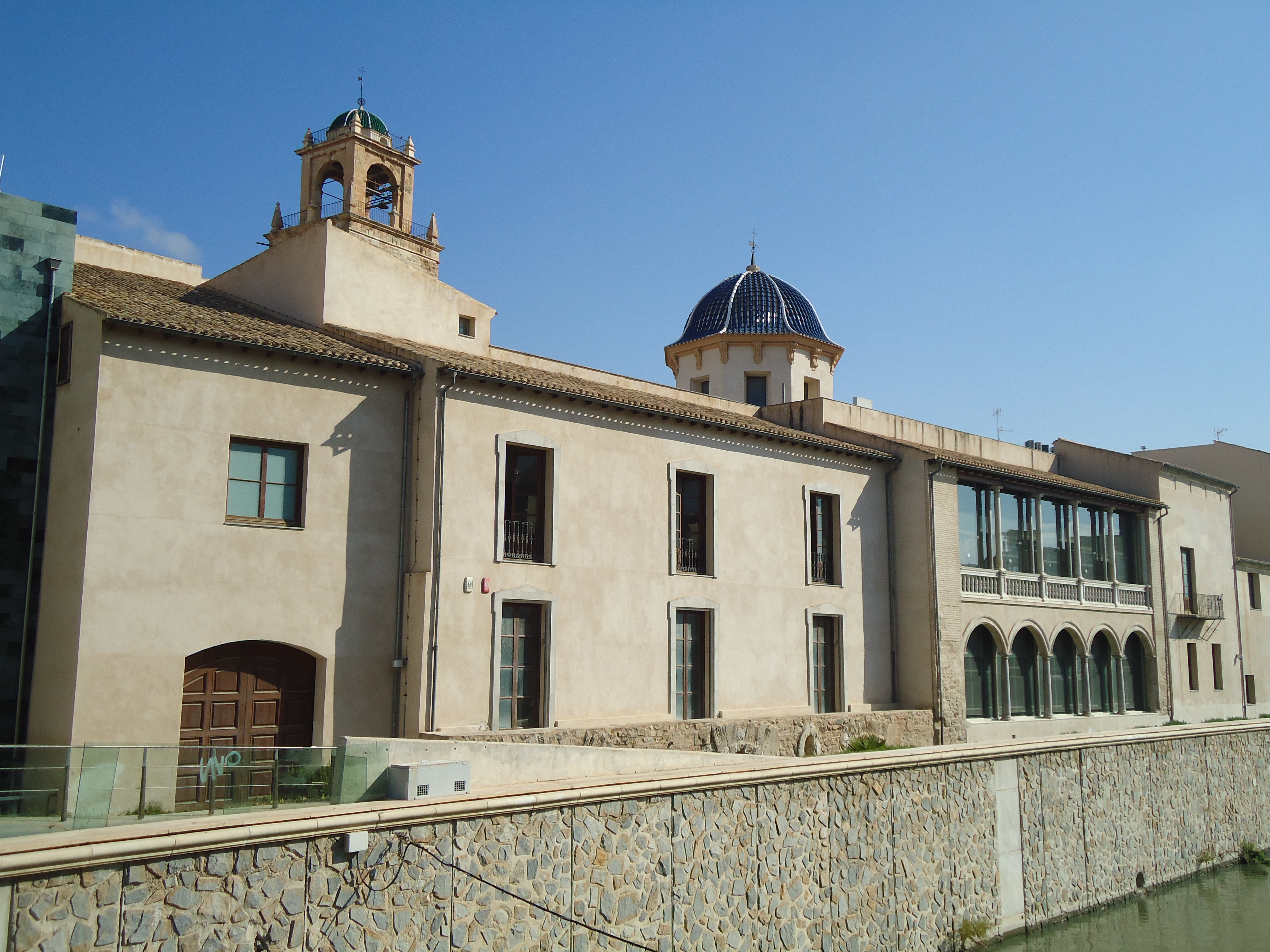
Fachada sur.

Palacio barroco del siglo XVIII. Fue el palacio donde residía el obispo de Orihuela.
La fachada del edificio se puede dividir en tres tramos. El primero es el de la capilla del Loreto, que acoge en la planta baja dicha capilla dependiente de la Catedral, y en su planta alta se acogía la anterior fábrica de cera de la Cofradía del Loreto. El edificio fue reformado totalmente y en la actualidad acoge la capilla privada del Obispo, obra barroca decorada con molduras y pilastras con capiteles compuestos.
La segunda parte es la que se corresponde con la construcción del obispo Flores Osorio. El edificio fue levantado en el siglo XVIII aprovechando algunos elementos anteriores como la escalera de mármol rojo cubierta por una cúpula renacentista. La decoración en la fachada sigue el esquema de los palacios barrocos del siglo XVIII, reduciéndose la decoración a los vanos (ventanas y puerta) siendo muy profusa en la portada, en cuyo dintel campea el escudo del Obispo Constructor. A la izquierda, entre la portada principal y la de la Capilla del Loreto, hay una pequeña portada renacentista, portada de la Curia, cuya única decoración se reduce al escudo del Obispo Almeida de Cartagena (siglo XVI). Dicha portada da acceso a un patio cuadrado con una escalera en piedra que se abre a su vez en dos. Destaca la rejería del edificio y la balconada, decorada con azulejería valenciana del siglo XVIII.
El tercer tramo se conoce como Palacio de Campo Salinas, por estar entre el Palacio Episcopal y el de los Condes de Campo Salinas. Es una construcción del siglo XVIII, exenta de toda decoración salvo en la rejería, obra de forja del siglo XVIII que reproduce los modelos de la rejería de la Iglesia de a Santiago en su capilla de la Comunión.
En el interior posee un pequeño pero bello claustro de estilo barroco clasicista con grandes pilastras. Los ventanales de la planta noble están decorados con líneas a modo de frontón y de modo muy profuso.
Destaca a su vez la Capilla del Obispo, la escalera renacentista y varias estancias decoradas con viguería de madera.
Fue restaurado desde 1999 hasta 2003.
Es la sede del Museo Diocesano de Orihuela.
El Monumento fue declarado B.I.C. del patrimonio histórico español.

#### Palacio del Conde de la Granja

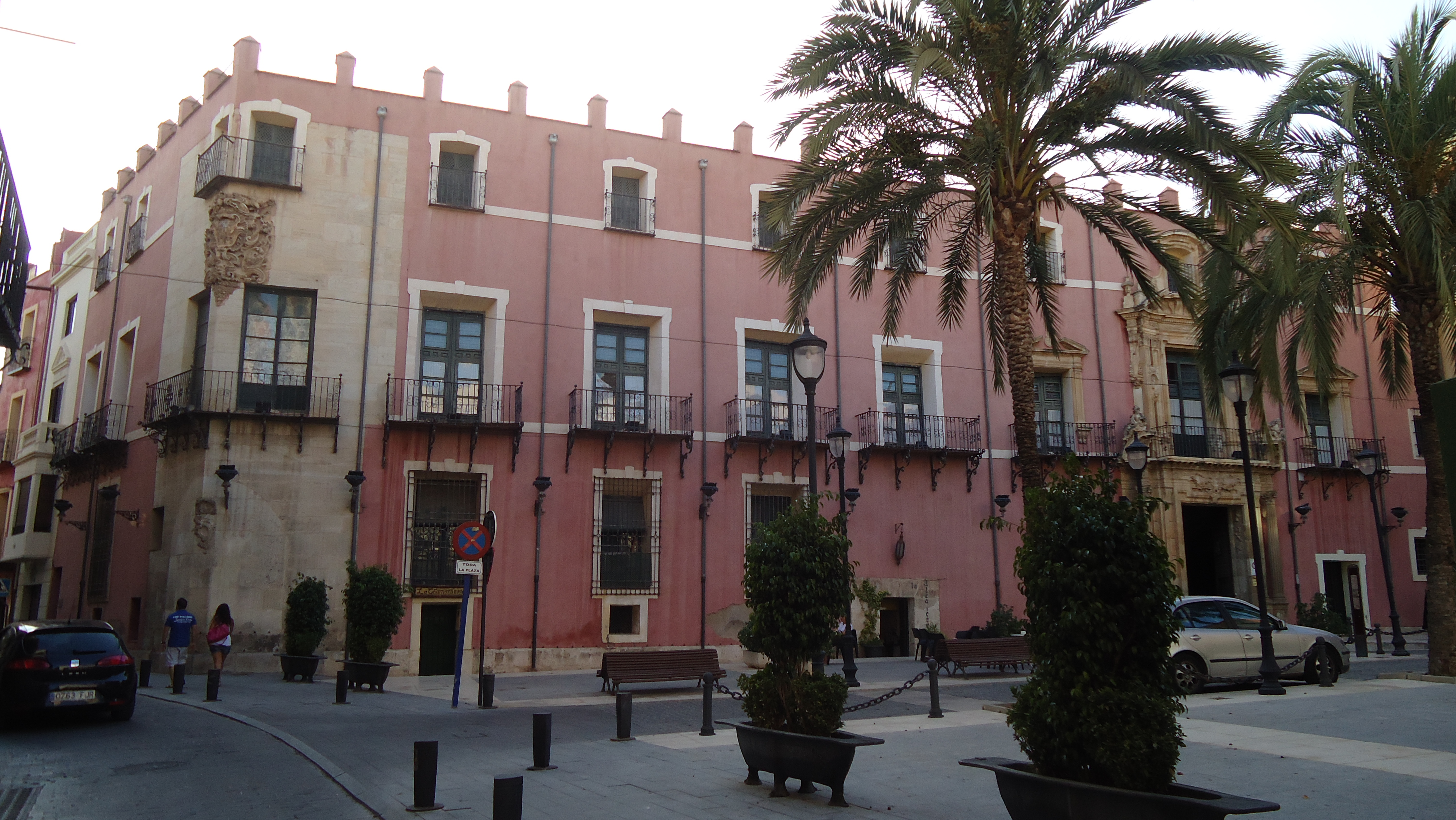
Fachada principal del palacio.

Palacio barroco, con una clara jerarquización de huecos e interesante portada. Conserva en su planta noble colecciones de mobiliario, pintura relojes, etc.
El origen del palacio data del siglo XV. En los siglos XVI y XVII hubo reformas; renovándose completamente a mediados del siglo XVIII, concretamente en el año 1751 por los graves daños provocados por los efectos de la Guerra de Sucesión Española en la ciudad.
Fue el primer palacio del marqués de Rafal, por lo que también fue primera mansión de la gobernación oriolana. Sus caballerizas se han convertido hoy en salas de audición musical y de exposiciones; sus bajos techos y su tosca piedra arenisca la confieren un muy noble cuño. Parte de las dependencias de la casa están preparadas para visita pública donde se puede contemplar una selecta representación pictórica de autores de la talla de Federico Madrazo, Francisco Bayeu, Lucas Giordano o Bassano. También conserva importantes colecciones de cerámica y relojes.
Desde el balcón principal de este palacio fue proclamado el candidato al trono español Archiduque Carlos de Austria como rey de España en el año 1706, durante la Guerra de Sucesión Española, pese a que nunca llegó a tomar posesión del trono como monarca español debido a su derrota en la guerra.
El palacio posee una única portada de acceso o principal. Su diseño y construcciones e atribuye al arquitecto castellonense Jaime Bort y Meliá que por la época de su construcción trabajaba en la vecina Iglesia de Santa Justa y Rufina. La misma se divide en dos cuerpos. Fue trazada con líneas clasicistas a modo de frontón partido por un gran ventanal del palacio. Ambos lados de las curvaturas del frontón están decoradas por dos esculturas. Toda la portada está decorada con motivos antropomorfos y vegetales.
El palacio posee en su interior dos patios o jardines. Así mismo, posee una gran colección de arte, constituyéndose como una de las mejores colecciones de retratos de toda la provincia de Alicante con óleos desde el siglo XVII hasta el siglo XX. Además posee una excelente colección de pintura religiosa con obras desde el siglo XVII hasta el XX.
Entre las que destacan obras atribuidas a Bassano, y obras de Vicente López Portaña, Federico de Madrazo, José Sánchez Lozano, etc. A su vez posee una importante colección de tapices algunos de ellos diseñados por Zuloaga. Destaca también su escalera con barandal de forja y zócalo de azulejería valenciana del siglo XVIII y el conjunto de la rejería del palacio. posee la única silla de mano de toda la Comunidad Valenciana, obra tallada en madera, dorada y policromada, del siglo XVIII. posee una gran colección de sables, espadas, relojes, etc.

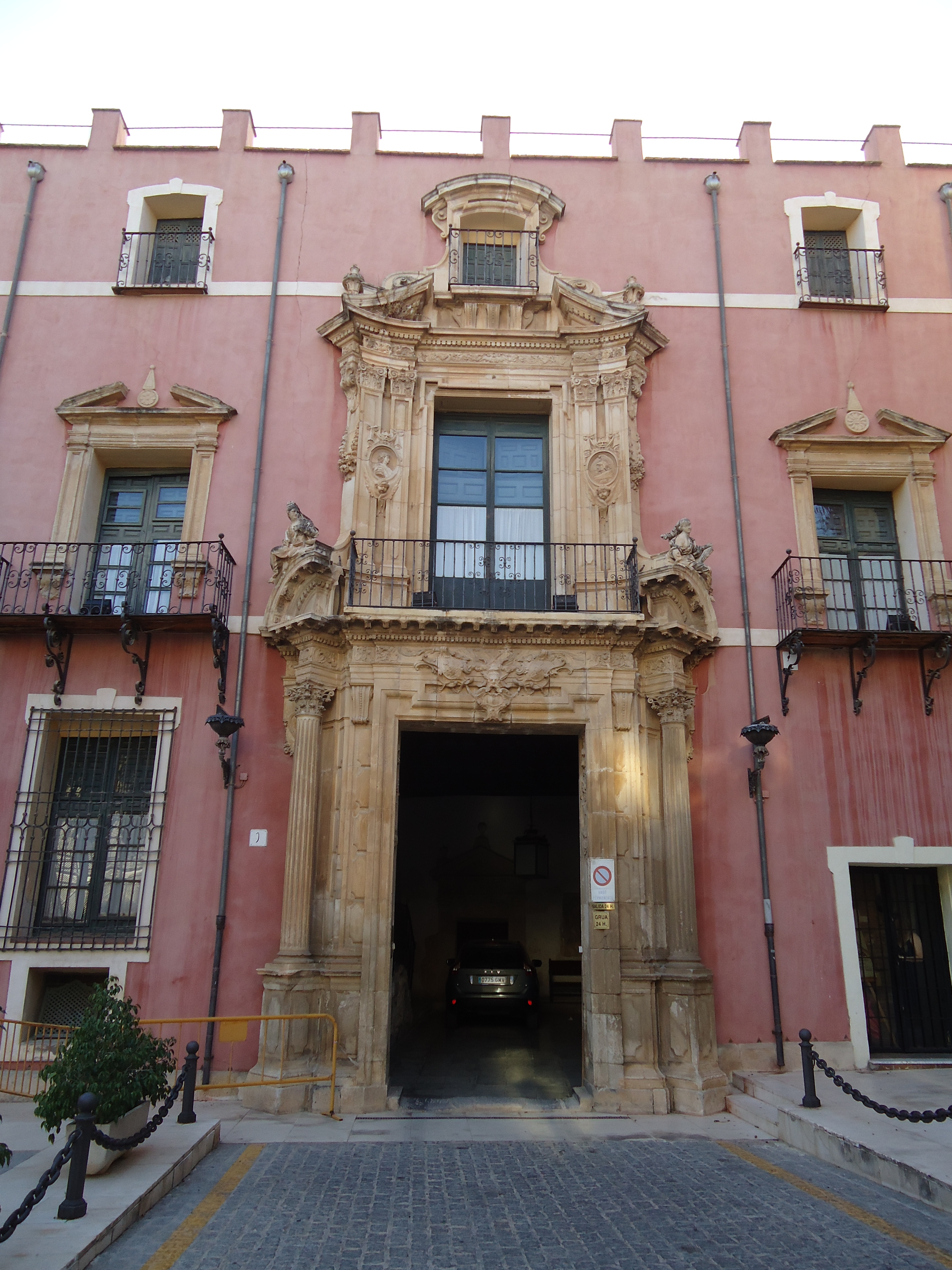
Portada barroca del palacio.
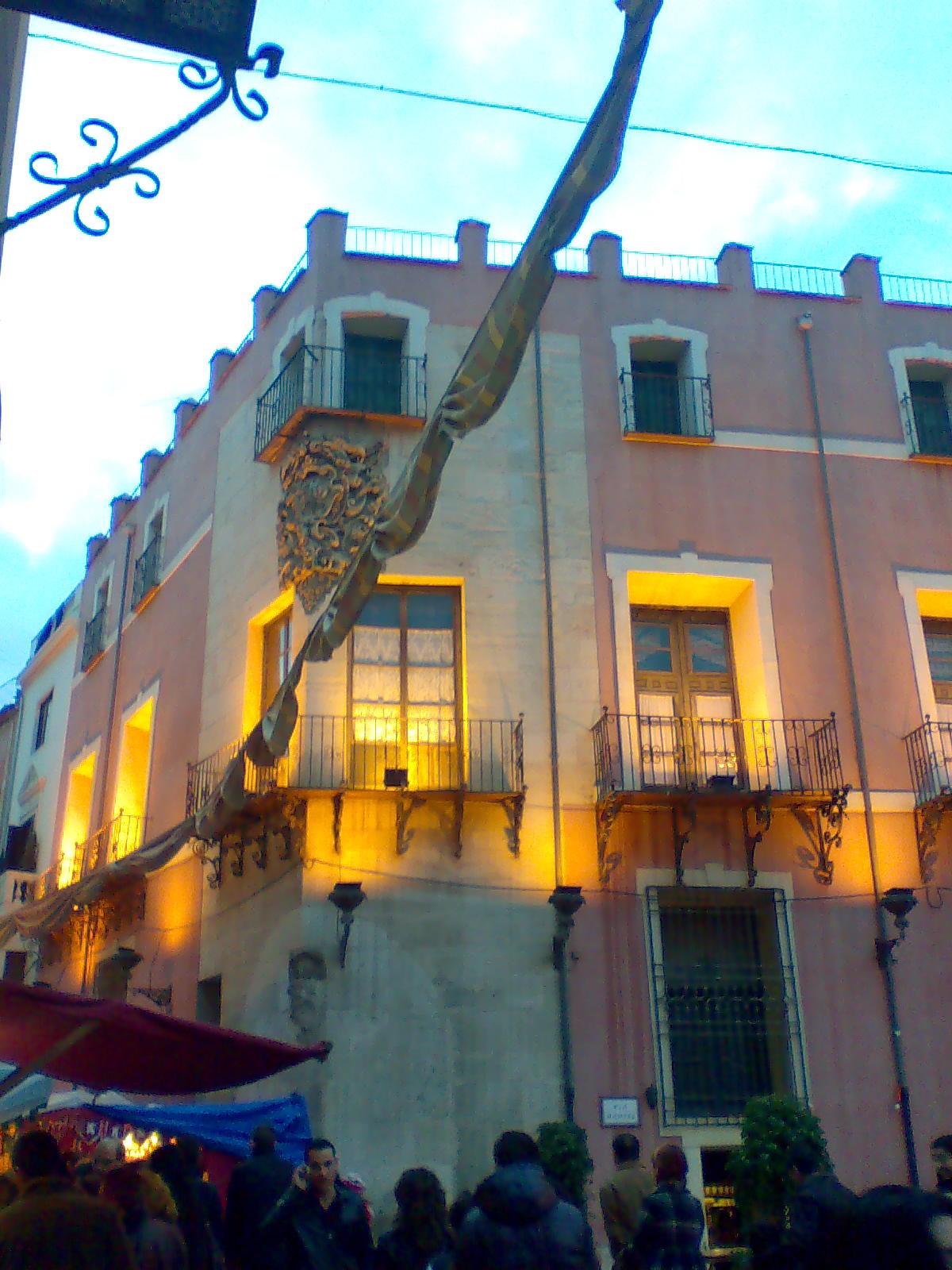
Fachada lateral con el escudo familiar en la esquina.

#### Palacio delMarqués de Arneva
También Ayuntamiento de Orihuela.

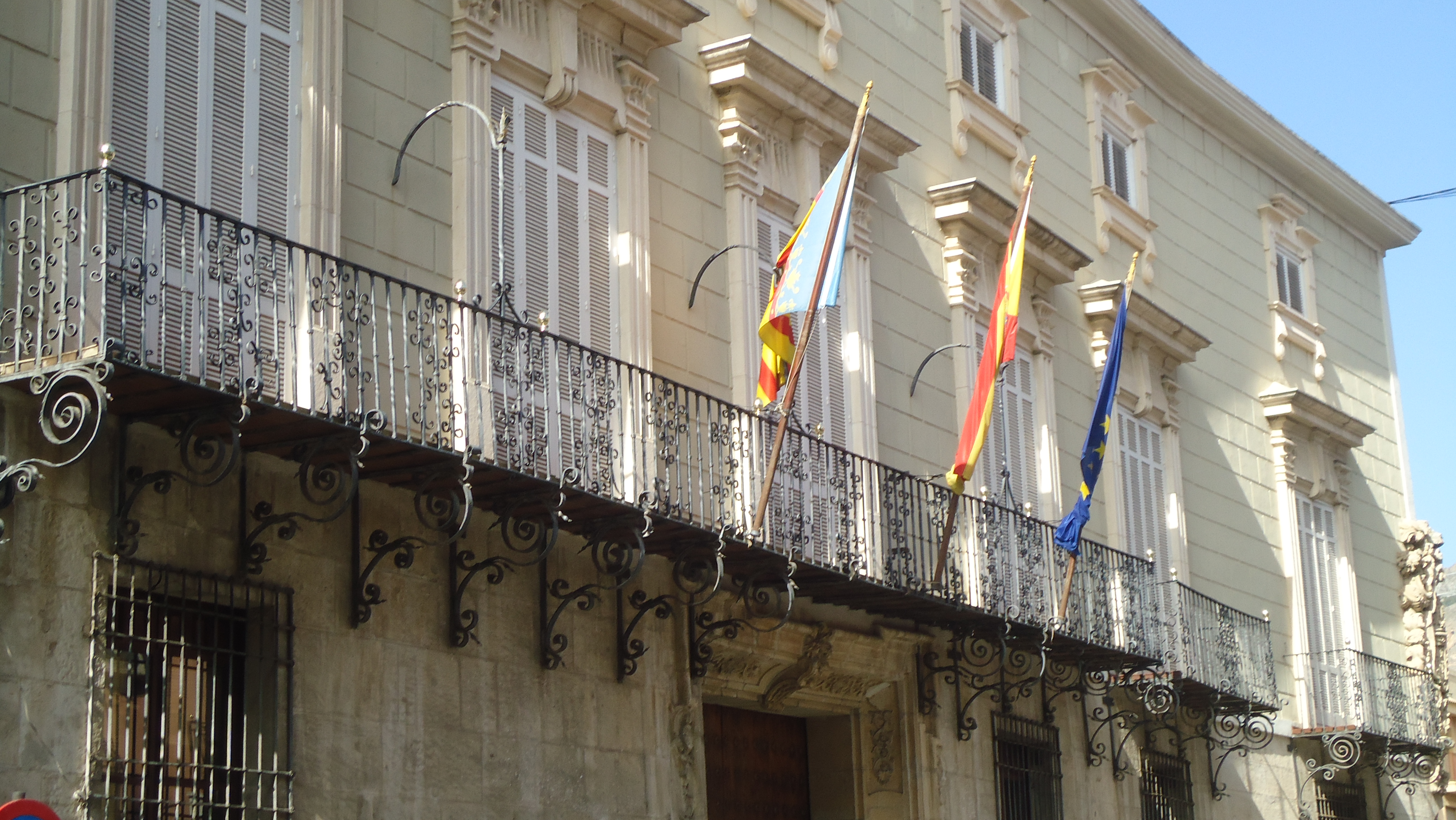
Palacio del Marqués de Arneva, actual sede del ayuntamiento oriolano.

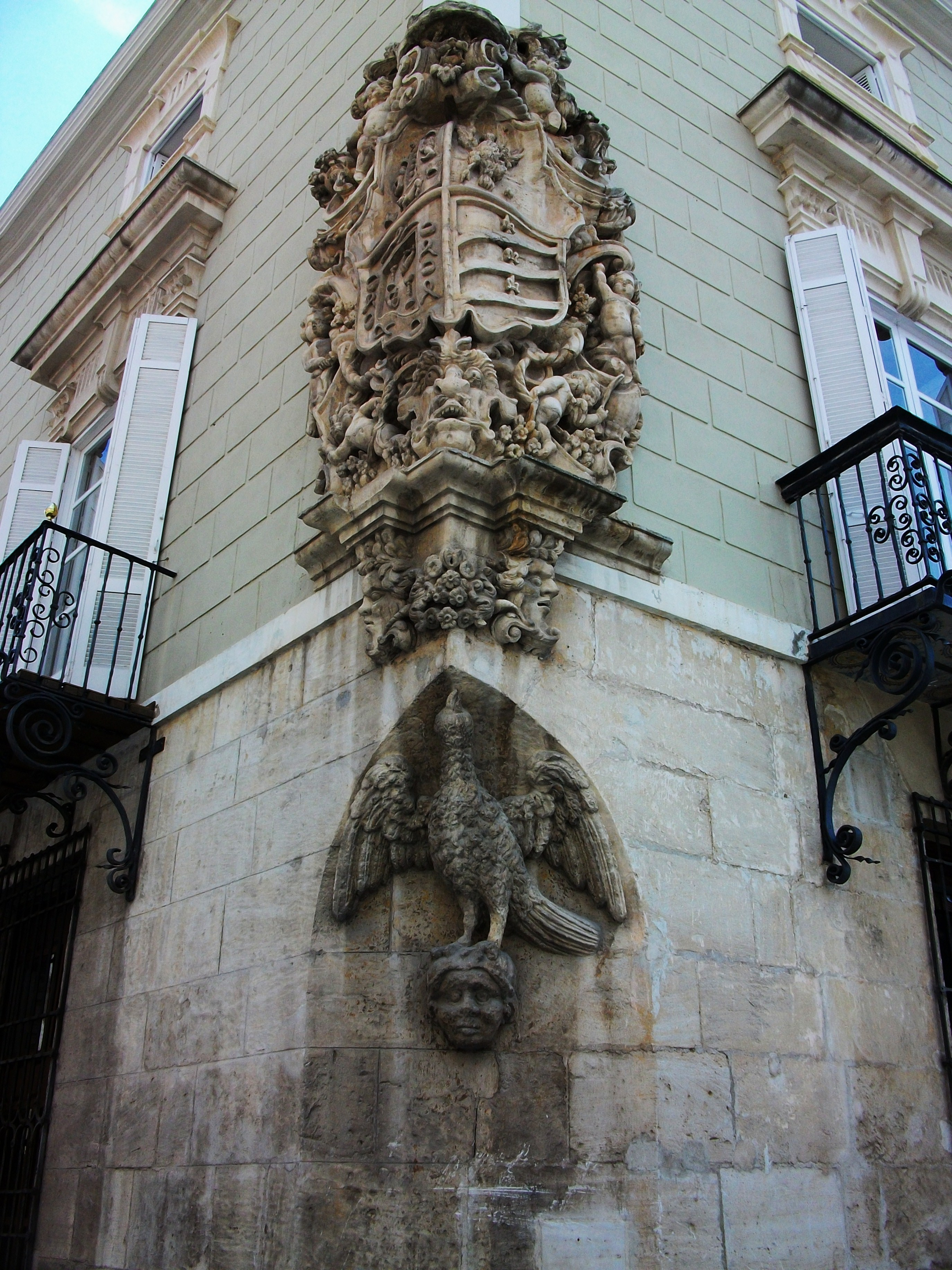
La "esquina del pavo".

Palacio barroco, con clara jerarquización de huecos, en uno de sus laterales conserva el escudo del antiguo pósito. Asimismo, destaca el escudo nobiliario de la esquina del Palacio, de la casa del marqués de Arneva. En su interior posee un amplio zaguán dividido en dos partes por un gran arco que posee diversos escudos nobiliarios tallados en piedra. Dicho zaguán acaba en la escalera principal del edificio realizada en mármol rojo. Dicha escalera se encuentra cubierta por una gran cúpula decorada con frescos que reproducen arquitectura fingida polícroma. En las pechinas de la misma conserva frescos con escudos nobiliarios de la familia.
El muro principal de la escalera está decorado con un gran lienzo de un retrato ecuestre del siglo XVIII. Conserva en su interior interesantes obras pictóricas entre las que destacan las de autores como Joaquín Agrasot o Eduardo Vicente.
Destaca la sala oriol donde se conserva la Real y Gloriosa Enseña del Oriol, bandera linguada, símbolo de la ciudad de Orihuela, del siglo XV y el libro de los Privilegios de Orihuela, la bandera del Caballero Cubierto (bandera linguada, bordada en oro en el siglo XX que porta bordado el lema de la ciudad otorgado por el Rey Pedro IV en el siglo XIV "Semper Prevaluit ensis Vester".
Destaca también obras de orfebrería como las mazas del ayuntamiento, delicada obra de platería del siglo XVIII. Además en dicha sala cuelgan algunas retratos de Joaquín Agrasot como el del Ministro "Trinitario Ruiz Capdepón" o el de su hijo "Trinitario Ruiz Valarino", concejal de la ciudad de Orihuela.
El palacio también contiene en su interior uno de los archivos de Orihuela y sus territorios. Su archivo alberga documentos fechados en el siglo XIV, depositados hoy en el archivo histórico de Orihuela.
Actualmente es la sede principal del Ayuntamiento, del Pleno y de la Alcaldía desde la etapa española de la transición democrática. Antiguamente la sede del Ayuntamiento, del Pleno municioal y de la Alcaldía se encontraba en un edificio situado en la Plaza Nueva junto a una de las actuales oficinas de correos de Orihuela, ocupando ese terreno en la actualidad un edificio de viviendas y bajos comerciales.

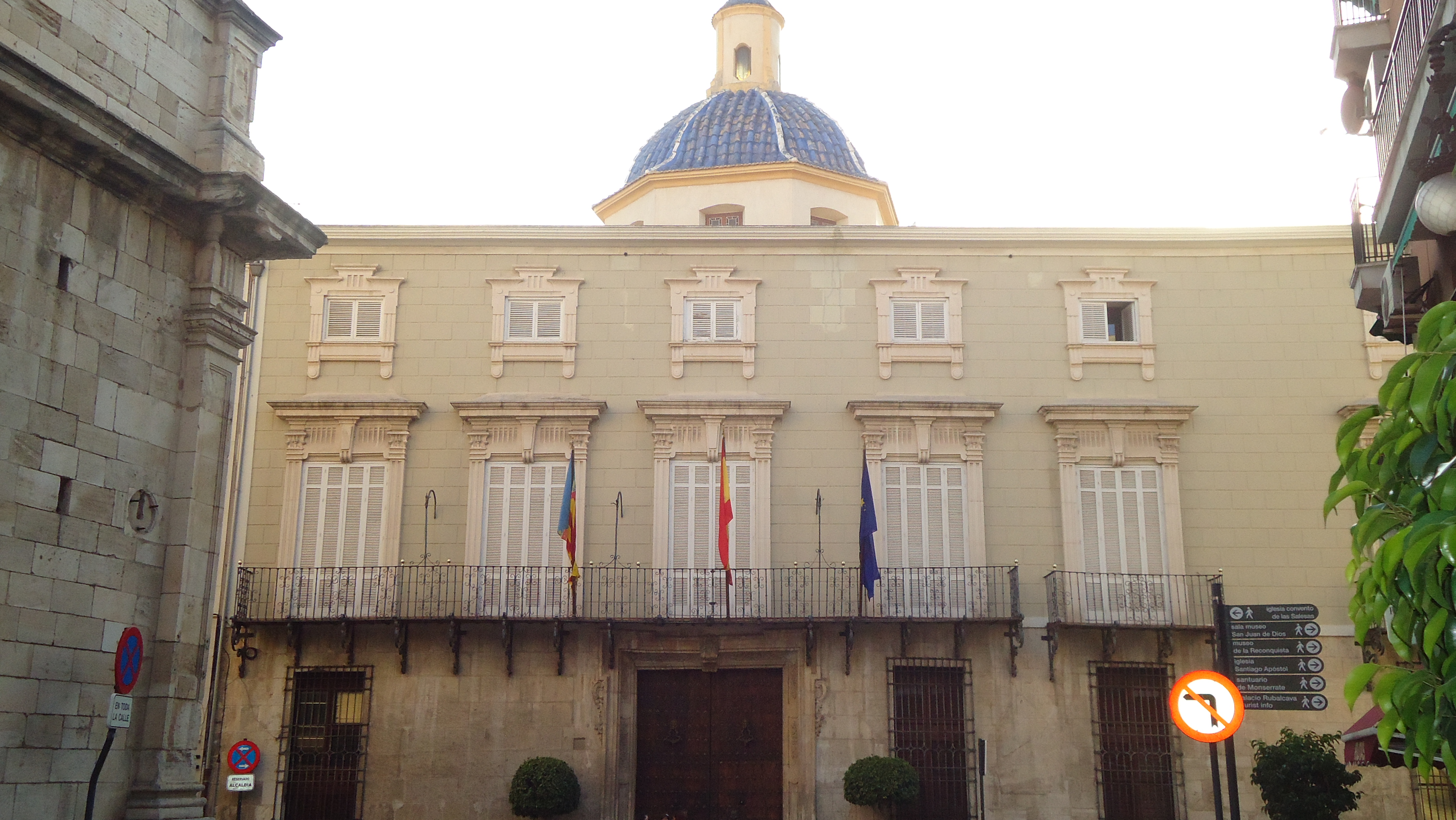
Fachada delantera.
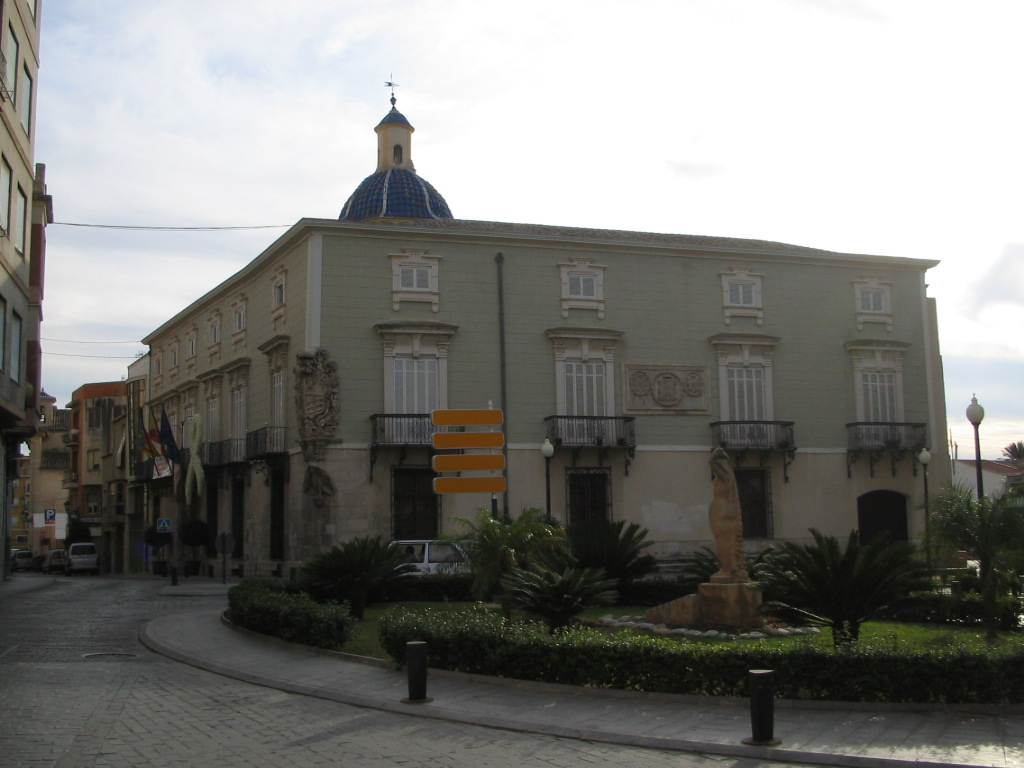
Fachada lateral.
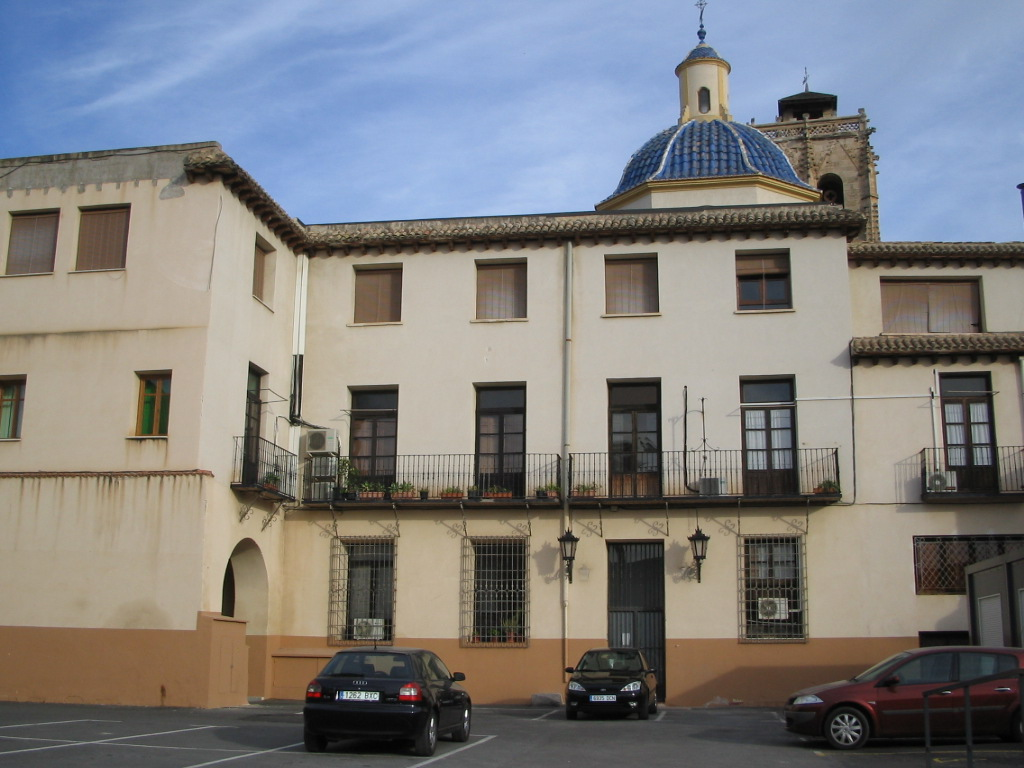
Fachada trasera.
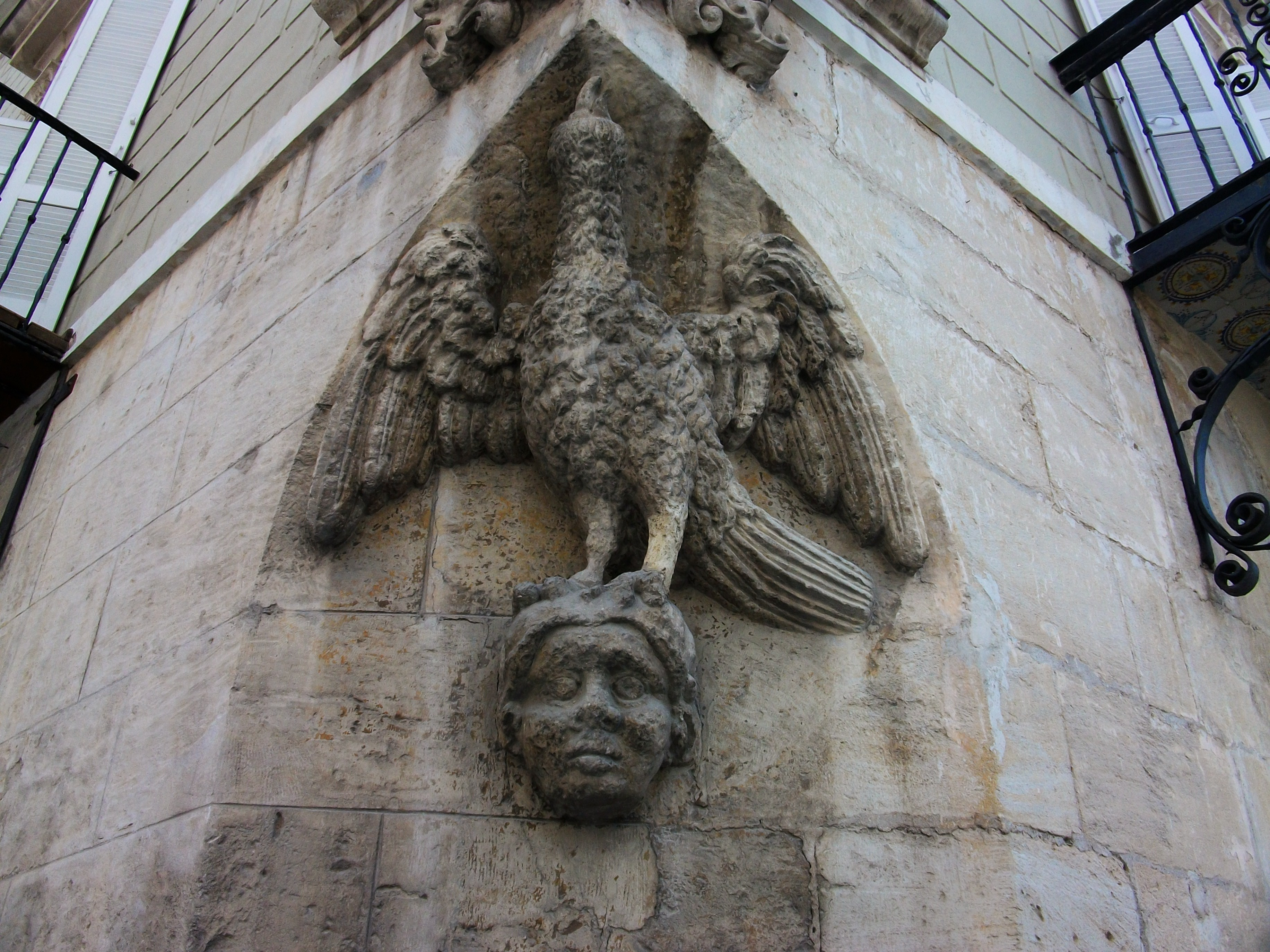
Detalle del oriol de la "esquina del pavo".
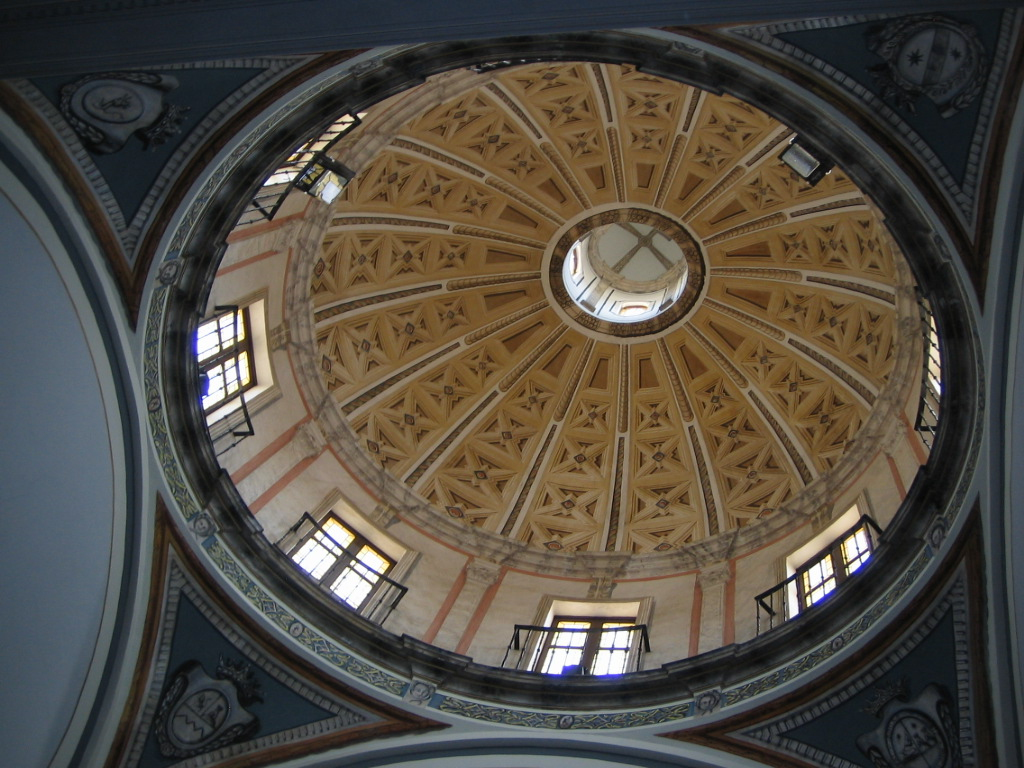
Cúpula

#### Palacio de losMarqueses de Rubalcava

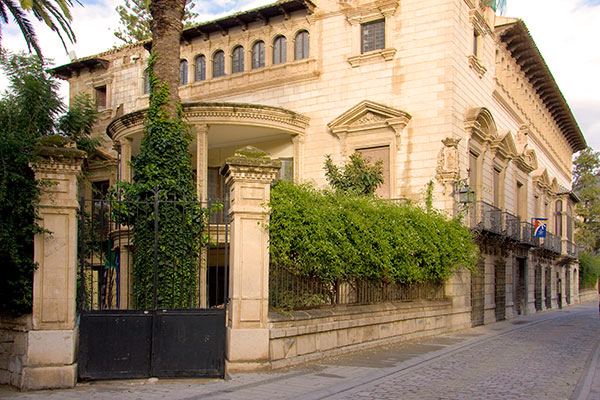
Palacio de Rubalcava.

Edificio del siglo XX con una importante colección cerámica con piezas del siglo XVIII, XIX y XX. Asimismo destaca la colección pictórica con obras del siglo XVII, XVIII y XIX, así como obras de la Escuela de Lorena. Se construyó imitando el esquema de los palacios barrocos oriolanos. Desde un zaguán iluminado por una cúpula neobarroca y a través de una escalera de mármol con zócalo de azulejería se accede a la planta noble.
Destaca también el mobiliario del palacio y los tapices que en él se contienen.
A las distintas estancias que hay en esta planta se les ha logrado dar el ambiente justo para estar en armonía con la función que desempeñaban y estar claramente diferenciados entre ellos. Ejemplos de ello son el salón de baile, salón negro, el salón verde y la capilla.
El salón de baile presenta un estilo rococó; el salón negro presenta muebles sobrios donde algunos de ellos son de estilo castellano y renacentista, el salón verde sigue el estilo imperio y, finalmente, la capilla sigue el estilo neogótico, por citar algunos ejemplos.
En ellas se pueden ver, aparte del mobiliario, interesantes colecciones de pintura entre las que destacan multitud de lienzos conservados de temas religiosos del siglo XVII y XVIII de estilo barroco; varios grabados; esculturas; cerámicas; vidrios; bordados; etc., todos estos con una cronología entre el siglo XVII y el siglo XX. También destacan un conjunto de bargueños, sillerías de varios estilos (renacimiento, rococó, estilo imperio, reina Ana, estilo provenzal, estilo castellano, etc.); además de importantes obras pictóricas como Sagrada Familia de Pedro Camacho, el Arca de Noé de la Escuela Francesa de Lorena, etc.)
Actualmente se utiliza como una de las dos oficinas de turismo situadas en Orihuela Ciudad.

#### Palacio del Duque de Pinohermoso

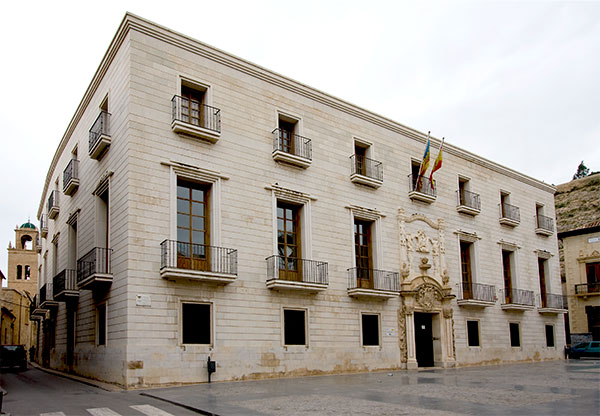
Palacio del Duque de Pinohermoso.

Edificio del siglo XVI totalmente reformado. Poseía en su interior un precioso clauustro gótico con arcadas ojivales. Destacan las fachadas principal y lateral sur. En su interior se halla la Biblioteca Pública Fernando de Loazes, el archivo histórico de Orihuela y el archivo municipal de Orihuela. Siendo estos dos últimos declarados Bien de Interés Cultural. Asimismo contiene una interesante colección de pintura compuesta básicamente por retratos de diversos tamaños, del siglo XVII y siglo XVIII.
Es la sede de la Biblioteca Pública Fernando de Loazes. Se trata de la primera Biblioteca Nacional de ámbito público creada en nuestro país. Su creación vino de la mano del Patriarca de Antioquía, el cardenal Fernando de Loazes en el año 1547 en el seno de la Universidad que estaba fundando. El papa Julio III por privilegio pontificio de fecha de 1552 creó la Universidad, concediéndole su Santidad Pío IV el rango de Universidad Pontificia.
Mención aparte merece su amplio archivo. Actualmente el amplio archivo histórico de Orihuela, proveniente en su mayor parte de la Real y Pontificia Universidad de Orihuela, tiene la consideración de Bien de Interés Cultural, junto con el archivo del Reino de Valencia de conformidad con la ley valenciana de Archivos, merced a ser el segundo archivo más importante para la cultura Valenciana.
Suponen un gran conjunto de documentos tanto públicos como privados desde el siglo XIV hasta el siglo XX, incluyendo una importante colección de Protocolos notariales de los siglos XV al XIX. En él se albergan dos de los pocos incunables que se conservan en la Región Valenciana, hallándose un importante número en la S. I. Catedral de Orihuela y en el Seminario Diocesano de Orihuela.
También posee parte de los documentos de la Gobernación de Orihuela, estando el resto en el archivo de la Corona de Aragón (Barcelona.).

#### Palacio del Marqués de Rafal

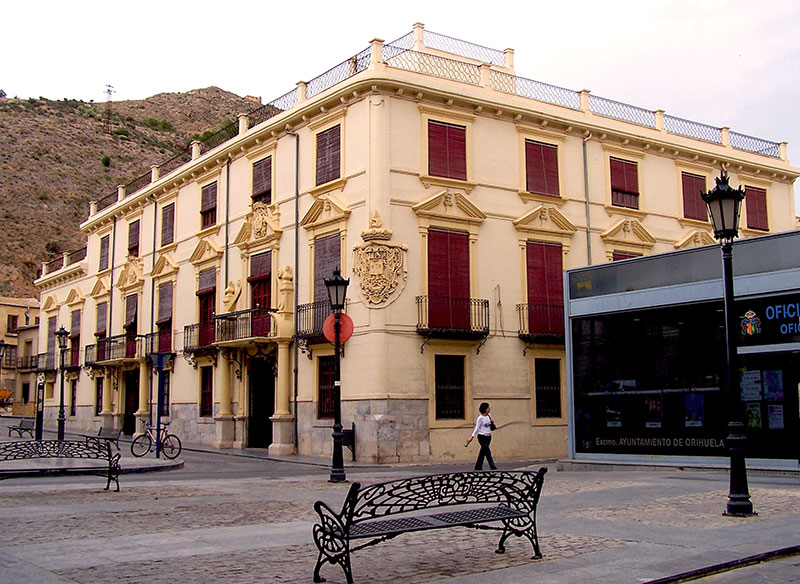
Palacio del Marqués de Rafal.

Edificio de interés arquitectónico realizado en el siglo XIX y ampliado en el XX. Contiene en su interior interesantes obras pictóricas de diversos siglos desde el gótico hasta la actualidad, pasando por escuelas como la de Flandes del siglo XV o la española del siglo XVIII, así como obras escultóricas de diversos autores, entre los que destaca José Sánchez Lozano. Contiene una interesante colección de tapices. Además posee una interesante biblioteca que incluye un importante archivo con protocolos notariales del Siglo XVII.
La fachada principal cuenta con dos portadas de acceso. Una de ellas accede al patio del palacio y la otra a la escalera principal, que se encuentra decorada con objetos militares como una armadura y sables. Se encuentra situado frente al Palacio del Conde de Pinohermoso, sede desde 1992 de la Biblioteca Pública Fernando de Loazes.

#### Palacio de la condesa de Vía Manuel

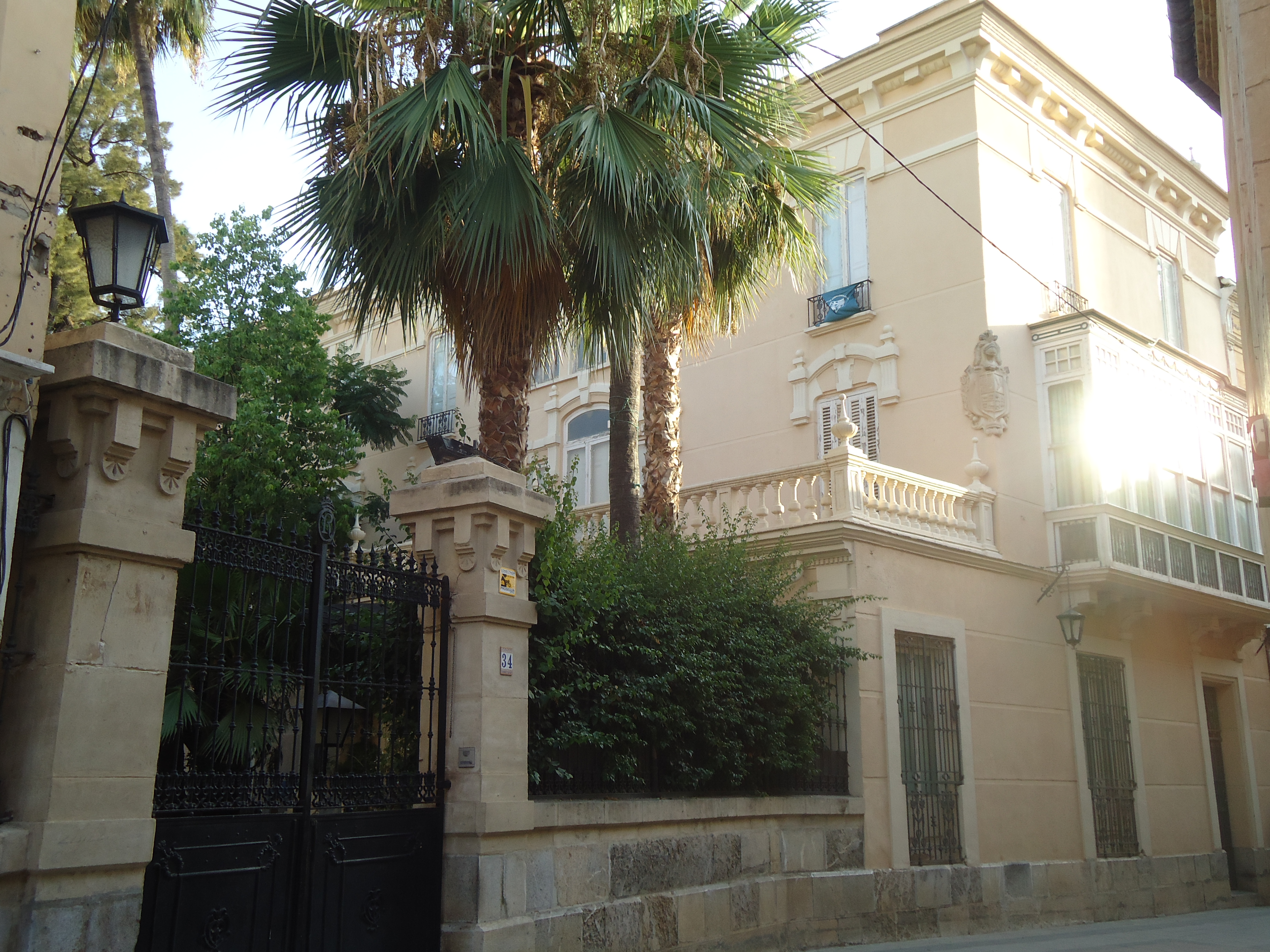
Palacio de la condesa de vía Manuel.

Edificio del siglo XX en estilo modernista. Situado frente a la Catedral de Orihuela. Se trata de un edificio de líneas modernistas dividido en tres alturas, planta baja y dos pisos. Posee una portada modernista que da al patio de acceso al palacio. También introduce elementos propios de la zona como el mirador de madera en la fachada lateral del palacio que da a la Calle mayor. Anteriormente pertenecía a la condesa de Vía Manuel, grande de España, pero en la actualidad es propiedad de la marquesa de Rubalcava.
Se trata de un palacio de grandes dimensiones cuya planta se organiza en torno a la escalera situada en un lateral del acceso principal. En la fachada destacan la amplia terraza de la primera planta, situada encima de la puerta de acceso.

#### Palacio de los Condes de la Luna o de los Duques de Béjar

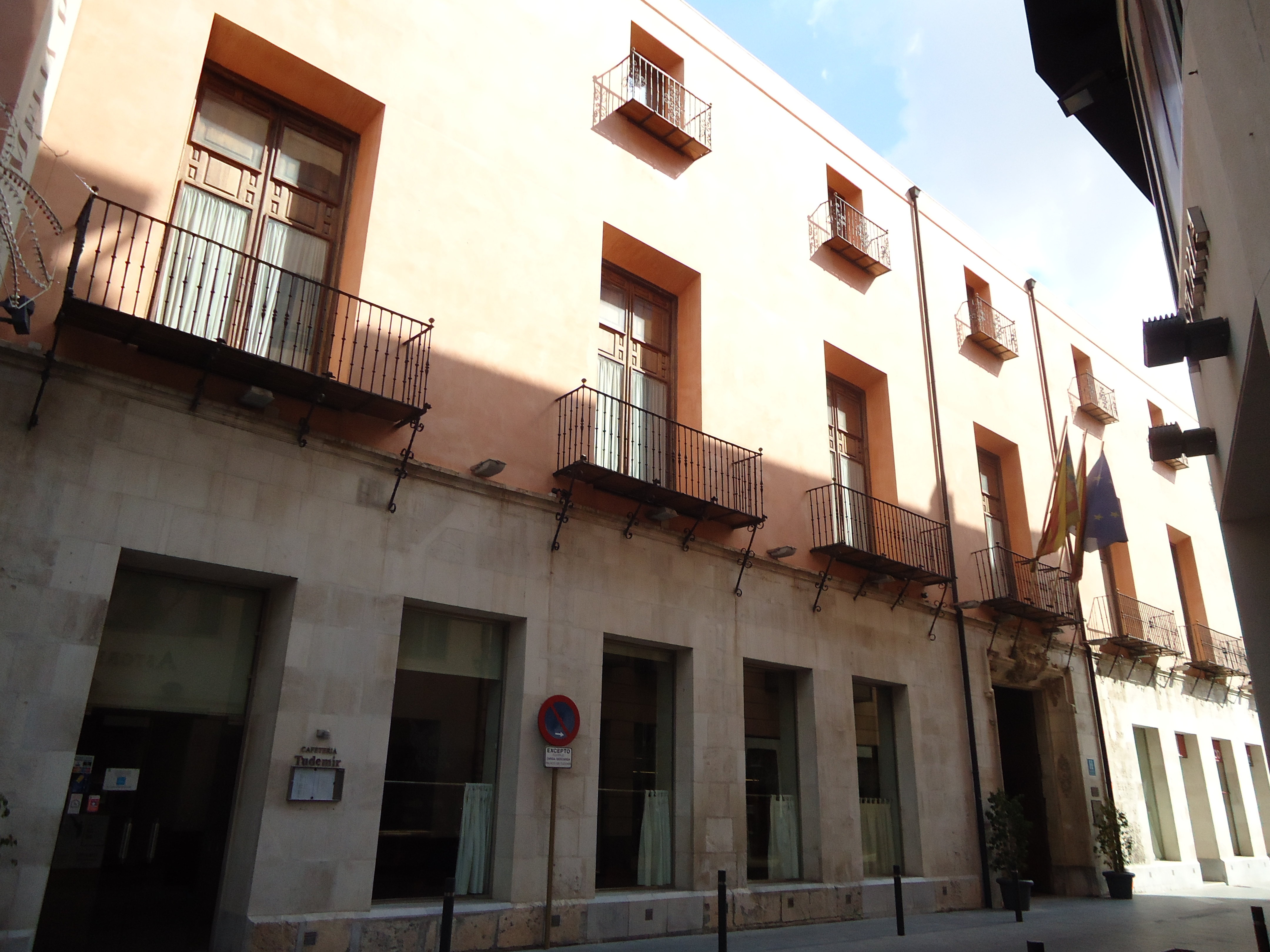
Palacio de los Condes de la Luna, actual Hotel Palacio de Tudemir.

Actual Hotel Meliá Boutique Palacio de Tudemir.
Está situado entre la calle Alfonso XIII, donde está la fachada principal, y la Acequia de Callosa. Es de los pocos palacios nobiliarios que ya en el siglo XVIII se construyen fuera del recinto amurallado de la ciudad.
Su construcción se remonta a la mitad del siglo XVIII por iniciativa de Luis Roca de Togores y Moncada Rosell y Rocamora, Señor de Benejuzar. Sigue la tipología típica de los palacios barrocos oriolanos. Destaca la cúpula decorada con frescos y la azulejería barroca del siglo XVIII. En la actualidad su interior se encuentra ampliamente modificado, debido a su utilización como Hotel, pero posee instancias que han sido poco modificadas.
Posee una interesante portada que tiene la única decoración de la fachada, encontrándose timbrada esta por el escudo de su constructor. El acceso se produce a través de un amplio zaguán con un arco barroco decorado con rocallas. La escalera principal se encuentra decorada con rejería del siglo XVIII cuya balaustrada posee partes en madera tallada con decoración en rocalla. Conserva instancias con pavimentación en azulejería valenciana o decoradas con tapices barrocos y obras de estilo rococó.
Tuvo diferentes titulares, por lo que fue cambiando su denominación, ya que debido a los enlaces familiares pasó de la familia Roca de Togores a la del Conde de Luna y posteriormente a la del Duque de Béjar.

#### Palacio Portillo

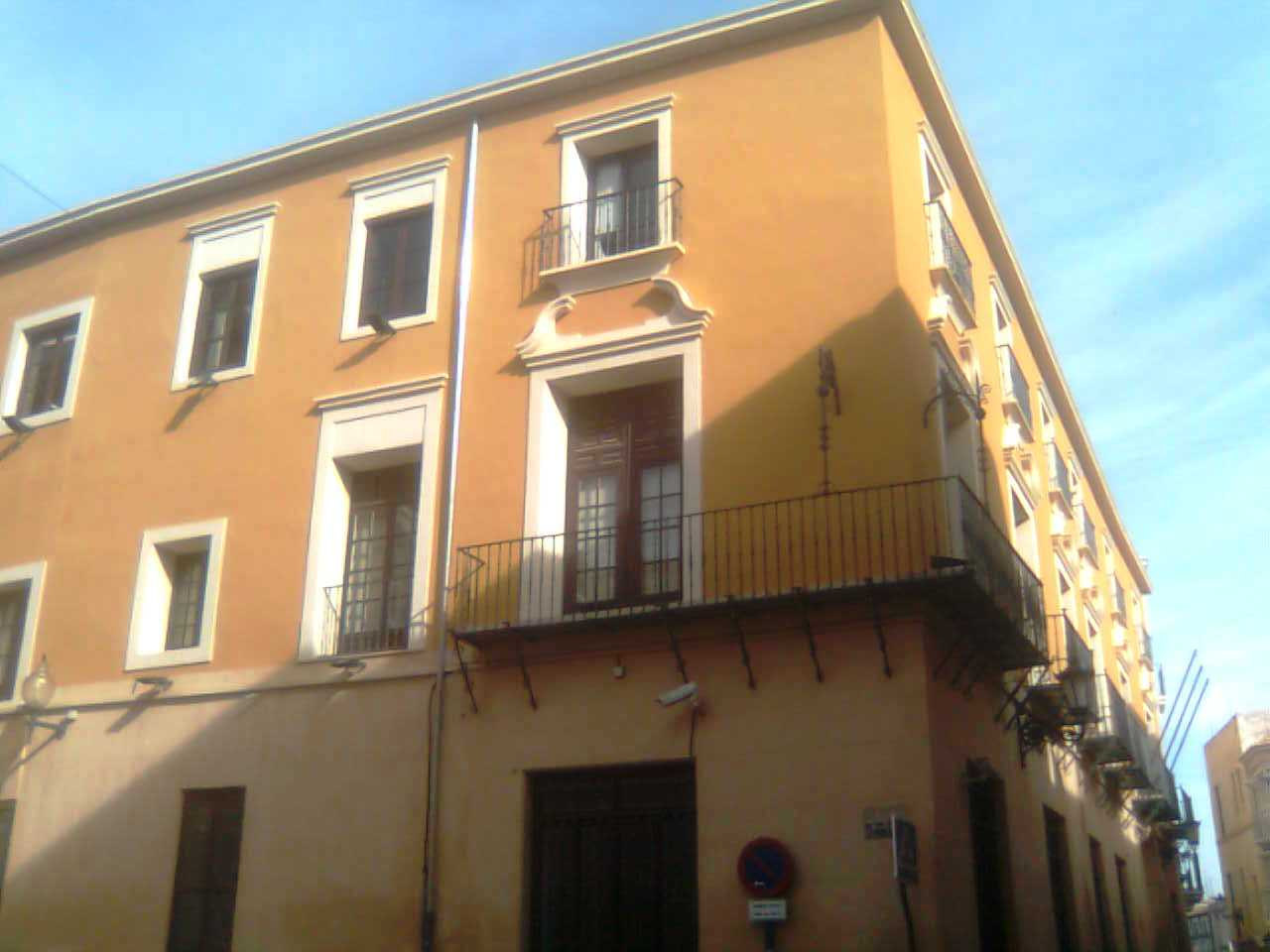
Palacio Portillo de Orihuela.

Edificio de interés arquitectónico, obra del siglo XVIII en estilo Barroco. Fue elevado por la Familia del Portillo. Se trata de uno de los palacios en la zona de residencia propia de la nobleza, que fue levantado por un burgués oriolano.
En la actualidad es Sede Social y Principal de la Caja Rural Central. Destaca el trabajo de herrería en la forja de las ventanas y balcones. Posee en su interior importante archivo con obras del siglo XVIII.
Se sitúa en la Calle Dr. Sarget, junto al Palacio del Duque de Pinohermoso, teniendo enfrente a la catedral de Orihuela.

#### Palacio del Barón de la Linde

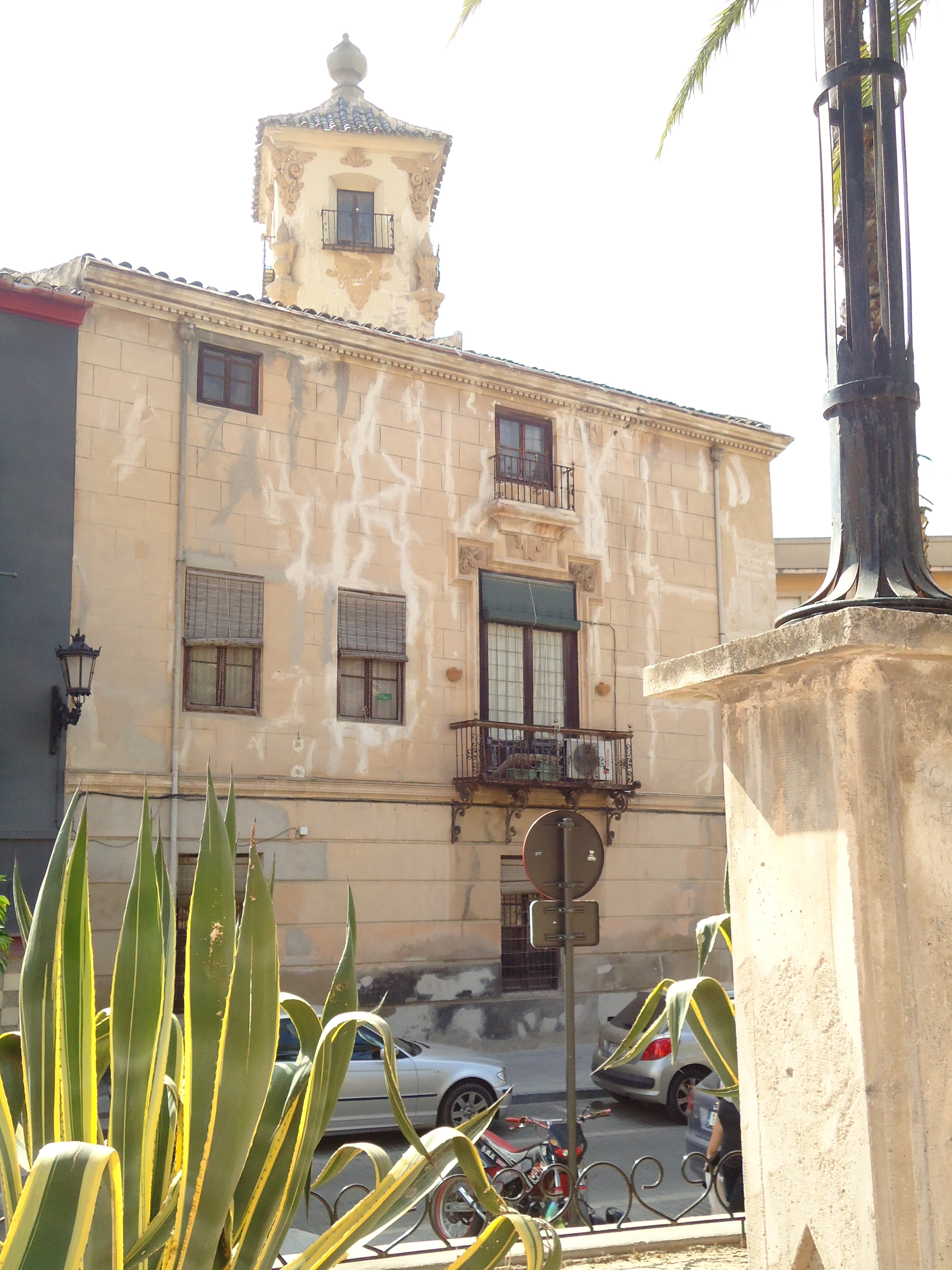
Palacio del Barón de la Linde.

Edificio del siglo XVIII realizado en estilo barroco, pertenecía al barón de la Linde, una de las muchas familias nobles de Orihuela, siendo una más del centenar de casonas solariegas conservadas en Orihuela: a día de hoy pertenece a los hijos de los últimos Barones de la Linde. Fue cuartel general del carlismo de viejo cuño en Orihuela.
Cuenta con un bello cimborrio barroco que ilumina la escalera por la que se accede a la planta noble, con profusa decoración del mismo.
El palacio se encuentra situado en la plaza Santa Lucía, concretamente frente al Museo de la Semana Santa de Orihuela, encontrándose en la actualidad en estado de deterioro.

#### Palacio Roca de Togores y Cerdá
Edificio de estilo barroco del siglo XVIII situado en la zona palaciega de Orihuela, frente al palacio del Marqués de Rafal, tras el Palacio del Conde De Luna, junto al palacio de los Casinello y frente al desaparecido palacio del Inquisidor. El edificio fue construido sobre otros anteriores, por lo que posee partes de estilos anteriores, pudiendo observarse hasta arcadas de estilo gótico. Destacan el blasón de la fachada y su patio claustrado, así como diversas arcadas góticas. Reproduce el modelo oriolano de palacio de planta noble y planta superior, con fachada libre de ornamentación a excepción de sus vanos.

#### Palacio de los Roca de Togores

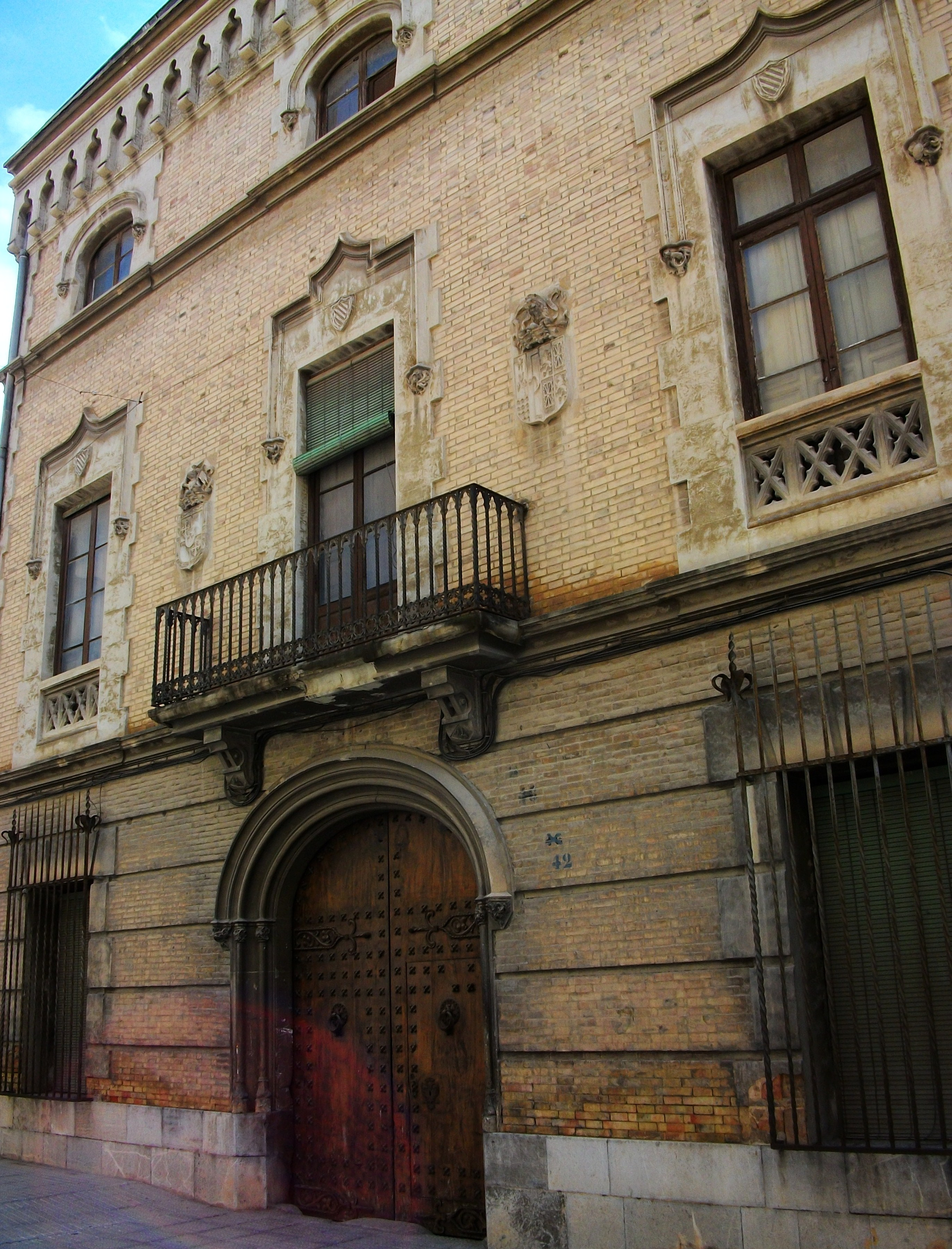
Palacio de los Roca de Togores

Edificio de estilo neogótico del siglo XIX. Destaca su interesante fachada de estilo neogótico, única en toda la ciudad de Orihuela, donde se alternan ventanas ojivales con escudos nobiliarios. Su portada reproduce un arco con baquetones de estilo gótico pero carece de ojiva lo que le aproxima a un arco de estilo Tudor o un arco de influencias románicas, siguiendo para ello líneas que utilizaría Gaudí en su producción.

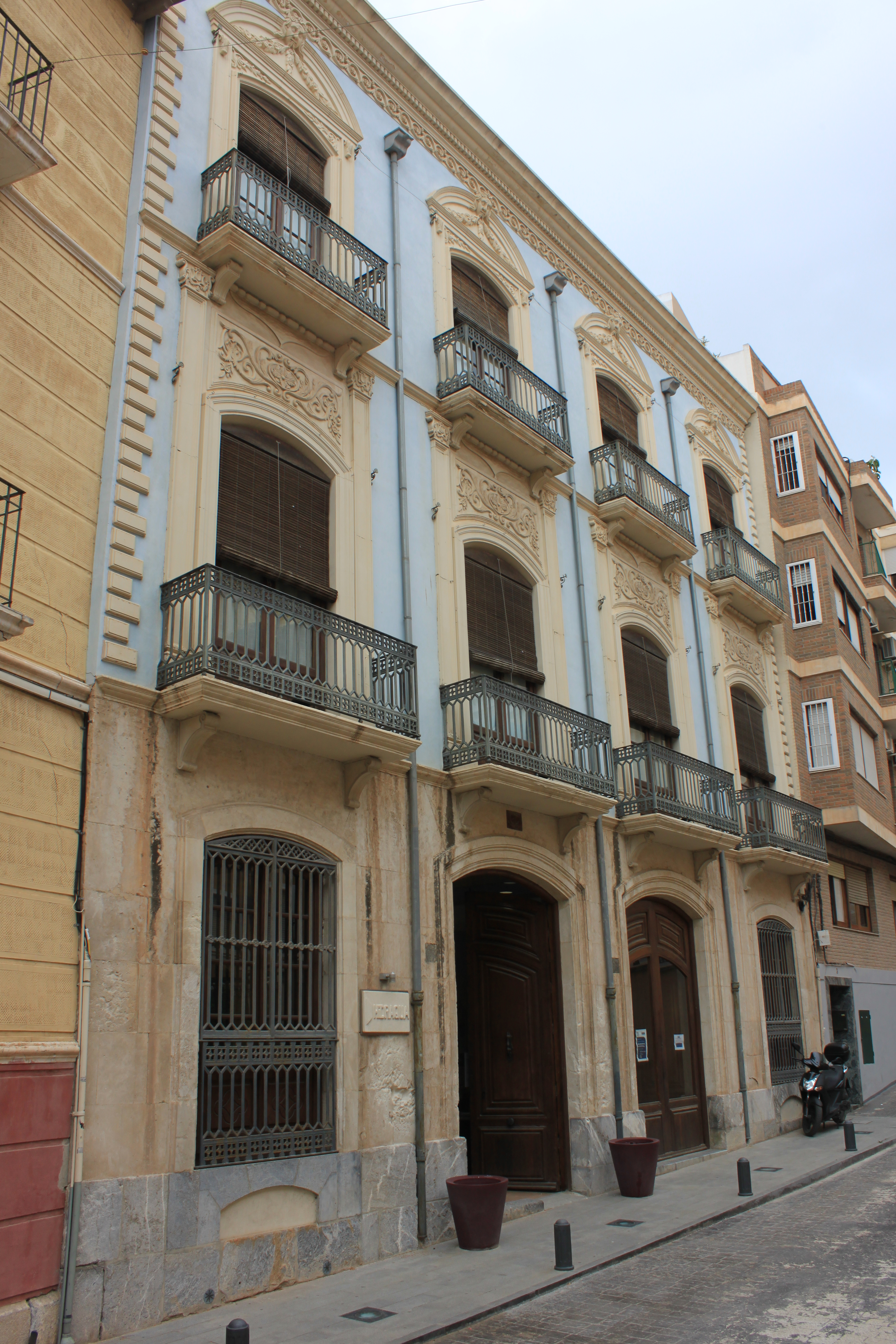
Palacete de los Mejías

#### Palacete de los Mejías
Edificio del siglo XIX de interesante fachada. Fue construido en el año 1844. Se trata de un edificio de dos pisos de estilo eclecticista. En la actualidad es la sede de Aquagest de Levante en la Vega Baja.

#### Palacete de los Sorzano Nájera

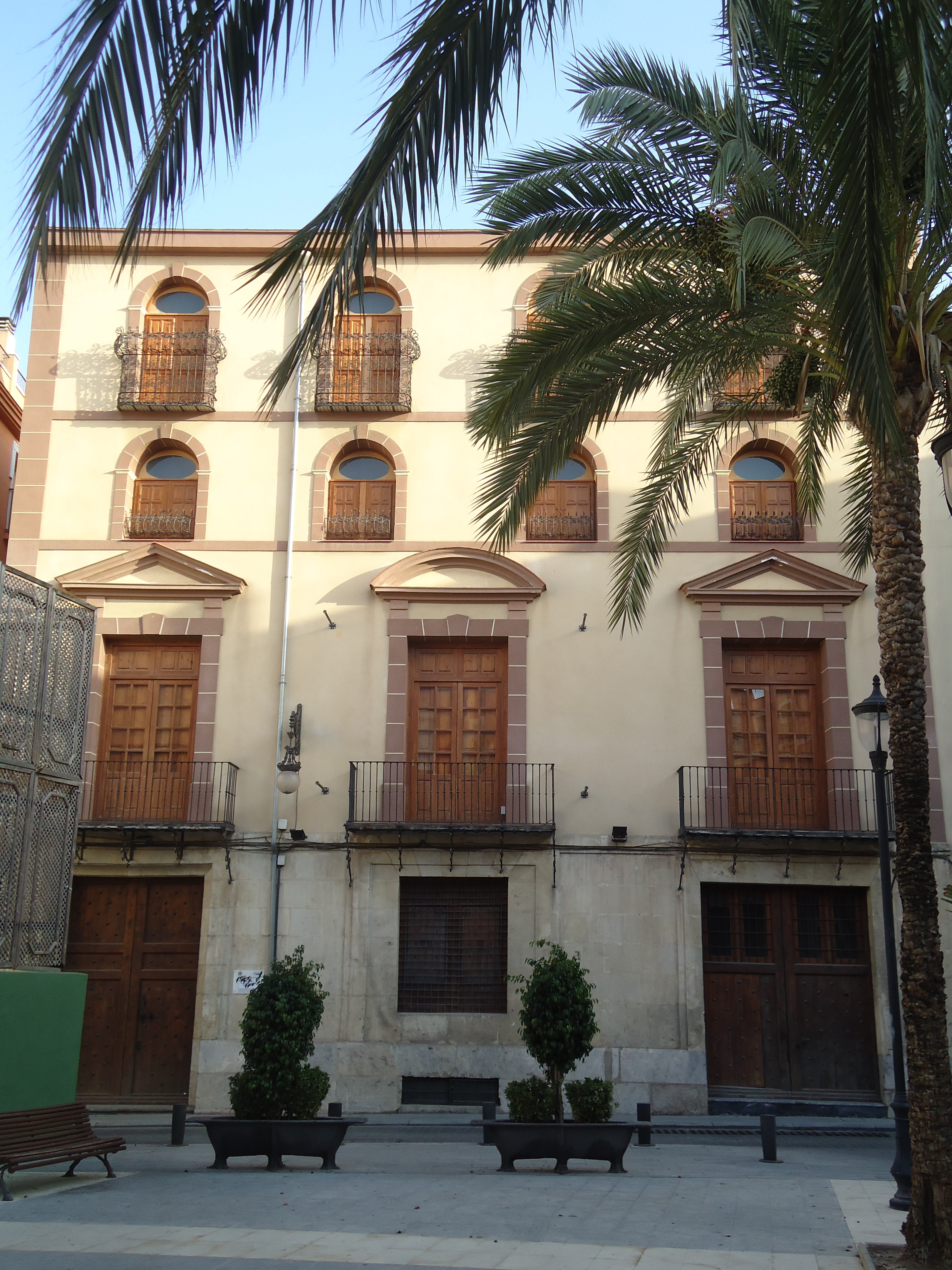
Fachada delantera del palacio Sorzano de Tejada.

El Señorío del Ilustre Solar de Tejada, llega a Orihuela (Alicante) con el Señor Caballero Diviseros Hijosdalgo de este ilustre Solar, Don Matías Sorzano de Nájera, riojano que se instala en la comarca de la Vega Baja alicantina a finales del siglo XVIII, creando familia al casarse en la iglesia oriolana de las Santas Justa y Rufina el 11 de julio de 1802 con Doña Ángela Adalid, natural de Nestares de Cameros, La Rioja. Tuvo 7 hijas (aunque solamente Teresa y Cándida tuvieron descendencia), y un hijo (Simón, cuya descendencia se extinguió al fallecer su hijo, Matías Sorzano Cambronero, en 1865). 
Don Matías Sorzano de Najera, solicitaría en el año 1804 al Ayuntamiento de Orihuela el reconocimiento de su nobleza (El Señorío de Tejada es un título nobiliario español concedido en el año 844 por don Ramiro I, Rey de Asturias y de León, a favor de don Sancho Fernández de Texada, Señor de la Casa Cadina, Maestre de Campo y General en la mítica batalla de Clavijo. Este Señorío es el único que permanece activo desde el siglo IX, teniendo la consideración de señorío territorial, divisa y condominio solariego. Tiene la particularidad de que se hereda tanto por línea paterna como materna y lo heredan todos los hijos e hijas a la vez, porque es un Señorío compartido, por lo que en la actualidad son cientos de personas -caballeros diviseros y damas diviseras- repartidas por todo el mundo las que ostentan dicho título. Su condición de noble le permitió gozar de numerosos privilegio así como ostentar su escudo, y decidió hacerlo en la fachada de su casa-palacio, un edificio construido entre los siglos XVIII y XIX, frente a los más aristocráticos de la ciudad en la calle del Ángel (actual López Pozas). Esta edificación se encuentra recogida en el libro registro de “Palacios y Casas Nobles de la provincia de Alicante”. 
Para construir este palacio, conocido como "Palacio Sorzano de Tejada", Don Matías Sorzano de Nájera, en enero de 1820 pagó 51.439 reales en monedas de oro y plata a Josefa Sardo de Raymundo, viuda de Bernardo Ferro y a su hija Bárbara, ante el notario Julián Fernández, por dos casas adyacentes que tenían madre e hija pro indiviso, adquiridas en 1787 y 1797. Una en la calle de la Feria a la que sacaba dos puertas y otra que estaba situada en la calleja antes citada y que lindaba con la suya, pues el Señor Sorzano era propietario de la que hacía esquina entre la entonces llamada calle del Ángel y una traviesa sin nombre que luego adoptaría el de la Guardia.
Este edificio de estilo neoclásico fue ampliado en el siglo XIX pues en un principio se trataba de un palacio de dos pisos, pero en el siglo XIX se añadió un tercer piso y quedó oculta la cúpula de la capilla. En su interior presiden bonitos salones, capilla y una planta sótano donde conserva la cocina antigua. En la actualidad su fachada tiene la consideración de Bien de Interés Cultural, por ministerio de la D. A. 1.ª de la Ley 16/1985 y D. A. 1.ª de la ley 4/1998 de la Comunidad Valenciana.
Este Palacio, erróneamente también denominado "Palacio Romero de Tejada", está ubicado en la calle Doctor Sarget número 4 y actualmente es propiedad de la Fundación Pedrera, una fundación privada sin ánimo de lucro bajo la tutela del Protectorado que ejerce la Generalidad Valenciana, de carácter asistencial, educativo y cultural, está dirigida a colaborar en el desarrollo y perfeccionamiento de la formación de la persona humana en sus niveles, físico, intelectual y espiritual. La Fundación tiene en el palacio su sede principal y pretende crear un museo en el que se expondrán parte de los fondos de la Fundación que reúnen obras de Goya, Sorolla, anónimos napolitanos, etc. con una cronología desde el gótico hasta el realismo.
El Palacio de Sorzano de Tejada fue restaurado durante los años 1998 y 1999, rehabilitando el antiguo edificio, catalogado dentro del Plan General de Ordenación Urbana de Orihuela, y convirtiéndolo en el Colegio Mayor Universitario adscrito a la Universidad Miguel Hernández de Elche.
El inmueble actualmente es la sede del Museo Fundación Pedrera, museo donde se exponen cuadros de Picasso, Joaquin Agrasot etc.

#### Palacete de los Condes de Chele

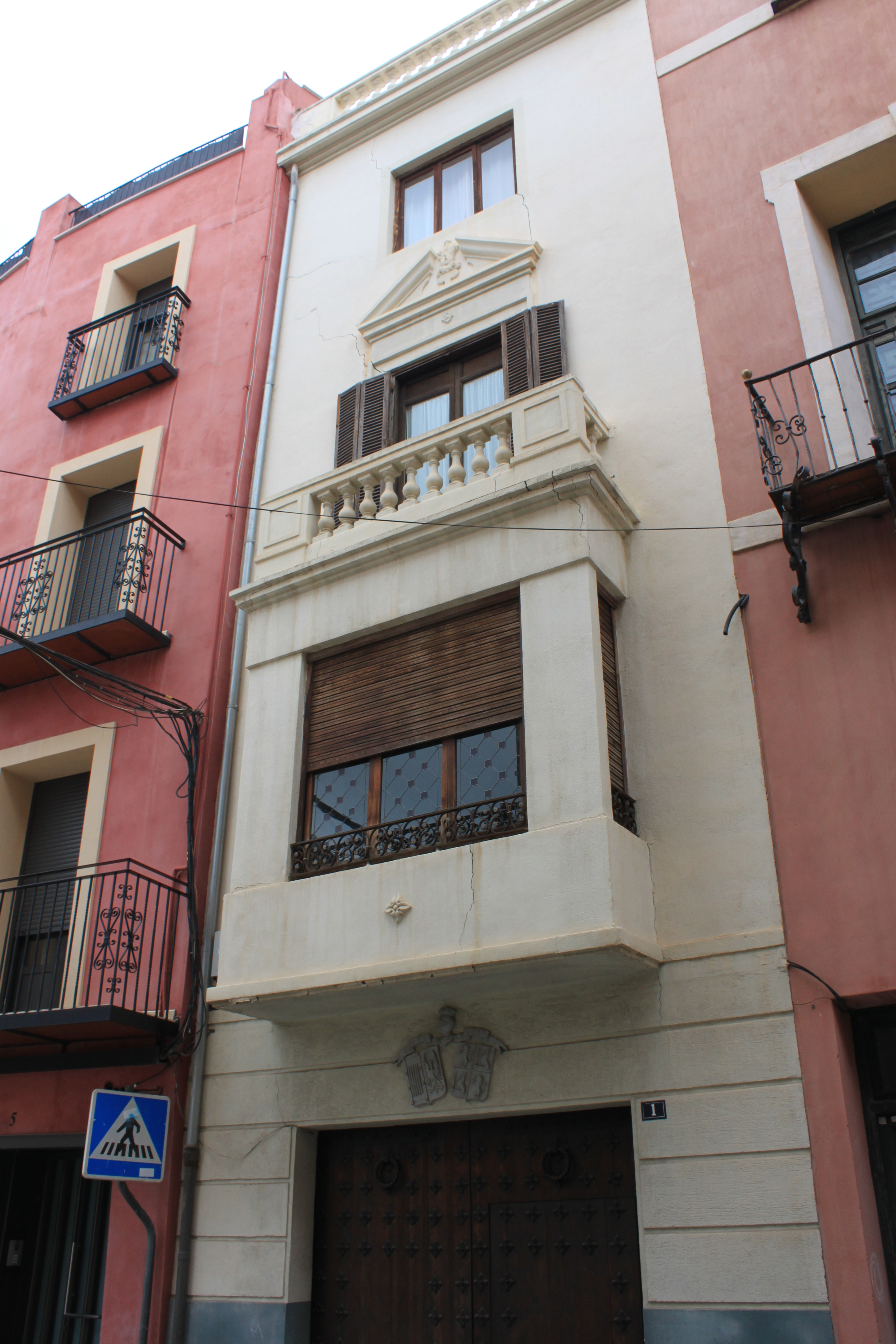
Palacete de los Condes de Chele

Palacete de reducidas dimensiones, situado junto al palacio del Conde de la Granja, de estilo neoclásico, con muy poca fachada pero amplia profundidad. En la entrada posee un pequeño zaguán con arco, imitando las grandes construcciones nobiliarias d la Orihuela del siglo XVIII. Su portada es adintelada, decorada con el escudo de la familia.

### Arquitectura modernista de la ciudad
Además de los siguientes edificios se podrían incluir otros edificios como el Palacio de la Condesa de Vía Manuel y la Casa Racionalista, palacio barroco, reformada su fachada bajo el estilo racionalista en el año 1935 (actualmente en muy mal estado de conservación).

#### Teatro Circo Atanasio Díe Marín

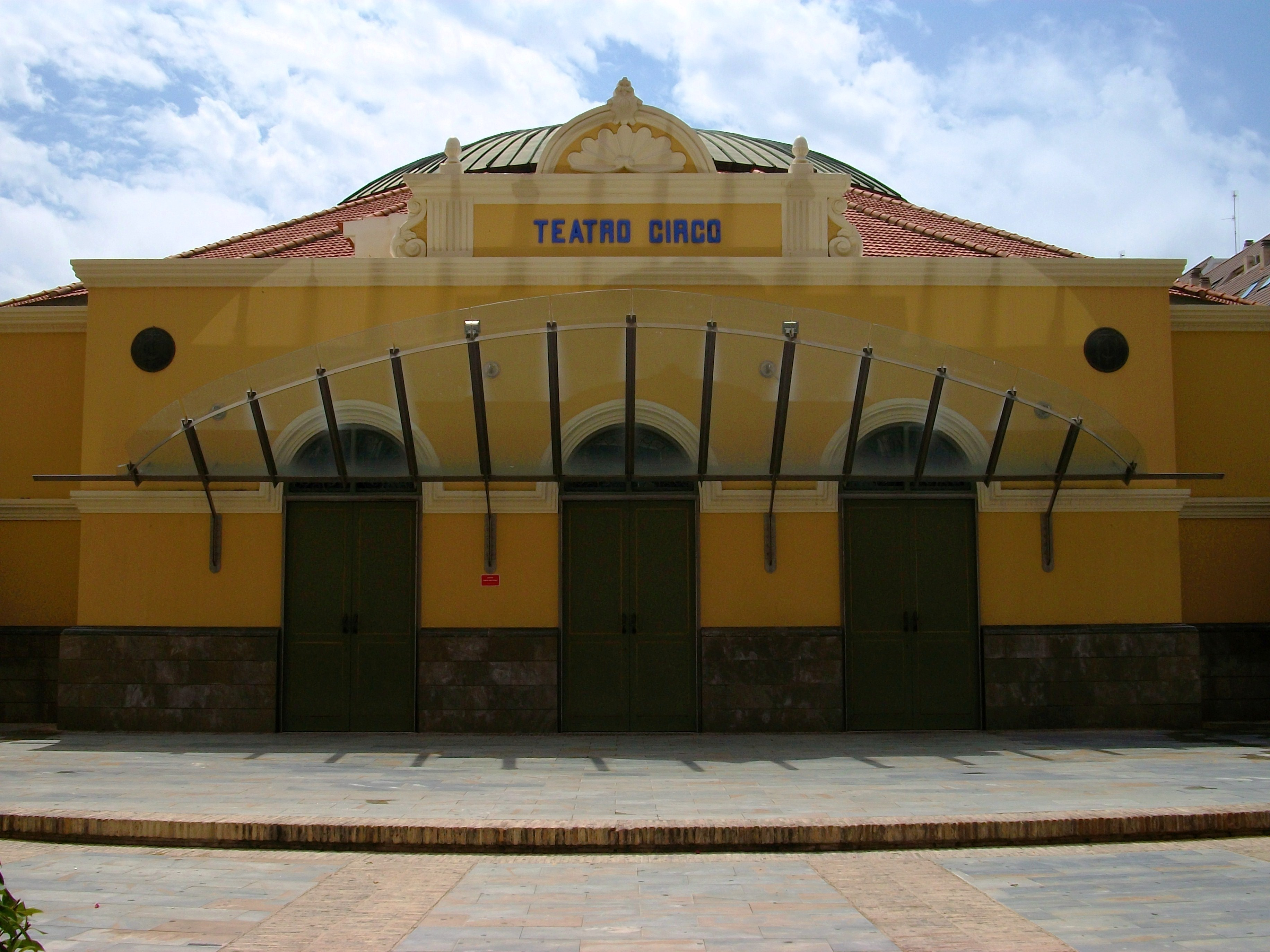
Teatro Circo.

El Teatro Circo Atanasio Díe Marín tras su traslado de Alicante a Orihuela, inició su actividad a principios de 1907 y siendo inaugurado el edificio definitivamente el 25 de abril de 1908. La instalación eléctrica fue llevada a cabo por el célebre Isaac Peral y en 1929 se iniciaron las obras para dotarlo de un proyector cinematográfico.
El edificio del Teatro Circo es uno de los pocos ejemplares de la tipología de Teatro Circo Francés que quedan en Europa. Tras un largo periodo en el que cesó su actividad y quedó abandonado, fue restaurado en la década de 1990  por el oriolano Antonio Canales Fernández y el bigastreño Clemente Ortiz, e inaugurado el 6 de noviembre de 1995 por Su Majestad la Reina Sofía.
Cuenta con el siguiente aforo:
- Patio de butacas: 294
- Palcos: 24
- Principal: 312
- Minusválidos: 12
- Anfiteatro: 321
- Presidencia:24
- Total: 981

En su interior hay un museo dedicado al barítono oriolano Pedro Terol. Tiene la catalogación de bien de interés cultural.

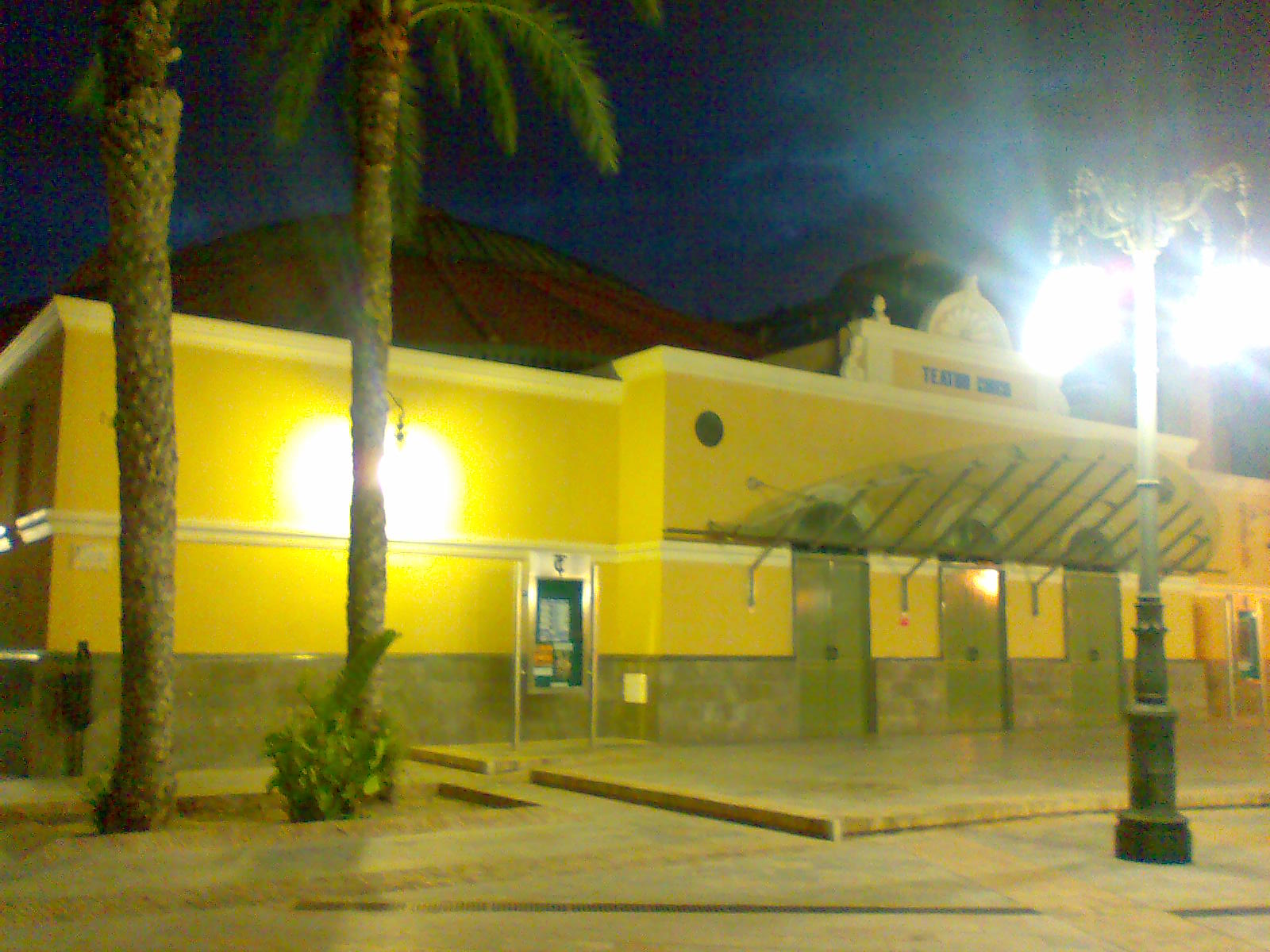
Fachada exterior.
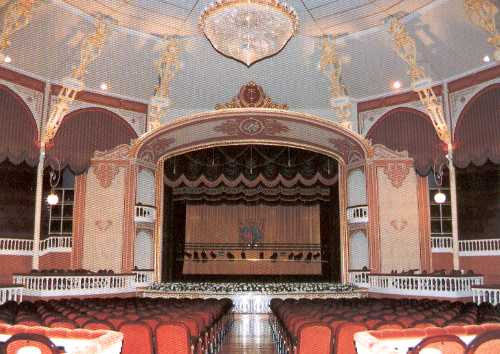
Interior del Teatro Circo.

#### Lonja de Orihuela

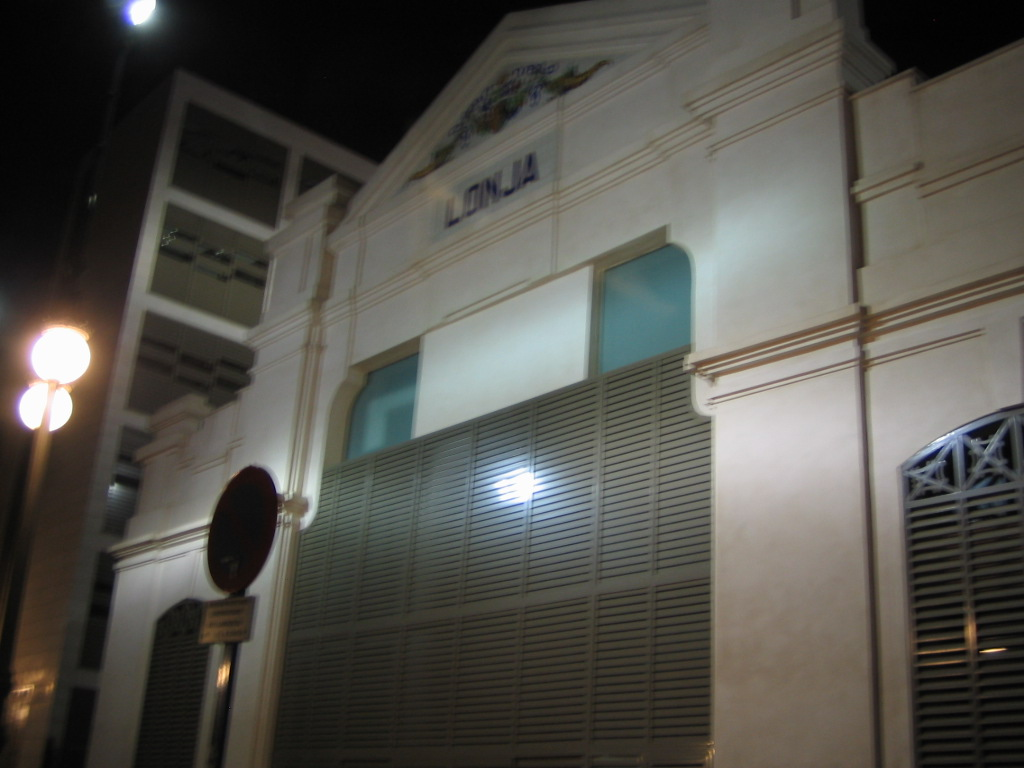
Antigua lonja de Orihuela, actual auditorio municipal.

Edificio con estructura metálica de principios del siglo XX. Diseñado por Severiano Sánchez Ballesta en el marco de las reformas modernistas llevadas a cabo en los años 20 y 30 en la ciudad siguiendo los postulados de la arquitectura del hierro.
En la actualidad ha sido rehabilitado e inaugurado el 30 de marzo de 2007 para ubicar en él, el Auditorio "la Lonja", anexo al Conservatorio Profesional "Barítono Pedro Terol", a la Unión Lírica Orcelitana (ULO), un Auditorio y una amplia Sala de Exposiciones.
Anteriormente había albergado, como su propio nombre indica, la lonja del municipio de Orihuela hasta que fue trasladada a la lonja hortofrutícola que se construyó a las afueras de la ciudad, en el polígono industrial oriolano.

#### Otras obras de Severiano Sánchez Ballesta
Se trata de un gran número de obras del arquitecto Severiano Sánchez Ballesta, conocido como Severino Ballesta, de estilo modernista valenciano y de principios del siglo XX.
- Conjunto Severiano Sánchez Ballesta.

Conjunto de tres edificios de estilo modernista trazados por el arquitecto Severiano Sánchez Ballesta entre los años 20 y 30 del siglo XX.
- Casa Villaescusa: Edificio modernista de 1915 situado en la calle Colón, cerca de la subida al seminario. Obra del arquitecto Severiano Sánchez Ballesta. Es conocido con el nombre de Galerías Colón por el antiguo comercio, homónimo, que albergó. Fue restaurada recientemente.

- Plaza Nueva.

Plaza de estilo modernista diseñada por el arquitecto Severiano Sánchez Ballesta en los años 20, con bancadas, fuente y farolas decoradas con azulejos y un antiguo gran termómetro de la época.
En el centro hay una gran farola monumental, de la época, con el escudo municipal, con el diseño de entonces.
Frente a esta plaza estuvo la sede del ayuntamiento hasta los años 80. Fue restaurada en el año 1985.

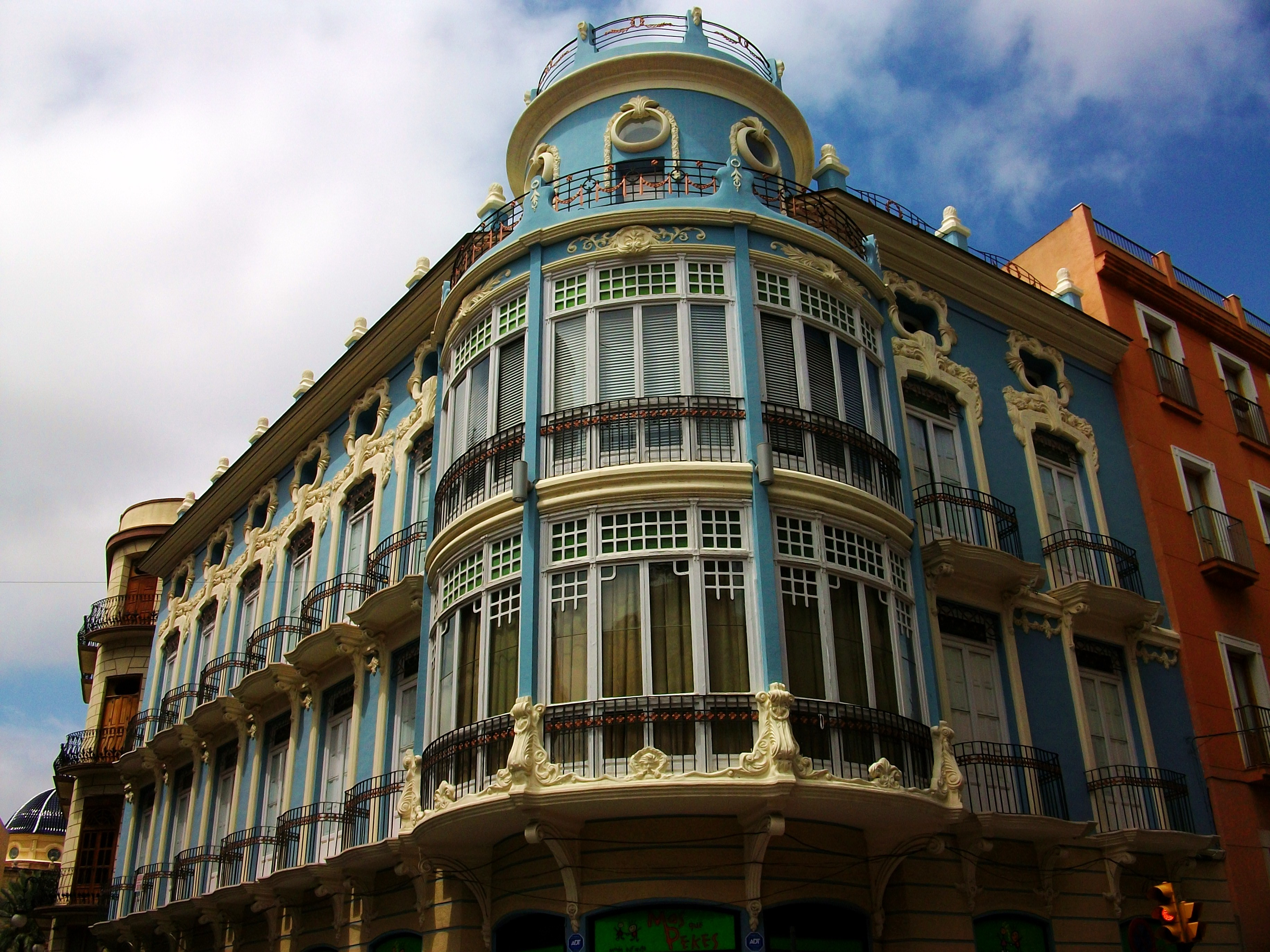
Galerías Colón (Casa Villaescusa).

#### Caja de Ahorros de Monserrate

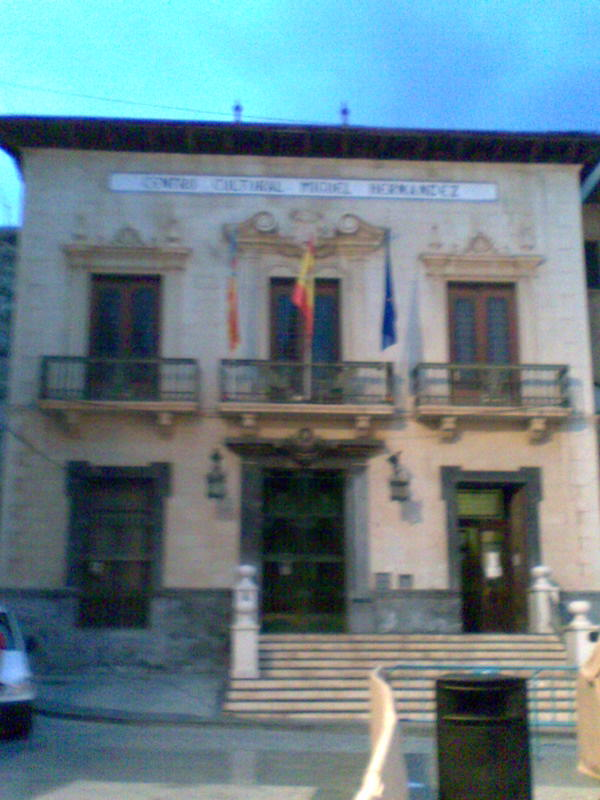
Centro Cultural Miguel Hernández, antigua Caja de Ahorros de Monserrate.

Antigua sede social y principal de la Caja de Ahorros Ntra. Sra. de Monserrate, actual Caja de Ahorros del Mediterráneo. El edificio se levanta sobre el solar de un antiguo pósito del palacio del Conde de Pinohermoso.
Se trata de un palacio abarrocado con profusa decoración de volutas en los vanos en cuyo interior se conserva un bello artesonado en el salón de actos.
Actualmente alberga el centro cultural Miguel Hernández.

#### Templete de Música
Construcción modernista realizada en la década del año 1920 dentro de las reformas modernistas que se llevaron a cabo en la ciudad. Fue realizado de conformidad con los patrones de la arquitectura del hierro.
Tiene planta hexagonal y cubierta realizada en madera. Se encuentra situado en la Glorieta de Gabriel Miró y ha sido restaurado en 1985 y en 2002.
Este mismo templete fue copiado para realizar uno de dimensiones más pequeñas que se encuentra situado en la Plaza de las Espeñetas.

#### Otros edificios
- Casa Casinello.

Edificio modernista del siglo XIX, situado cerca de la biblioteca Nacional Fernando de Loazes.
Tras su compra por el ayuntamiento, en la actualidad es utilizado como sede de la Concejalía de Juventud.
- Casa de San Gregorio.

Edificio modernista de los años 20 situado en la calle San Gregorio.
- Casa Raimundo.

Edificio Modernista con interesante fachada decorada íntegramente con azulejería de color verde, situada enfrente del Casino Orcelitano, cerca del Palacio de Tudemir.
- Edificio clínica de los Santos Médicos.

Edificio realizado en estilo modernista de tres alturas. Tiene planta cuadrada con única fachada que se abre hacia la Calle San Pascual.

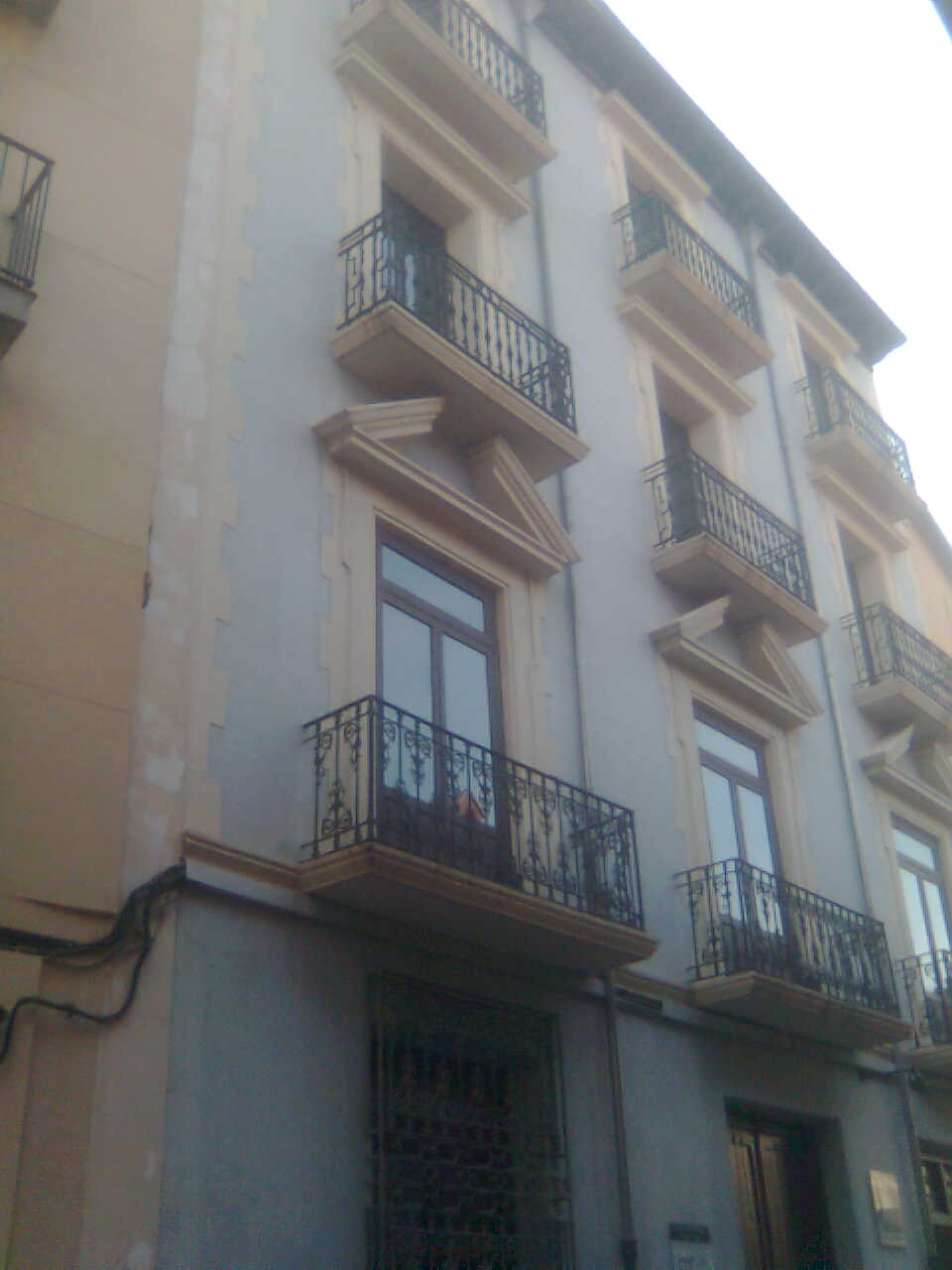
Casa Casinello.

### Otros edificios y lugares destacables de la ciudad

#### Pozo del Cremós

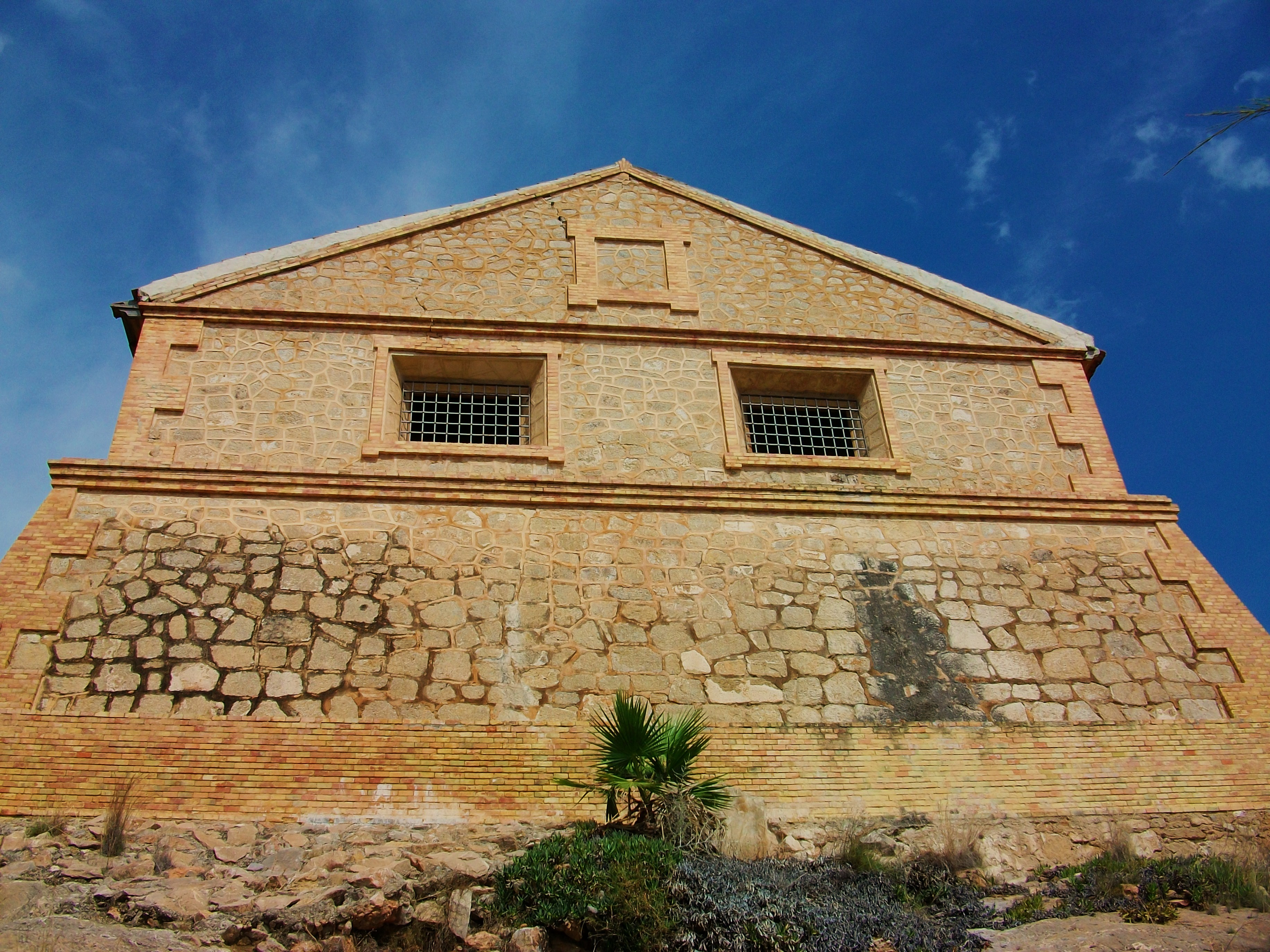
Depósito de agua "Pozo del Cremós".

Antiguo depósito de agua, obra hidráulica del siglo XIX creada para abastecer de agua a la ciudad de Orihuela. Desde dicho depósito fluye un riachuelo artificial que forma una pequeña cascada, bajo la cual hay una fuente de azulejos decorada con la imagen de La Armengola.

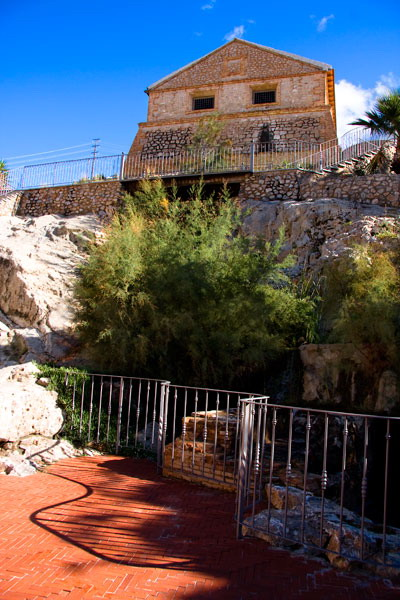
Depósito y cascada.
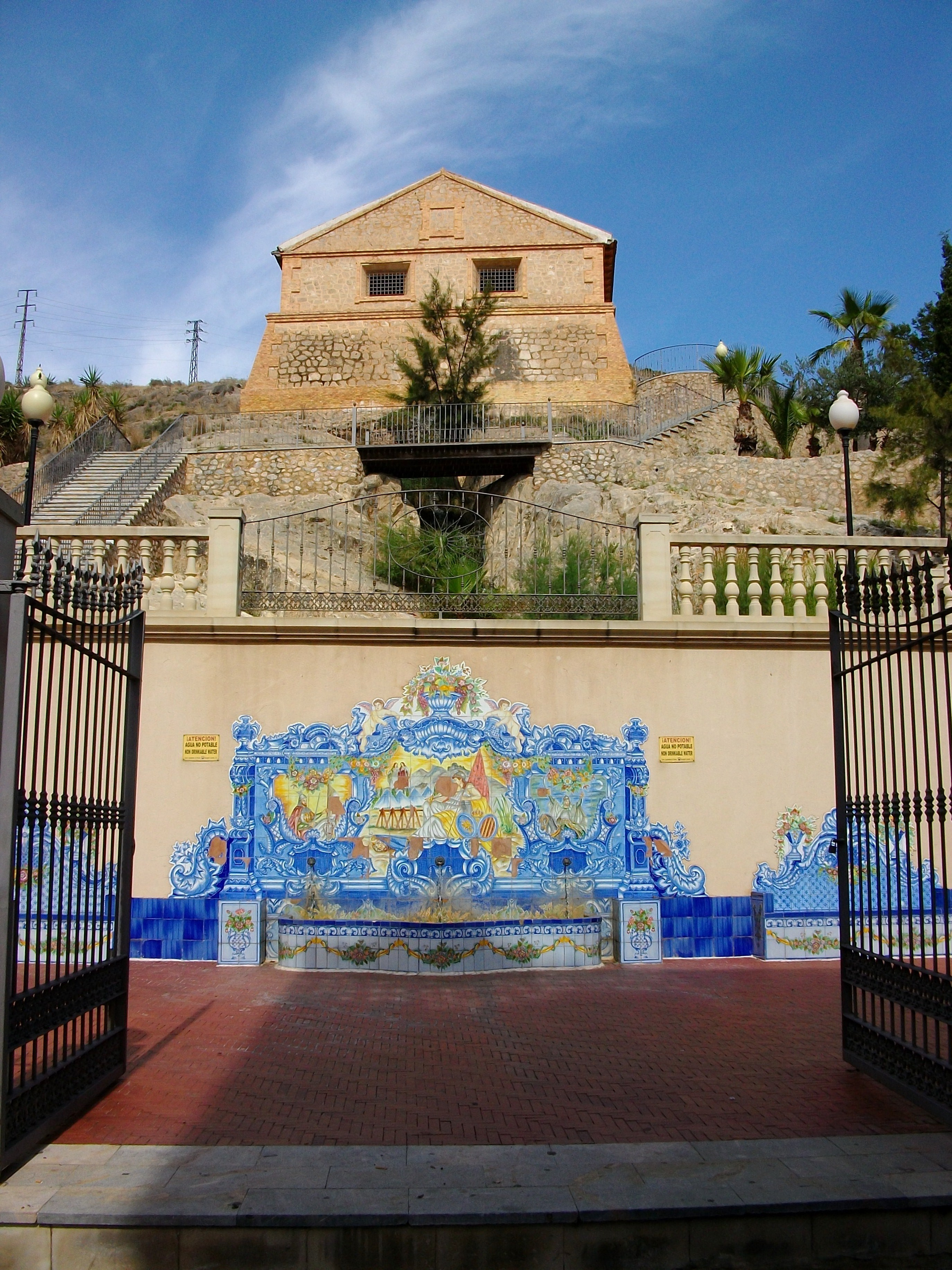
Otra fotografía.
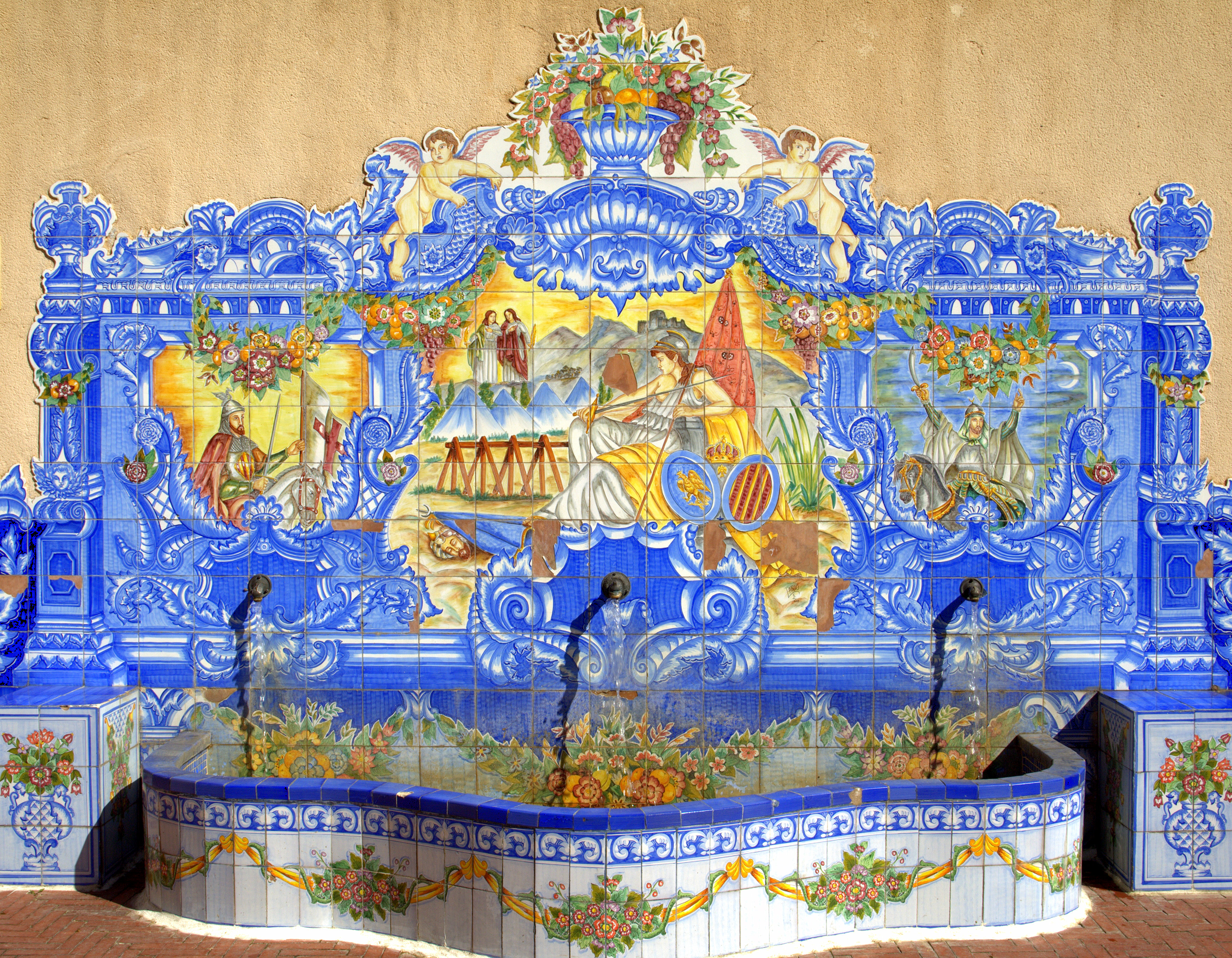
Fuente

#### Plaza de Toros
Plaza de toros construida en 1905, sustituye a una anterior localizada en el desamortizado Convento de San Agustín y continúa la larga tradición de las corridas de toros en la ciudad. En aquellos años se localizó a las afueras de la ciudad, cerca del Camino viejo de Molins.
Actualmente se encuentra en estado de ruina.

#### Casa Comedias
Edificio del siglo XVII, obra barroca que en la actualidad es la sede de Cáritas Interparroquial.

#### Glorieta Gabriel Miró
Glorieta de grandes dimensiones situada en pleno centro de la ciudad de Orihuela que constituye uno de los pulmones verdes de la ciudad, destacando su gran población de palomas.
Destacan el templete de principios del siglo XX y la moderna fuente de agua.

#### Ateneo Cultural Casino Orcelitano

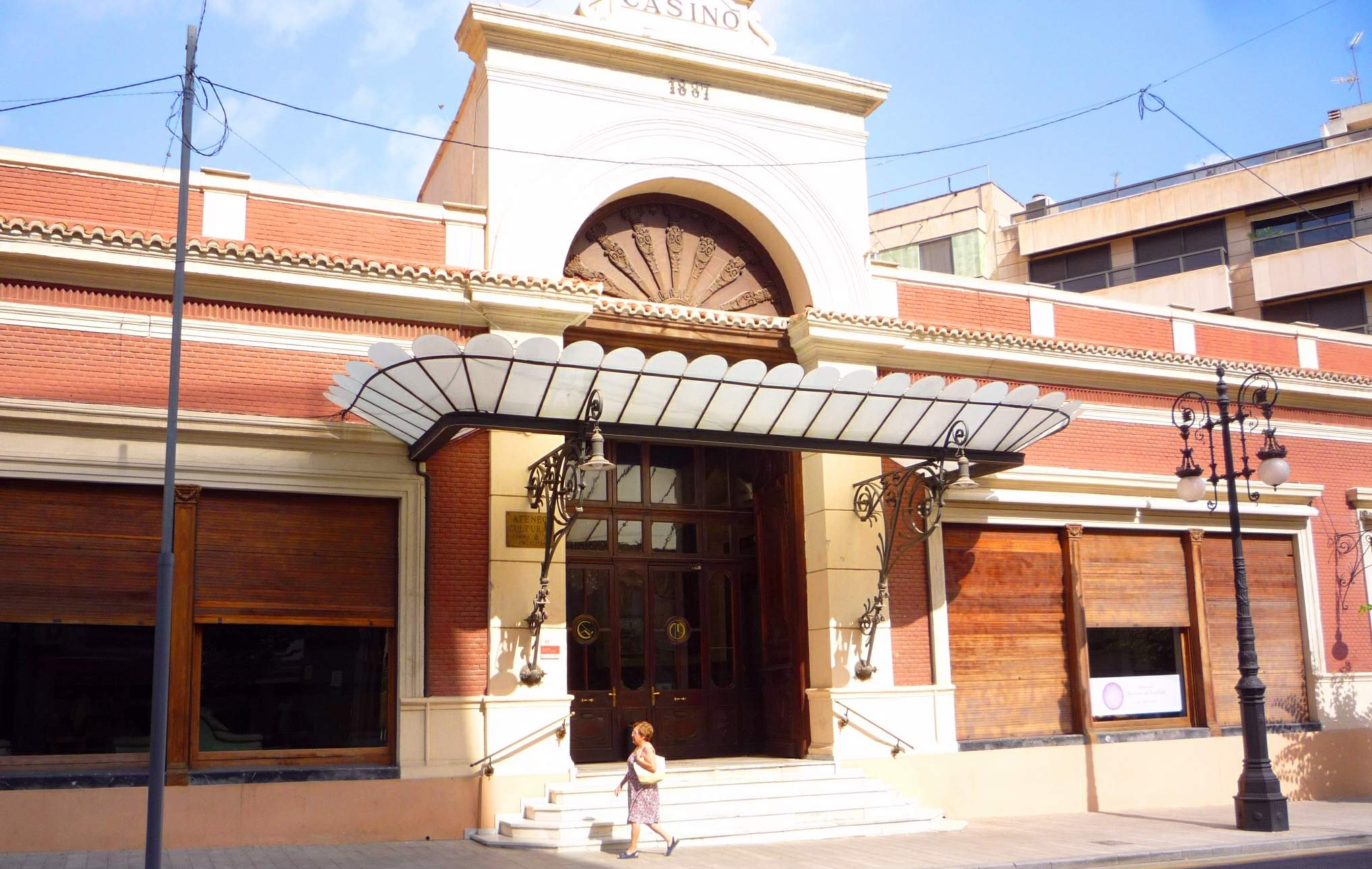
Casino Orcelitano.

Edificio del siglo XIX comenzado en 1880 y finalizado en 1887, año en que fue inaugurado. Sigue los patrones de la arquitectura academicista y eclecticista. Destacan varias instancias como su patio central de azulejería andaluza, el Salón Imperio o de Baile y las estancias delanteras en estilo imperio. Posee una colección pictórica interesante, entre la cual se encuentran lienzos de Joaquín Agrasot.

#### Colegio Andrés Manjón
Edificio construido durante la II República para albergar el primer centro educativo público de la ciudad de Orihuela.
Fue construido en estilo neogótico, decorando todos los vanos con motivos góticos y nervios baquetonados que convergen en un florón apuntado. Las puertas son ojivales decorada por arquivoltas baquetonadas. Toda la cornisa del edificio se encuentra decorada por arbotantes con motivos vegetales.
En la zona central hay una pequeña elevación de la cornisa decorada con pináculos y en el centro, entre dos pináculos se halla el escudo de la Segunda República Española con la corona mural.

### Patrimonio Eclesiástico de las pedanías

#### Iglesia Parroquial de Nuestra Señora de los Desamparados

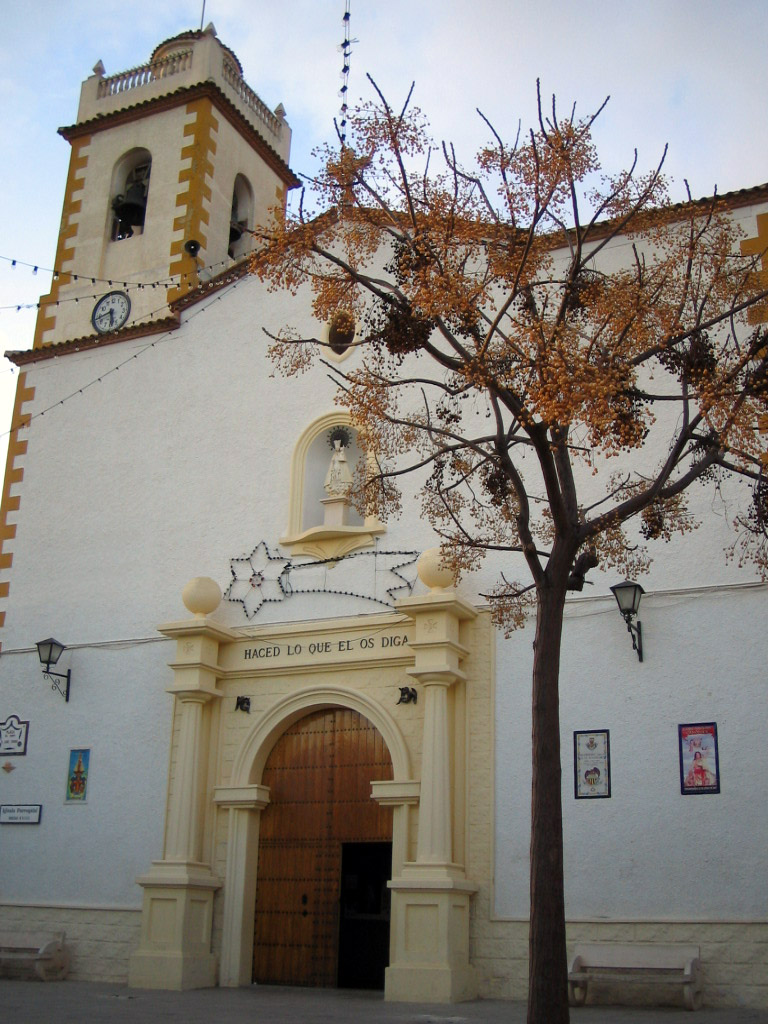
Iglesia de Ntra. Sra. de los Desamparados.

Iglesia del siglo XVIII, creada concretamente el 9 de mayo del año 1779, ejemplo de obra barroca tardía y estandarizada. Tiene un tratamiento popular en fachada con el típico revoco blanco con recercados en ocre cuyo interior fue reformado hace unos años por su deterioro aparte de otra reforma dos décadas antes por el derrumbamiento del techo. Es el principal monumento representativo de Los Desamparados ya que la pedanía toma el nombre de aquí. Está ubicada en la Plaza José Tormo (también Plaza del Generalísimo) n.º 2 de esta pedanía.
El 9 de mayo del año 1779, cuando gobernaba Carlos III de España y el papa Pío VI dirigía a la Iglesia católica, Alejandro Mateos Rivas, provisor oficial y vicario general, puso la primera piedra de lo que iba a ser la parroquia de Nta. Sra. de los Desamparados, realizándose en primer lugar como ermita asistente de la Iglesia de las Santas Justa y Rufina (Orihuela) de la que acabó segregándose finalmente junto a todo el partido de Desamparados y fundándose dicha comunidad parroquial. Esta ermita fue levantada por licencia del obispo de la diócesis de Orihuela José Tormo.
Con la primera piedra se introdujo una arquita de plomo y dentro de ella se pusieron algunas monedas, una lámina de bronce con una inscripción que denota el año y nombres del papa, rey, obispo y cura existentes en esa época, además del nombre de Nta. Sra. de los Desamparados como titular de la parroquia.
Destaca la imagen de la Virgen de los Desamparados, realizada por el catalán José María Ponsoda Bravo (restaurador de la Patrona de Valencia) restaurada recientemente y realizada a semejanza de la Geperudeta valenciana (patrona de Valencia y de la Comunidad Valenciana), y el órgano del siglo XIX.
Según la Disposición Adicional Quinta de la Ley 5/2007, de 9 de febrero, de la Generalitat, de modificación de la Ley 4/1998, de 11 de junio, del Patrimonio Cultural Valenciano (DOCV Núm. 5.449 / 13.02.2007) la iglesia parroquial tiene la condición de Bien de Relevancia Local.

#### Iglesia Parroquial de San Joaquín y Santa Ana

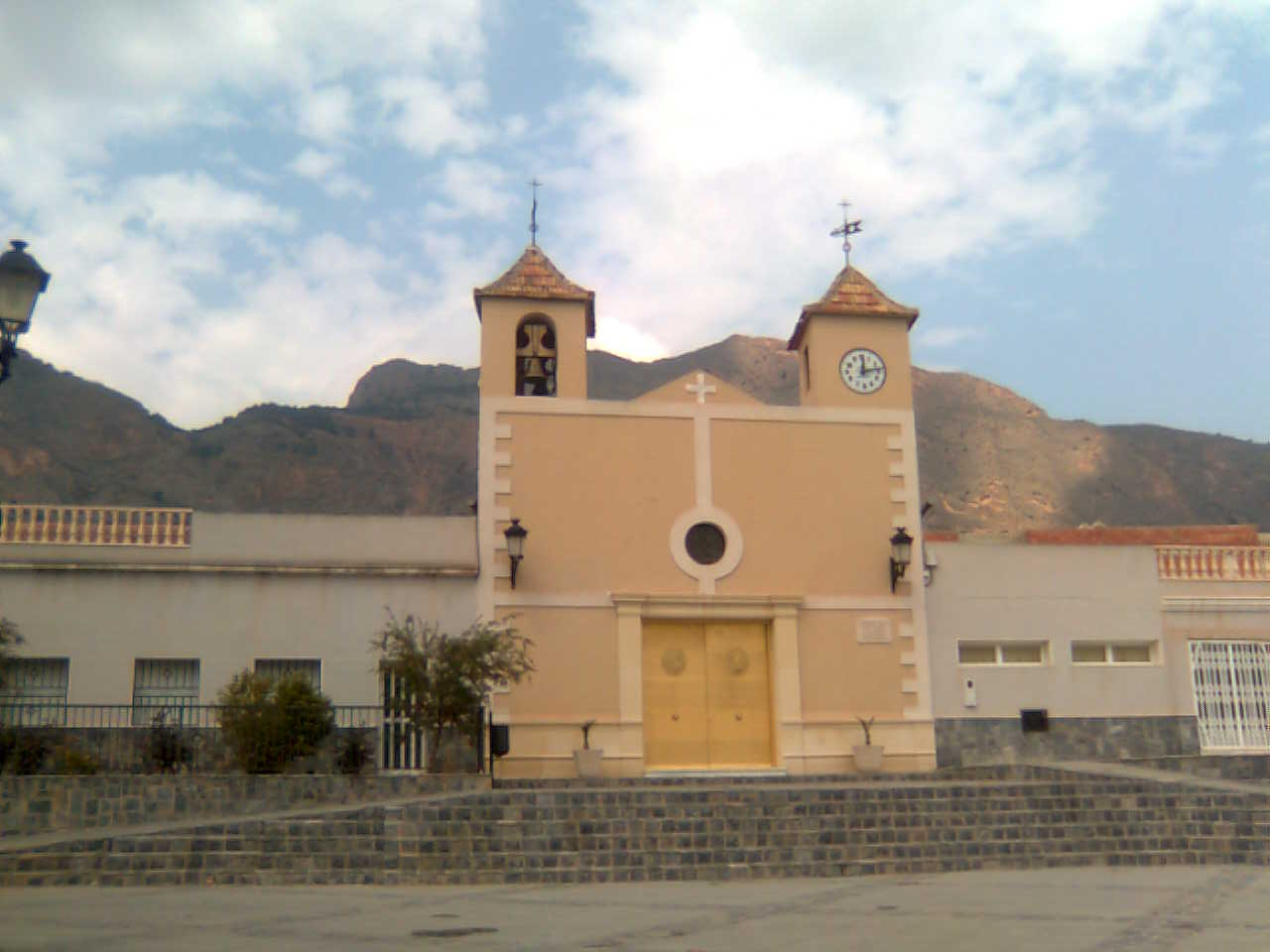
Iglesia del Rincón de Bonanza.

Situada en el Rincón de Bonanza, posee una estructura de planta única.
El presbiterio se encuentra decorado con mármoles y con el grupo escultórico de los Santos titulares de la Parroquia, San Joaquín, Santa Ana y la niña María, obra realizada por el catalán José María Ponsoda Bravo.

#### Iglesia Parroquial de Nuestra Señora de Belén

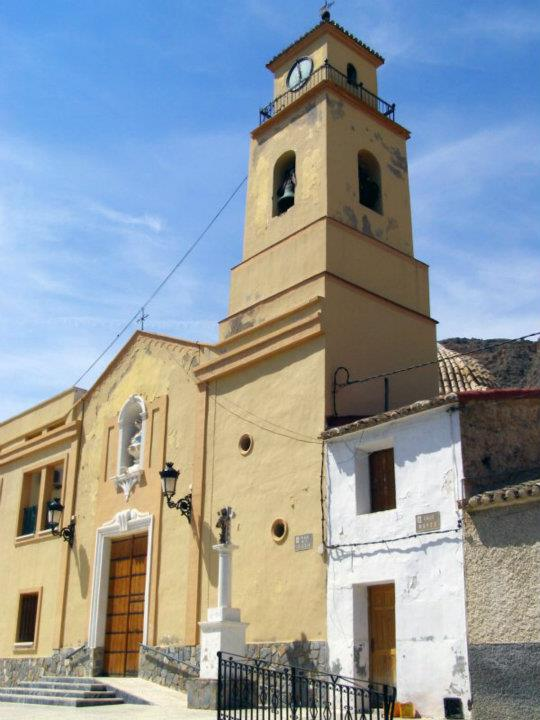
Iglesia de Ntra. Señora de Belén, La Aparecida.

Iglesia de finales del siglo XVIII situada en la partida rural de la pedanía de La Aparecida. Se trata del principal monumento y símbolo de esta pedanía.
Según la leyenda local, en la época de dominio árabe una familia poseía un lienzo dedicado a Nuestra Señora de Belén, teniendo miedo de que se lo quitasen los árabes, lo escondieron en un bancal.
Más tarde, un vecino llamado Jayme Trigueros de Los Esparragales (antigua denominación de esta pedanía) se encontró el día 13 de mayo de 1736 mientras araba su huerta con la burra el lienzo que mostró primero a su familia y después al obispo oriolano Josef Flores Ossorio. El obispo decidió construir una ermita allá donde la burra fuera, que finalmente se dirigió al barrio de Los Esparragales, el cual cambió su nombre al de La Aparecida.
La ermita fue terminada en los años 1782 a 1785, constando como ermita de Nuestra Señora de Belén en los archivos de la Iglesia de Santiago hasta que el 30 de junio de 1848 en sesión de Ayuntamiento de Orihuela se vio un oficio del Obispo con la real orden en el que se aprueba el presupuesto para la separación de la Parroquia de La Aparecida.
Destaca en su interior la imagen de Nuestra Señora de Belén.
Según la Disposición Adicional Quinta de la Ley 5/2007, de 9 de febrero, de la Generalitat, de modificación de la Ley 4/1998, de 11 de junio, del Patrimonio Cultural Valenciano (DOCV Núm. 5.449 / 13.02.2007) la iglesia parroquial tiene la condición de Bien de Relevancia Local.

#### Iglesia Parroquial de San Bartolomé
Situada en la pedanía oriolana de San Bartolomé.

#### Iglesia Parroquial de la Virgen del Carmen

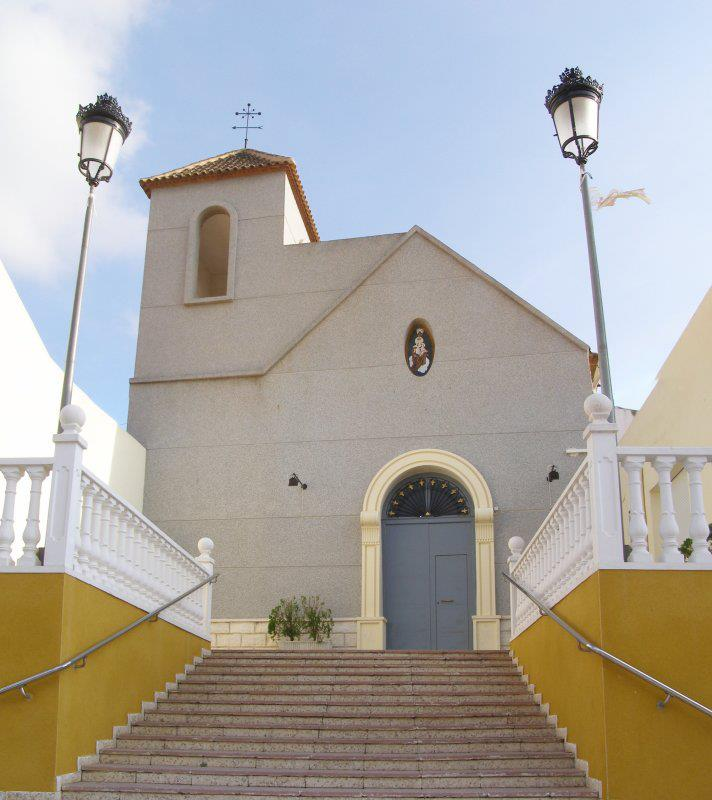
Iglesia de Ntra. Sra. del Carmen, Arneva.

Situada en la pedanía de Arneva dedicada a la Virgen del Carmen.

#### Iglesia Parroquial del Remedio
Iglesia de finales del siglo XVIII situada en la pedanía de La Matanza.
Posee un bello presbiterio decorado con un retablo realizado en mármole sde colores donde se alternan las pilatras y las columnas salomónicas.
Destaca su órgano, obra de factura anónima datado en el siglo XIX.
El templo tiene la condición de Bien de Relevancia Local según la Disposición Adicional Quinta de la Ley 5/2007, de 9 de febrero, de la Generalitat, de modificación de la Ley 4/1998, de 11 de junio, del Patrimonio Cultural Valenciano (DOCV Núm. 5.449 / 13.02.2007).

#### Iglesia Parroquial de San José
Situada en la pedanía de La Murada, en ella destaca la gran imagen del Santo titular, obra del oriolano José Sánchez Lozano que preside el presbiterio de la misma.

#### Iglesia Parroquial de Nuestra Señora de Monserrate

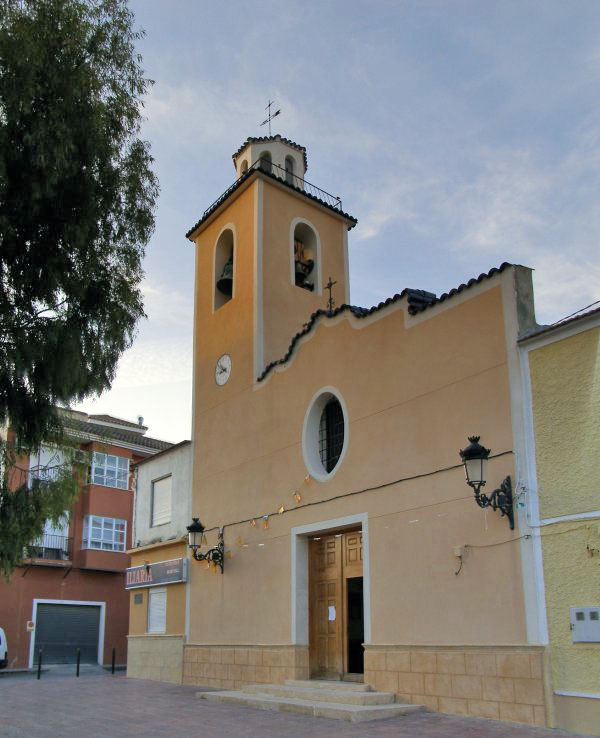
Iglesia de Ntra. Sra. de Monserrate, Torremendo.

Iglesia de mediados del siglo XIX que se encuentra situada en la partida rural de Torremendo.
Destaca en el templo, la imagen titular, Nuestra Señora de Monserrate, obra realizada en la posguerra por el oriolano José Sánchez Lozano, así como el ajuar de la Virgen compuesto por diversas joyas y dos mantos realizados en brocados de diversos colores.
El templo tiene la condición de Bien de Relevancia Local según la Disposición Adicional Quinta de la Ley 5/2007, de 9 de febrero, de la Generalitat, de modificación de la Ley 4/1998, de 11 de junio, del Patrimonio Cultural Valenciano (DOCV Núm. 5.449 / 13.02.2007).

#### Iglesia Parroquial del Ecce-Homo
Situada en la pedanía de Molins.
El edificio es de factura neoclásica, levantado en el siglo XVIII. Destaca la portada con pilastras sujetando un entablamento, realizada en el siglo XVIII en el mismo estilo que la iglesia.
En su interior destaca la obra de José María Ponsoda Bravo, Ecce-Homo titular de la Iglesia parroquial.
El edificio fue restaurado íntegramente en 2005.
Tiene la consideración de Bien de Relevancia Local, por virtud de la ley 4/1998.

#### Iglesia parroquial de Nuestra Señora de Monserrate

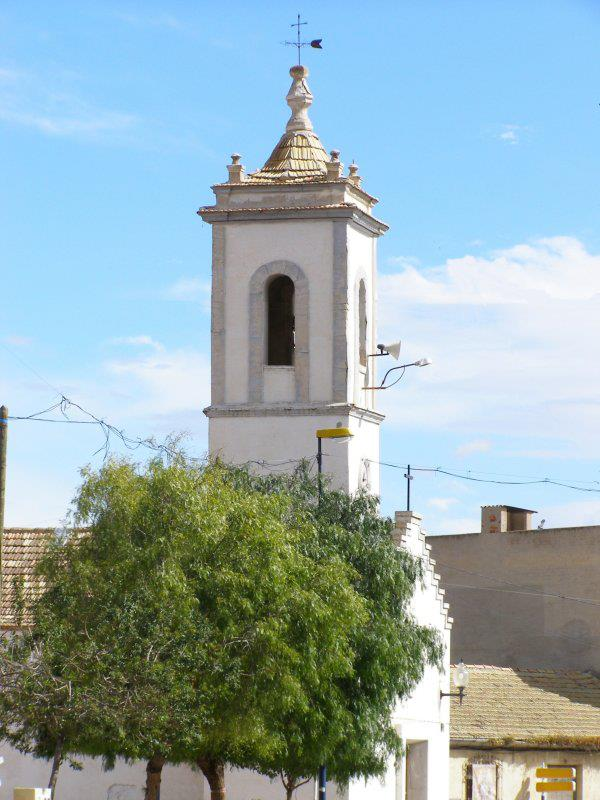
Iglesia de Ntra. Sra. de Monserrate, Hurchillo.

Situada en la pedanía oriolana de Hurchillo, fue creada como ermita dependiente de la Catedral de Orihuela a principios del siglo XX. Por Decreto del Obispo de Orihuela se eleva a parroquia.
Destaca la Imagen titular, obra atribuida a José Sánchez Lozano realizada en la década de 1950.
Tiene la consideración de Bien de Relevancia Local, por virtud de la ley 4/1998.

#### Ermita del Molino de la Ciudad
Ermita del siglo XX situada en la zona del Molino de la Ciudad. Su titular es San José.
El templo tiene la condición de Bien de Relevancia Local según la Disposición Adicional Quinta de la Ley 5/2007, de 9 de febrero, de la Generalitat, de modificación de la Ley 4/1998, de 11 de junio, del Patrimonio Cultural Valenciano (DOCV Núm. 5.449 / 13.02.2007).

#### Ermita de La Habana

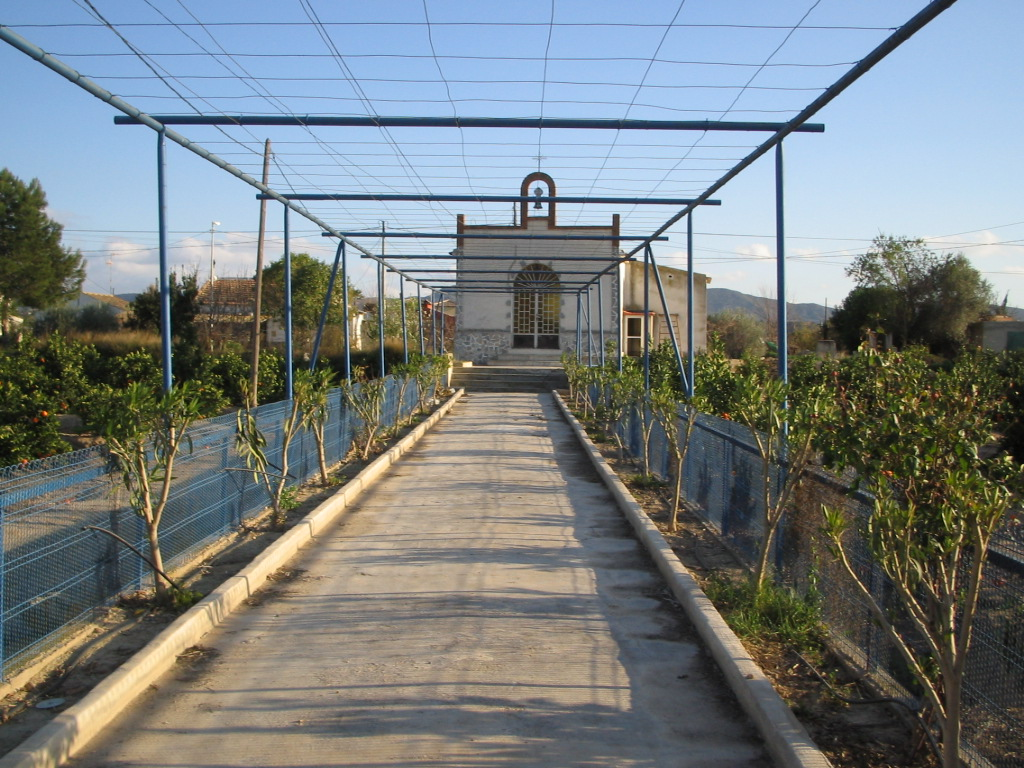
Ermita de La Habana, en Los Desamparados.

Ermita realizada a mediados del siglo XX. Se encuentra situada en la zona de La Habana, en la partida rural de Los Desamparados.
Según la Disposición Adicional Quinta de la Ley 5/2007, de 9 de febrero, de la Generalidad, de modificación de la Ley 4/1998, de 11 de junio, del Patrimonio Cultural Valenciano (DOCV Núm. 5.449 / 13.02.2007) la ermita tiene la condición de Bien de Relevancia Local.

#### Ermita de la Virgen de la Fuensanta
Ermita dependiente de la Parroquia del Salvador (Catedral de Orihuela).
Destaca el carácter popular de la edificación, la cual está presidida por la imagen de la virgen de la fuensanta, patrona de la pedanía Oriolana. La Imagen fue realizada por el escultor oriolano José Sánchez Lozano.

#### Ermita de la Cruz Cubierta
En el Camino de Beniel, realizada en el siglo XX, concretamente en 1955.
El templo tiene la condición de Bien de Relevancia Local según la Disposición Adicional Quinta de la Ley 5/2007, de 9 de febrero, de la Generalidad, de modificación de la Ley 4/1998, de 11 de junio, del Patrimonio Cultural Valenciano (DOCV Núm. 5.449 / 13.02.2007).

#### Ermita de la Cruz
Ermita originaria de la segunda mitad del siglo XX. Se encontraba situada en la partida rural del Raiguero de Bonanza. Debido a su estado deteriorado por razones de cimentación se decidió su derribo. Actualmente (febrero de 2009) se está construyendo sobre el solar resultante, una nueva edificación, en sustitución de la anterior.

### Otros edificios y lugares de interés de las pedanías

#### Torre de Cabo Roig

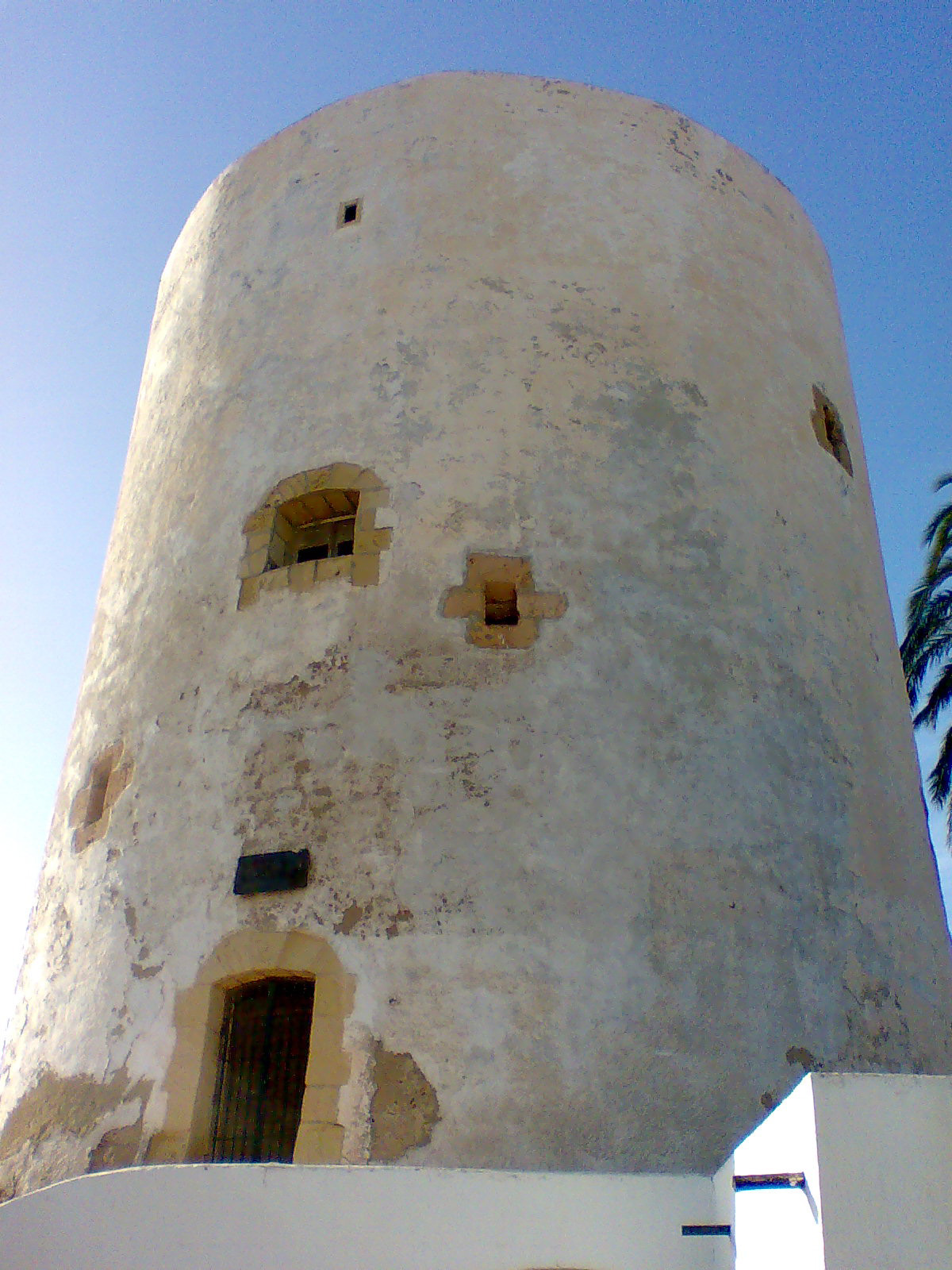
Torre de Cabo Roig. Dehesa de Campoamor.

Situada en la costa de Orihuela, en la urbanización de Cabo Roig. Se trata de una edificación militar de tipo torre vigía, fue construida en el siglo XVI, con el fin de vigilar la costa y prevenir los ataques de los piratas y berberiscos. Su lugar de localización (en pleno accidente geográfico) le otorgaba una visión mucho más amplia de la zona que vigilaba.
La torre es una construcción con forma cilíndrica y ataluzada en su base, sobre el talud se sitúa la puerta de acceso. Fue realizada en mampostería, disponiendo sillares en los vanos como la puerta de entrada.
La superficie de la fachada está ligeramente inclinada, siendo la planta de la base más ancha que la terraza. por lo que más que un cilindro tiene alzada de tronco cilíndrico.
Tras su restauración, a la fachada le fue superpuesta una capa de cal blanca para decorarla, de ahí su actual color blanco.
De su interior solo es destacable la bóveda que divide la torre en dos alturas (planta baja y primera planta) realizada en ladrillos.
Fue declarada Bien de Interés Cultural.

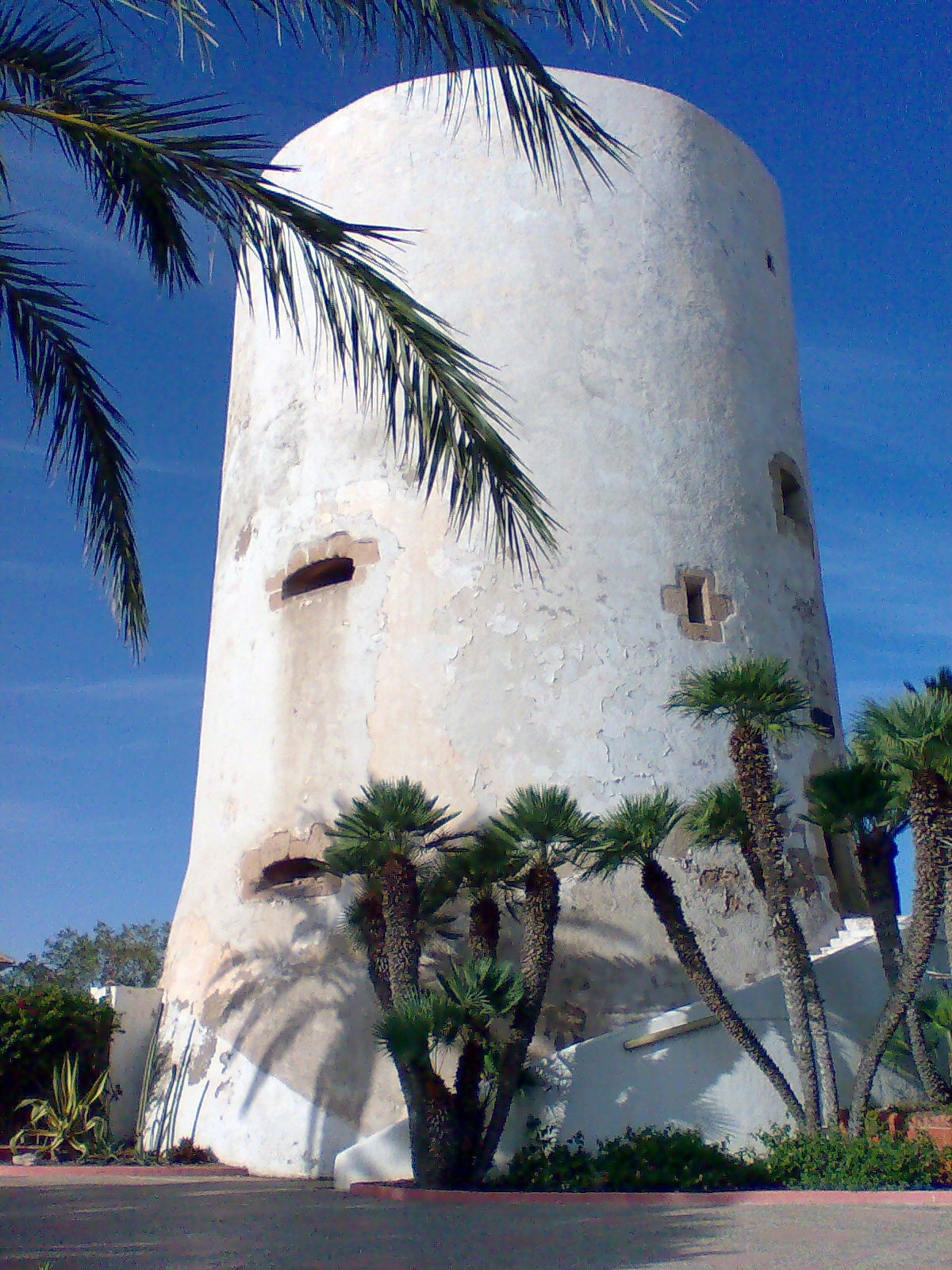
Torre de Cabo Roig, otra cara.
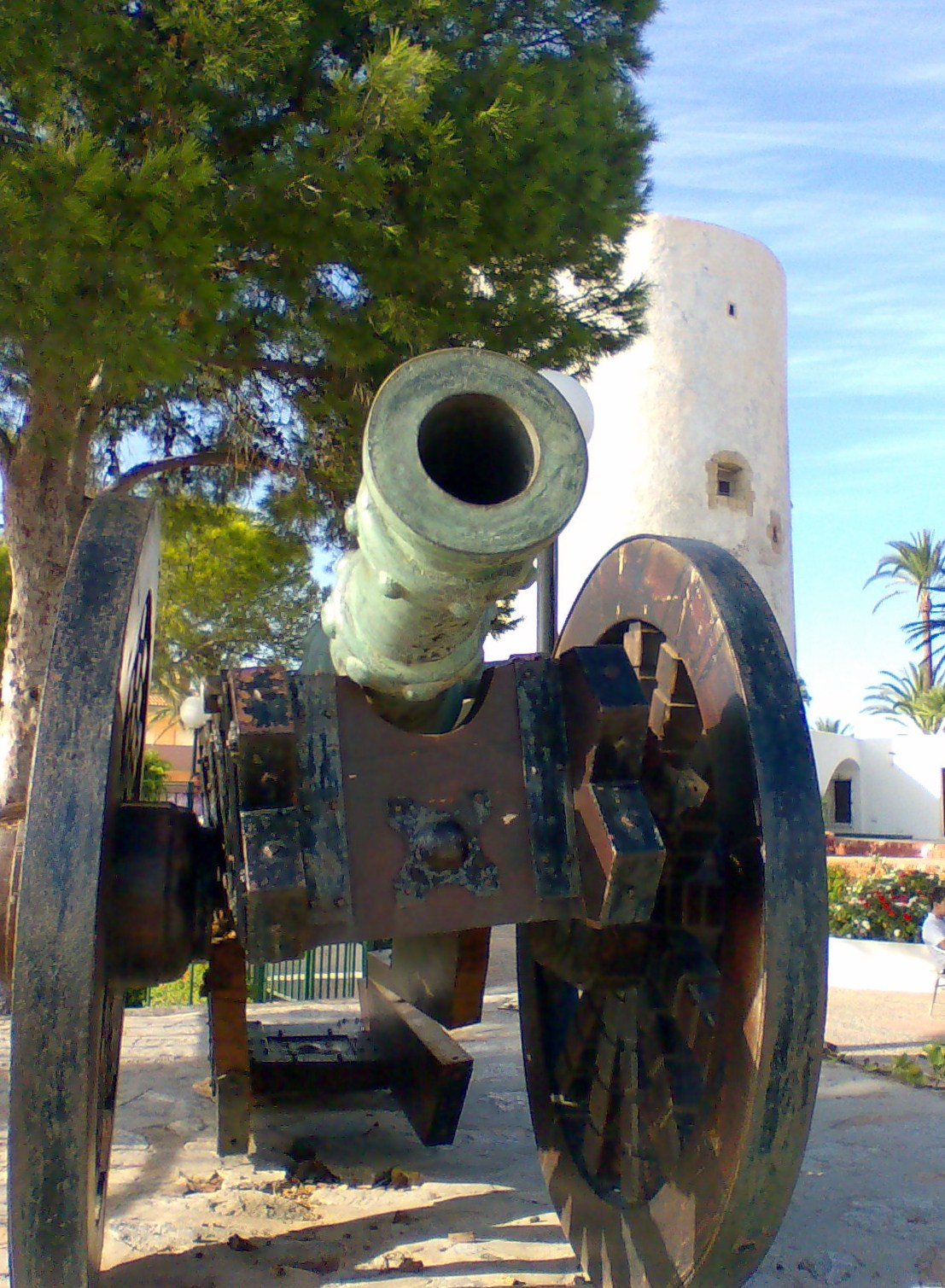
Cañón, frente a la torre.

#### Yacimiento de Los Saladares

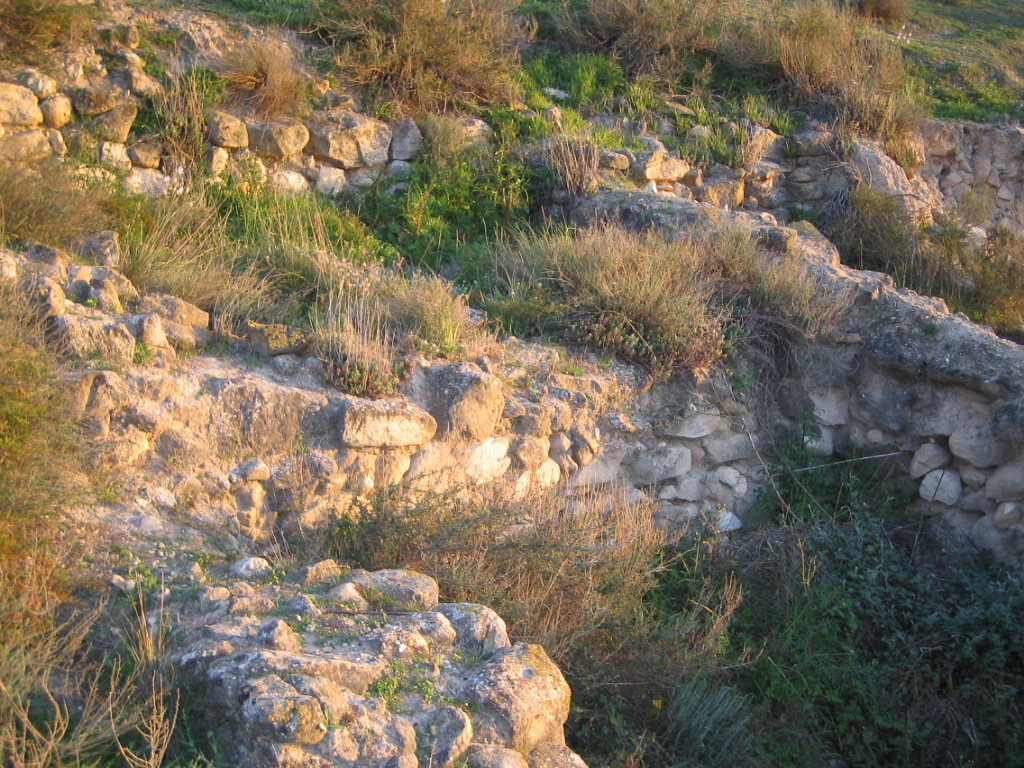
Fotografía de los restos del poblado.

Importante yacimiento arqueológico, situado en las laderas de un pequeño cerro, en la zona de Los Saladares (de donde toma el nombre) en la partida rural de Los Desamparados.
Abarca una amplia cronología, entre los siglos IX y IV a. C. En él se encontraron restos de pobladores desde la Cultura Argárica hasta la ibérica, suponiendo uno de los primeros poblados del municipio de Orihuela junto con el poblado ibérico de San Antón y el del Seminario.
El Yacimiento, debido a su importancia fue decladrado Bien de Interés Cultural de tipo arqueológico.

#### Mojones del Reino (Reyno)

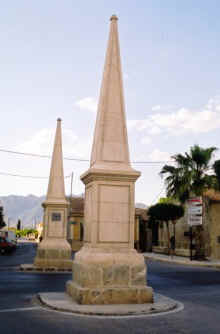
Mojones del Reino. Desamparados.

También conocidos popularmente como Los Pinochos, son unos monolitos de piedra caliza tallada en bloque piramidales de 7,50 m de altura y de 1,80 m de lado de base cuadrada.
El primer amojonamiento entre Murcia y Orihuela se hizo en 1320. En 1380, con el fin de evitar las peleas por los territorios que se repetían entre Murcia y Orihuela, se ordenó un nuevo amojonamiento de ambos términos con la concurrencia de los diputados nombrados por el rey de Castilla Juan I. El problema del amojonamiento se volvió a suscitar en 1438. Sin embargo, tras muchos debates y grandes dilaciones, en 1441 se hizo, al fin, la colocación de los mojones entre Murcia y Orihuela, mandados a construir por el rey aragonés Fernando el Católico para marcar la frontera entre los reinos de Murcia (Castilla) y Valencia (Aragón). Los actuales son una réplica mandada a poner por el rey Carlos III de España debido al gran deterioro sufrido por estos.
Actualmente siguen manteniendo las respectivas fronteras de las comunidades autónomas de Valencia y de Murcia.
Están situados en Los Desamparados, concretamente en la Vereda del Rollo/del Reino en la partida rural de Las Norias, y son uno de los monumentos más representativos tanto de la pedanía como del municipio vecino como se demuestra al ser representados en uno de los cuarteles del sus respectivos blasones.
Ambos monolitos están compartidos por los municipios de Orihuela y de Beniel. El día 9 de noviembre de 1984 fueron declarados monumento Histórico-Artístico por Beniel.

#### Norias gemelas

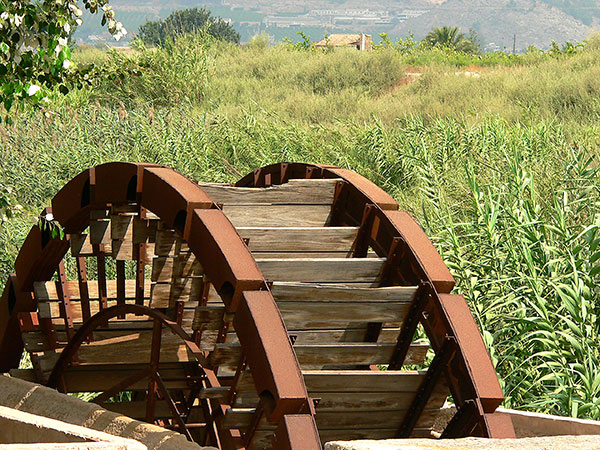
Una de las dos norias gemelas.

Son unas norias y azud de origen islámico situadas en Los Desamparados. La actual obra de sillería data del siglo XVIII. Se denominan las Norias de Moquita y de Los Cobos.
Se encuentran situadas en un meandro del antiguo cauce del río Segura en la partida rural de Los Desamparados, concretamente en la partida de Las Norias dándoles a esta última su topónimo.

#### Molino de los Riquelme
Se trata de un molino hidráulico situado en la Ribera del Río Segura, realizado en piedra en el siglo XVIII. Se trata de uno de los pocos que quedan en la actualidad.
Se encuentra situado entre el barrio de San Pedro de la ciudad de Orihuela y la pedanía de Los Huertos.

#### Molino de la Ciudad

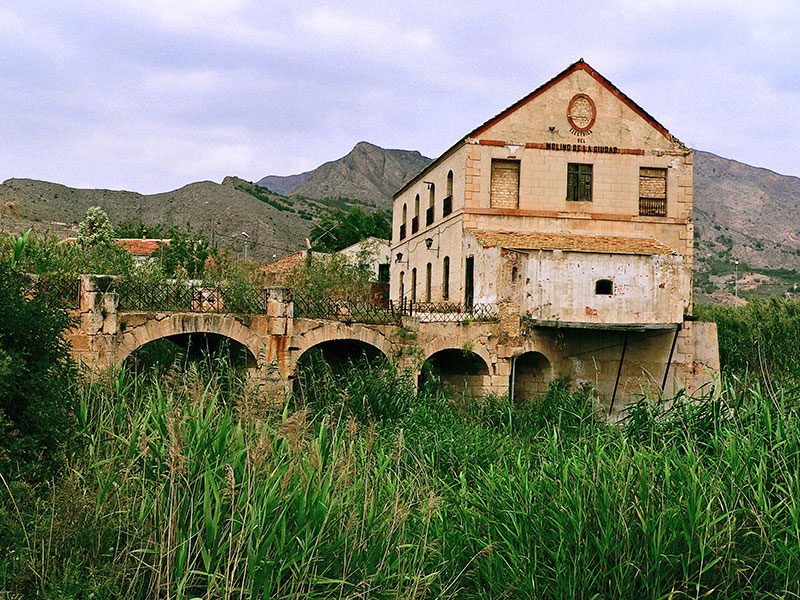
Molino de la Ciudad (antes de la restauración del puente y sillería).

Se trata de uno de los numerosos molinos hidráulicos que existían en las riberas del Río segura a su paso por Orihuela. En la actualidad solo quedan este y el Molino de los Riquelme. Posee uno de los pocos ejemplares de molino hidráulico de la provincia de Alicante. El mismo fue realizado entre los años 1902 y 1905 sobre los restos de otro ubicado previamente en el mismo sitio.
Asimismo, posee una presa realizada en sillar de piedra del siglo XVIII procedente del molino anterior así como un azud de piedra tallada en sillar del mismo siglo.
En el interior del edificio se encuentra la antigua maquinaria industrial con la que se generaba electricidad. Lamentablemente el estado de conservación es pésimo tras años de abandono y deterioro vandálico. La maquinaria permitía moler todo tipo de cereales y pimientos de bola para la fabricación de pimentón. 
Tras las obras de canalización del río Segura el molino y su entorno se quedó apartado del cauce final del río. Esta separación hizo que alrededor del molino surgiese una pequeña laguna en la que se pueden apreciar ejemplares de diversas especies, como el balapayo leproso y la polla de agua.

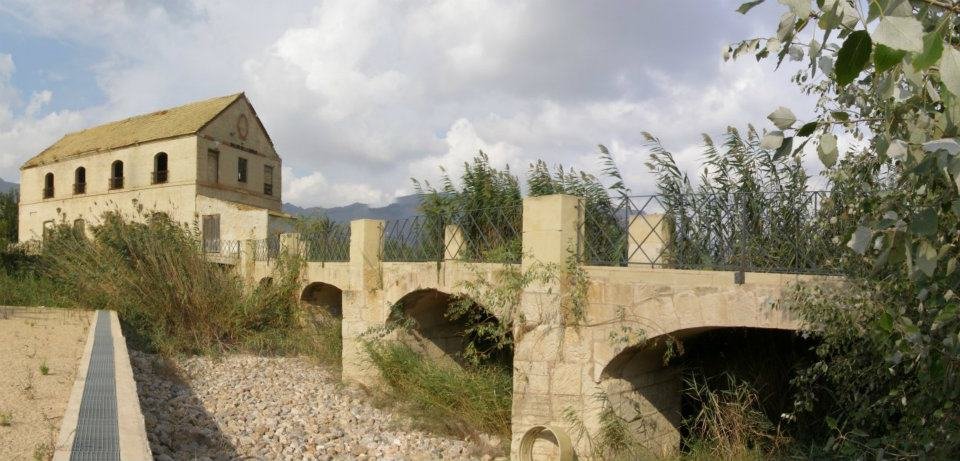
Puente (restaurado) y Molino.

#### Arco de Los Santicos de Piedra

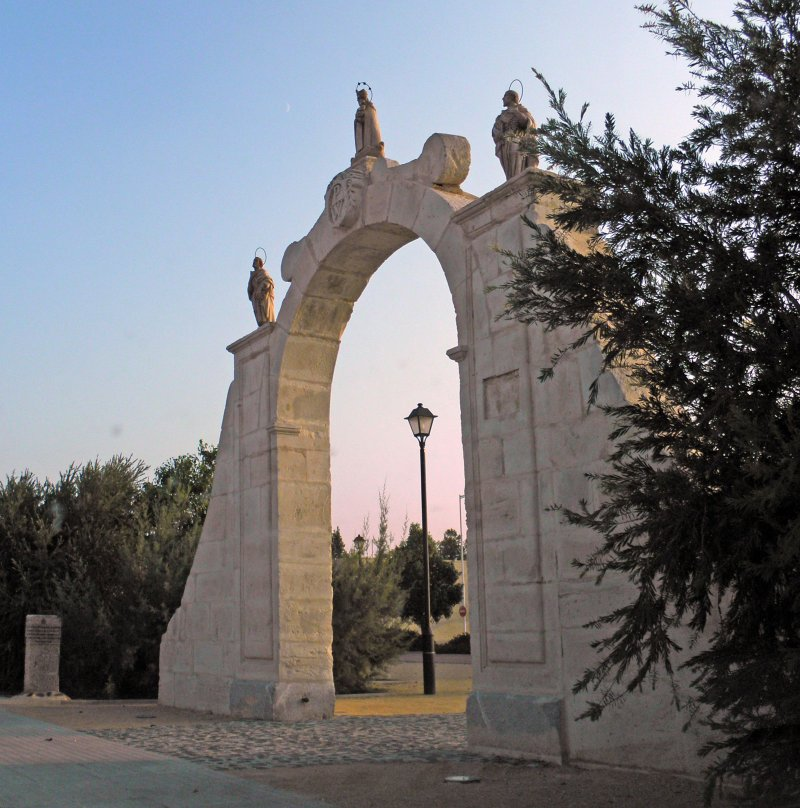
Arco de Los Santicos de Piedra, en San Bartolomé (Orihuela).

Portada construida en el año 1754 daba entrada a una antigua finca rural de la pedanía de San Bartolomé. Además de contener una labra en piedra del escudo de la familia propietaria, el arco se encuentra rematado, como su nombre indica, por dos santos: Abdón y Senén, además de por la Virgen del Remedio A finales de 2009 finalizó ña restauración y trasladado al centro de la pedanía.

#### Puente Romano de la Dehesa de Campoamor
Puente construido durante los años del Imperio romano edificado en piedra de sillar.

#### Vía Augusta
Porción de la famosa Vía Augusta que atraviesa la zona de la Sierra de Escalona en dirección hacia la ciudad murciana de Cartagena (antigua Carthago Nova). En esa misma sierra existen numerosos restos romanos, árabes y de los siglos XVIII, y XIX, así como restos arqueológicos de una construcción monástica de la Edad Media.

#### Barracas huertanas

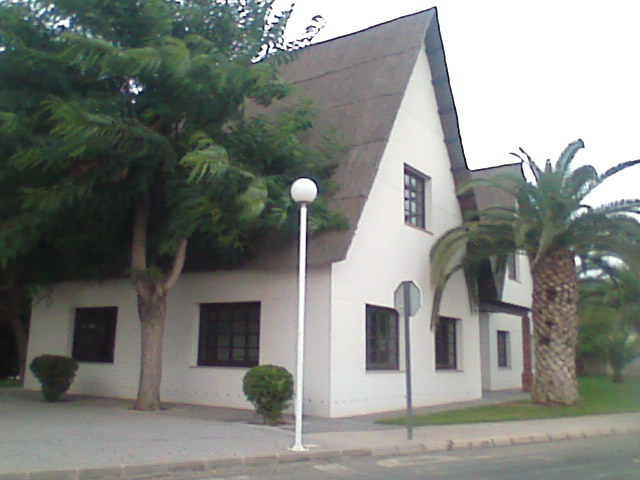
Barracas de la pedanía de Los Desamparados.

A lo largo del término municipal de Orihuela hay un gran número de barracas huertanas que se utilizaban antiguamente o como viviendas o como lugar de almacenamiento de utensilios y demás. Destacan la de la pedanía de Los Desamparados.
Las barracas de Desamparados son de un estilo arquitectónico típico de la huerta valenciana. Están ubicadas en el campus de la Universidad Miguel Hernández de Elche, en las tierras de la anteriormente denominada La Granja. Actualmente albergan oficinas de la universidad.

#### Aljibes de Hurchillo
Se trata de una construcción hídrica con el fin de reservar el agua caída durante la lluvia. La construcción está formada por dos depósitos de agua que antiguamente se utilizaban para abastecer a toda la población de Hurchillo, así como para distribuir la usada en el riego de las tierras cercanas. Fueron construidos en el siglo XIX.
A finales de 2011 el recinto fue restaurado.

## Patrimonio Mueble del municipio
La ciudad de Orihuela, como muestra de su antiguo esplendor ya mencionado, consta de un variado patrimonio mueble. Estos van desde las vajillas, porcelanas, pinturas, archivos, etc. hasta los grandes órganos de los templos oriolanos pasando por su gran admirado Estandarte del Oriol.
El conjunto de órganos oriolano es uno de los más importantes de Europa, poseyendo instrumentos desde el siglo XVII hasta el siglo XX. Muchos de ellos tienen una bella caja decoradas y realizadas en muy diversos estilos, desde el barroco, el neoclasicismo al neogoticismo. Casi todos los órganos se encuentran en templos de la ciudad y algunos en las pedanías.

### Órganos
Destacan los órganos de las iglesias siguientes pero, además de estos órganos de grandes dimensiones, existen numerosos órganos de dimensiones más pequeñas como el de las Clarisas, el de las Agustinas de San Sebastián, el de la Catedral, etc.

#### Catedral de Orihuela

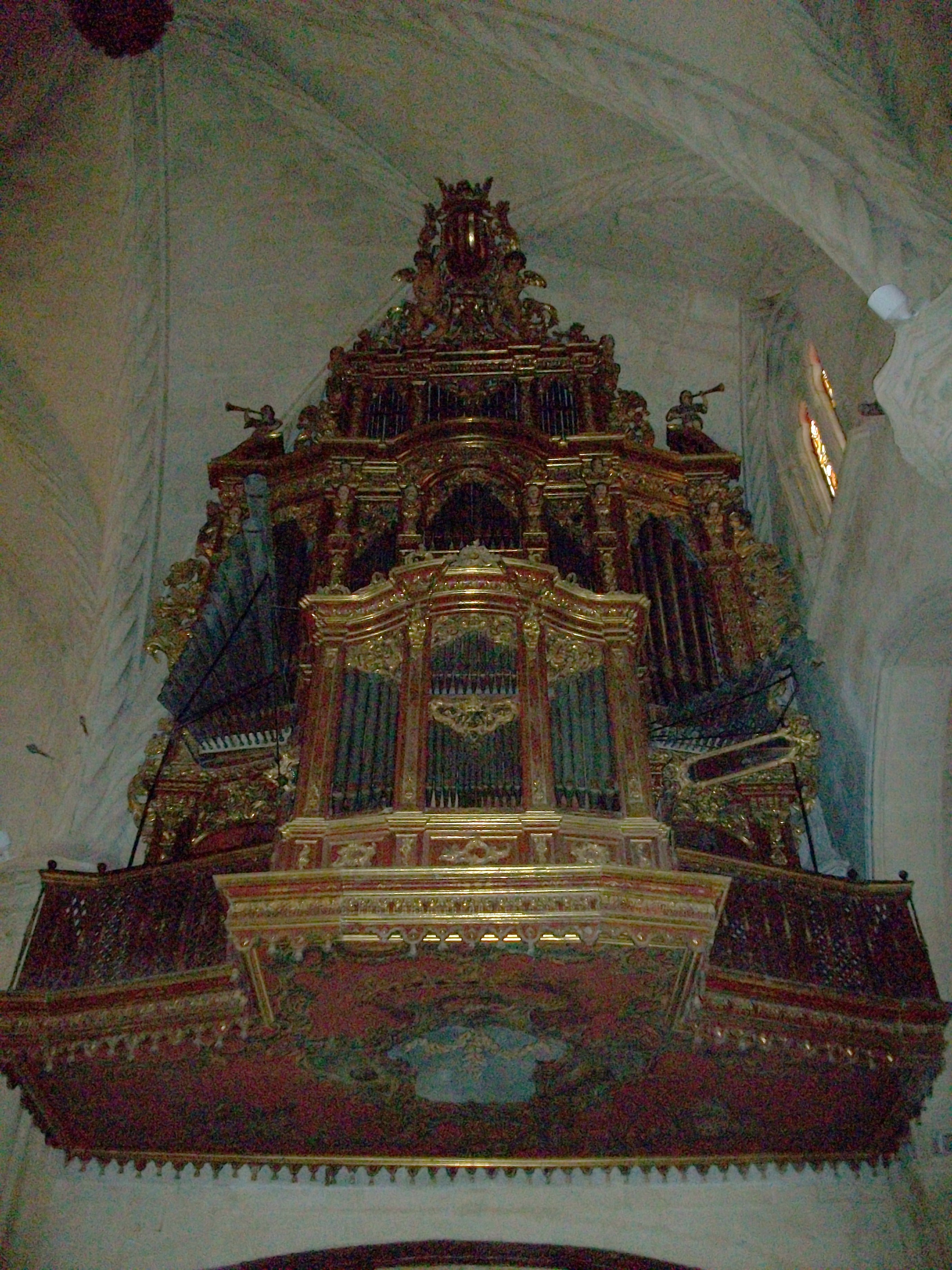
Órgano de la catedral.

Gran Órgano del siglo XVIII realizado en estilo barroco por Matías Salanova y Martín Userralde. Fue reformado para romantizarlo en el siglo XIX. Su caja fue realizada por Jacinto Perales y es de estilo barroco con una profusa decoración, totalmente dorado excepto en algunas partes que fue policromado. Posee dos teclados y doce pedales.

#### Santo Domingo
Órgano que empezó a construirse a finales del siglo XVII y que fue estrenado en 1701. Posee una caja de estilo barroco de factura muy cuidada y bella, siendo un ejemplo maravilloso de la talla en el Reino de Valencia.

#### Iglesia de las Santas Justa y Rufina
Órgano neoclásico construido a finales del siglo XVIII. Poseía unas puertas pintadas, que actualmente se encuentran en el Castillo de Santa Bárbara de Alicante.

#### Iglesia de Santiago
Órgano barroco del siglo XVIII cuya caja fue realizada según un bello diseño que sigue el de los grandes órganos centroeuropeos. Fue decorado con talla y esculturas de ángeles músicos. Está totalmente dorado menos los ángeles y las puertas, consistentes en dos tablas que representan a Santa Cecilia y al rey David.

#### Santuario de Monserrate
Órgano de estilo romántico realizado por el famoso organero Juan Amezua y su hijo Aquilino Amezua en 1872, de Azpeitia (Vizcaya). La caja es de estilo neogótico al natural. Fue decorada con pináculos.

#### Iglesia de la Visitación
Órgano del siglo XIX realizado por el maestro organero Rogel, de Orihuela. Fue realizado para la iglesia de la Merced, pero en 1985 pasó a la Iglesia de la Visitación (RR. Salesas). Su caja es de estilo neogótico.

#### Iglesia de San Agustín
Órgano barroco del siglo XVII, su caja es barroca policromada realizada en este siglo.
Constituye uno de los poquísimo ejemplos de órgano en la provincia de Alicante anterior al siglo XVIII.

#### Iglesia de Ntra. Sra. de los Desamparados
Situada en la pedanía de Los Desamparados, cuenta con un órgano construido por el maestro José Rogel en el siglo XIX. Su caja es de estilo neogótico.

#### Iglesia Parroquial de la Matanza
Iglesia de los Remedios. Posee un órgano de principios del siglo XIX.

### Real y Gloriosa Enseña del Oriol

#### El pendón

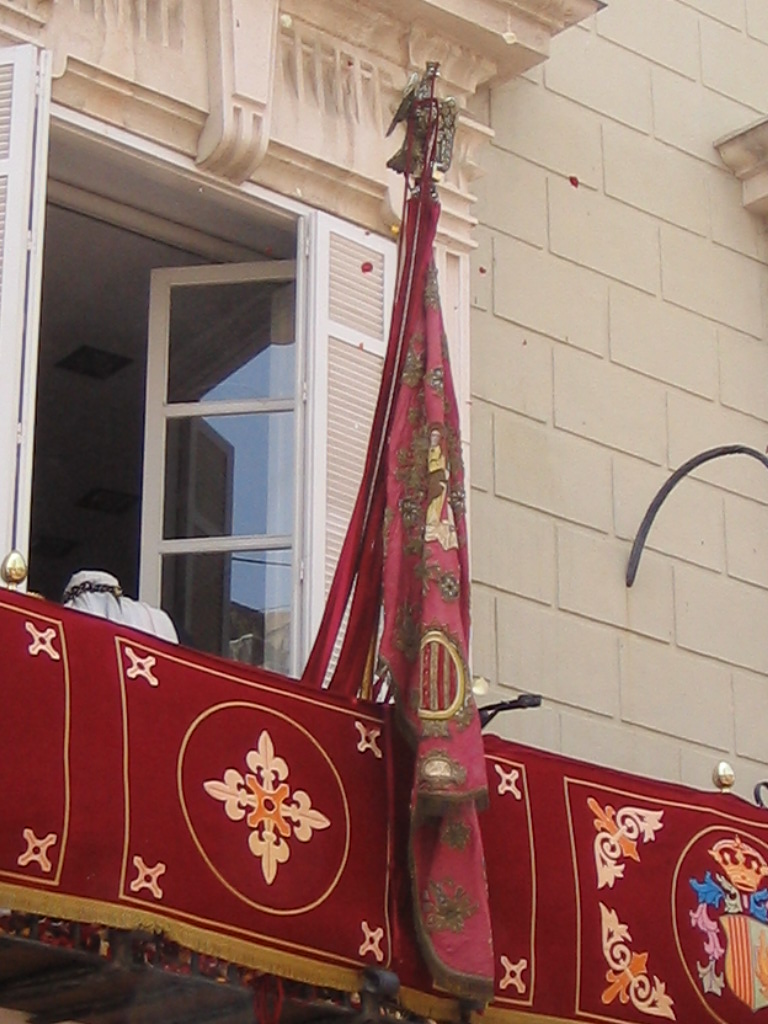
Estandarte colgado en el balcón del ayuntamiento

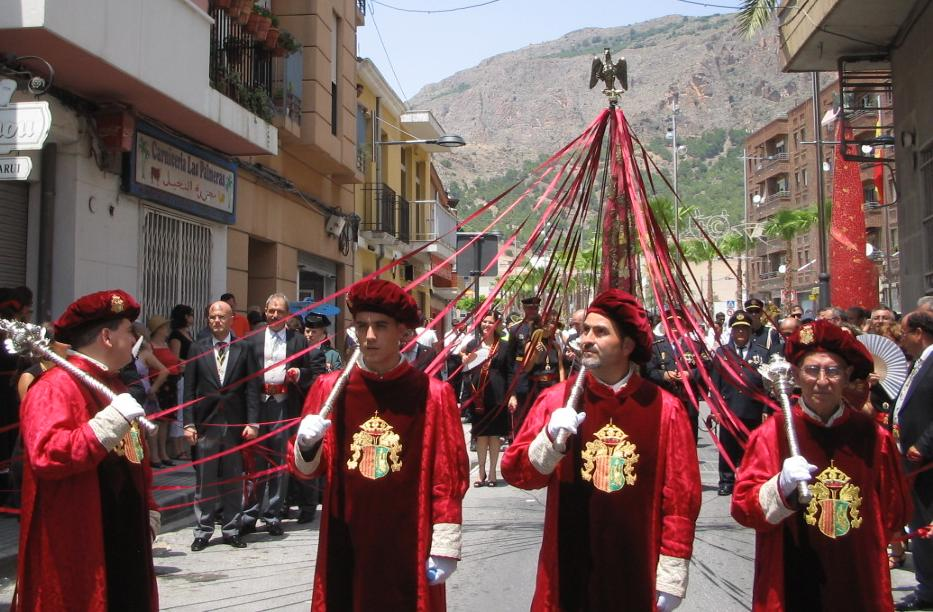
La señera oriolana, portada por el síndico y acompañada por las autoridades municipales. El estandarte siempre va escoltado por los maceros (en primer término).

Se trata de una de las banderas más antiguas de España, incluso más antigua que la señera valenciana. Cada 17 de julio es sacada por el balcón del Ayuntamiento oriolano.
La bandera oriolana cuenta con el privilegio histórico de no inclinarse ante nadie, salvo ante Dios y el Rey de Aragón, actualmente el Rey de España; por ello la bandera está considerada uno de los símbolos de mayor tradición de España. Posee los títulos de Real y Gloriosa.
Actualmente tiene unas dimensiones de 231 cm (sin los flecos) de longitud y anchura de 130 cm. A los 152 cm de longitud la bandera se estrecha formando la lengüeta, con longitud de 79 cm y 42 cm de anchura. Es originaria del siglo XIV y durante su historia se fueron añadiendo diversos ornamentos como bordados, cintas de seda, etc.
El tejido con el que está hecho es un damasco carmesí en ambos lados. Todo su contorno está rematado con flecos dorados de 5 cm Los bordados son de diversas épocas, procediendo gran parte de ellos del siglo XV y XVI, menos el escudo del Rey Felipe V que procede del siglo XVIII. Una vez fue vencida la ciudad y su Gobernación en la guerra de sucesión, el Rey Felipe V mandó bordar su Escudo en la bandera de la ciudad y su Virrey en Valencia raptó la estatua del Oriol coronado de oro que se encontraba en lo alto del asta.
Se tiene conocimiento de dos restauraciones: una realizada en 1957 y otra en actualmente, comenzada en el mes de julio de 2008.
La bandera es diferente por su haz o enverso y su envés.
- Su haz o enverso es, por la importancia de los elementos representados o por el significado esotérico del símbolo, el costado en el que aparecen las armas reales del rey de España acompañado de dos escudos de sinople (el color verde llamado así en heráldica) con un oriol de oro cada uno.[39] El primero concretamente es una reproducción del escudo de armas del rey Felipe V de España y los segundos son el blasón tradicional de la villa de Orihuela.[40]

- En su envés la bandera consta de una reproducción de las Santas Justa y Rufina, que aparecen en el centro de la bandera, orladas y con adornos florales, portando dos palmas, una en la mano derecha de una u otra palma en la mano izquierda de otra. Las santas están posadas sobre nubes.[41] Aparecen también las Armas oriolanas, incluyendo las barras de Aragón.[41]

Ambas caras de completan con una serie de adornos bordados consistentes en 7 "alcarchofes", 8 flores o estrellas y un escudo orlado en pergamino con la inscripción de 1594, fecha de construcción del actual estandarte en el haz o enverso y con 11 "alcarchofes" y 8 flores o estrellas. En la zona extrema del estrechamiento y debajo de las amas de Aragón aparece otro escudo orlado en pergamino con la inscripción "Restaurado en 1957" en el envés.

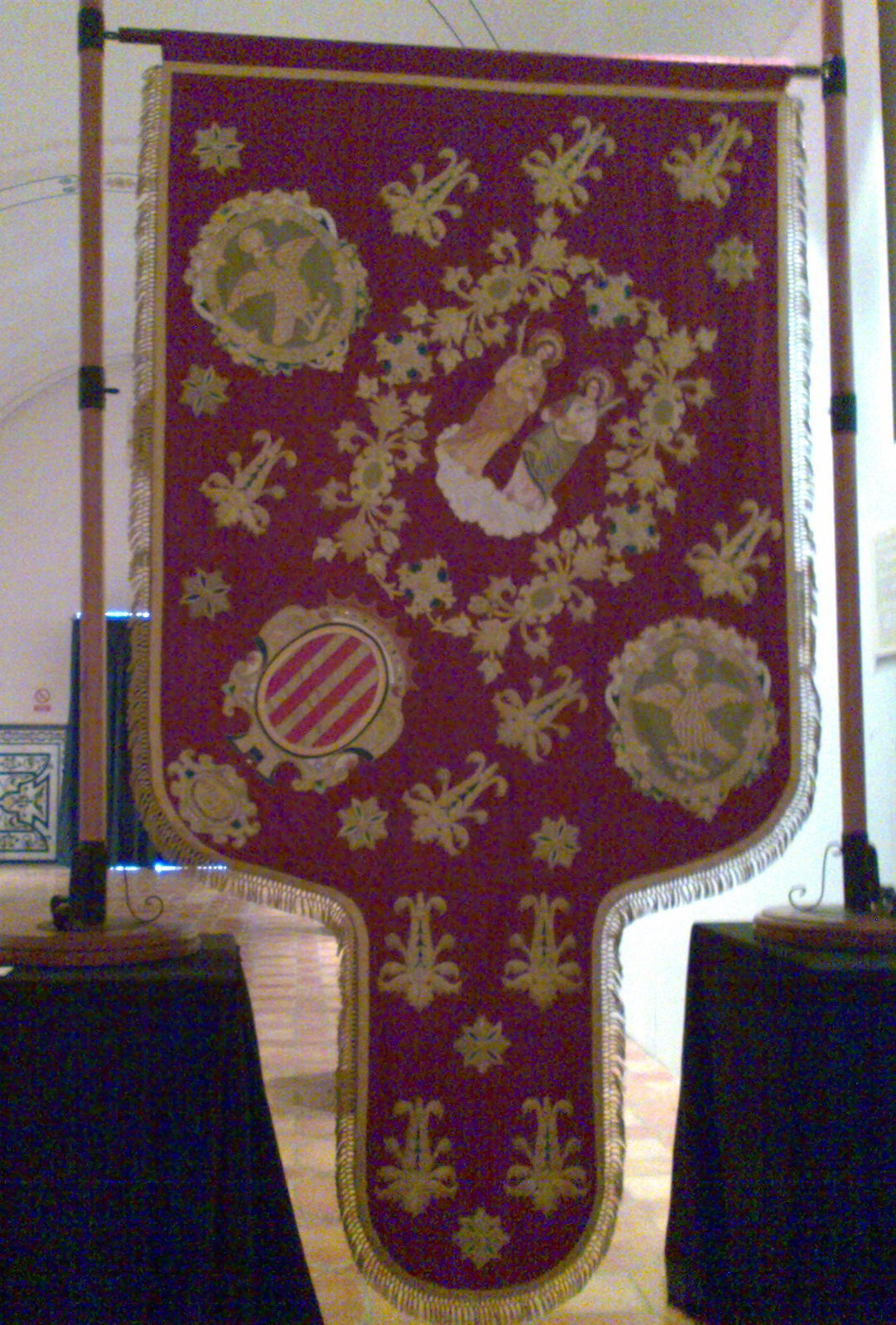
Haz o reverso. (réplica)
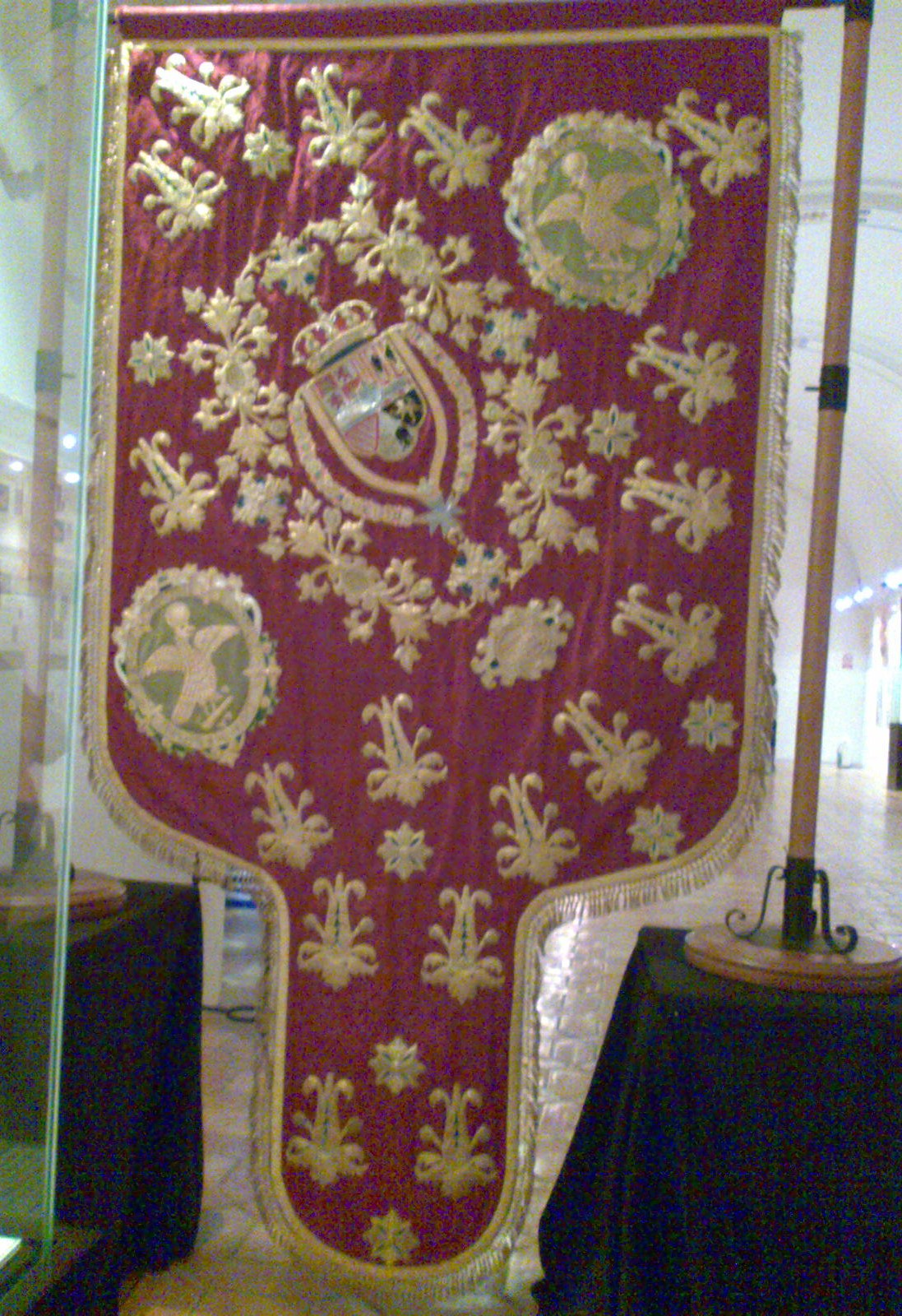
Envés. (réplica)
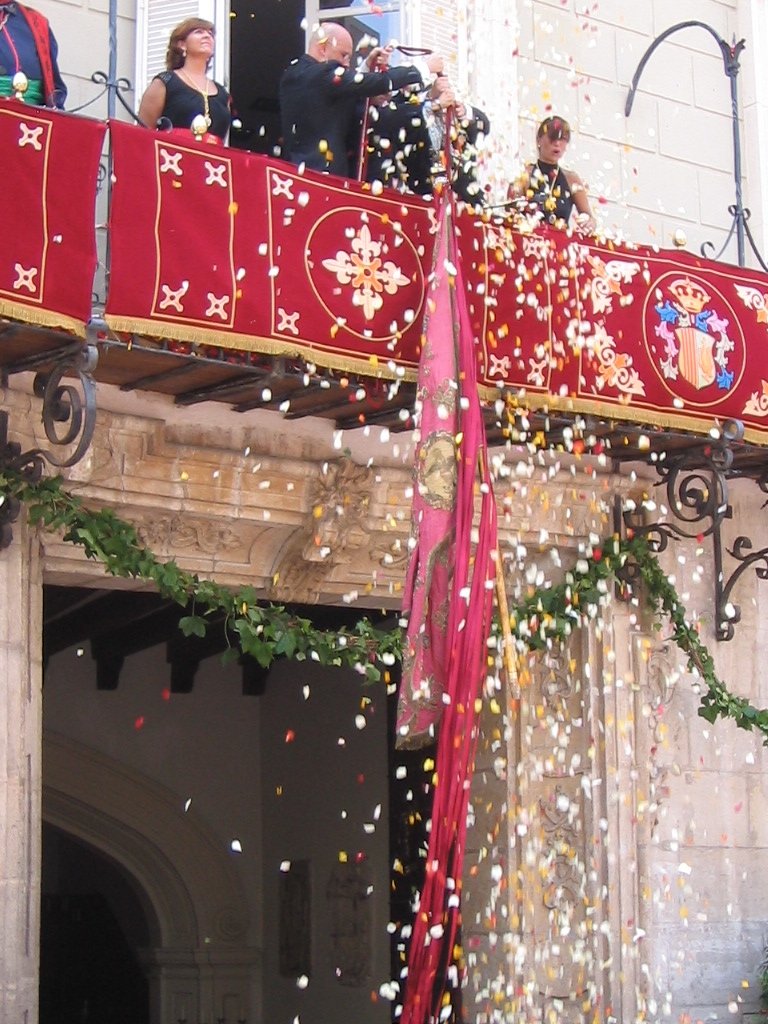
Subida del estandarte por el balcón del ayuntamiento, evitando ser inclinada.

#### El Oriol

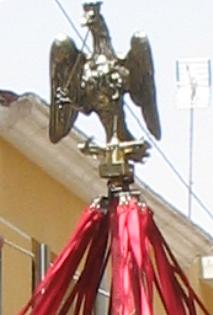
El Oriol.

El Oriol o Herodio se trata de un ave coronado con corona real, con alas a medio desplegar que estudios recientes han relacionado con la oropéndola. Tradicionalmente se la relacionaba con un ave mítica o con un Ave Fénix.
Tiene unas dimensiones de 40 x 27 x 18 centímetros. Aparece con la pata izquierda posada sobre un leño, mientras que con la derecha empuña la espada haciendo honor al lema "Semper ensis vester prevaluit"(Siempre prevalecieron vuestras espadas), lema concedido a la ciudad por el Privilegio Real del Morabatin, por el rey Pedro el Ceremonioso, en honor a la defensa que hizo la ciudad de Orihuela y resistir heroicamente sus más de 4 asedios durante años.
El Oriol es una delicada obra de plata sobredorada, labrada y cincelada realizada por el orfebre oriolano Miguel Ruvira en el año 1732 para sustituir el anterior oriol de madera tallada y dorada, que a su vez sustituía uno anterior que fue robado por el cardenal Belluga (Virrey de Valencia y Murcia) cuando la ciudad capituló en favor de Felipe V y del que se desconoce su paradero.
Actualmente el oriol se halla, por desgracia, en un estado lamentable. Está ennegrecido y prácticamente sin el dorado de la plata, por lo que recientemente fue mandado a restaurar junto al pendón, estando todavía (febrero del año 2009) el proceso en curso.